# Kinh tế Bắc Triều Tiên
Kinh tế Bắc Triều Tiên phản ánh những quan hệ sản xuất, cơ cấu kinh tế và tình hình kinh tế, đời sống tại CHDCND Triều Tiên. Nhìn chung, nền kinh tế CHDCND Triều Tiên là một nền kinh tế công nghiệp với việc sản xuất công nghiệp là hoạt động chính và một nền nông nghiệp gần như tự cung tự cấp do bị cấm vận, đây cũng là một nền kinh tế gần như hoàn toàn thuộc Chính phủ và phát triển theo kế hoạch nhà nước. Quốc gia này có nền kinh tế kế hoạch hóa tập trung cao độ, đất nông nghiệp được tập thể hóa, các ngành công nghiệp đều do nhà nước quản lý dưới hình thức sở hữu nhà nước, công nghiệp nặng được chú trọng đặc biệt, nhất là công nghiệp quốc phòng. CHDCND Triều Tiên được đánh giá là rất giàu tài nguyên thiên nhiên đặc biệt là trữ lượng đất hiếm, các sản phẩm công nghiệp chủ yếu gồm thiết bị quân sự, máy xây dựng, điện hóa chất, khoáng sản, hàng dệt may và chế biến thực phẩm. Sản phẩm nông nghiệp gồm lúa, ngô, khoai tây, đậu đỗ, táo, nấm, các gia súc như trâu, bò, lợn, trứng.
Kinh tế CHDCND Triều Tiên do tính cô lập của nó rất khó khăn để đánh giá một cách toàn diện và chính xác. Chính phủ Triều Tiên không công bố các chỉ tiêu, kết quả kinh tế hàng năm do đó dữ liệu thu thập được thông qua nghiên cứu và ước tính. Truyền thông Phương Tây thường mô tả kinh tế CHDCND Triều Tiên là một nền kinh tế yếu kém, trì trệ và bị cô lập và là một nền kinh tế hiện lao đao vì lệnh trừng phạt và cấm vận của Liên Hợp Quốc cũng như khó khăn do ảnh hưởng từ sự sụp đổ của Liên Xô cũ trong giữa những năm 1990. Trái lại, cũng có một số nhà nghiên cứu như Patrick Maurustin rằng nền kinh tế CHDCND Triều Tiên không quá nghèo nàn và khép kín như người ta tưởng và ông cũng cho nước này có thể phát triển với điều kiện chính sách cải tổ được tiếp tục và "một nhà nước hiện đại" được thiết lập Các nhận định khác cho rằng nền kinh tế CHDCND Triều Tiên vốn dĩ tách biệt với thế giới bên ngoài cho nên khó có thể hình dung được cuộc sống hiện tại của người dân nước này và để đánh giá được khả năng thực sự của nền kinh tế nước này cũng là một điều khó khăn. Chưa kể đến CHDCND Triều Tiên hiếm khi đưa ra thống kê nên số thực của GDP của họ chỉ có thể phỏng đoán tương đối.
Nói chung, kinh tế CHDCND Triều Tiên đang gặp nhiều khó khăn vì không tồn tại cơ chế thị trường đồng thời thường gặp phải thiên tai như hạn hán, lụt lội, lạnh giá. Hơn bất cứ nước nào trên thế giới, CHDCND Triều Tiên áp dụng chính sách điều hành kinh tế bằng những mệnh lệnh từ cấp cao, ít chịu ảnh hưởng của thị trường. Do những sai lầm về chính sách cũng như sự sụp đổ của hệ thống Xã hội chủ nghĩa, sự bao vây cấm vận của Mỹ đã khiếnTriều Tiên từ tụt hậu rồi lâm vào nạn đói những năm 1990, dù nước này vốn từng có thời phát triển hơn cả Hàn Quốc Gần đây nhất là vụ đổi tiền năm 2009 trong Chương trình cải cách tiền tệ được cho là đã xóa sạch các khoản tiết kiệm trong người dân 
Truyền thông của Hoa Kỳ các nước phương Tây và Hàn Quốc thường mô tả rằng nền kinh tế CHDCND Triều Tiên đang đứng trên bờ sụp đổ và điêu tàn Bất chấp lệnh trừng phạt, CHDCND Triều Tiên vẫn có quan hệ ngoại giao và thương mại với hơn 150 nước trong đó có nhiều nước thuộc Liên minh châu Âu (EU). Theo Niên giám các nước trên thế giới của Cục Tình báo Trung ương Mỹ (CIA), kinh tế của CHDCND Triều Tiên là một trong những nền kinh tế tập trung nhất và ít cởi mở nhất thế giới, đồng thời triền miên đối mặt với những vấn đề nan giải về kinh tế. CHDCND Triều Tiên được đánh giá là rất giàu tài nguyên thiên nhiên nhưng sự chi tiêu cho quân sự với quy mô lớn đang làm hao mòn nguồn tài nguyên này.
CHDCND Triều Tiên, với hỗ trợ từ Trung Quốc, đã cải thiện được hệ thống cơ sở hạ tầng trong đó có hạ tầng phục vụ cho hoạt động khai mỏ. Triều Tiên cũng không hẳn phải phụ thuộc vào thị trường chợ đen để có tiền hỗ trợ hoạt động. Triều Tiên vẫn tự hào là một số nơi ở thủ đô Bình Nhưỡng đã trở thành xứ thần tiên xã hội chủ nghĩa Lệnh trừng phạt của Liên Hợp Quốc từng giảm lượng ngoại tệ mạnh mà Triều Tiên nhận được, nhưng những cải cách thị trường diễn ra từ năm 2002 và việc dự trữ những khoản tiền dôi ra, cứu trợ lương thực và nhiên liệu có thể giúp nước ngày có được chỗ dựa để có thể tiếp tục thách thức. Triều Tiên ít nhất có khoảng 2.000 tấn vàng dự trữ, trị giá ít nhất là 8 tỉ USD.
Năm 2011, sau khi Kim Chŏng'ŭn lên nắm quyền thay cha, một số nhà phân tích cho rằng vị lãnh đạo mới sẽ dùng thời gian này để cố gắng thực hiện việc đưa CHDCND Triều Tiên trở thành quốc gia "hùng mạnh và thịnh vượng" vào năm 2012. Nhiệm vụ đặt ra là có biện pháp hồi sinh nền kinh tế và Triều Tiên không muốn từ bỏ hệ thống kinh tế kế hoạch. Việc Triều Tiên bị cấm vận đã làm các khó khăn tăng lên gẩp bội. Nhiều nhận định cho rằng nền kinh tế CHDCND Triều Tiên có thể sẽ trở nên cởi mở hơn dưới chính quyền mới nhất là những định hướng cải cách. Những nhà phân tích khác cũng đồng tình về khả năng ban lãnh đạo mới của CHDCND Triều Tiên có lập trường hợp tác hơn trong vòng đàm phán 6 bên, nhằm đổi lại khoản viện trợ lương thực lớn từ cộng đồng quốc tế vào những năm tiếp theo.
Trong năm 2012, CHDCND Triều Tiên tuyên bố đã đạt được mục tiêu trở thành một nhà nước hùng cường và thịnh vượng. Hiện tại, CHDCND Triều Tiên đang gặp phải nhiều khó khăn để vượt qua lệnh cấm vận. Năm 2013, Triều Tiên đã quyết định bán một số vàng dự trữ cho Trung Quốc nỗ lực để vượt qua cuộc khủng hoảng. Trong các giải pháp cụ thể để xây dựng kinh tế, giải pháp cơ bản nhất được CHDCND Triều Tiên lựa chọn là kết hợp giữa phát động phong trào quần chúng với áp dụng khoa học kỹ thuật công nghệ. Khi cần đến hiệu quả về quy mô nhân lực, CHDCND Triều Tiên đã huy động đông đảo lực lượng quần chúng tham gia phong trào lao động sản xuất, tập trung sức hoàn thành công việc trong một thời gian ngắn, lực lượng quân đội phát huy vai trò "chủ lực" và đi đầu trong nhiệm vụ này. CHDCND Triều Tiên coi trọng giải pháp ứng dụng khoa học kỹ thuật, coi khoa học kỹ thuật hiện đại là khâu trung tâm để phát huy hiệu quả thiết thực.

## Tổng quan

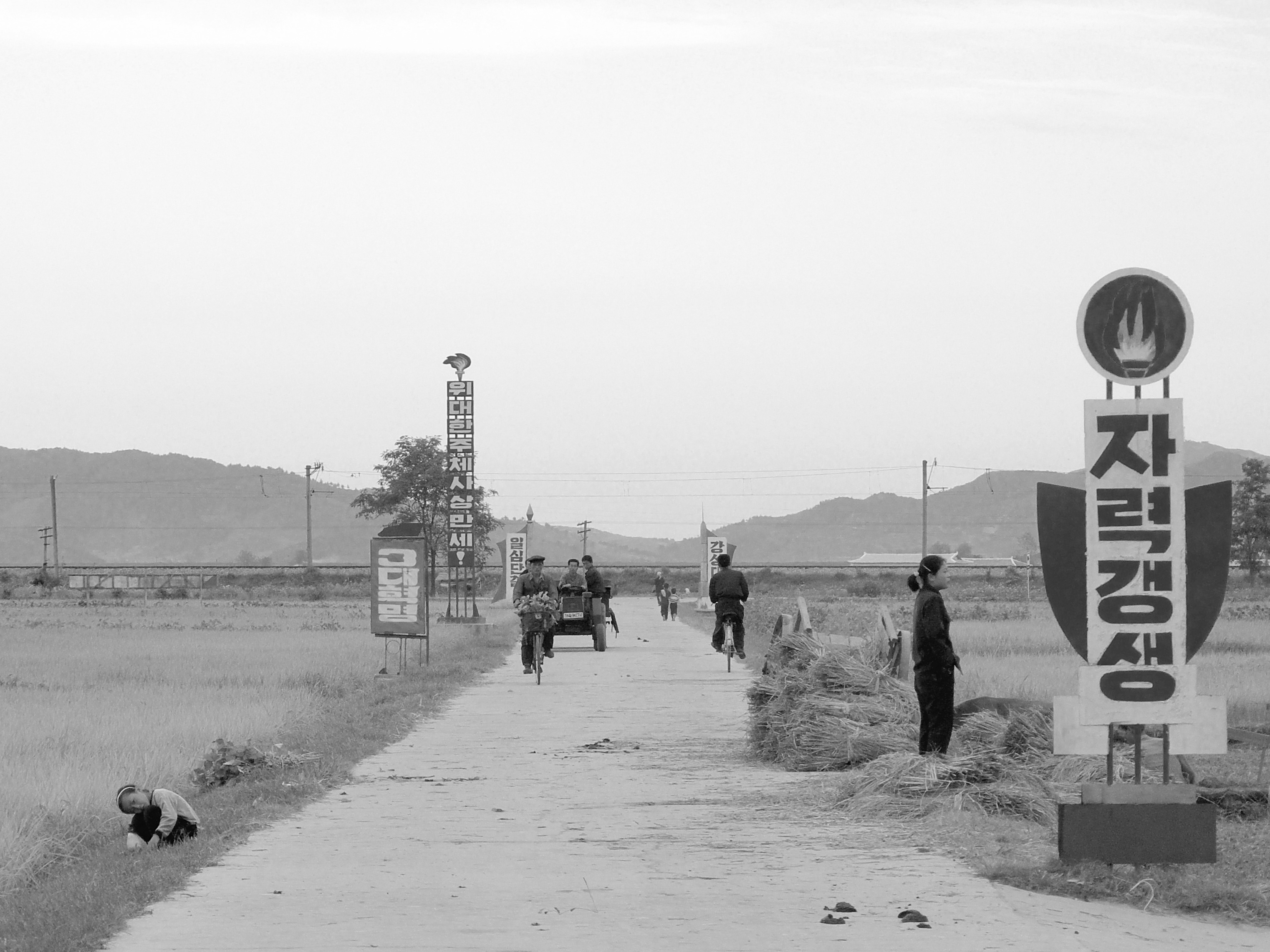
Quang cảnh tại nông trang tập thể Chonsam, Wonsan, CHDCND Triều Tiên

Đất nước và con người Triều Tiên luôn toát lên một vẻ bí ẩn khó đoán, nền kinh tế CHDCND Triều Tiên cũng nằm trong tình trạng đó do mức độ biệt lập cao do đó có nhiều điều lôi cuốn sự quan tâm về tình hình, nguồn thu nhập của đất nước này và câu hỏi CHDCND Triều Tiên kiếm tiền từ đâu luôn được đặc biệt chú ý. Các thông tin về kinh tế của CHDCND Triều Tiên được đánh giá là rất hạn chế và Chính phủ Triều Tiên không bao giờ công bố số liệu thống kê thương mại chính thức cũng như các chỉ số phát triển của mình. Các thông tin thu thập được về nền kinh tế nước này chủ yếu thông qua đánh giá nước ngoài và chỉ mang tính ước đoán.
Các số liệu về kinh tế CHDCND Triều Tiên được thu thập và ấn định thông qua việc điều tra, công bố của các quốc gia và tổ chức liên quan nhất là Cơ quan tình báo Hoa Kỳ - CIA thông qua việc công bố của The World Factbook (là tổ chức cung cấp ấn bản phẩm thường niên của CIA Hoa Kỳ theo kiểu thông tin niên giám về các quốc gia trên thế giới), đồng thời thông qua nhiều đánh giá, nghiên cứu của các chuyên gia kinh tế phương Tây như Tổ chức Kinh tế Angus Maddison, Tổ chức Hợp tác và Phát triển Kinh tế (OECD), Liên Hiệp quốc (FAO, UNICEF)... Đặc biệt, hàng năm Hàn Quốc vẫn công bố những dữ liệu về kinh tế Triều Tiên mà mình thu thập được để so sánh tốc độ tăng trưởng qua các năm nhằm tính toán những chi phí cần thiết cho một cuộc tái thống nhất hai miền, tuy vậy, những con số được ngân hàng trung ương Hàn Quốc đưa ra chủ yếu thông qua các nguồn tin tình báo như từ Cơ quan Tình báo quốc gia Hàn Quốc và các Viện nghiên cứu về miền Bắc của Hàn Quốc hoặc ước chừng, đồng thời thôngtin lại phụ thuộc lớn vào Trung Quốc.
Trong lịch sử, CHDCND Triều Tiên từng được mệnh danh là nước công nghiệp mạnh có thể sánh ngang hàng với Nhật Bản và vượt Hàn Quốc. Thời hoàng kim diễn ra vào thập kỷ 60, 70 thế kỷ XX, CHDCND Triều Tiên đã từng cùng Nhật Bản được coi là hai nước công nghiệp lớn của châu Á, là một trong những quốc gia có trình độ hiện đại hóa cao nhất ở khu vực Đông Á, GDP của Triều Tiên lúc đó không những cao hơn Trung Quốc, mà còn cao hơn cả Hàn Quốc. Nhưng trong cuối thập niên 1980, tình hình kinh tế của CHDCND Triều Tiên lại đi xuống, thiếu lương thực trở thành vấn đề nan giải, kinh tế công nghiệp lại càng tồi tệ hơn.. Đến đầu thập niên 2000, kinh tế CHDCND Triều Tiên khởi sắc hơn, nhưng nước này vẫn chưa thể đạt tới vị thế từng có trong giai đoạn hoàng kim ở thập niên 1970.
Dù có tham vọng tự cung tự cấp theo tư tưởng Chủ thể nhưng CHDCND Triều Tiên đã liên tục phải dựa vào sự hỗ trợ kinh tế từ các quốc gia khác. Về mặt lịch sử, CHDCND Triều Tiên nhận được hầu hết sự giúp đỡ từ Liên bang Xô viết cho tới khi nước này sụp đổ năm 1991. Trong giai đoạn sau cuộc chiến tranh Triều Tiên, CHDCND Triều Tiên dựa vào sự hỗ trợ và các khoản vay từ các quốc gia anh em từ 1953-1963 và cũng phụ thuộc nhiều vào sự hỗ trợ công nghiệp Liên Xô từ 1953-1976. Sau sự sụp đổ của Liên bang Xô viết, nền kinh tế CHDCND Triều Tiên rơi vào khủng hoảng, với những thất bại sau đó trong cơ sở hạ tầng góp phần tạo ra nạn đói trên diện rộng hồi giữa thập niên 1990. Sau nhiều năm kiệt quệ, Trung Quốc đã đồng ý thay thế Liên bang Xô viết trở thành nhà cung cấp và viện trợ chính, với hơn 400 triệu USD hỗ trợ nhân đạo hàng năm. Từ năm 2007, Triều Tiên cũng nhận được các khoản cung cấp dầu nhiên liệu nặng và hỗ trợ kỹ thuật lớn như được cam kết trong khuôn khổ các cuộc đàm phán sáu bên Framework.

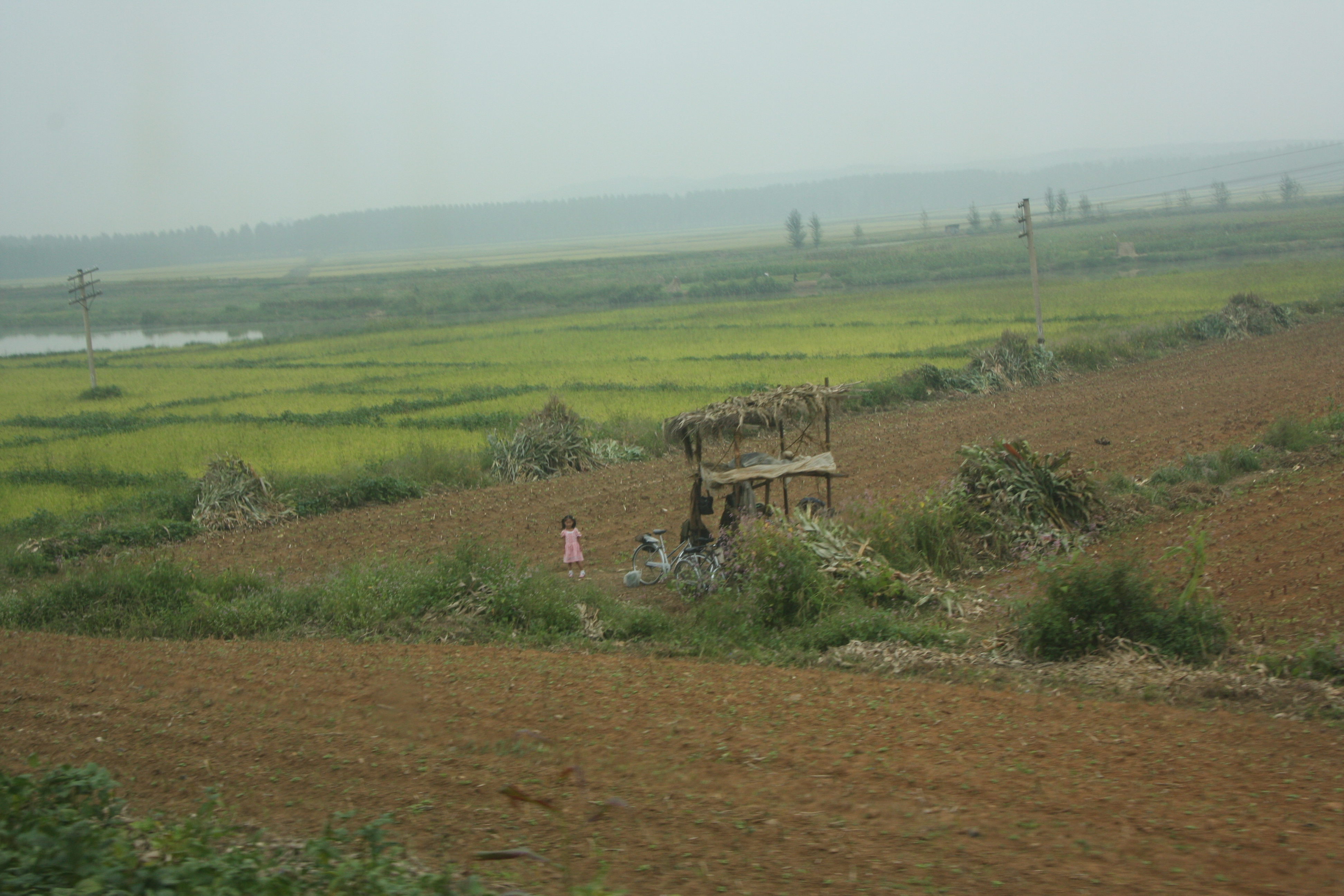
Một thửa ruộng tại CHDCND Triều Tiên

Sự tương phản rõ rệt giữa hai miền Triều Tiên trong phương diện phát triển có thể quy về một yếu tố đó là bản chất và chất lượng của chính quyền. Trong nửa thế kỷ qua, Hàn Quốc đã phát triển như một nền kinh tế toàn cầu và trở thành một cường quốc dẫn đầu khu vực trong khi đó, CHDCND Triều Tiên vốn từng có thời phát triển hơn nhưng về sau lại bị suy sụp và bị tụt lại phía sau. Nền kinh tế CHDCND Triều Tiên chủ yếu tập trung vào hai mảng công nghiệp và nông nghiệp. Hoạt động thương nghiệp chủ yếu thực hiện bởi các doanh nghiệp nhỏ. Thủ đô Bình Nhưỡng là nơi có nền kinh tế khá hơn cả. Một số dự án khác có hợp tác với Hàn Quốc như khai thác tại khu công nghiệp Kaesong. Hàng năm, Ủy ban Kế hoạch Trung ương chuẩn bị, giám sát và thực hiện các kế hoạch kinh tế, trong khi một Văn phòng Tổng Công nghiệp tỉnh trong các khu vực chịu trách nhiệm về việc quản lý các cơ sở sản xuất địa phương, sản xuất, phân bổ nguồn lực và bán hàng.
Mặc dù vậy, CHDCND Triều Tiên vẫn đi theo chính sách kinh tế biệt lập và theo đuổi chương trình hạt nhân gây tranh cãi, hậu quả là nền kinh tế nước này vẫn liên tục gặp không ít khó khăn. Nền kinh tế CHDCND Triều Tiên gần như đứng im, và trong thập niên 1990 nước này vẫn chưa sản xuất đủ lương thực cho người dân và phải cần tới sự giúp đỡ của Trung Quốc và Nga Tình hình càng thêm khó khăn khi cộng đồng quốc tế gia tăng các biện pháp trừng phạt khi nước này thử hạt nhân và tên lửa hồi khiến việc tiếp cận các nguồn vốn quốc tế của Triều Tiên bị hạn chế
Theo đánh giá vào năm 2011, CHDCND Triều Tiên là nền kinh tế tập trung và kém hội nhập nhất trên thế giới và tình trạng kinh tế hiện nay của CHDCND Triều Tiên là không tốt mặc dù trong thập niên 1970, nước này từng là một trong hai quốc gia công nghiệp chính tại châu Á, có trình độ tương đương Nhật Bản, nhưng hiện tại GDP bình quân đầu người chỉ đạt 1.800 USD mỗi năm và 25% dân số bị thiếu dinh dưỡng. CHDCND Triều Tiên là một trong những quốc gia ít cởi mở nhất thế giới với rất nhiều vấn đề mãn tính về kinh tế. Ngành công nghiệp CHDCND Triều Tiên bị sa sút trong nhiều năm, chi phí quân sự lớn đã rút đi tài nguyên cần thiết cho đầu tư và tiêu dùng của người dân. Sau một năm nhà lãnh đạo trẻ tuổi Kim Jong-un lên điều hành đất nước thay cho người cha, CHDCND Triều Tiên đã có những chuyển biến tích cực về kinh tế. Khi cố lãnh đạo nước này, ông Kim Jong-il, qua đời tháng 12 năm 2011, ông đã để lại cho con trai một nền kinh tế kiệt quệ. Nhưng nhà lãnh đạo mới Kim Jong-un đã kêu gọi có những biện pháp chuyển hướng mạnh mẽ trong việc cải thiện tình trạng nghèo nàn của nền kinh tế. Mặc dù vậy, để có nguồn vốn xây dựng nền kinh tế, CHDCND Triều Tiên đã phải bán một lượng vàng dự trữ cho Trung Quốc để nhằm cứu vãn tình thế, năm 2013, CHDCND Triều Tiên đã bán hơn 2 tấn vàng cho Trung Quốc để thu về 100 triệu USD dù phải đi ngược lại chỉ thị không bao giờ được bán vàng dự trữ quốc gia của Kim Nhật Thành.
Cũng có những nhìn nhận khác từ bên ngoài đánh giá lại tình hình Triều Tiên, theo đó, CHDCND Triều Tiên không quá nghèo nàn và khép kín như người ta tưởng. Hàng nhập khẩu từ Trung Quốc vào CHDCND Triều Tiên chiếm 67,2% tỷ lệ nhập khẩu của nước này, từ Hàn Quốc là chiếm 19,4% và từ Liên minh châu Âu (EU) là 3,6%. Hàng xuất khẩu của CHDCND Triều Tiên đi Trung Quốc chiếm 61,6%, đi Hàn Quốc chiếm 20% và đi EU chiếm 4%. Danh sách các đối tác kinh tế quan trọng đến từ Trung Quốc, Ấn Độ, Indonesia, Thái Lan. Ở CHDCND Triều Tiên, công việc khó khăn nhất là giải quyết nạn đói đã được thực hiện xong. Nông dân đã có thể giữ lại sản phẩm mình làm ra để lo cho gia đình và bán ra thị trường thay vì nộp lại toàn bộ cho nhà nước và hưởng theo chế độ phân phối. Nạn đói ở CHDCND Triều Tiên đang dần được giải quyết. CHDCND Triều Tiên thậm chí có trở thành "con rồng nhỏ" của châu Á nếu cứ tiếp tục đà cải cách này và đồng thời, thiết lập được "một nhà nước hiện đại". Tuy nhiên, khó khăn đối với chế độ Bình Nhưỡng không chỉ có kinh tế mà còn cả về mặt ý thức hệ và pháp lý.

## Chính sách
Hơn bất cứ nước nào trên thế giới, CHDCND Triều Tiên áp dụng chính sách điều hành kinh tế bằng những mệnh lệnh từ cấp cao, ít chịu ảnh hưởng của thị trường, tuy nhiên trong bối cảnh nền kinh tế trì trệ trong nhiều thập kỷ do chính sách kế hoạch tập trung và những vấn đề hàng đầu trong thay đổi chiến lược của Bình Nhưỡng, sự kiệt quệ của nền kinh tế và khả năng phục hồi kém mà các nhà lãnh đạo CHDCND Triều Tiên đang dần dần áp dụng chính sách mở cửa để thu hút đầu tư nước ngoài. Chiến lược chính là thúc đẩy phát triển các khu kinh tế thương mại tự do gần khu vực biên giới đã được lập ra trước đây đồng thời Triều Tiên do kiệt quệ kinh tế nên luôn dọa chiến tranh tổng lực nhằm tạo áp lực, yêu sách viện trợ.
Trước đây, CHDCND Triều Tiên thực hiện kế hoạch phát triển kinh tế trong giai đoạn hơn mười năm, nước này đã ra sức phấn đấu xây dựng đất nước và bước đầu đạt được một số thành tựu. Năm 1990, Đảng Lao động Triều Tiên đã tổ chức động viên toàn thể nhân dân bước vào công cuộc xây dựng đất nước, đưa ra đường lối xây dựng kinh tế trong đó ưu tiên phát triển công nghiệp quốc phòng, đồng thời thúc đẩy phát triển công nghiệp nhẹ và nông nghiệp, để có thể bảo đảm mục tiêu xây dựng đất nước giàu mạnh ngay trong vòng bao vây cô lập và cấm vận của các thế lực thù địch.
Để tăng năng suất nông nghiệp và công nghiệp, kể từ những năm 1960, Chính phủ CHDCND Triều Tiên đã thử áp dụng một số hệ thống quản lý như hệ thống làm việc Taean. Tăng trưởng GDP của CHDCND Triều Tiên chậm nhưng ổn định, mặc dù trong những năm gần đây tốc độ tăng trưởng đã dần dần tăng tốc lên với 3,7% trong năm 2008 tốc độ nhanh nhất trong gần một thập kỷ, phần lớn là do một sự tăng trưởng mạnh 8,2% trong lĩnh vực nông nghiệp. Năm 2008, CHDCND Triều Tiên đã ra lệnh đóng cửa trường đại học và yêu cầu sinh viên nghỉ học trong một năm để tái thiết kinh tế, các trường đại học bị đóng cửa trong 10 tháng khi các sinh viên được huy động tham gia các công việc ở trang trại, nhà máy và công trường xây dựng và điều này là chỉ dấu cho rằng nước này đang huy động mọi nguồn lực để giải quyết cuộc khủng hoảng lương thực và những vấn đề kinh tế của nước này.
Trong thời điểm hiện nay, phần lớn nền kinh tế CHDCND Triều Tiên đang trong thời kỳ khó khăn, nhưng các nhà phân tích cho rằng, dù là nước nghèo về kinh tế, CHDCND Triều Tiên vẫn có thể tạo nhiều cơ hội đầu tư cho các doanh nghiệp nước ngoài một khi mở cửa. Cơ hội đặc biệt lớn với các lĩnh vực như xây dựng, phát triển cơ sở hạ tầng, bất động sản... thị trường với 23 triệu dân của CHDCND Triều Tiên còn đang thiếu cả những hàng hóa cơ bản nhất. Kể từ giữa năm 2002, chương trình cải cách từng phần của Triều Tiên đã làm tăng vai trò của thị trường trong nền kinh tế. Mặc dù hiện nay nước này chưa chính thức công bố chính sách tư nhân hoá các trang trại và công ty quốc doanh, nhưng một số đạo luật đã được ban hành để đưa đất nước phát triển theo hướng kinh tế thị trường. Triều Tiên từng tuyên bố sẽ mở một đặc khu kinh tế trên hai hòn đảo gần biên giới với Trung Quốc điều đó cho thấy cũng đã có những dấu hiệu manh nha của kinh tế thị trường tại Triều Tiên.
Sau những vụ bắn thử tên lửa và thử hạt nhân, CHDCND Triều Tiên đã bị Liên Hợp Quốc trừng phạt về kinh tế và rất cần đến Trung Quốc hỗ trợ. Trung Quốc cũng đã tìm cách thuyết phục CHDCND Triều Tiên tiến hành các cải cách kinh tế, thế nhưng, lãnh đạo CHDCND Triều Tiên rơi vào tình thế nan giải. Một mặt, các cuộc cải cách có thể giúp cải thiện tình hình kinh tế, nhưng mặt khác, điều này buộc chế độ CHDCND Triều Tiên phải từ bỏ chính sách chạy đua vũ trang, vốn vẫn được Bình Nhưỡng xem là bức tường rào ngăn cản mọi âm mưu tấn công nước này.

### Tư tưởng chủ thể
Cũng như tất cả các mặt của đời sống xã hội CHDCND Triều Tiên, lĩnh vực kinh tế nước này cũng chịu ảnh hưởng của Tư tưởng Chủ thể (Juche) trong đó nhấn mạnh tính tự lập, tự chủ, tự lực, tự cường, tự túc, tự cấp. Kim Nhật Thành đưa ra khẩu hiệu Chủ thể vào ngày 28 tháng 12 năm 1955, đến năm 1996 thì bổ túc thêm nguyên tắc Tiên quân (先軍, songun, có nghĩa là quân đội trước tiên) làm một phần của thuyết Chủ thể. Các nguyên tắc đó là:
- Độc lập về chính trị (chaju, Hán Việt: Tự chủ)
- Tự chủ về kinh tế (charip: Hán Việt: Tự lập)
- Tự vệ về quốc phòng (chawi: Hán Việt: Tự vệ)

Trong lịch sử CHDCND Triều Tiên, một trong những hành động áp dụng có mục đích đầu tiên của Chủ thể là kế hoạch 5 Năm (1956-1961), cũng được gọi là Phong trào Chollima, dẫn tới Phương pháp Chongsan-ri và Hệ thống Làm việc Taean. Kế hoạch 5 năm có mục tiêu đẩy nhanh phát triển kinh tế CHDCND Triều Tiên, với trọng tâm công nghiệp nặng, để đảm bảo sự độc lập chính trị khỏi cả Liên bang Xô Viết và chế độ Mao Trạch Đông tại Trung Quốc. Tuy nhiên, Phong trào Chollima cũng áp dụng chính sách tập trung nhà nước tương tự như điều gắn liền với Kế hoạch 5 năm lần thứ Nhất của Liên Xô năm 1928. Chiến dịch này trung khớp với và một phần dựa trên Kế hoạch 5 năm lần thứ 1 và Đại nhảy vọt của Mao. CHDCND Triều Tiên có lẽ đã tránh được những thảm hoạ của cuộc Đại Nhảy Vọt.

Kim Nhật Thành (phải) và con trai Kim Chính Nhật

Mục tiêu cao nhất của Triều Tiên là thống nhất bán đảo và dân tộc Triều Tiên, mọi nỗ lực của đất nước và người dân đều nhằm phục vụ cho mục đích này. Tuy nhiên, để thực hiện mục tiêu thì nước này phải đối diện với những đối thủ rất mạnh là Hàn Quốc và Hoa Kỳ. Do vậy, CHDCND Triều Tiên thi hành chính sách kinh tế Tiên quân (Songun), nghĩa đen là quân sự trước hết. Theo Thông tấn xã KCNA của CHDCND Triều Tiên giải thích như sau:
"Chính sách Songun của Đảng Công nhân Triều Tiên thể hiện phương thức chính trị Xã hội chủ nghĩa đem lại lợi ích nhất, qua đó tình yêu thương nhân dân được cụ thể hóa trọn vẹn. Chính sách Songun là phương thức chính trị của nền độc lập chống lại chủ nghĩa đế quốc, vốn đòi hỏi bảo vệ số phận nhân dân bằng vũ khí.
Chính sách này là một phương thức chính trị chính đáng nhằm tăng sức mạnh cho quân đội cách mạng thành một quân đội vô địch và có khả năng quét sạch không thương tiếc bọn đế quốc xâm lược. Chính vì thế chính sách này được quần chúng nhân dân đang khao khát giữ gìn độc lập hậu thuẫn tuyệt đối". 
Với chính sách Tiên quân, CHDCND Triều Tiên hiện có đội quân hùng mạnh thứ 5 thế giới, với 1,2 triệu binh sĩ. Để tăng cường khả năng quốc phòng, ban lãnh đạo CHDCND Triều Tiên tập trung nguồn lực quan trọng cho các mục đích quân sự. Theo đó, hơn 1/4 ngân sách nhà nước được chi cho quân đội. Điều này được thực hiện bất chấp thực tế phức tạp của thập niên 1990, khi nạn đói xảy ra nghiêm trọng tại Triều Tiên.
Năm 2009, Hiến pháp CHDCND Triều Tiên có sự thay đổi mới, theo hướng tăng cường hơn nữa vai trò của giới quân sự trong tất cả các lĩnh vực đời sống. Như vậy, CHDCND Triều Tiên đã tạo lập một cơ sở pháp lý rộng rãi cho việc quân sự hóa đất nước hơn nữa, cho quyền lực vô hạn của bộ máy quân sự, đồng thời sử dụng lực lượng vũ trang như là quân đội của lãnh tụ tối cao của đất nước.
Tất cả đời sống kinh tế và xã hội được xây dựng trên mô hình quân sự. Quá trình quân sự hóa đất nước đã đạt được kết quả nhất định. Bộ máy tuyên truyền, vai trò của nó được chuyển giao cho Đảng Lao động Triều Tiên, hoạt động với các khái niệm như: Bảo vệ lãnh tụ, Tinh thần quân nhân cách mạng, Chiến đấu thần tốc, Cả nước là một mặt trận, mỗi huyện, xã là một pháo đài, Chiến đấu tới cùng, Đế quốc Mỹ là kẻ thù chung của chúng ta... Quân đội nhân dân Triều Tiên tuyên bố là quân đội của lãnh tụ và đảng. Sau khi Kim Chính Nhật qua đời, CHDCND Triều Tiên đã tuyên bố rõ ràng nước này vẫn thực hiện chính sách songun - ưu tiên quân sự hàng đầu - theo đó quân đội được ưu tiên hơn bất kỳ mọi lực lượng khác.

### Cải cách
Năm 2002, CHDCND Triều Tiên từng thực hiện một số biện pháp cải cách kinh tế, trước hết tập trung vào giá, lương tiền, quản lý kinh tế với mục đích xoá dần chế độ bao cấp, làm sống động nền kinh tế, nâng cao đời sống (xóa tem phiếu, tăng lương từ 12-20 lần, tăng giá hàng, tăng tính chủ động cho cơ sở, cho phép mở một số chợ trong cả nước. Chính phủ CHDCND Triều Tiên cũng tuyên bố sẽ tạo cơ hội cho các công ty trong nước liên doanh và hợp tác với các tổ chức quốc tế và quốc gia nước ngoài. Năm 2010, Ủy ban Quốc phòng Triều Tiên đã quyết định thành lập Ngân hàng Phát triển Quốc gia, chọn tập đoàn đầu tư CHDCND Triều Tiên Daepoong như cửa ngõ thu hút đầu tư quốc tế vào ngân hàng này. Bên cạnh đó, Bình Nhưỡng cũng thành lập tập đoàn phát triển đầu tư Pyeonggon. Tập đoàn này có nhiệm vụ tìm kiếm nhà đầu tư cho dự án xây dựng 100 nghìn căn hộ tại Bình Nhưỡng và thu hút đầu tư quốc tế vào các ngành nông nghiệp, chế tạo sản xuất và tài chính của Triều Tiên.

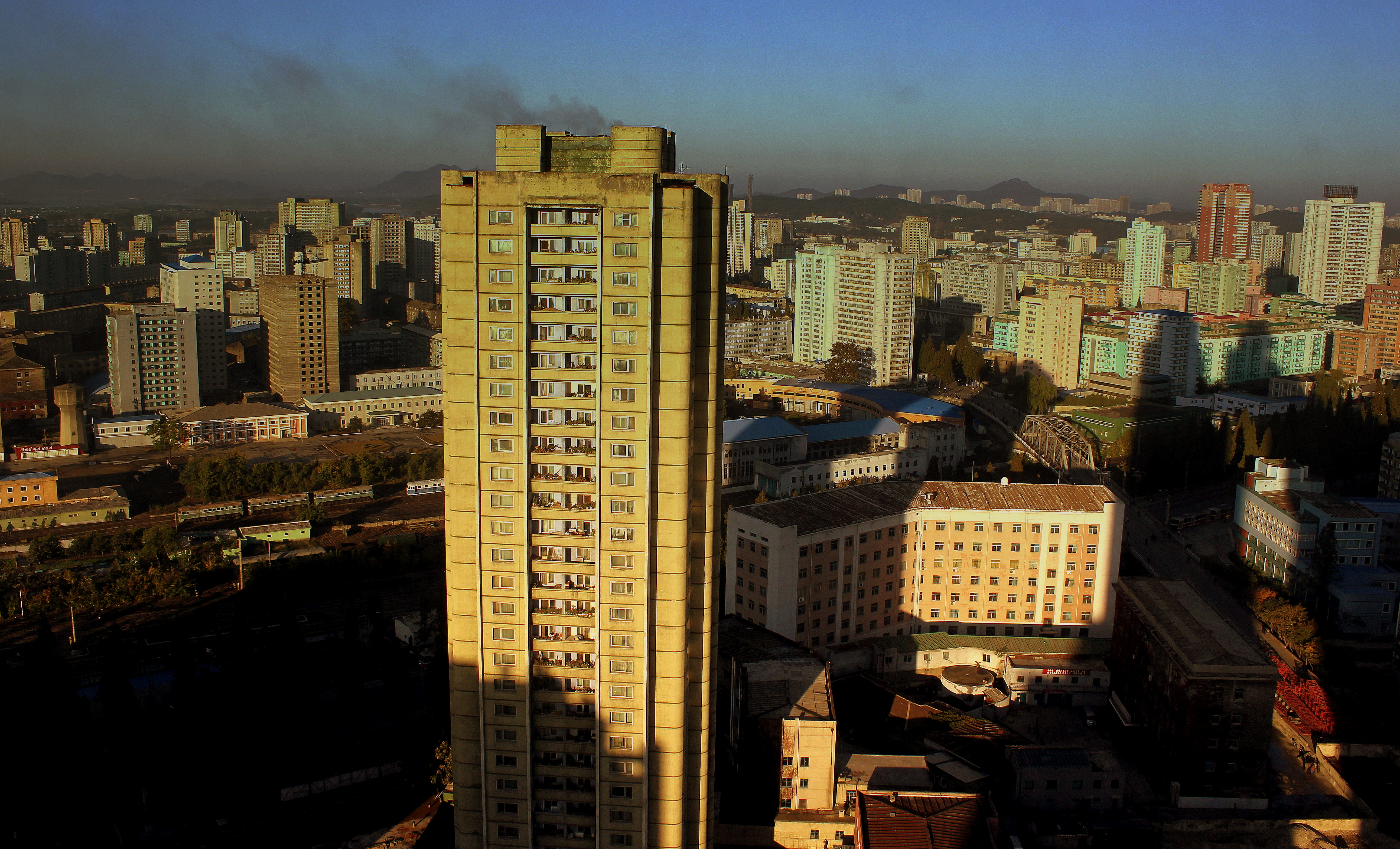
CHDCND Triều Tiên trước ngưỡng cửa đổi mới với những chính sách thay đổi trong nông nghiệp, kinh doanh đặc biệt là về phân phối thu nhập

Vào cuối tháng 7 đầu tháng 8 năm 2012, có thông tin về kế hoạch kinh tế cải cách có thể sắp được thực hiện của CHDCND Triều Tiên. Nội dung của kế hoạch này được cho là tăng cường tính tự chủ và khuyến khích cho người dân trong các lĩnh vực nông nghiệp và kinh doanh. Trước đó, Chính phủ CHDCND Triều Tiên đã bãi bỏ lệnh cấm đi giày cao gót hoặc đeo hoa tai ở nơi công cộng đối với phụ nữ, cho phép các cửa hàng ăn bán đồ đặc trưng của phương Tây như bánh pizza. Mặc dù vậy, chi tiết cụ thể và phương hướng thực hiện kế hoạch cải cách kinh tế vẫn không được công bố, có một vài tiến bộ ở lĩnh vực nông nghiệp, nhưng các cải cách kinh tế cơ bản vẫn vắng bóng, Triều Tiên tiếp tục trong tình trạng lạm phát cao và thiếu hụt nguồn cung hàng hóa các loại.
Trước đây, CHDCND Triều Tiên thường tập trung tất cả các nguồn tài nguyên và tiền bạc để xây dựng lực lượng quân đội. Khi đã sở hữu vũ khí hạt nhân (dù ở mức độ nào đó), họ không cần tập trung cho quốc phòng nữa mà thay vào đó là phát triển kinh tế. Chiến lược mới mà nhà lãnh đạo Triều Tiên Kim Jong-un đưa ra mới đây hoàn toàn khác biệt với chính sách cân bằng giữa kinh tế và quân đội mà Kim Nhật Thành đã thực thi trong những năm 60 của thế kỷ XX cũng như chính sách tiên quân chính trị kết hợp với phát triển lĩnh vực nông nghiệp và công nghiệp nhẹ mà Kim Jong-il đã thực hiện trước đó
Vào năm 2013, Thông điệp năm mới mà Kim Jong-un đưa ra là những tín hiệu về sự thay đổi cơ bản trong chính sách để Triều Tiên khởi động một tiến trình cải cách kinh tế. Trong thông điệp này, Kim Jong-un đã kêu gọi những nỗ lực toàn diện để đưa đất nước trở thành một người khổng lồ về kinh tế. Ông đã tuyên bố rằng nhiệm vụ quan trọng nhất của CHDCND Triều Tiên là "xây dựng một nền kinh tế khổng lồ" hướng tới "tăng sản lượng nhanh chóng, ổn định và cải thiện điều kiện sống cho người dân" Nhiều dự báo cho thấy đang có một kế hoạch tổng thể trong đó Triều Tiên muốn mở cửa nền kinh tế ngay trong năm, trước đó, Triều Tiên đã không ít lần phát đi những dấu hiệu cải cách nền kinh tế của nước này. Sau đó, trong một bài phát biểu Kim Jong-un đã khẳng định quyết tâm sẽ không để người dân CHDCND Triều Tiên không phải thắt lưng buộc bụng thêm nữa và Bình Nhưỡng tuyên bố thực hiện song song hai chính sách đẩy mạnh phát triển kinh tế và xây dựng năng lực hạt nhân. Song song với các biện pháp cải cách nông nghiệp, CHDCND Triều Tiên cũng đang tiến hành các biện pháp cải cách tiền lương, theo đó, các doanh nghiệp được phép dùng một phần thu nhập của mình để trả thêm lương, thưởng cho công nhân. Tuy nhiên, giới chức CHDCND Triều Tiên cho biết các phương pháp quản lý kinh tế mới không phải dấu hiệu cho thấy CHDCND Triều Tiên đang áp dụng hệ thống kinh tế thị trường tự do tư bản chủ nghĩa.
Thực tế cho thấy Kim Jong-un đang thực hiện cải cách nông nghiệp và kinh tế, sau khi bãi toàn bộ chức vụ của tổng tham mưu trưởng quân đội Ri Yong-ho do ông này phản đối kế hoạch. Ban lãnh đạo ở Bình Nhưỡng đã lập một ủy ban cải cách, nhằm nắm lấy quyền kiểm soát nền kinh tế vốn ở trong tay quân đội, ngoài ra, chuyến thăm của ông Jang Song Thaek tới Trung Quốc tháng 8 năm 2012 cũng gây chú ý bởi được cho là nhằm mục đích học tập kinh nghiệm phát triển kinh tế của Trung Quốc. Cũng trong chuyến thăm này, ông này đã kêu gọi Trung Quốc đầu tư vào các đặc khu kinh tế nằm giữa biên giới hai nước.
Một trong những giải pháp mà CHDCND Triều Tiên đã và đang thực hiện là việc Quốc hội nước này đã quyết định tái sử dụng nhà cải cách kinh tế Pak Pong-ju làm Thủ tướng Chính phủ đã cho thấy rõ mục tiêu khôi phục và phát triển nền kinh tế quốc gia. Việc Bình Nhưỡng cũng đã bổ nhiệm ông Pak Pong Ju vào vị trí Thủ tướng đã làm gia tăng những hy vọng sẽ có những cải tổ rộng lớn về kinh tế bởi ông Pak được biết đến như một người từng nỗ lực đưa ra các cải cách kinh tế ở CHDCND Triều Tiên. Trong nhiệm kỳ Thủ tướng trước, là một nhà kỹ trị kỳ cựu, ông Pak Pong-ju từng dẫn dắt công cuộc cải cách kinh tế ở Triều Tiên khi làm thủ tướng giai đoạn 2003 - 2007 nhưng không mấy thành công, ông Pak Pong Ju ủng hộ các biện pháp như tăng lương, cởi mở hơn với các hoạt động thị trường, tăng cường khuyến khích nông dân sản xuất... tuy nhiên, các chính sách này nhanh chóng bị đảo ngược sau khi bị chỉ trích là tư bản thái quá. Những nỗ lực này đã vấp phải sự phản đối từ phía đảng Lao động cầm quyền và quân đội Triều Tiên, rút cục khiến ông mất chức Thủ tướng.
Tân thủ tướng CHDCND Triều Tiên đã tập trung vào kinh tế, ông tham dự nhiều hơn các hoạt động kinh tế và ban hành các chính sách cụ thể, nhấn mạnh cần phải có các chiến lược quản lý mới để theo kịp sự phát triển trong thế kỷ mới, kêu gọi vạch ra các kế hoạch điều hành và tuyển dụng chi tiết cũng như thảo luận việc áp dụng công nghệ vào đồng áng để tăng sản lượng nông nghiệp điều này đang từ từ đặt nền móng cho một chương trình cải cách kinh tế kiểu mới mà chú ý đến nền kinh tế vốn ảnh hưởng trực tiếp đối với đời sống người dân.
Từ bên ngoài, nhiều chuyên gia cho rằng, sẽ tốt hơn nếu CHDCND Triều Tiên học tập mô hình của Việt Nam. CHDCND Triều Tiên sẽ bắt đầu những thay đổi và Việt Nam được xem là một mô hình hiện đại hóa kinh tế để CHDCND Triều Tiên học theo, người Triều Tiên tin rằng, Việt Nam áp dụng một chính sách kinh tế trong đó, Việt Nam giữ vai trò kiểm soát trong quan hệ với các quốc gia khác. Thực tế, Bình Nhưỡng không muốn sao chép mô hình của Trung Quốc mà quan tâm đến mô hình của Việt Nam trong đó bước đi đầu tiên là chuẩn bị mở cửa nền kinh tế để thu hút các nhà đầu tư nước ngoài. CHDCND Triều Tiên đã nhờ đến sự giúp đỡ của các chuyên gia kinh tế và luật gia Đức để đặt nền móng cho bước đi này. CHDCND Triều Tiên trước hết quan tâm tới việc ban hành luật mới liên quan đến vấn đề thu hút đầu tư nước ngoài nhưng không muốn sao chép mô hình Trung Quốc, trong đó kêu gọi thiết lập đặc khu kinh tế cho các nhà đầu tư nước ngoài.
CHDCND Triều Tiên đã mở khu công nghiệp Kaesong ở biên giới với Hàn Quốc như một mô hình thử nghiệm kinh tế mới. Kaesong đã tạo nhiều công ăn việc làm cũng như ngoại tệ cho Bình Nhưỡng, nhưng hoạt động của khu công nghiệp này cũng thường bị ảnh hưởng bởi những nóng lạnh trong mối quan hệ liên Triều. Một mô hình mở cửa kinh tế khác của CHDCND Triều Tiên được thực hiện ở một thành phố biên giới với Trung Quốc ở phía đông bắc, khu kinh tế thương mại tự do Rason.

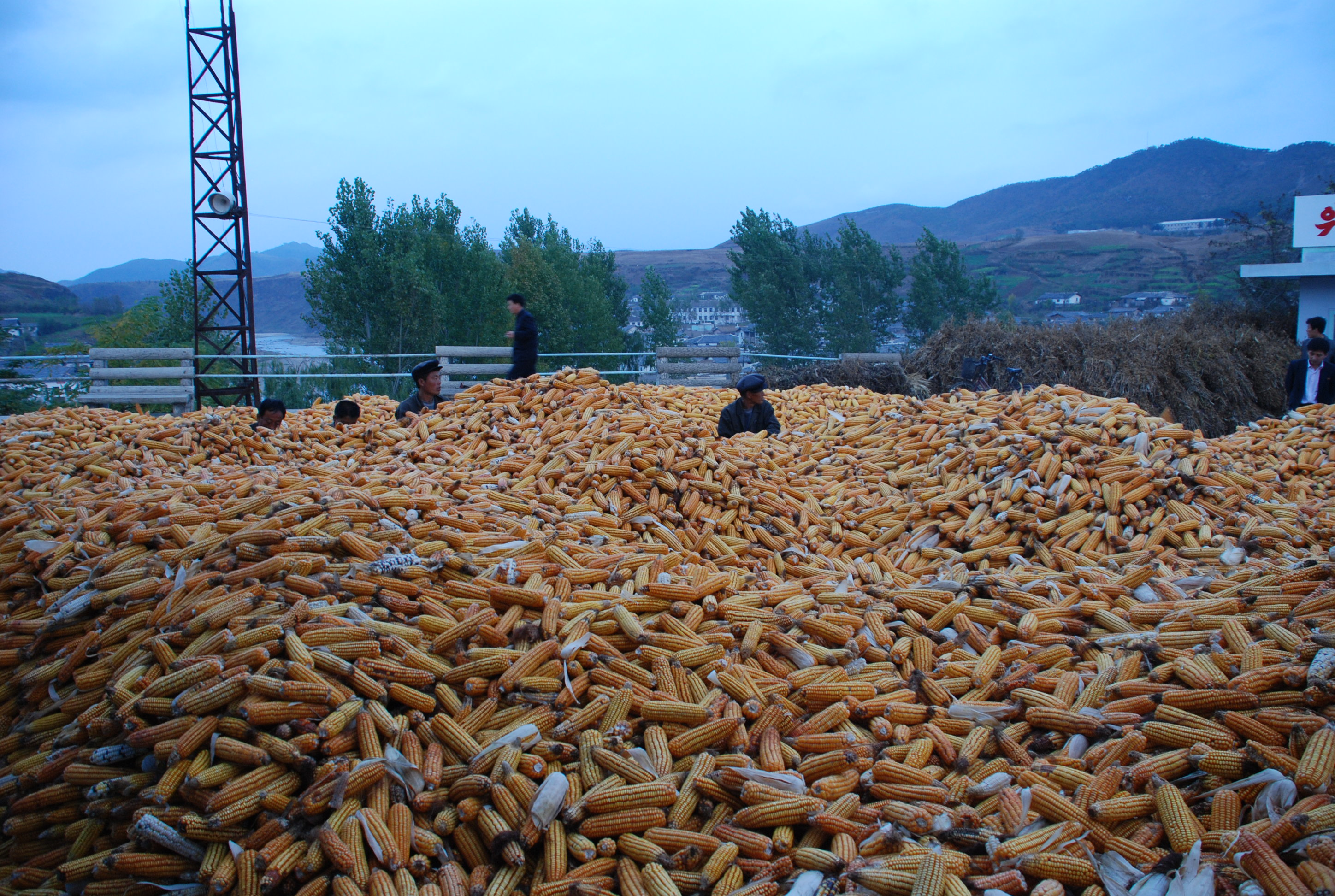
Lương thực luôn là vấn đề nan giải tại CHDCND Triều Tiên

Cũng trong năm 2013, CHDCND Triều Tiên cũng từng thực hiện việc thay mô hình kinh tế, theo đó chính quyền Bình Nhưỡng cho phép người dân tự điều hành các nhà máy hay công ty cũng như tự ấn định giá sản phẩm, tuy vậy vẫn như trước đây, nhà nước có toàn quyền bổ nhiệm và bãi nhiệm lãnh đạo của xí nghiệp nhưng không cho mở các doanh nghiệp tư nhân và đây được cho là các biện pháp mới nhằm chuyển từ mô hình kinh tế kế hoạch sang kinh tế thị trường. Những cải cách này cũng sẽ được thực hiện cả trong nông nghiệp. Nông dân sẽ được hưởng 30% sản phẩm mà họ làm ra mà trước đó nhà nước thu toàn bộ sản phẩm. Đến nay người dân CHDCND Triều Tiên có thể sở hữu tài sản dư thừa vượt mức quy định của nhà nước. Những cải cách này được đưa ra trong nước như một kế hoạch riêng của nhà nước xã hội chủ nghĩa chứ không phải do ảnh hưởng bên ngoài.
Với những thay đổi về chính sách tiền lương và nông nghiệp, CHDCND Triều Tiên có thể đang bắt đầu đi theo con đường của Trung Quốc khi nước này tiến hành thử nghiệm nền kinh tế thị trường định hướng xã hội chủ nghĩa, các doanh nghiệp ở CHDCND Triều Tiên đã được phép sử dụng một phần nguồn thu để trả thêm lương cho công nhân mà trước đây, các khoản lương ở CHDCND Triều Tiên đều do nhà nước quy định. Chính sách mới này đã trao cho các nhà quản lý doanh nghiệp quyền quyết định mức lương cho công nhân nếu họ cải thiện được năng suất, sau khi hoàn lại cho nhà nước tiền đầu tư, các doanh nghiệp có thể tự thiết lập mức lương chứ không theo quy định của nhà nước, và chi trả cho công nhân theo hiệu quả công việc. CHDCND Triều Tiên cũng đưa ra chính sách mới cho phép các nhà quản lý nông trại nhiều quyền lực hơn trong các quyết định quản lý và cho phép nông dân giữ lại nông sản thừa để mua bán hoặc trao đổi thay vì nộp lại tất cả cho nhà nước
Theo các nhà phân tích, với những thay đổi về chính sách này, CHDCND Triều Tiên có thể đang bắt đầu đi theo con đường của Trung Quốc và tiến hành thử nghiệm nền kinh tế thị trường. Tuy nhiên, đây không phải là dấu hiệu chứng tỏ CHDCND Triều Tiên đang áp dụng hệ thống thị trường tự do của chủ nghĩa tư bản, cũng không phải là cải cách hay mở cửa vì Triều Tiên vẫn tiếp tục thực hiện chính sách sở hữu nhà nước đối với công cụ sản xuất

## Tình hình kinh tế
Năm 1953, khi kết thúc Chiến tranh Triều Tiên, sau khi bán đảo Triều Tiên thực hiện hiệp định đình chiến, CHDCND Triều Tiên bắt tay thực hiện ngay vào việc quy hoạch tái thiết kinh tế. Thời điểm này, hiện trạng CHDCND Triều Tiên chỉ là một đống đổ nát sau chiến tranh, cơ sở hạ tầng bị phá hủy, nhà máy, công trường bị tàn phá nặng nề do bom đạn. Do binh lính và dân thường thương vong nghiêm trọng nên CHDCND Triều Tiên thiếu sức lao động chính vì thế, sau khi bán đảo thực hiện đình chiến, chính phủ CHDCND Triều Tiên đã xác định được chính sách phát triển kinh tế là trung tâm, xác định được tỉ lệ phát triển thích hợp cho nông nghiệp, công nghiệp nhẹ, công nghiệp nặng và công nghiệp quốc phòng cộng với sự viện trợ của cộng đồng quốc tế trong đó sự viện trợ của Liên Xô, các nước Đông Âu và Trung Quốc để thực hiện việc xây dựng và tái thiết.

### Thời kỳ hoàng kim

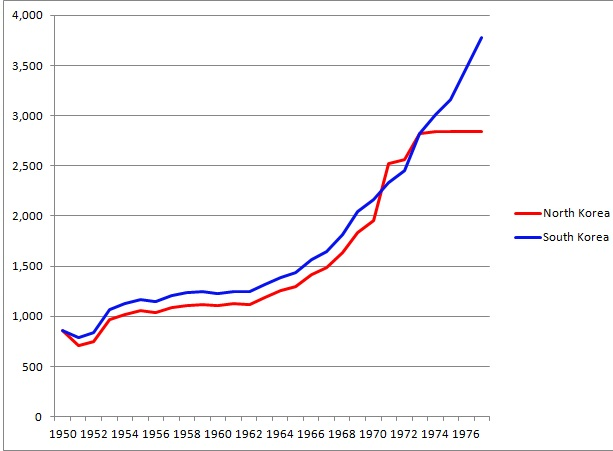
Biểu đồ thể hiện sự tăng trưởng kinh tế của CHDCND Triều Tiên và Hàn Quốc, giai đoạn 1950-1977

Năm 1954, CHDCND Triều Tiên thực hiện kế hoạch ba năm khôi phục nền kinh tế quốc dân. Từ năm 1957 thực hiện kế hoạch 5 năm lần thứ nhất, năm 1961 thực hiện kế hoạch 7 năm lần thứ nhất, sau đó lại kéo dài thêm 3 năm. Tháng 11 năm 1970, tại đại hội đại biểu lần thứ năm của Đảng Lao động Triều Tiên, nhà lãnh đạo Kim Nhật Thành tuyên bố Triều Tiên đã thành công trong việc trở thành nước công nghiệp hóa xã hội chủ nghĩa.
Trong thời gian diễn ra chiến tranh Triều Tiên 1950-1953, Trung Quốc đã viện trợ không hoàn lại cho CHDCND Triều Tiên khoản vật tư phục vụ cho chiến tranh và nhu yếu phẩm dùng trong đời sống hàng ngày với tổng trị giá lên tới 729,5 triệu Nhân dân tệ. Trong giai đoạn 1958-1963, Trung Quốc đầu tư 29 dự án như phát triển nhà máy dệt may, nhà máy sản xuất mía đường, nhà máy linh kiện vô tuyến điện cho CHDCND Triều Tiên theo hình thức cho vay không tính lãi. Tháng 4 năm 1960, Liên Xô đã viện trợ không hoàn lại cho CHDCND Triều Tiên 1,3 tỉ Rúp, ngoài ra còn có dành một gói 3,6 tỉ Rúp cho vay với lãi suất thấp. Sau đó Liên Xô còn ký kết hiệp định viện trợ kỹ thuật và hiệp định thương mại lâu dài với CHDCND Triều Tiên, giúp Triều Tiên xây dựng nhà máy sản xuất thép, nhà máy phát điện, nhà máy lọc dầu... cung cấp thiết bị, công nghệp. Tháng 10 năm 1960, thủ tướng Trung Quốc Chu Ân Lai kiến nghị CHDCND Triều Tiên nên ưu tiên phát triển các dự án nhanh và ngắn, đồng ý cho CHDCND Triều Tiên vay 420 triệu Rúp chia ra trong 4 năm và không đặt nặng vấn đề hoàn trả.
Thống kê cho thấy, 10 năm sau khi chiến tranh Triều Tiên kết thúc, tốc độ tăng trưởng trung bình của kinh tế CHDCND Triều Tiên lên tới 25%/năm, có thể coi là mức tăng trưởng cao nhất trên thế giới vào thời điểm đó. Năm 1960, báo chí Đông Đức khen ngợi CHDCND Triều Tiên là kỳ tích phát triển của kinh tế Viễn Đông. Và trong sự nghiệp phát triển công nghiệp hóa của các nước châu Á, Triều Tiên thập kỷ 1960 được xếp ngang hàng cùng Nhật Bản như một quốc gia tạo nên kỳ tích kinh tế sau chiến tranh.
Cuối thập kỷ 1960, toàn bộ nông thôn CHDCND Triều Tiên có đường điện. Năm 1962, để đáp ứng nhu cầu cấp bách của CHDCND Triều Tiên, Trung Quốc đã tháo dỡ toàn bộ thiết bị của nhà máy dệt may số 4, số 5 Hàm Đan đã xây dựng xong nhưng chưa đưa vào sử dụng và vận chuyển sang CHDCND Triều Tiên. Cuối thập kỷ 1970, CHDCND Triều Tiên tự túc được trong sản xuất lương thực. Năm 1972, Trung Quốc và CHDCND Triều Tiên ký kết cùng xây dựng đường ống dẫn dầu và sẽ hoàn công vào tháng 1 năm 1976, công suất dẫn dầu lên tới 4 triệu tấn/năm. Trong thời gian đó, Trung Quốc đã hỗ trợ Triều Tiên xây dựng nhà máy nhiệt điện 200.000 kW, hệ thống tàu điện ngầm Bình Nhưỡng trong khi tại thời điểm đó, các thành phố của Trung Quốc, ngoài Bắc Kinh ra đều chưa có tàu điện ngầm.
Năm 1979, CHDCND Triều Tiên được coi là một quốc gia chuẩn hiện đại hóa. Đầu thập kỷ 1980, 70% diện tích đất canh tác của quốc gia này được tưới tiêu, 95% hoạt động gieo cấy và 70% hoạt động thu hoạch được cơ khí hóa. Năm 1984, lần đầu tiên tổng sản lượng lương thực của CHDCND Triều Tiên đạt 10 triệu tấn, đáp ứng được nhu cầu lương thực trong nước và xuất khẩu một phần. Kinh tế công nghiệp của CHDCND Triều Tiên thời điểm đó cũng phát triển với tốc độ rất nhanh. CHDCND Triều Tiên là nước quan sát viên trong Hội đồng tương trợ kinh tế (SEV) đứng đầu là Liên Xô và được hưởng lợi nhiều từ khối kinh tế này.
Sự phát triển vượt bậc về kinh tế khiến GDP bình quân theo đầu người, tuổi thọ, tỉ lệ người biết chữ của CHDCND Triều Tiên tăng lên nhanh chóng. Chế độ phúc lợi xã hội của CHDCND Triều Tiên thời kỳ đó cũng khá cao, năm 1979 đã thực hiện toàn diện chế độ giáo dục miễn phí và y tế công cộng miễn phí, cung cấp toàn đồ dùng cần thiết là áo khoác, áo may ô và giày cho đối tượng từ trẻ em mầm non, học sinh tiểu học đến sinh viên đại học. Và việc phân bố nguồn của cải xã hội ở Triều Tiên khá đồng đều. Khách sạn Ryugyŏng một tòa nhà cao 330m ở Bình Nhưỡng được dự định là khách sạn cao nhất thế giới khi bắt đầu khởi công năm 1987 cũng là trong thời kỳ hoàng kim này.

### Suy thoái
Bắt đầu từ thập kỷ 1990, kinh tế CHDCND Triều Tiên bắt đầu xuất hiện hiện tượng suy thoái. Nguyên nhân chủ yếu là do sự tan rã của Liên Xô và khối Đông Âu, khiến ngành ngoại thương của CHDCND Triều Tiên bị ảnh hưởng nghiêm trọng, các khoản viện trợ quốc tế cũng giảm mạnh, cơ cấu kinh tế của CHDCND Triều Tiên mất cân bằng, sự ưu tiên cho quốc phòng đã làm tiêu hao nguồn của cải quốc dân, không những trực tiếp tác động vào nông nghiệp và công nghiệp nhẹ, mà còn ảnh hưởng hoạt động sản xuất tư liệu sản xuất dân dụng. Thiên tai liên tiếp xảy ra và ruộng đồng nhiều năm liền không được đầu tư nên không thể chống đỡ được với thiên tai. Việc tập trung quá mức cho quốc phòng khiến ngành công nghiệp thiếu sức lao động nghiêm trọng. Do sự phong tỏa và trừng phạt về kinh tế của Mỹ và các nước phương Tây, CHDCND Triều Tiên bị cô lập và đứng ngoài cộng đồng quốc tế, không gian hợp tác chính trị quốc tế của CHDCND Triều Tiên ngày càng bị thu hẹp.

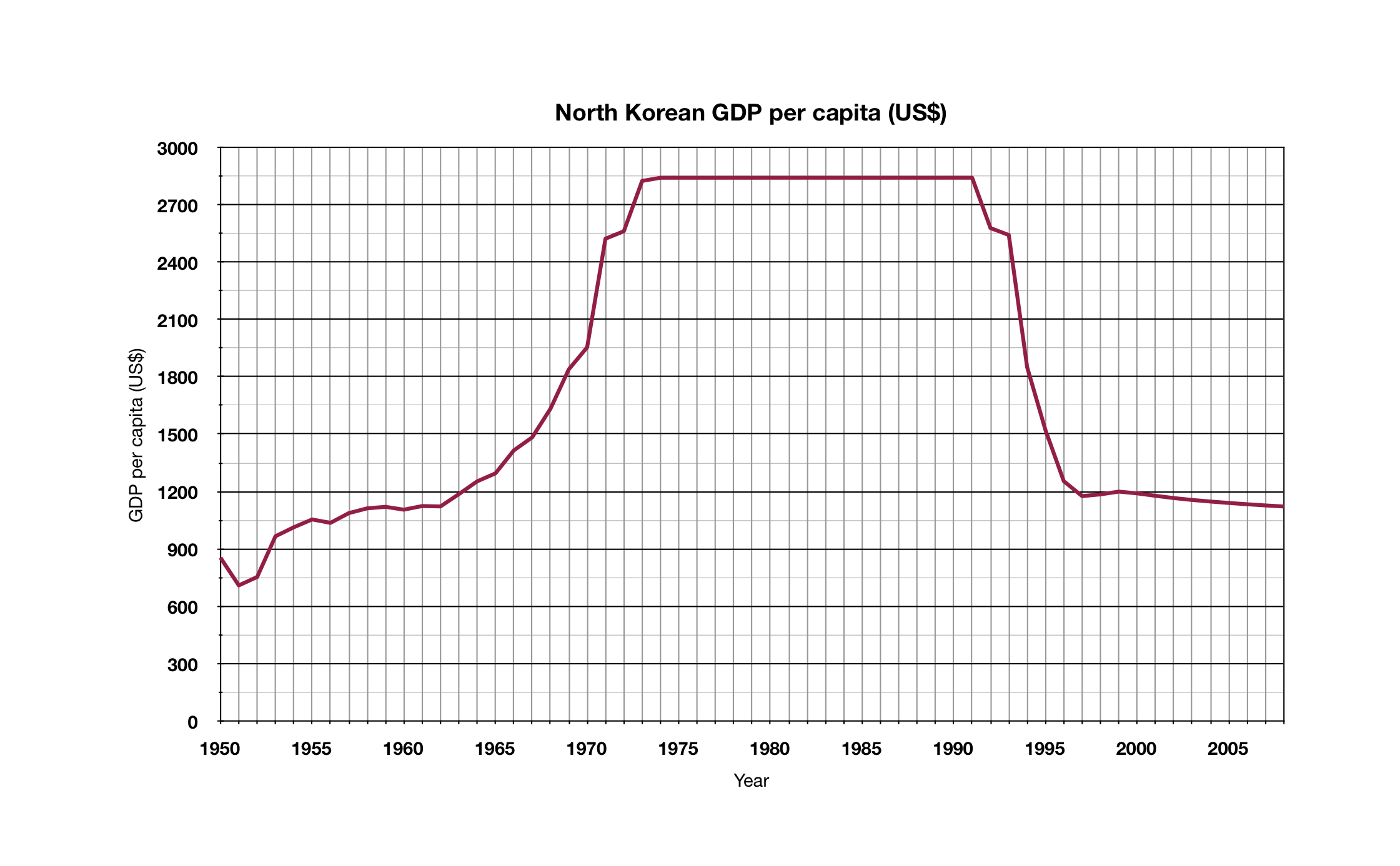
Biểu đồ thể hiện GDP giai đoạn 1995-2004

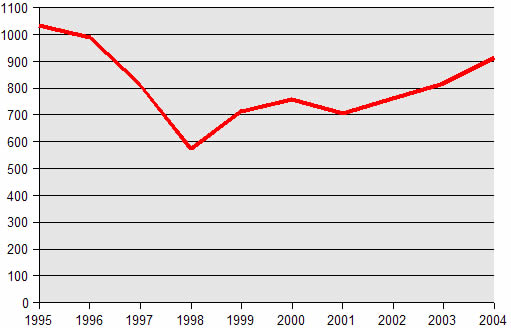
Biểu đồ thể hiện GDP của CHDCND Triều Tiên giai đoạn 1995-2004

Sau thập kỷ 1990, môi trường thương mại quốc tế ngày càng xấu đi, dự trữ ngoại tệ của CHDCND Triều Tiên ngày càng ít, hoạt động nhập khẩu nguyên liệu, nhiên liệu và dầu thô giảm mạnh, từ đó khiến hoạt động luyện kim, khai thác than, sản xuất điện cũng tụt dốc nhanh chóng, cả ngành công nghiệp rơi vào trạng thái suy thoái nghiêm trọng. Do không đủ nguyên liệu, nhiên liệu, điện, hầu hết các doanh nghiệp vừa và lớn ở trong trạng thái dừng sản xuất hoặc bán sản xuất, tỉ lệ máy móc được hoạt động trong doanh nghiệp chỉ đạt 30%. Trước năm 1945, Hàn Quốc là nước chủ yếu dựa vào nông nghiệp trong khi CHDCND Triều Tiên là quốc gia công nghiệp nhưng tình hình đã đảo ngược khi Hàn Quốc có nông nghiệp chỉ khoảng 2% GDP so với khoảng 20-25% kinh tế CHDCND Triều Tiên phụ thuộc vào nông nghiệp.
Sau khi Liên Xô giải thể, giữa Nga và CHDCND Triều Tiên không còn duy trì hình thức hợp tác thương mại hàng đổi hàng, mà yêu cầu CHDCND Triều Tiên phải bỏ tiền mặt ra để mua hàng hóa của Nga. Nga không còn cung cấp phân bón cho CHDCND Triều Tiên điều này dẫn đến sản lượng lương thực của Triều tiên giảm mạnh, dầu mỏ không đủ khiến nông trường cơ giới hóa lại quay về với thời lao động thủ công. Sự sụp đổ của Liên Xô cùng hàng loạt thảm họa thiên nhiên đã khiến nền công nghiệp nước này trượt dốc từ thập niên 80. Đỉnh điểm là thập niên 90, khiến cả nền kinh tế gần như sụp đổ đặc biệt là CHDCND Triều Tiên còn thiếu dầu mỏ trầm trọng, họ từng nhập dầu từ Liên Xô, nhưng lúc này lại không thể được như trước, nông nghiệp cũng ngày càng sa sút vì quá phụ thuộc vào phân bón trong một thời kỳ dài khiến đất đai biến chất và hoang hóa.
Lúc này, kinh tế CHDCND Triều Tiên bắt đầu và chủ yếu lệ thuộc vào nguồn viện trợ lớn từ Trung Quốc, từ năm 1991, Trung Quốc thay thế Liên Xô và trở thành nước duy nhất cung cấp dầu thô cho CHDCND Triều Tiên, mỗi năm vận chuyển cho quốc gia này 500.000 tấn dầu, chiếm 80% tổng sản lượng dầu mỏ nhập khẩu của CHDCND Triều Tiên. Tính chung trong thập niên 1990, Trung Quốc cung cấp khoảng 90% nhiên liệu, 80% hàng tiêu dùng và 45% thực phẩm. chiếm gần một nửa viện trợ ra quốc tế. Năm 2005, nguồn lương thực Trung Quốc viện trợ cho CHDCND Triều Tiên 531.000 tấn, chiếm 92% tổng lượng lương thực mà thế giới viện trợ cho quốc gia này.

### Giai đoạn hiện nay
Sau giai đoạn suy thoái trầm trọng, kinh tế CHDCND Triều Tiên dưới thời lãnh đạo của Kim Chính Nhật được một số người đánh giá là bình ổn Một số số liệu thống kê cho thấy, năm 2004, nông nghiệp Triều Tiên tăng 2,5% (đạt khoảng 4,25 tấn lương thực), khai thác mỏ tăng 21,3%, thủy điện tăng 17%, kim ngạch buôn bán của CHDCND Triều Tiên với 3 nước bạn hàng lớn nhất là Trung Quốc, Hàn Quốc, Nhật Bản đạt 2,012 tỷ USD, chiếm 64,5% tổng kim ngạch ngoại thương của Triều Tiên (3,115 tỷ USD). Năm 2005, sản lượng nông nghiệp đạt khoảng 4,8 triệu tấn lương thực, năm 2006 là 4 triệu tấn.

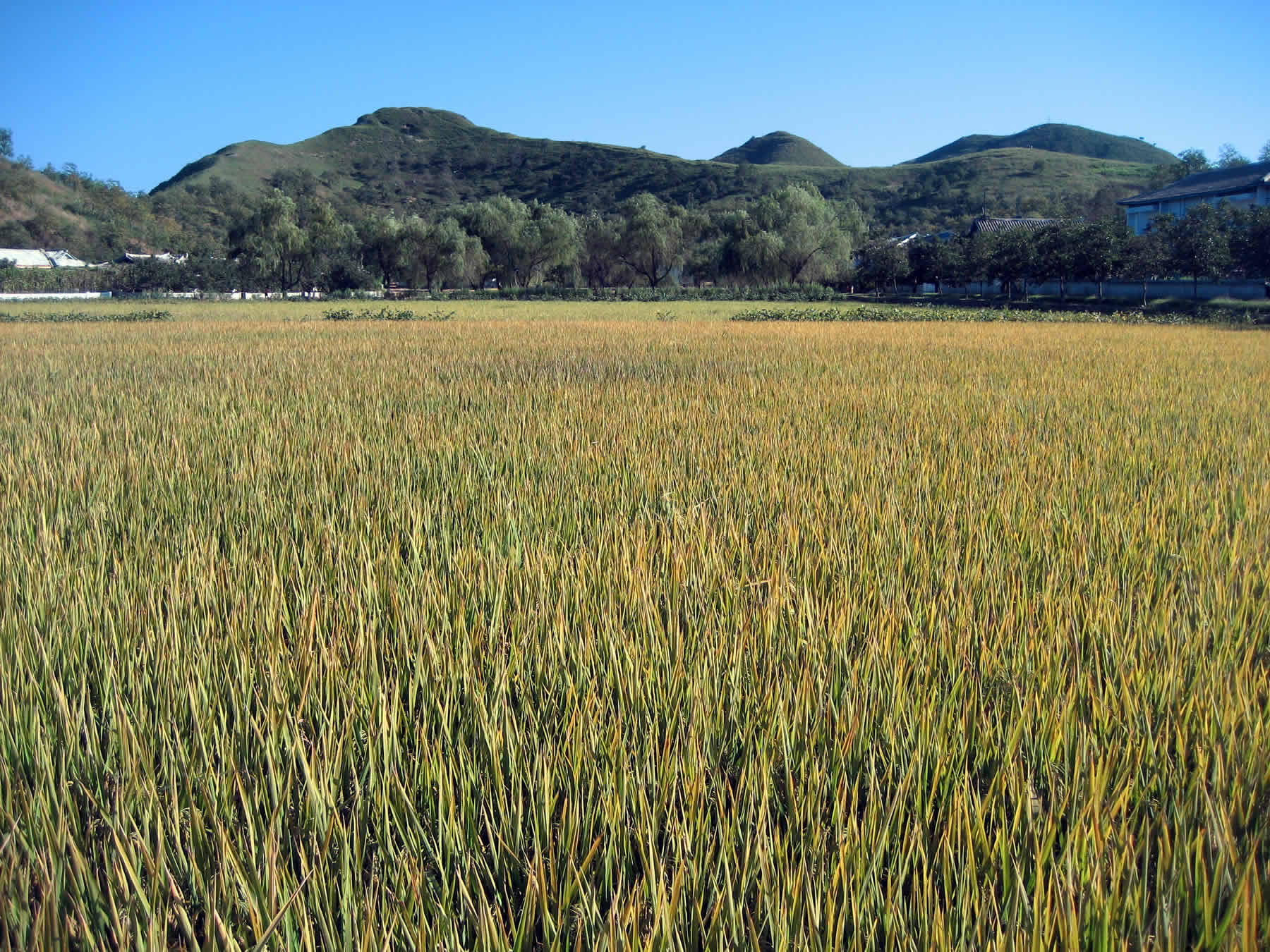
Ruộng lúa ở Wonsan, CHDCND Triều Tiên khi được mùa bội thu

Năm 2008, bất chấp suy thoái kinh tế toàn cầu, kinh tế CHDCND Triều Tiên vẫn đi lên (lúc này kinh tế CHDCND Triều Tiên đã trở lại với mức tăng trưởng dương), vượt cả mức tăng trưởng kinh tế Hàn Quốc. Giới quan sát bất ngờ và khó tin vì rằng CHDCND Triều Tiên vốn còn nhiều khó khăn lại có nền kinh tế tăng trưởng cao hơn Hàn Quốc, nếu xét tới sức mạnh xuất khẩu của Hàn Quốc và những yếu kém nhiều mặt của kinh tế CHDCND Triều Tiên do các chương trình hạt nhân của nước này. Cụ thể là vào năm 2008, kinh tế Triều Tiên tăng trưởng 3,7% sau hai năm suy giảm liên tiếp. Một số liệu thống kê do Ngân hàng Trung ương Triều Tiên công bố, trong năm 2008, kinh tế nước này tăng trưởng với tốc độ 3,7% sau hai năm liền tăng trưởng âm. Mức tăng trưởng này cao hơn mức tăng trưởng 2,2% mà Hàn Quốc đạt được trong năm 2008.
Người ta gần như không nhận thấy ảnh hưởng của suy thoái kinh tế toàn cầu lên kinh tế CHDCND Triều Tiên. Kinh tế toàn cầu bắt đầu trượt dốc từ cuối năm 2007 trong khi kinh tế CHDCND Triều Tiên có mức tăng trưởng cao nhất trong 1 thập kỷ qua. Điều này cho thấy mức độ khép kín của CHDCND Triều Tiên đối với thế giới. Tuy vậy dù kinh tế năm 2008 tăng trưởng mạnh nhất trong 1 thập kỷ, GDP của CHDCND Triều Tiên cũng chỉ bằng 1/38 mức GDP 935 tỷ USD của Hàn Quốc, kim ngạch thương mại tương đương 1/224 kim ngạch 857,3 tỷ USD của Hàn Quốc
Tuy nhiên, sau đó kinh tế CHDCND Triều Tiên phải lao đao sau khi bị trừng phạt kinh tế và cuộc cải cách tiền tệ, tình trạng xảy ra vì sản xuất nông nghiệp và kỹ nghệ của CHDCND Triều Tiên đều giảm, trong khi mức độ cấm vận của cộng đồng quốc tế lại gia tăng, dẫn đến kết quả CHDCND Triều Tiên vẫn là một trong những quốc gia nghèo và kém phát triển trên thế giới Kinh tế CHDCND Triều Tiên trải qua giai đoạn khó khăn khi GDP giảm 0,9% năm 2009 và 0,5% năm 2010, sau khi tăng trưởng 3,1% trong năm 2008. Tính chung từ năm 2009 đến năm 2011, GDP bình quân đầu người chỉ đạt 506 USD mỗi năm và 25% dân số luôn thiếu đói
Năm 2010, CHDCND Triều Tiên tuyên bố mở cánh cửa cường quốc nhưng năm 2010 thực sự là một năm khó khăn đối với kinh tế CHDCND Triều Tiên. Nhiều quốc gia đã cắt các khoản viện trợ cho nước này, đồng thời phong toả tài khoản tại các ngân hàng khiến tốc độ tăng trưởng kinh tế suy giảm đáng kể. Theo thống kê, trong năm qua kim ngạch thương mại liên Triều giảm 20% so với năm 2008. Đặc biệt mức hỗ trợ giảm 83% từ gần 5,7 triệu USD xuống 1 triệu USD. Năm 2011, mức phát triển kinh tế của giảm 0,5% so với năm 2010, sau khi suy giảm 0,9% trong năm 2009. GDP danh nghĩa của CHDCND Triều Tiên đạt 30 nghìn tỷ Won trong năm 2010, tương đương 26,5 tỷ USD, so với mức 1.173 nghìn tỷ Won của Hàn Quốc. Thu nhập bình quân đầu người của CHDCND Triều Tiên năm 2010 đạt mức 1,24 triệu Won, so với mức 24 triệu Won của Hàn Quốc Tính đến năm 2010, GDP bình quân đầu người của Triều Tiên vào khoảng 1800 USD/năm, tương đương với Ghana.

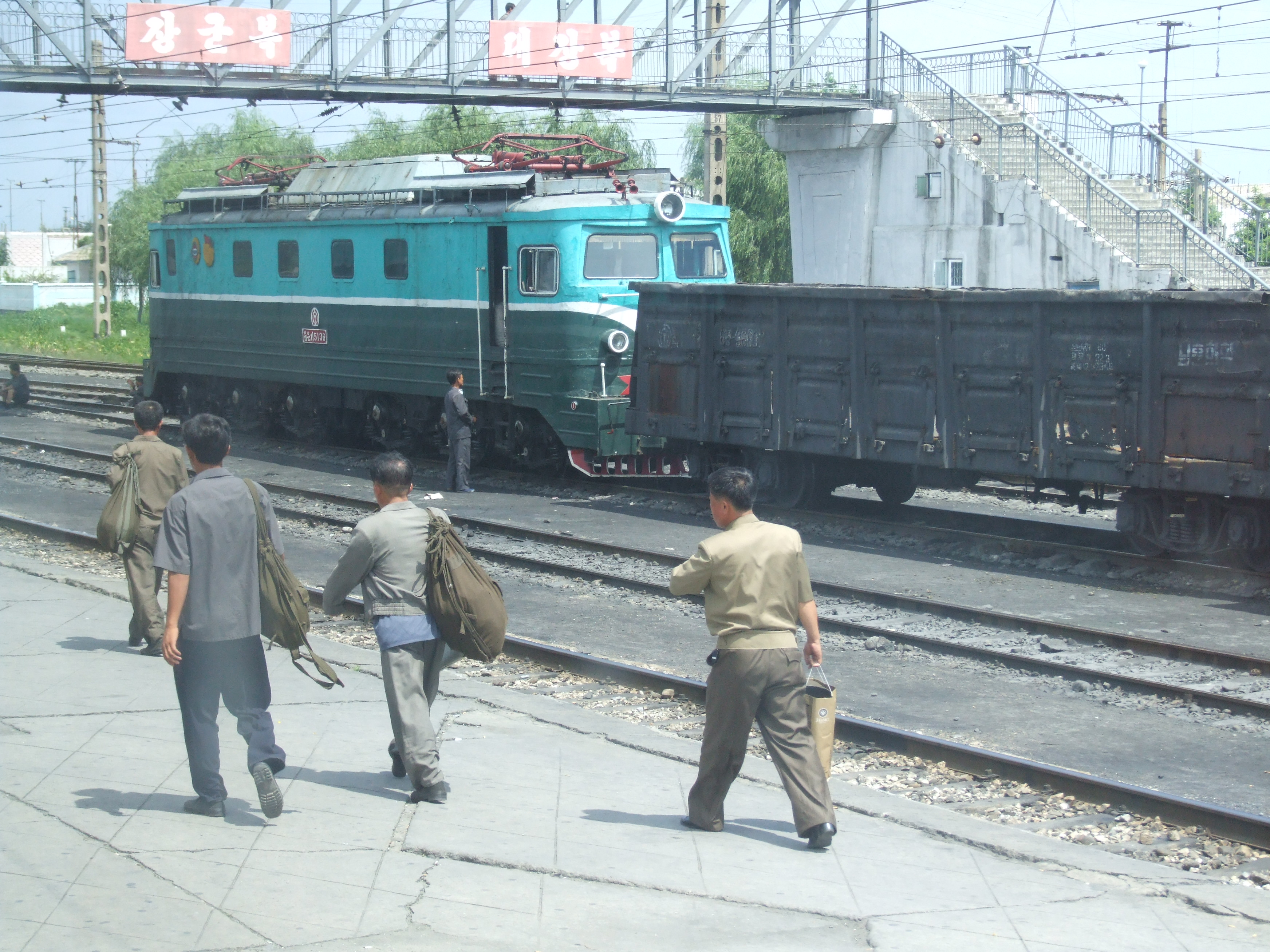
Nhà ga xe lửa ở CHDCND Triều Tiên

Năm 2011, Tổng sản phẩm quốc nội của CHDCND Triều Tiên ước tính đạt 40 tỉ USD, xếp 103 thế giới. Xuất khẩu 4,71 tỷ USD/năm. Tốc độ tăng trưởng GDP thực tế ước tính là 0,8%, Thu nhập bình quân đầu người đạt 1.800 USD, thu ngân sách đạt 3,2 tỉ USD, Chi ngân sách lên đến 3,3 tỉ USD (kết quả được làm tròn tới 10 tỉ USD) Tuy nhiên, Liên hợp quốc ước tính thu nhập bình quân của CHDCND Triều Tiên trong năm này là chỉ là 506 USD và tăng trưởng -0,1%. Một thông tin khác cho biết, tổng thu nhập quốc nội (GDP) CHDCND Triều Tiên năm 2011 chỉ ở mức 21 tỷ USD Một thống kê khác, trong năm 2011, mức thu nhập toàn quốc của Triều Tiên là 26,5 tỷ đô la, tức chỉ bằng 2,5% so với mức thu nhập của Miền Nam và kinh tế CHDCND Triều Tiên tăng trưởng âm trong hai năm 2009-2010, sau nhiều năm tăng trưởng dương xét về tổng GDP, kích cỡ của nền kinh tế CHDCND Triều Tiên tương đương với Iraq trước khi có chiến tranh. Trong khi GDP bình quân đầu người tại CHDCND Triều Tiên cao hơn Hàn Quốc trong năm 1970, đến năm 2003 kinh tế bình quân Hàn Quốc đã lớn hơn CHDCND Triều Tiên gấp 15 lần.
Trong năm 2011, tổng thu nhập quốc gia (GNI) của nước này đạt mức 33,5 nghìn tỷ won (29,7 tỷ USD) và chỉ bằng 2,6% mức GNI 1.279,5 nghìn tỷ won của Hàn Quốc. Tốc độ tăng trưởng kinh tế của CHDCND Triều Tiên đạt 0,8%, trong đó tốc độ tăng trưởng của các ngành trên đạt 5,3%, sản lượng ngành công nghiệp sản xuất và chế tạo của tăng 1,3% và 1,6%, lần tăng đầu tiên kể từ khi mở rộng sản xuất vào năm 2008, cả hai ngành công nghiệp này suy giảm 3 năm trước đó, kim ngạch thương mại liên Triều là 19,7 tỷ đô la Mỹ, tăng 15% so với năm trước đó, thương mại song phương gần như đều đến từ khu công nghiệp Kaesong.

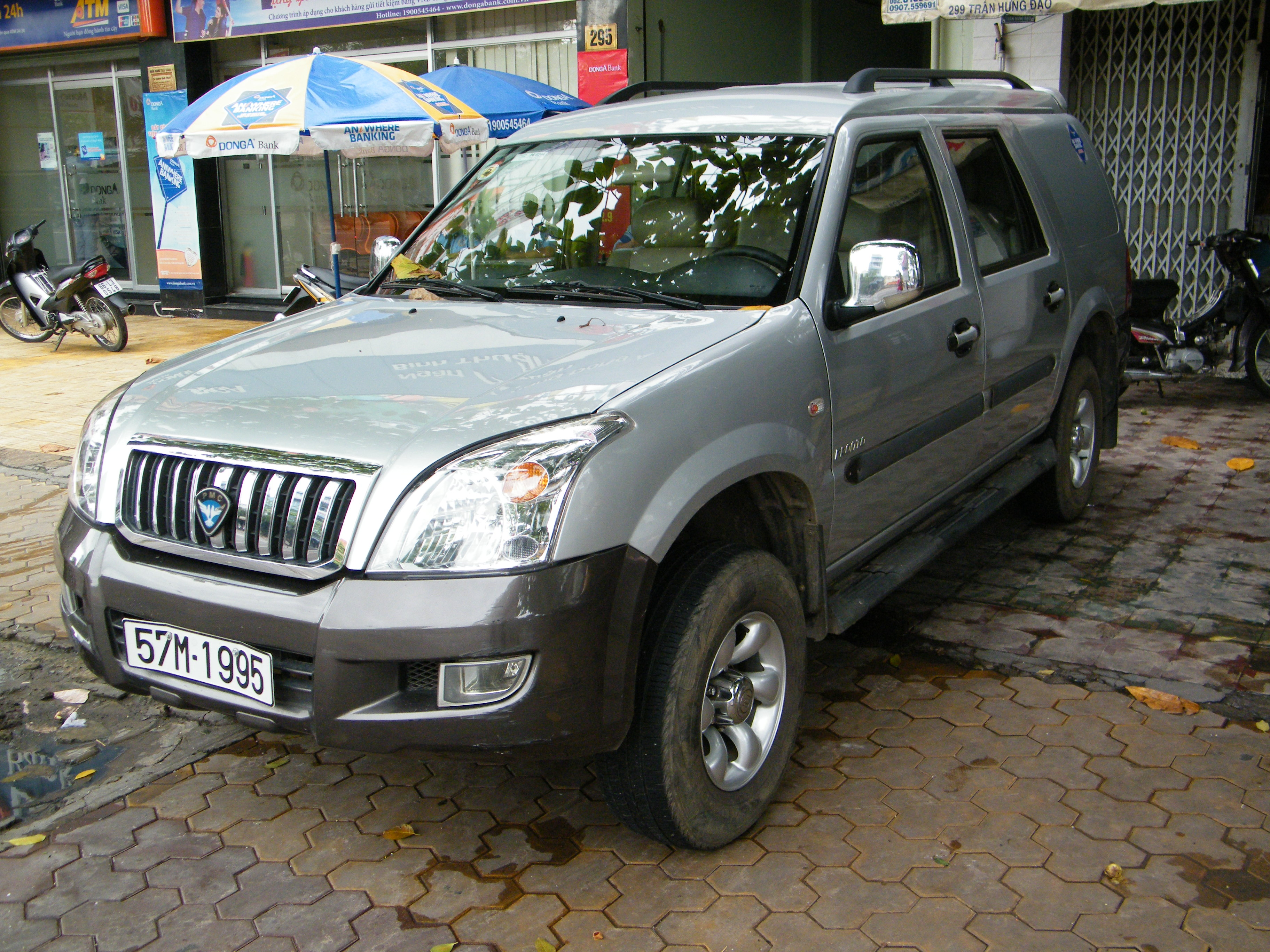
Xe hơi Pyeonghwa Pronto GS do Triều Tiên sản xuất

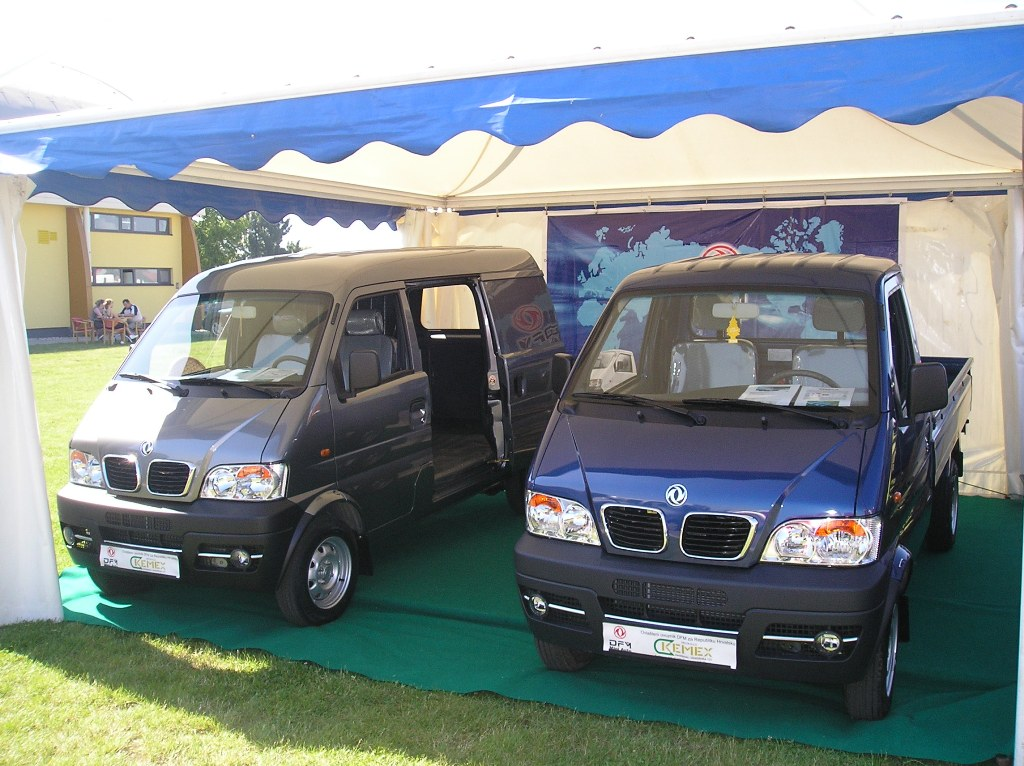
Xe tải Pyeonghwa Paso 990 do Triều Tiên sản xuất

Năm 2012, Ngân hàng trung ương Hàn Quốc (BOK) báo cáo kinh tế của CHDCND Triều Tiên tăng trưởng đạt 1,3% trong năm 2012, năm trọn vẹn đầu tiên dưới thời Kim Jong-un và là năm có tốc độ tăng trưởng cao nhất kể từ 2009, sau mức tăng trưởng 0,8% trong năm trước đó, đây là năm thứ hai liên tiếp kinh tế CHDCND Triều Tiên khởi sắc và cũng là mức tăng trưởng mạnh nhất trong 4 năm gần đây. Gần như tất cả các lĩnh vực của nền kinh tế đều được cải thiện, ngành sản xuất của CHDCND Triều Tiên tăng 1,6% còn nông nghiệp và ngư nghiệp (sản xuất nông nghiệp, nuôi trồng thủy hải sản) tăng 3,9% so với 2011 nhờ vào việc sử dụng phân bón để mở rộng và nâng cao sản lượng đây là một sự chuyển hướng mạnh sau khi sụt giảm tới 3% trong năm 2011. Một dự báo khác cho biết tăng trưởng kinh tế hàng năm của CHDCND Triều Tiên có thể đạt mức 12% nếu nước này hội nhập vào kinh tế toàn cầu.
Ngoài ra, sản xuất lương thực của CHDCND Triều Tiên cũng có dấu hiệu khả quan, ước tính sản lượng gạo của CHDCND Triều Tiên đã tăng 11% so với năm 2011, trong khi sản lượng ngô tăng 10%. Dù sản lượng nông nghiệp và ngư nghiệp của Triều Tiên tăng 3,9% trong năm 2012, thực tế là nước này vẫn không sản xuất đủ lương thực nuôi sống 24,4 triệu người và chính Liên Hợp Quốc từng khẳng định Bình Nhưỡng đang đối mặt với nạn thiếu lương thực nghiêm trọng.
Năm 2012, kim ngạch ngoại thương của CHDCND Triều Tiên lên tới 6,81 tỉ USD tăng 7,1% so với năm 2011 trong đó xuất khẩu tăng 3,3% và nhập khẩu tăng 10,2%. Dù Liên Hợp Quốc gia tăng các biện pháp cấm vận Bình Nhưỡng, hoạt động thương mại của nước này với Trung Quốc vẫn tăng mạnh, thương mại hai chiều đạt 6,3 tỷ USD, tăng gấp bốn lần so với thống kê vào năm 1998 (1,4 tỷ USD) Một con số khác cho biết đối tác thương mại lớn nhất của Bình Nhưỡng là Trung Quốc đã chiếm 5,6 tỷ USD. Đặc biệt là kim ngạch thương mại song phương Trung - Triều đã đạt đến mức kỷ lục mọi thời đại là 1,37 tỷ USD ngay trong quý đầu tiên của năm 2012.
Việc tăng trưởng của kinh tế CHDCND Triều Tiên năm 2012 chủ yếu đến từ lĩnh vực sản xuất, việc lĩnh vực sản xuất phát triển phần nào phản ánh khả năng cung ứng điện tốt hơn dưới thời ông Kim Jong-un, người cũng đã chỉ đạo gia tăng sản lượng chăn nuôi và nông nghiệp, ngoài ra, nguồn thu nhập của CHDCND Triều Tiên chủ yếu dựa vào xuất khẩu dầu thô cho Trung Quốc, đồng thời, sự khởi sắc của kinh tế CHDCND Triều Tiên có phần đóng góp không nhỏ từ sự hào phóng của các nhà tài trợ quốc tế ví dụ như sau cơn bão Bolaven đổ bộ vào bán đảo Triều Tiên tháng 8 năm 2012, Liên Hợp Quốc và nhiều tổ chức cứu trợ khác đã hỗ trợ nước này bằng cách cấp thêm lương thực và phân bón, giúp cho sản lượng gạo và ngô tăng lên.
Năm 2013, Hàn Quốc đã công bố kết quả cho thấy thu nhập bình quân đầu người/tổng thu nhập quốc nội (GDP) của CHDCND Triều Tiên trong năm 2013 là 854 USD, chỉ bằng 3,6% so với mức thu nhập 23.838 USD của một người dân Hàn Quốc. Sản lượng ximăng và phân bón hóa học của CHDCND Triều Tiên lần lượt là 6,446 triệu tấn và 476.000 tấn, tương đương với mức 5,822 triệu tấn và 590.000 tấn của Hàn Quốc vào năm 1970. Sản lượng thép và ôtô ở CHDCND Triều Tiên hiện nay tương ứng chỉ bằng 1,8% và 0,1% của Hàn Quốc. CHDCND Triều Tiên hiện nay có 300 khu chợ trên khắp CHDCND Triều Tiên. Nhiều khu chợ có diện tích rộng hơn cả sân bóng đá. Nhìn chung thì kinh tế CHDCND Triều Tiên tăng trưởng 1,1% năm 2013. Nông nghiệp tăng trưởng 1,9% nhờ điều kiện thời tiết thuận lợi, sản lượng công nghiệp tăng 1,5%, cao hơn chút ít so với năm 2012, ngành khai mỏ tăng 2,1%, trong khi các ngành chế tạo và dịch vụ tăng lần lượt 1,1% và 0,3%. Kim ngạch ngoại thương của CHDCND Triều Tiên năm 2013 đã đạt mức cao kỷ lục 7,34 tỷ USD, trong đó xuất khẩu đạt 3,22 tỷ USD và nhập khẩu 4,13 tỷ USD.
| 2000 | 2001 | 2002 | 2003 | 2004 | 2005 | 2006 | 2007 | 2008 | 2009 | 2010 | 2011         | 2012 | 2013 |
| ---- | ---- | ---- | ---- | ---- | ---- | ---- | ---- | ---- | ---- | ---- | ------------ | ---- | ---- |
| 1.3% | 3.7% | 1.2% | 1.8% | 2.2% | 1.0% | 1.6% | 1.8% | 3.7% | 0.9% | 0.5% | 0.8%/ - 0.1% | 1.3% | 1.1% |

## Công nghiệp

Một nhà máy sản xuất ô tô ở CHDCND Triều Tiên

Một nhà máy luyện kim hiện đại tại CHDCND Triều Tiên

CHDCND Triều Tiên vẫn là một quốc gia công nghiệp, các ngành công nghiệp chiếm gần nửa GDP của cả nước, phần còn lại được chia cho nông nghiệp và dịch vụ, trong đó, sản lượng xuất khẩu chính của nền kinh tế dựa vào ngành khai thác khoáng sản, dệt may và luyện kim. Các ngành công nghiệp chính của CHDCND Triều Tiên là sản phẩm quân sự, thiết bị quân sự, chế tạo máy, năng lượng, điện năng, hóa chất, khai thác mỏ, chế biến thực phẩm và du lịch (công nghiệp không khói). Sản phẩm chủ lực của nước này là khoáng sản, xuất khẩu kim loại, sản phẩm luyện kim, vũ khí, dệt may, sản phẩm nông sản, thủy hải sản (đã qua sơ chế), dầu khí, than, máy và thiết bị. Ước tính công nghiệp đóng góp gần một nửa tổng sản phẩm quốc nội, theo sau là dịch vụ và nông nghiệp Những trang thiết bị công nghiệp của Triều Tiên bị lạc hậu, nguyên nhân là do nhiều năm liền thiếu tiền đầu tư mua mới, không có phụ tùng thay thế và bảo dưỡng không tốt. Do vậy, việc hiện đại hóa các nhà máy đang là ưu tiên cao của ban lãnh đạo nước này.
Tuy nhiên, cũng như nền nông nghiệp vốn mang nặng tính phụ thuộc, CHDCND Triều Tiên có nguồn cung cấp dầu mỏ đa dạng đó là từ Trung Quốc, nhưng nước này cung cấp đến khoảng 80% nhiên liệu ở CHDCND Triều Tiên, Iran và Indonesia cung cấp phần còn lại. Nếu Trung Quốc đe doạ hạn chế cung cấp nhiên liệu thì CHDCND Triều Tiên cũng vẫn còn những nguồn cung cấp khác, chưa kể cũng có thể đã dự trữ nhiên liệu diesel mà Hàn Quốc cung cấp từ năm 2004. Nền công nghiệp của Bắc Triều Tiên không phát triển đạt tới mức tiềm năng do thiếu nguyên vật liệu đầu vào vì bị cấm vận. Những ngành công nghiệp chính của CHDCND Triều Tiên đã chịu tác động bất lợi từ thời tiết xấu, tình trạng thiếu năng lượng và nguyên vật liệu thô, cũng như lệnh trừng phạt kinh tế quốc tế dẫn đến việc sản xuất công nghiệp đóng góp 22% GDP của CHDCND Triều Tiên so với mức 31% ở Hàn Quốc. Dù kinh tế khó khăn nhưng CHDCND Triều Tiên có nhiều thành tựu về khoa học kỹ thuật và quân sự, họ có thể tự chế tạo xe tăng, tàu ngầm cỡ nhỏ, tên lửa đạn đạo và cả bom nguyên tử.
Thủ đô Bình Nhưỡng là trung tâm công nghiệp của đất nước với các ngành như cơ khí, dệt may, điện tử, công nghệ thực phẩm. Vào đầu thập niên 1990, kinh tế thủ đô đã bị ảnh hưởng nặng nề sau khi bị mất các bạn hàng truyền thống. Sản lượng công nghiệp của thành phố đã từng suy giảm ở mức 5% mỗi năm cho đến tận năm 2000. Theo một số ước tính của phương Tây, trong thập niên 1990, có một nửa số nhà máy đã bị đóng cửa, một số nguồn còn đưa ra con số 90%. Nguồn điện cung cấp cho Bình Nhưỡng chủ yếu đến từ các nhà máy thủy điện, nhiệt điện và các lò phản ứng plutonium. Kể từ khi các nhà máy này hoạt động gián đoạn thì nguồn điện dược cung cấp theo số lượng cố định. Kết quả là thủ đô hầu như tắt hết đèn điện vào ban đêm. Các địa điểm quan trọng như khu ngoại giao đoàn, các tòa nhà chính quyền, khách sạn cho người nước ngoài, các doanh trại quân đội và hệ thống chiếu sáng tại các đài tưởng niệm Kim Nhật Thành có nguồn cung cấp điện riêng. Trước đây, ở thủ đô Bình Nhưỡng, mất điện trước đây là chuyện cơm bữa, nhưng giờ đây ít xảy ra hơn Thành phố cung có các đường ống ngầm để sưởi ấm đến từng căn hộ, từng tòa nhà, tuy nhiên, một lượng nhiệt đáng kể bị tiêu hao dọc chiều dài đường ống.

### Tình hình

Một giây chuyền sản xuất tại CHDCND Triều Tiên

Trước năm 1945, CHDCND Triều Tiên là một quốc gia công nghiệp. Từ những năm 1960, đến đầu những năm 1990, CHDCND Triều Tiên có chính sách tiếp tục ưu tiên phát triển công nghiệp nặng, đồng thời phát triển công nghiệp nhẹ và nông nghiệp. Các ngành công nghiệp luyện kim, điện lực, khai thác than và vận tải đường sắt được Đảng Lao động Triều Tiên xác định là những lĩnh vực ưu tiên phát triển, nhằm bảo đảm vững chắc công cuộc xây dựng kinh tế và từng bước nâng cao mức sống của nhân dân. Cũng trong những năm 1960 đến đầu những năm 1990, CHDCND Triều Tiên đã tranh thủ viện trợ của Liên Xô, Trung Quốc, ưu tiên phát triển công nghiệp nặng. Lúc này, kinh tế CHDCND Triều Tiên chủ yếu dựa vào công nghiệp nặng và cho đến giữa thập niên 1970, CHDCND Triều Tiên vẫn là một trong hai quốc gia công nghiệp chính tại châu Á, cùng với Nhật Bản, thêm vào đó, dù không phải thành viên chính thức, Triều Tiên vẫn hưởng lợi từ Hội đồng tương trợ kinh tế của Liên Xô (SEV).
Đảng Lao động Triều Tiên đã sử dụng phương thức lãnh đạo truyền thống là phát hiện những tấm gương điển hình tiên tiến tại các địa phương, nhà máy, công trường, cơ sở sản xuất..., sau đó nhân rộng ra khắp đất nước, nhằm đẩy mạnh công cuộc xây dựng đất nước. Vào cuối thập niên 90 của thế kỷ XX, để đưa đất nước vượt qua khủng hoảng kinh tế, Đảng Lao động Triều Tiên đã phát động phong trào tinh thần Cang-ki trong nhân dân thành phố Cang-ki và đưa công nghệ điểu khiển tự động bằng máy tính (CNC) - mũi nhọn của ngành công nghiệp cơ khí vào tỉnh Gia-cang, rồi từ đó nhân rộng ra toàn quốc. Theo nhà báo Bùi Tín, người đã tới CHDCND Triều Tiên hồi năm 1988 khi đến Bình Nhưỡng dự cuộc họp quốc tế Các nước không Liên kết trong 1 tuần lễ thì ông nhận thấy các xe bus công cộng, các máy thu thanh, truyền hình... dù là của Nhật, Đức, Pháp, Mỹ, Anh... mang nhãn hiệu các nước đều bị gỡ ra, thay hết bằng các nhãn của Triều Tiên như Thiên Lý Mã, Bạch Đầu Sơn, Hoa Mẫu Đơn, Nhảy Vọt, Núi Kim Cương, Chủ Thể, v.v.
Qua quá trình xây dựng, CHDCND Triều Tiên đã đạt được một số thành tựu trong các ngành công nghiệp nặng như khai khoáng, luyện kim, hoá chất, xây dựng cơ bản, công nghiệp quốc phòng. Dựa trên các ước tính vào năm 2002, ngành chiếm ưu thế trong nền kinh tế CHDCND Triều Tiên là ngành công nghiệp (43,1%) theo sau bởi các ngành dịch vụ (33,6%) và nông nghiệp (23,3%). Năm 2004 người ta ước tính rằng nông nghiệp sử dụng 37% lực lượng lao động trong khi ngành công nghiệp và dịch vụ sử dụng 63% còn lại. Ngành công nghiệp chính bao gồm các sản phẩm quân sự, chế tạo máy, điện, hóa chất, khai thác mỏ, luyện kim, dệt may, chế biến thực phẩm và du lịch. Khai thác và chế biến quặng sắt cùng than là lĩnh vực mà CHDCND Triều Tiên thực hiện tốt hơn nhiều so với người láng giềng Hàn Quốc, CHDCND Triều Tiên khai thác và sản xuất với sản lượng lớn hơn 10 lần cho mỗi loại hàng hóa
Để tăng cường sản xuất điện, từ trung ương đến địa phương của CHDCND Triều Tiên đã đầu tư xây dựng mới một số nhà máy điện cỡ lớn và hàng nghìn nhà máy điện vừa và nhỏ ở các địa phương. Hiện nay việc xây dựng nhà máy thủy điện lớn Yan Chuan đang tiến triển thuận lợi, năm 2012 đã khánh thành giúp giải quyết tình hình thiếu điện của nền công nghiệp.
Năm 2009, CHDCND Triều Tiên hoàn thành dây chuyền sản xuất gang thép không dùng than cốc và sắt vụn, và toàn bộ các ngành công nghiệp đã bắt đầu đưa vào sử dụng công nghệ CNC với trình độ tiên tiến. Từ năm 2010, dựa trên nguyên liệu và công nghệ trong nước, loại sợi hóa chất vi-na-lon và phân hóa học đã bắt đầu được sản xuất hàng loạt tuy nhiên thực trạng chung là ngành công nghiệp nhẹ còn yếu và kỹ thuật lạc hậu. Năm 2009, tuy gặp nhiều khó khăn nhưng, sản lượng công nghiệp của CHDCND Triều Tiên đã tăng 11% so với năm 2008, ngành than, luyện kim, cơ khí, hoá học, xây dựng, công nghiệp nhẹ và lâm nghiệp vẫn duy trì được tốc độ tăng trưởng cao. Năm 2010, Chính phủ CHDCND Triều Tiên đặt ra nhiệm vụ trọng tâm của công tác kinh tế năm 2010 là đưa công nghiệp nhẹ và nông nghiệp trở thành trận tuyến mũi nhọn của toàn bộ nền kinh tế. Chính phủ yêu cầu các nhà máy thuộc ngành công nghiệp nhẹ sản xuất vượt kỳ hạn những mặt hàng thiết yếu đảm bảo cho sinh hoạt, khắc phục mọi khó khăn hoàn thành tốt nhiệm vụ được giao, đồng thời không ngừng nâng cao chất lượng sản phẩm.

### Khai khoáng
CHDCND Triều Tiên với nền kinh tế tập trung, vẫn có một ngành công nghiệp nặng, và cũng có đáng kể nguồn tài nguyên và khoáng sản, bao gồm mỏ vàng quặng vàng, quặng sắt và hàng loạt loại đất hiếm cũng như uranium. CHDCND Triều Tiên từng được phương Tây xếp đứng thứ 18 trong các nước sản xuất sắt và kẽm nhiều nhất, hạng 22 về than. Ngoài ra CHDCND Triều Tiên còn đứng hạng 15 về sản xuất fluorit, hạng 12 về sản xuất đồng và muối tại châu Á. Các nguồn tài nguyên thiên nhiên lớn khác trong sản xuất bao gồm chì, wolfram, than chì, magiê, vàng, pyrit, fluorit và thủy điện Từ năm 1910 đến năm 1945, người Nhật đã khai thác một số mỏ khoáng sản tại CHDCND Triều Tiên, và theo họ một số mỏ này có trữ lượng lớn chưa từng thấy trên thế giới. Ngoài ra, phía CHDCND Triều Tiên còn cho biết nước này có rất nhiều khoáng sản quý hiếm, trong số đó có cả một số chất quý hiếm sử dụng trong công nghệ cao như thiếc, molypđen, chì và đồng. Hàn Quốc cũng nhận định CHDCND Triều Tiên có nguồn tài nguyên khá lớn với hơn 200 loại khoáng sản khác nhau. Trong số đó, dự trữ than đá, quặng sắt, magie, wolfram, vàng, kẽm, quặng đồng và than chì là lớn nhất. Riêng lượng dự trữ magnesi, CHDCND Triều Tiên đứng thứ 2 trên thế giới, chỉ xếp sau Trung Quốc trong khi lượng dự trữ wolfram chốt ở vị trí thứ 6 thế giới

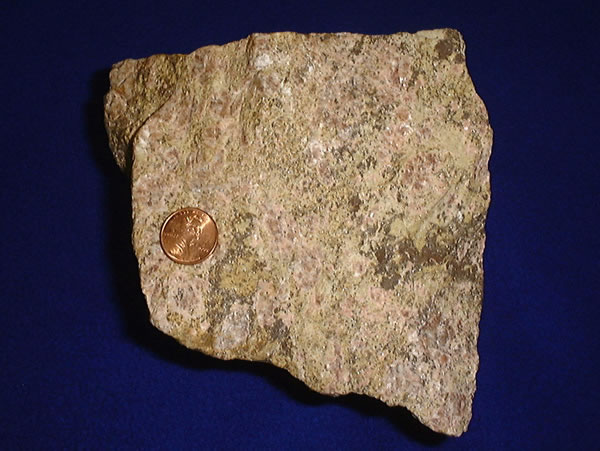
Trữ lượng đất hiếm ở CHDCND Triều Tiên có thể lên đến 20 triệu tấn

Theo thông tin thăm dò từ Hàn Quốc, nguồn tài nguyên trong lòng đất trên lãnh thổ CHDCND Triều Tiên rất phong phú, có trị giá lên đến 6.300 tỷ đô la. trong đó trữ lượng đất hiếm của Triều Tiên có thể lên tới 20 triệu tấn và ước lượng giá trị lên đến 6.000 tỷ USD, ngoài đất hiếm, trữ lượng các loại khoáng sản khác như vàng, kẽm, magnesi carbonate tại Triều Tiên cũng khá lớn. Theo các dự báo, CHDCND Triều Tiên có thể thu được hàng nghìn tỷ USD từ nguồn khoáng sản đặc biệt là Đất hiếm có thể thay đổi vận mệnh của CHDCND Triều Tiên. Nếu CHDCND Triều Tiên sẵn sàng tạo điều kiện cho các nhà đầu tư, nguồn cung đất hiếm cũng như nguồn khoáng sản dồi dào của nước này có thể tạo nên sự thay đổi to lớn, đất hiếm đặc biệt hấp dẫn đối với Đài Loan, Nhật Bản, nếu khai thác tốt, CHDCND Triều Tiên sẽ trở thành nơi thu hút đầu tư từ Trung Quốc, Hàn Quốc, Nhật Bản và các nước khác.
Khai thác mỏ là ngành công nghiệp quan trọng bậc nhất trong nền kinh tế CHDCND Triều Tiên và khoáng chất được xem là mặt hàng xuất khẩu sinh lợi cao nhất của quốc gia này. Nền kinh tế của CHDCND Triều Tiên phụ thuộc chặt chẽ vào khoáng sản, những năm qua, khoáng sản chiếm 58% kim ngạch xuất khẩu của nước này. Chính sách của CHDCND Triều Tiên muốn bán khoáng sản vì chúng không được sử dụng nhiều ở trong nước trong khi đó, Bắc Triều Tiên cần cân bằng lượng than anthracite mà họ xuất khẩu nhằm thu ngoại tệ với lượng than mà họ cần để duy trì hoạt động của nhiều nhà máy trong nước, nhưng Bình Nhưỡng lại không dựa vào vàng để thực hiện bất kỳ mục tiêu phát triển nào
Tuy nhiên, sản lượng khai thác khoảng sản của CHDCND Triều Tiên vẫn chưa tương xứng với tiềm năng thậm chí sản lượng khai thác còn giảm đáng kể từ đầu những năm 1990. Các cơ sở khai thác khoáng sản hiện có của CHDCND Triều Tiên được cho là chỉ hoạt động dưới 30% công suất. Một nguyên nhân khác là sự thiếu hụt nghiêm trọng cơ sở vật chất phục vụ cho hoạt động khai khoáng, nhất là các xe tải hạng nặng, máy khoan các loại cũng như hệ thống băng tải. Mặc dù tiềm năng xuất khẩu của đất hiếm rất lớn, ngành khai thác khoáng sản Triều Tiên hiện vẫn kém phát triển và các sản phẩm khai thác được bán với giá thấp. Theo ước tính, trung bình, các ngành khai thác mỏ ở CHDCND Triều Tiên mới chỉ hoạt động ở mức dưới 30% công suất. Nhiều mỏ khai thác cần được phục hồi hoặc không có nguồn cung cấp điện ổn định. Nhiều thiết bị khai thác ra đời từ thời chiến tranh lạnh và đến nay người ta không còn sản xuất chúng nữa, chứ chưa nói gì đến việc chúng được sử dụng ở các nơi khác trên thế giới. Nhiều mỏ bị thiệt hại nặng nề trong thảm họa môi trường từ năm 1990 song đến nay vẫn chưa được sửa chữa. Triều Tiên thiếu nguồn lực trong nước để tái phát triển những mỏ này, Bình Nhưỡng phải dựa vào đầu tư nước ngoài nhằm tăng sản lượng khai thác khoáng sản

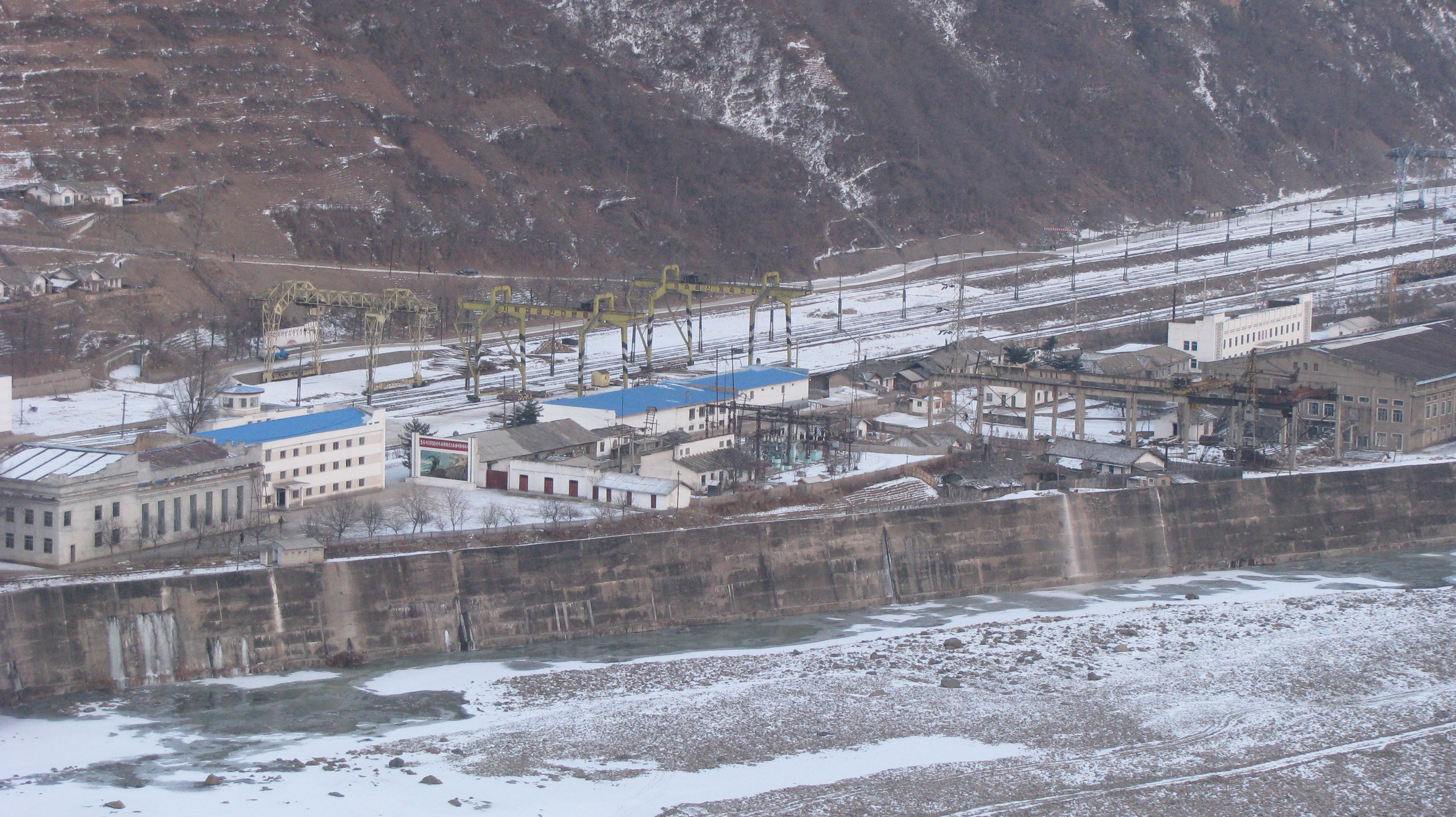
Một nhà máy khai khoáng tại CHDCND Triều Tiên

Ngoài ra, tình trạng thiếu hụt điện và sự xuống cấp của mạng lưới cung cấp điện cũng đang cản trở đáng kể đến hoạt động khai thác tại các mỏ khoáng sản. Thậm chí, mạng lưới điện ở đây xuống cấp đến mức khiến các mỏ khai khoáng không thể vận hành được nhiều thiết bị thiết yếu. Chính phủ CHDCND Triều Tiên bắt đầu chiến dịch đẩy mạnh quá trình hiện đại hóa công nghệ khai khoáng, nâng cao sản lượng khai thác và tích cực tìm kiếm nguồn tài nguyên khoáng sản mới. Đồng thời các nhà lãnh đạo Triều Tiên cũng bày tỏ sự quan tâm đến công cuộc đổi mới công nghệ khai thác mỏ bao gồm công nghệ lọc, tách khoáng sản thô cũng như khoáng sản kim loại quý hiếm.
Trong công nghiệp khai khoáng, các công ty nước ngoài đến từ các quốc gia như Nga, Trung Quốc, Nhật Bản, Mông Cổ, Việt Nam, Mỹ, Belarus và Anh (không kể Hàn Quốc) đang tham gia khoảng 25 dự án khai thác khoáng sản ở Triều Tiên. CHDCND Triều Tiên cũng đã có nhiều hợp tác với Trung Quốc, giúp Trung Quốc có thêm lợi ích về mặt kinh tế với thỏa thuận khai thác tài nguyên quặng mỏ của CHDCND Triều Tiên được ký kết. Bình Nhưỡng đã ký với Bắc Kinh một thỏa thuận cho phép các công ty Trung Quốc tiến hành việc thăm dò trên lãnh thổ Cộng hòa Dân chủ Nhân dân Triều Tiên để khám phá tiềm năng khoáng sản được cho là rất dồi dào tại CHDCND Triều Tiên. Thỏa thuận bao gồm một danh sách chi tiết của các mỏ cần khai thác, trong đó có cả mỏ vàng, mỏ than đá và mỏ đất hiếm. Theo thỏa thuận này, hai nước đồng minh sẽ thành lập một công ty đặt trụ sở tại Hồng Kông nhằm tìm cách thu hút các nhóm đầu tư tư nhân ở Trung Quốc. Việc khai thác đặt cơ sở gần khu mỏ quặng sắt lớn Musan, với trữ lượng ước tính là bảy tỷ tấn, khu mỏ này đã thu hút sự quan tâm của Trung Quốc cũng như các tài nguyên khác mà rất Bắc Kinh cần để nuôi dưỡng nền kinh tế Trung Quốc.
Tuy vậy, xét chung thì đầu tư nước ngoài nói chung và trong lĩnh vực khai khoáng nói riêng ở CHDCND Triều Tiên vẫn duy trì ở mức thấp. Nguyên do xuất phát từ cơ chế, chính sách của Bình Nhưỡng gây ra nhiều khó khăn và cản trở các công ty nước ngoài, đặc biệt là các công ty đến từ châu Âu và Mỹ tham gia vào các hoạt động khai thác. Quyền lợi đối với các nhà đầu tư, xuất khẩu nước ngoài thường không được quy định rõ ràng. Các văn bản pháp luật quan trọng liên quan đến các thỏa thuận hợp tác, kinh doanh trong lĩnh vực này rất mơ hồ, thậm chí không có các chỉ dẫn cơ bản về các dự án khai khoáng và sẽ không cung cấp thông tin cho các nhà đầu tư nước ngoài mà không có các thỏa thuận đầu tư trước. Nhiều nhà đầu tư nước ngoài cũng gặp khó khăn trong việc quản lý các công ty liên doanh với chính phủ nước này.

### Sản xuất xe hơi
CHDCND Triều Tiên không tham gia vào Ủy ban Công nghiệp của Liên hợp quốc nên những thông tin về ngành công nghiệp ô tô của nước này rất hạn chế. CHDCND Triều Tiên có khả năng sản xuất 40.000 đến 50.000 xe một năm và trong cuối những năm 2000, chỉ vài nghìn xe được sản xuất do hậu quả của suy thoái kinh tế. CHDCND Triều Tiên có duy nhất một doanh nghiệp sản xuất ôtô đó là Pyeonghwa Motors. CHDCND Triều Tiên còn một số hãng xe khác như Pyongsang Auto Works. Đây là nhà máy được thành lập từ năm 1968, chủ yếu sản xuất một số xe SUV và xe tải nhẹ. Tại CHDCND Triều Tiên cũng có một số hãng sản xuất xe buýt và xe tải nặng như Chongjin Bus chuyên sản xuất những xe buýt cỡ lớn, có thể chở hàng trăm hành khách. ước tính có khoảng 30.000 chiếc xe trong cả nước, chủ yếu tập trung ở Bình Nhưỡng. Một công dân muốn sở hữu xe hơi thường phải là những người có mối quan hệ trong hệ thống quản lý của chính quyền. Ngoài ra Triều Tiên còn sản xuất được xe bus điện.
Năm 1950, Nhà máy động cơ Sungri có trụ sở tại Tokchon đã sản xuất xe off-road và xe chở khách đô thị. Những chiếc xe buýt có tên Sungri, Jaju vẫn được vận hành tại CHDCND Triều Tiên đến nay. Năm 1970, CHDCND Triều Tiên đồng ý mua 1.000 chiếc Volvo 144s từ Thụy Điển nhưng không trả tiền cho lô hàng này và được dùng làm taxi cho một số ít người có tiền để đi lại trong thành phố. Vào thập niên 80 của thế kỷ XX, CHDCND Triều Tiên tràn ngập những mẫu xe của Liên Xô. CHDCND Triều Tiên cho nhập những chiếc Mercedes 190Es và sao chép hầu hết các bộ phận, và kết quả là Kaengsaeng 88 ra đời. Chiếc xe này được trang bị động cơ bốn xi-lanh, không có tản nhiệt, không có điều hòa, và cabin không kín, vì vậy dễ bị bụi bay vào.
Năm 1999, CHDCND Triều Tiên cho phép công ty Pyeonghwa Motors là một công ty liên doanh sản xuất xe nhỏ theo giấy phép của Fiat và Brilliance Auto (Trung Quốc) có trụ sở tại Seoul nhằm mục đích chế tạo xe hơi phục vụ nhu cầu của thị trường CHDCND Triều Tiên và Việt Nam. Pyeonghwa có nghĩa là hòa bình và xe hơi Pyeonghwa Motors được xây dựng là nỗ lực chung giữa Hàn Quốc và Triều Tiên. Năm 2007, Pyeonghwa giới thiệu Junjie, phiên bản Triều Tiên của chiếc Hwiparam II của hãng Brilliance. Chiếc xe được xây dựng trên Fiat Siena cũ, cùng một số chi tiết được nhập khẩu từ Trung Quốc. Pyeonghwa tiếp tục sản xuất SUV mang tên Pyeonghwa Pronto. Đây là mẫu xe được bán tại thị trường Việt Nam do Mekong Auto sản xuất.
Pyeonghwa độc quyền sản xuất xe hơi, mua và bán xe tại thị trường CHDCND Triều Tiên. Tuy nhiên, hầu hết người dân CHDCND Triều Tiên không đủ khả năng để mua một chiếc xe hơi. Năm 2003, chỉ có 314 chiếc xe được sản xuất mặc dù nhà máy đã có các cơ sở sản xuất lên đến 10.000 xe mỗi năm. Năm 2005 không quá 400 chiếc, do tình trạng ế ẩm ở trong nước, hãng này đã xuất khẩu sản phẩm sang một số quốc gia khác để bán trong đó có Việt Nam. Năm 2006, tạp chí Ngoại thương CHDCND Triều Tiên quảng cáo mẫu xe hơi sang trọng, được sản xuất bởi Pyeonghwa mang tên Ssangyong Chairman. Đây là chiếc xe được quan chức chính phủ CHDCND Triều Tiên rất ưa chuộng. Năm 2009, Pyeonghwa kiếm được 700.000 USD từ việc bán được 650 xe, trong đó 500.000 USD được chuyển về Hàn Quốc. Đến năm 2012, chủ tịch Pyeonghwa Motors bắt đầu đàm phán để chấm dứt đầu tư.
Ngoài ra, CHDCND Triều Tiên cũng sáng chế ra hình thức xe ô tô chạy bằng than đá, do không có nhiều nguồn cung cấp dầu mỏ nội địa, cũng không có mấy cơ hội để nhập khẩu nhiên liệu từ nước ngoài, trong khi nhu cầu vận chuyển phục vụ quân đội lớn, CHDCND Triều Tiên phải vận dụng đến một loại chất đốt là than. Trên thùng xe được gắn một chiếc lò lớn như kiểu nồi hơi để biến than thành hỗn hợp khí sinh học cung cấp cho động cơ xe. Những chiếc xe chở theo chiếc lò than trông cồng kềnh, thô kệch và có tốc độ chậm, nhưng xe chạy bằng than đã giúp CHDCND Triều Tiên đáp ứng nhu cầu vận chuyển rất lớn của quân đội trong điều kiện nguồn dầu mỏ hạn chế.

### Công nghệ cao
Bên cạnh các loại hình công nghiệp truyền thống, các sản phẩm công nghệ cao cũng được CHDCND Triều Tiên chú ý, nhất là giai đoạn hiện nay. Điện thoại di động được giới thiệu ở CHDCND Triều Tiên vào năm 2008 thông qua một liên doanh với hãng viễn thông Orascom của Ai Cập, liên doanh này hiện có 2 triệu người dùng ở CHDCND Triều Tiên. Liên doanh này nói rằng họ hiện có hai triệu khách hàng ở CHDCND Triều Tiên. Koryolink là nhà mạng duy nhất ở CHDCND Triều Tiên và người dân nước này vẫn chưa thể dùng di động để gọi đi quốc tế. Năm 2002, một mạng truyền thông nội địa đã ra mắt và một số cơ quan nhà nước đã có trang web riêng Lượng người dùng điện thoại có kết nối 3G đã tăng vọt tại CHDCND Triều Tiên lên mức một triệu người, một triệu điện thoại chỉ chiếm 4% dân số và người dùng chỉ có thể liên lạc với những người cùng mạng, vốn do nhà nước kiểm soát chặt chẽ. Về mạng máy tính, CHDCND Triều Tiên không phổ biến rộng rãi mạng Internet mà chỉ có mạng Intranet, một hệ thống nội bộ trong nước, được phát triển từ năm 2002 để các trang web của một số cơ quan của nhà nước tuyên truyền thông tin hoặc phỏ biến kiến thức khoa học kỹ thuật 
[[Tập tin:Cell Phone North Korea.jpg|300px|nhỏ|trái|CHDCND Triều Tiên trình làng điện thoại di động thế hệ mới có tên là Arirang
Năm 2013, CHDCND Triều Tiên đã sản xuất được điện thoại di động và cho ra mắt điện thoại thông minh (smartphone) mang tên Arirang theo tên một bài dân ca cổ Triều Tiên có màn hình cảm ứng cùng máy ảnh (camera) độ phân giải cao ở phía sau và có sử dụng hệ điều hành Android của Google. Chiếc smartphone đầu tiên chính hãng CHDCND Triều Tiên đã được đưa vào sản xuất đại trà, nhằm đáp ứng nhu cầu tiêu thụ ngày càng cao của người dân trong nước và có thể khơi gợi lòng tự hào dân tộc. Kim Jong-un đích thân đi thị sát nhà máy điện thoại di động, thăm một dây chuyền lắp ráp điện thoại di động, nơi mới sản xuất một dòng điện thoại nội địa có tên Arirang. Công nhân nhà máy này đã phát triển một chương trình ứng dụng bằng tiếng Triều Tiên, đem đến dịch vụ tiện lợi, tốt nhất cho người dùng đồng thời đảm bảo an ninh nghiêm ngặt.
Tuy vậy, vẫn có hoài nghi cho rằng Điện thoại Triều Tiên thực chất là hàng Trung Quốc, theo đó chiếc điện thoại thông minh đầu tiên được CHDCND Triều Tiên giới thiệu là hàng nước này tự sản xuất, có thể là được làm ở Trung Quốc, có khả năng họ đã đặt hàng với một nhà sản xuất Trung Quốc và chuyển tới nhà máy này, nơi họ tiến hành kiểm tra trước khi chính thức bán ra thị trường, tất cả các bộ phận của chiếc điện thoại mang tên Arirang có thể là được chế tạo ở Trung Quốc, riêng công đoạn lắp ráp cuối cùng là được thực hiện tại Triều Tiên hoặc giả tất cả những chiếc smartphone này được làm ở Trung Quốc, chỉ duy nhất vỏ hộp cuối cùng là được sản xuất tại nhà máy mà nhà lãnh đạo CHDCND Triều Tiên Kim Jong-un tới thăm Báo chí phương Tây ghi nhận KCNA chỉ đăng ảnh các công nhân kiểm tra và đóng gói chứ không phổ biến hình ảnh nào cho thấy các khâu sản xuất và lắp ráp điện thoại di động, do đó họ nghi ngờ rằng có thể điện thoại di động Arirang được sản xuất tại Trung Quốc và chỉ đóng gói tại Triều Tiên, một số chuyên gia nước ngoài cho rằng toàn bộ quá trình sản xuất Arirang có thể được tiến hành ở Trung Quốc còn nhà máy trên chỉ phụ trách công đoạn đóng hộp.
Bên cạnh đó, Bình Nhưỡng cũng đã từng sản xuất một mẫu máy tính bảng và giới thiệu máy tính bảng tự sản xuất mang tên Samjiyon, chạy trên nền android nhưng không có kết nối internet nhưng được cài sẵn game, ebook, bản đồ và bách khoa toàn thư. Tất cả ngôn ngữ dùng trên model này đều là tiếng Anh Ngoài ra, tại CHDCND Triều Tiên có tablet 7 inch giống iPad. Model này có tên là Achim với cân nặng 300g và pin hoạt động được trong 5 tiếng liên tiếp, mẫu tablet giống iPad đang xuất hiện ngày một nhiều tại CHDCND Triều Tiên và có sức hấp dẫn lớn với học sinh, sinh viên nước này. Sản phẩm được mang tên Achim (Buổi sáng). Achim sở hữu màn hình kích thước 7 inch, nặng 300g đồng thời có pin hoạt động liên tục được trong 5 tiếng đồng hồ (vẫn chưa rõ hệ điều hành được sử dụng trên Achim). Tuy vậy, nhiều người dự đoán rằng sản phẩm này chạy "Red Star", một phiên bản của hệ điều hành Linux từng được Tiều Tiên sử dụng rất nhiều trước đây.
Chính phủ CHDCND Triều Tiên đã xây dựng tại Bình Nhưỡng một trung tâm máy vi tính, phụ trách toàn diện công việc phát triển ứng dụng và phổ cập máy vi tính trên phạm vi toàn quốc, bên dưới có bảy nhánh Trung tâm trực thuộc, hàng năm có hàng vạn người được học tập đào tạo tin học ở các trung tâm này. Đồng thời, tất cả các trường trung học của CHDCND Triều Tiên có điều kiện đều được giảng dạy chương trình tin học; các trường đại học mở các khoa Tin học. Trường Đại học chuyên ngành máy tính cũng đã được thành lập. Ngoài ra, nước này còn xây dựng nhiều trung tâm nghiên cứu tin học từ to đến nhỏ như Trung tâm công nghệ thông tin Triều Tiên, Trường Khoa học máy tính trực thuộc Đại học Tổng hợp Kim Nhật Thành, Viện Nghiên cứu máy tính thuộc Đại học Tổng hợp công nghiệp Jin Se... Hiện nay, tại CHDCND Triều Tiên đã hình thành một hệ thống nghiên cứu phát triển ngành công nghệ tin học. Mạng Internet trong nước đã phát triển ở mức độ nhất định, các cơ quan ban ngành, từ trung ương đến địa phương đều đã liên kết mạng máy tính.

### Công nghiệp quốc phòng
Triều Tiên có nền công nghiệp công nghiệp quốc phòng khá phát triển. Họ có khả năng chế tạo hầu hết các loại vũ khí quy ước trang bị cho các quân chủng lục quân, hải quân, không quân; đủ khả năng đáp ứng nhu cầu của quân đội về các loại vũ khí. Hiện Triều Tiên có 17 nhà máy sản xuất vũ khí bộ binh và pháo binh, 35 nhà máy sản xuất đạn dược, 5 nhà máy sản xuất xe tăng, xe bọc thép, 8 nhà máy chế tạo máy bay, 5 nhà máy sản xuất chiến hạm, 5 nhà máy sản xuất tên lửa có điều khiển, 5 nhà máy sản xuất các phương tiện thông tin liên lạc và 8 nhà máy sản xuất các loại vũ khí sinh hóa. Các loại pháo tự hành mà Triều Tiên có thể tự sản xuất gồm: M-1975 (130 mm), M-1977, M-1978 Koksan, M-1981 (122 mm), M-1985 (152 mm), M-1989 và M-1991 (122 mm). Ngoài ra, Triều Tiên cũng tự sản xuất được xe bọc thép M-1973, xe tăng lội nước M1985 (kiểu 82), xe tăng Chonmaho dựa trên nguyên mẫu T-62 của Liên Xô, xe tăng Pokpoong Ho dựa trên mẫu T-72 của Liên Xô. Các nhà máy quốc phòng của Triều Tiên có thể tự sản xuất các thiết bị thay thế cho nhiều loại máy bay khác nhau, từ MiG-21, MiG-23 cho đến MiG-29 và Su-25. Triều Tiên có khả năng sản xuất các loại tên lửa chiến thuật và chiến lược với tầm bắn khác nhau từ 150 km đến 15000 km. Đặc biệt Triều Tiên có một chương trình hạt nhân bắt đầu từ năm 1958 đủ khả năng tạo ra bom hạt nhân, và họ đã 6 lần thử bom hạt nhân dưới lòng đất.

## Nông nghiệp

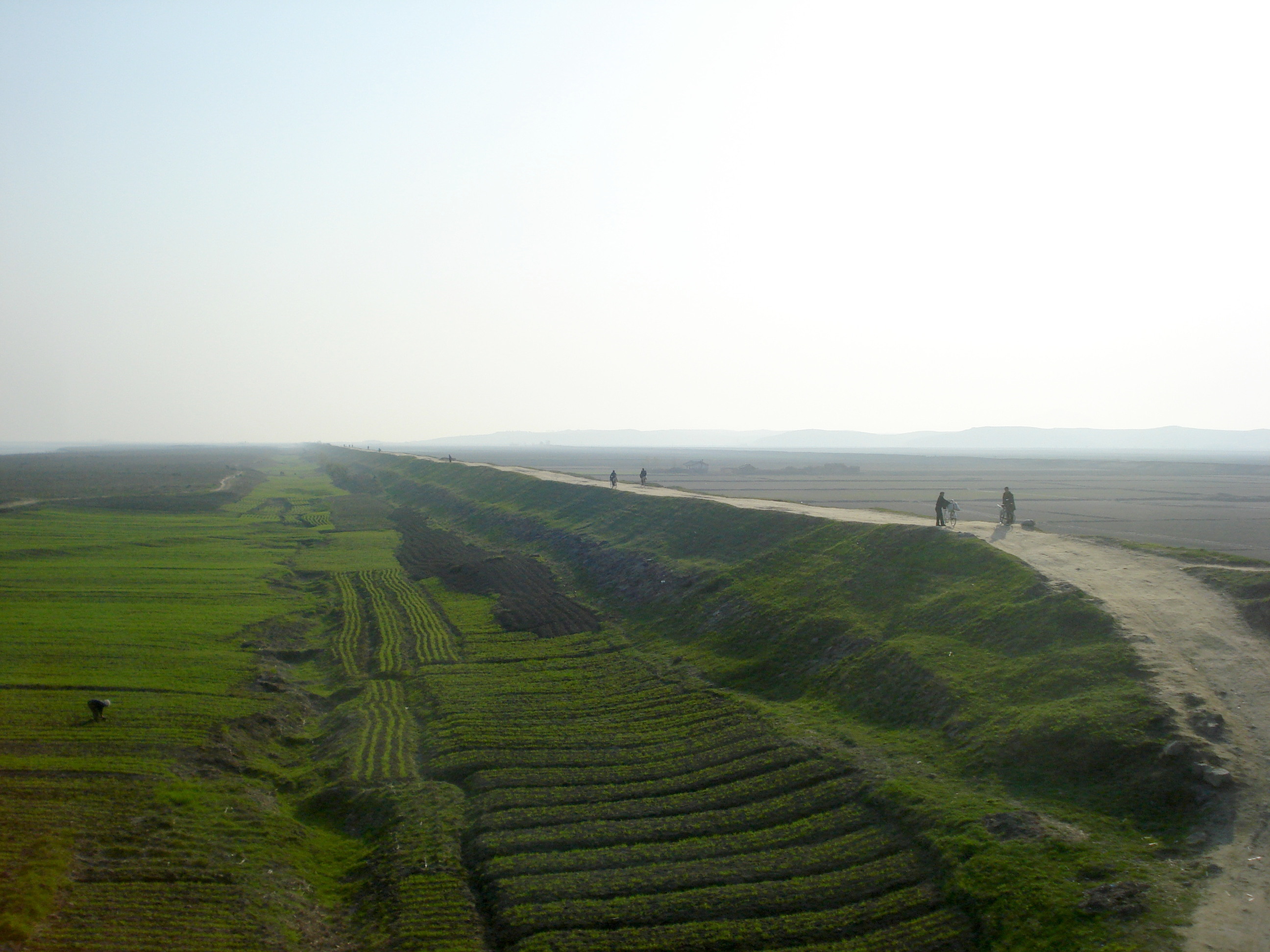
Một ruộng lúa ở CHDCND Triều Tiên, địa hình CHDCND Triều Tiên đa phần là đồi núi nên diện tích dành cho nông nghiệp không nhiều

Nhìn chung, cho dù là một quốc gia công nghiệp nhưng nền kinh tế của CHDCND Triều Tiên lại là nền kinh tế phụ thuộc vào nông nghiệp với khoảng 20-25% cơ cấu kinh tế từ nông nghiệp và 2/3 tăng trưởng kinh tế CHDCND Triều Tiên đến từ đến từ lĩnh vực nông nghiệp, lĩnh vực dễ chịu nhiều ảnh hưởng mạnh bởi thời tiết điều này cho thấy quy mô nhỏ bé của kinh tế CHDCND Triều Tiên, nền kinh tế dễ chịu ảnh hưởng bởi những yếu tố như thời tiết hay hỗ trợ từ bên ngoài. Trong năm 2005 và 2006, CHDCND Triều Tiên chủ trương chú trọng và tập trung vào phát triển nông nghiệp coi đây là mặt trận chủ đạo để phát triển nền kinh tế quốc dân, cũng trong năm 2005, Tổ chức Nông Lương thế giới (FAO) đã xếp CHDCND Triều Tiên đứng hạng 10 trong sản lượng thu hoạch trái cây tươi và đứng thứ 19 về sản lượng táo.
CHDCND Triều Tiên được đánh giá là một trong những nước có mức độ bất ổn lương thực cao nhất toàn cầu. Thập niên 1990, khoảng 1/3 dân số nước này, trong tổng số 24 triệu dân thiếu thực phẩm tiêu dùng hay thực phẩm thiết yếu. Triều Tiên cần đến 5,5 triệu tấn ngũ cốc để nuôi được số dân 24 triệu của mình nhưng những năm cao nhất vào thập niên 1990 cũng chỉ thu hoạch được khoảng 4 đến 4,5 triệu tấn cho nên Bình Nhưỡng đã phải kêu gọi tới 40 quốc gia trợ giúp lương thực cho mình và thường phải phụ thuộc vào một phần viện trợ quốc tế. Nông nghiệp CHDCND Triều Tiên bị ảnh hưởng nghiêm trọng do đất đai cằn cỗi, thiếu phân bón và các phương tiện canh tác Ở một số vùng hẻo lánh, lao động nông nghiệp ở CHDCND Triều Tiên vẫn dùng công cụ không khác gì thời xưa, với phụ nữ mang trên lưng những chiếc gùi bằng gỗ. Trong công việc đồng áng, trâu bò là một loại xa xỉ phẩm, máy cày là một giấc mơ.
Năm 2011, Quỹ Nhi đồng Liên Hợp Quốc (UNICEF) ước tính khoảng 1/4 dân số CHDCND Triều Tiên tức khoảng 6 triệu người đang rơi vào tình trạng thiếu ăn, trong số đó, gần 1 triệu người là trẻ em dưới 5 tuổi, cứ 3 trẻ em lại có 1 trẻ bị suy dinh dưỡng mạn tính hoặc quá thấp còi so với tuổi, 1/3 trẻ em bị suy dinh dưỡng kinh niên hoặc quá thấp còi so với độ tuổi của mình. Chương trình Lương thực Thế giới (WFP) cũng nhận định CHDCND Triều Tiên đang tiếp tục đối mặt với tình cảnh thiếu hụt lương thực nhất là tình trạng thiếu nghiêm trọng thực phẩm thiết yếu Đồng thời nước này dễ rơi vào khủng hoảng lương thực do bị cô lập về chính trị và kinh tế cũng như bị tác động sâu sắc bởi tình trạng biến đổi khí hậu. Bình Nhưỡng từng đồng ý ngừng một phần chương trình hạt nhân - tên lửa và cho phép các thanh tra quốc tế quay lại để đổi lấy 240.000 tấn lương thực từ Mỹ, tuy nhiên, cùng tháng đó, họ lại tuyên bố thử tên lửa, và thỏa thuận viện trợ chấm dứt. Năm 2013 Liên Hợp Quốc kêu gọi viện trợ 98 triệu USD cho người dân CHDCND Triều Tiên. Mặc dù cơ quan này đã có các chương trình nhằm duy trì lương thực thực phẩm, đảm bảo sức khỏe cho người dân CHDCND Triều Tiên trị giá 150 triệu USD, nhưng vẫn cần thêm 98 triệu USD tiền viện trợ khẩn cấp cho nước này, gần 2,4 triệu người dân Triều Tiên cần được hỗ trợ lương thực và 28% trẻ em CHDCND Triều Tiên dưới 5 tuổi bị suy dinh dưỡng.
Từ những năm 1995 - 1997, CHDCND Triều Tiên đã xây dựng chiến lược kinh tế coi nông nghiệp, công nghiệp nhẹ và thương mại là cuộc cách mạng hàng đầu. Năm 1999, nước này lại đưa ra "phương châm nông nghiệp hàng đầu". Nhà nước CHDCND Triều Tiên chủ trương phải phát triển nông nghiệp theo ý nguyện của nông dân và phù hợp tình hình thực tế. Triều Tiên đã tiến hành hàng loạt giải pháp, khắp cả nước ra quân thực hiện cuộc "cách mạng khoai tây", tự khai thác nguồn lương thực thay thế, khuyến khích các cơ quan, doanh nghiệp và cả cá nhân phát triển nghề phụ, trong đó có chăn nuôi gia súc như nuôi dê, thỏ, nuôi tằm, nuôi cá nước ngọt, nuôi hải sản... Để nâng cao mức sống của nhân dân, họ tận dụng mọi nguồn lực đất đai để trồng hoa màu, lựa chọn và phát triển cây con giống có hiệu quả kinh tế cao, trồng hai vụ hoa màu, cải tạo đồng ruộng và hệ thống tưới tiêu với quy mô lớn. Các địa phương đã mở rộng diện tích và nâng cao trình độ cơ giới hóa, thủy lợi hóa nông nghiệp nhằm tăng sản lượng lương thực. Ngành công nghiệp chế biến thực phẩm phục vụ sản xuất nông nghiệp cũng được tăng cường đầu tư.
Năm 2013, CHDCND Triều Tiên thực hiện cải cách nông nghiệp, các biện pháp cải cách của CHDCND Triều Tiên được Kim Jong-un đưa ra nhằm giải quyết nạn thiếu lương thực do mùa màng thất bát. Cụ thể là người nông dân CHDCND Triều Tiên đã bắt đầu được bán nông sản ra thị trường. Đây là một trong những bước đi mới nhất trong chính sách cải cách nông nghiệp nhằm thúc đẩy năng suất mà Chính phủ CHDCND Triều Tiên đưa ra trong năm. Nông dân trên toàn Triều Tiên kể từ năm 2013 không còn phải đóng cho Nhà nước lượng nông sản theo định mức, thay vào đó Chính phủ CHDCND Triều Tiên chỉ yêu cầu nông dân hoàn lại một lượng sản phẩm nhất định để bù đắp cho các chi phí về hạt giống, phân bón hay nhiên liệu mà Nhà nước đã cung cấp, phần dư thừa, nếu nông dân sản xuất ra, sẽ do người nông dân toàn quyền quyết định, họ có thể giữ làm lương thực cho gia đình hay bán ra các khu chợ tư nhân
Khu đồn điền hợp tác Tongbong tại miền Đông Bắc CHDCND Triều Tiên là nơi thực hiện thí điểm đã nhận được thông báo về chính sách mới, sau một thời gian các chương trình thí điểm của Chính phủ CHDCND Triều Tiên cho thấy hiệu quả, việc hợp tác của nông dân đã được áp dụng các phương pháp quản lý kinh tế mới bằng việc chia nhỏ các đội hợp tác điều đó đã tạo động lực cho việc tăng năng suất và sản xuất được nhiều hơn trước, các đội hợp tác được rút gọn từ 22 người trước đây xuống chỉ còn 7 - 8 người, với mục tiêu quản lý tốt hơn công lao động và phân phối sản phẩm lao động. Tổng sản lượng vụ thu hoạch chính của năm 2012 và vụ thu hoạch sớm của năm 2013 đạt mức khoảng 5,8 triệu tấn, tăng 10% so với niên vụ 2011/2012, đủ để tự túc lương thực cho người dân cả nước.

### Canh tác

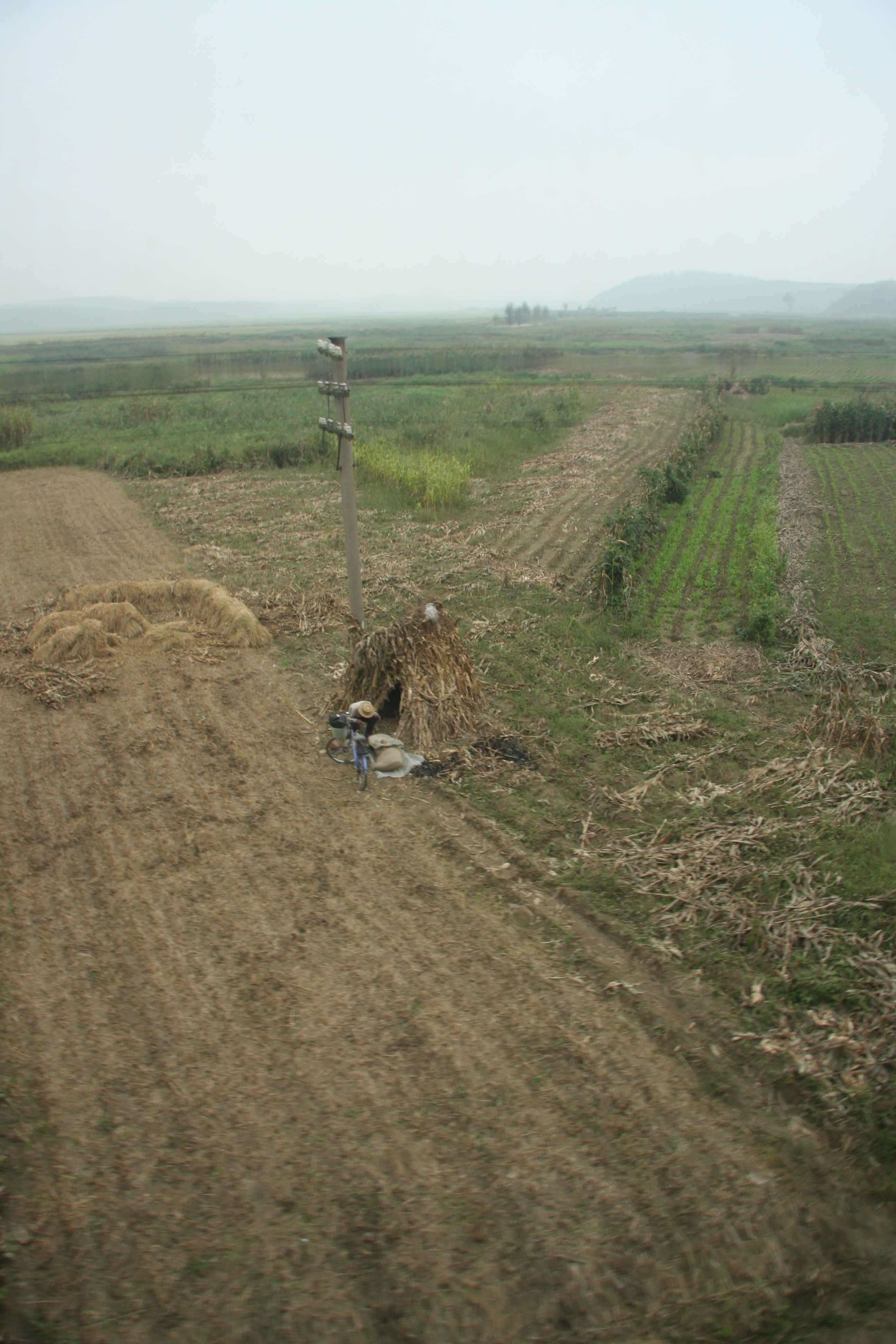
Cánh đồng nông nghiệp tại CHDCND Triều Tiên

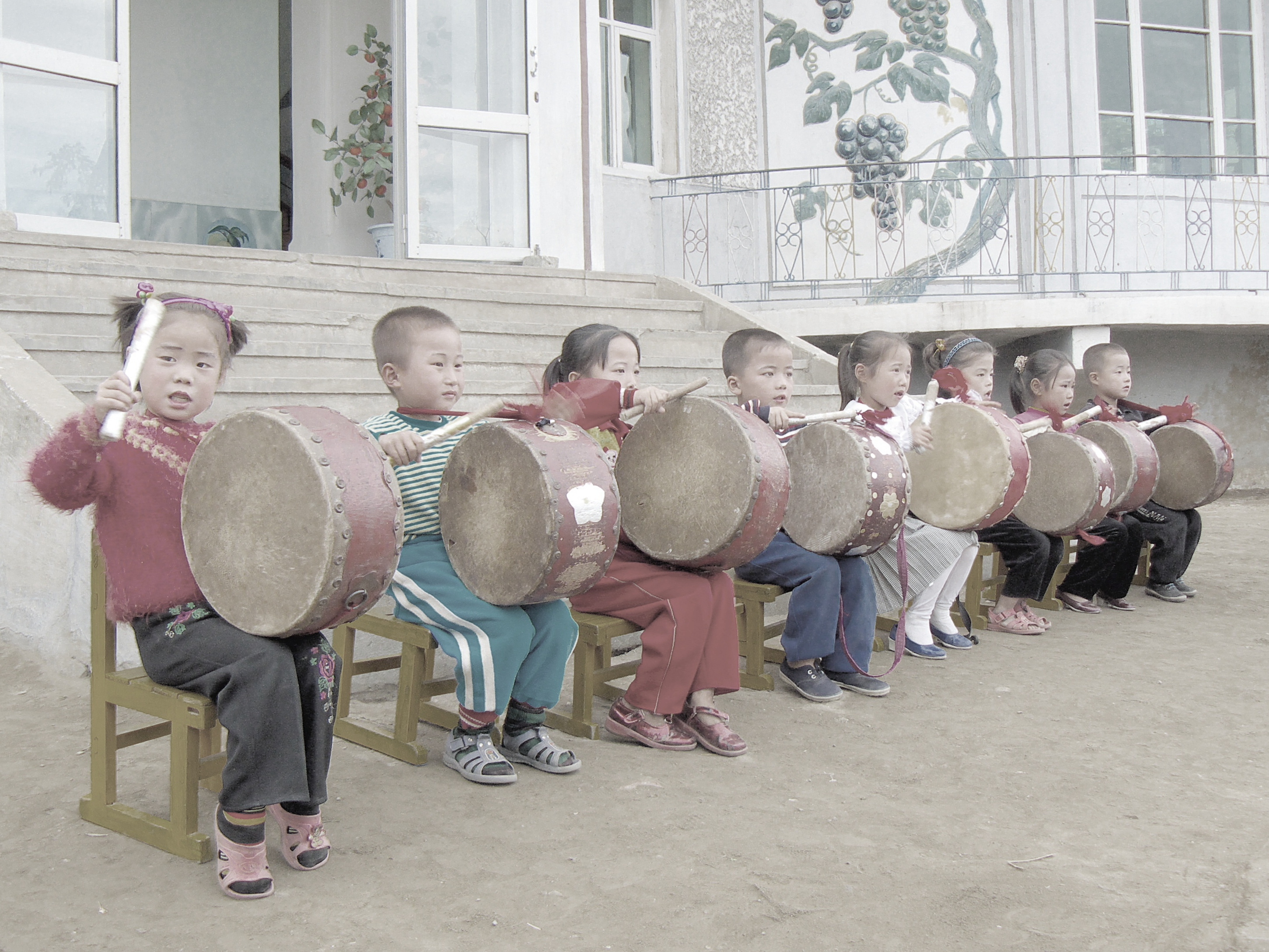
Trẻ em trong một trang trại Hợp tác xã ở CHDCND Triều Tiên

Về diện tích đất canh tác, CHDCND Triều Tiên luôn thiếu lương thực triền miên từ năm này sang năm khác, theo một quan chức của Nga bởi họ không có đất để làm nông nghiệp nhưng các chuyên gia nước ngoài cho rằng nguyên nhân làm cho tình trạng lương thực Triều Tiên ngày càng trở nên trầm trọng là do hàng loạt các chế định theo sau cuộc cải cách tiền tệ và chủ trương thắt chặt nền kinh tế thị trường của Bình Nhưỡng vào cuối năm 2009. CHDCND Triều Tiên có địa hình chủ yếu là đồi núi và chỉ một phần nhỏ đất đai thích hợp cho việc trồng trọt, chiếm khoảng 17 – 18% tổng diện tích, tương đương chỉ hơn 2 triệu ha có thể trồng trọt. Trong đó có khoảng 1,4 triệu ha thích hợp để trồng các loại ngũ cốc. Ngoài ra, năng suất các loại cây trồng đang giảm sút nghiêm trọng do tình trạng cô lập của nước này khiến nguồn cung phân bón và vôi thiếu hụt trầm trọng. Trong khóa họp lần thứ 13 Hội đồng nhân quyền Liên hợp quốc tại Geneva, Thụy Sĩ hôm 15/3/2010, đại diện Thụy Sĩ cho rằng Bình Nhưỡng cần phải cải thiện hệ thống quản lý và thực hiện các biện pháp khuyến khích, thúc đẩy kinh tế hộ gia đình để tăng sản lượng lương thực và tự nỗ lực khắc phục tình hình hơn là trông đợi vào cộng đồng quốc tế.
Do thiếu đất canh tác và gặp nhiều thiên tai dẫn đến CHDCND Triều Tiên cũng không thể trông đợi vào nông nghiệp canh tác tại nước mình để phát triển kinh tế dù đã đặt mục tiêu duy trì sản lương 4,3 triệu tấn ngũ cốc của năm 2008, dù vậy điều này chỉ có thể thành hiện thực nếu thời tiết năm sau tốt hơn năm trước. Năm 2011, CHDCND Triều Tiên đàm phán với Nga về việc thuê khoảng vài trăm ngàn hecta đất nông nghiệp của Nga đang bỏ trống chưa sử dụng (đất nhàn rỗi) thuộc sở hữu của cả tư nhân lẫn nhà nước tại khu vực Amur, thuộc miền Đông nước Nga, có chung đường biên giới với Trung Quốc với mức giá thuê hàng năm 1,7 USD/ha. Các nhà chức trách CHDCND Triều Tiên đang lên kế hoạch cho một dự án nông nghiệp chưa từng có trước đây, sử dụng đất nông nghiệp tại Nga để trồng đậu tương, khoai tây, ngô, các loại cây trồng khác và lập các trang trại chăn nuôi dê lấy sữa.
Về mức độ ảnh hưởng từ điều kiện tự nhiên, nông nghiệp CHDCND Triều Tiên đặc biệt dễ bị ảnh hưởng từ tự nhiên nhất là ảnh hưởng do lũ lụt, hạn hán và giá rét. Hầu như năm nào, theo báo cáo, đất nước CHDCND Triều Tiên cũng gặp phải thiên tai địch họa, những tai ương liên tục tác động vào nền nông nghiệp lạc hậu của nước này, đặc biệt là những trận lũ lụt lớn năm 1995 và năm 2007 có quy mô lớn và diễn ra trên diện rộng đã ảnh hưởng mạnh đến nông nghiệp gây thiệt hại to lớn. Ảnh hưởng của thiên tai khiến CHDCND Triều Tiên mất mùa, hệ quả là thu hoạch giảm sút hoặc mất trắng dẫn đến thiếu lương thực triền miền, và tạo nguy cơ xảy ra nạn đói. Nền nông nghiệp Triều Tiên còn chịu ảnh hưởng xấu bởi tình trạng quản lý sản xuất nông nghiệp kém cũng như những chính sách của nhà nước không tạo ra động lực sản xuất cho nông dân.
Những trận lũ lụt trong tháng 7 năm 1995 được mô tả là có quy mô như trận hồng thủy trong Kinh Thánh, khi lũ lụt tàn phá quốc gia này giai đoạn năm 1995-1996, đất canh tác, thu hoạch, dự trữ ngũ cốc, xã hội và cơ sở hạ tầng kinh tế đã bị phá hủy, giữa tháng bảy 30 và 18 tháng 8 năm 1995, cơn mưa xối xả đã gây ra lũ lụt tàn phá CHDCND Triều Tiên. Trong một khu vực, trong huyện Pyongsan thuộc tỉnh Bắc Hwanghae đã có lượng mưa 877 mm hay gần một mét mưa được ghi nhận chỉ trong bảy giờ, một cường độ có thể có mưa chưa từng có trong khu vực này nước dòng chảy trong sông Áp Lục chảy dọc theo biên giới CHDCND Triều Tiên/Trung Quốc, đã được ước tính khoảng 4,8 tỷ tấn trong khoảng thời gian 72 giờ, lũ lụt của cường độ này đã không được ghi nhận trong ít nhất 70 năm. Các vấn đề lớn gây ra bởi lũ lụt không chỉ phá hủy đất trồng và mùa màng, mà còn mất dự trữ gạo khẩn cấp, do phần lớn lượng dữ trữ này được lưu kho dưới lòng đất, lũ lụt năm 1994 và 1995 đã phá hủy khoảng 1,5 triệu tấn dự trữ ngũ cốc, và 1,2 triệu tấn (12%) sản lượng ngũ cốc đã bị mất trong lũ năm 1995.
Vào năm 2007, những trận lụt trong năm 2007 đã phá hủy nặng nề hơn 1/10 đất trồng trọt, trong đó có hơn 11% cánh đồng lúa và ngô bị ngập nước hoặc cuốn trôi và tính chung, nước này bị mất tới một phần tư sản lượng lương thực do các trận lũ lụt và vấn đề thiếu lương thực kinh niên của nước này nay lại càng trầm trọng hơn bởi ảnh hưởng của mưa bão trong tháng 6 và 7 năm 2011, những trận bão nhiệt đới đã gây thiệt hại mùa màng, hoa màu khoảng 60.000 ha thậm chí là 650.000 ha đất nông nghiệp ở tỉnh Hwanghae, miền Nam nước này đã ngập sâu trong nước (trong đó hơn 20.000 ha đất nông nghiệp bị nhấn chìm và phá hủy), giá các mặt hàng rau, củ quả tăng đáng kể từ 10 đến 35% do nguồn cung bị hạn chế bởi một phần diện tích trồng trọt bị ngập sâu trong nước, giá các loại rau phổ biến như cải bắp, củ cải đã tăng cao gấp 3 lần, một loạt yếu tố khiến tình hình thiếu thực phẩm sẽ bi đát hơn đối với người dân. Mùa đông đặc biệt khắc nghiệt đã phá hủy mùa lúa mạch và lúa mì, kế đến là bệnh lở mồm long móng ảnh hưởng đến đàn súc vật.

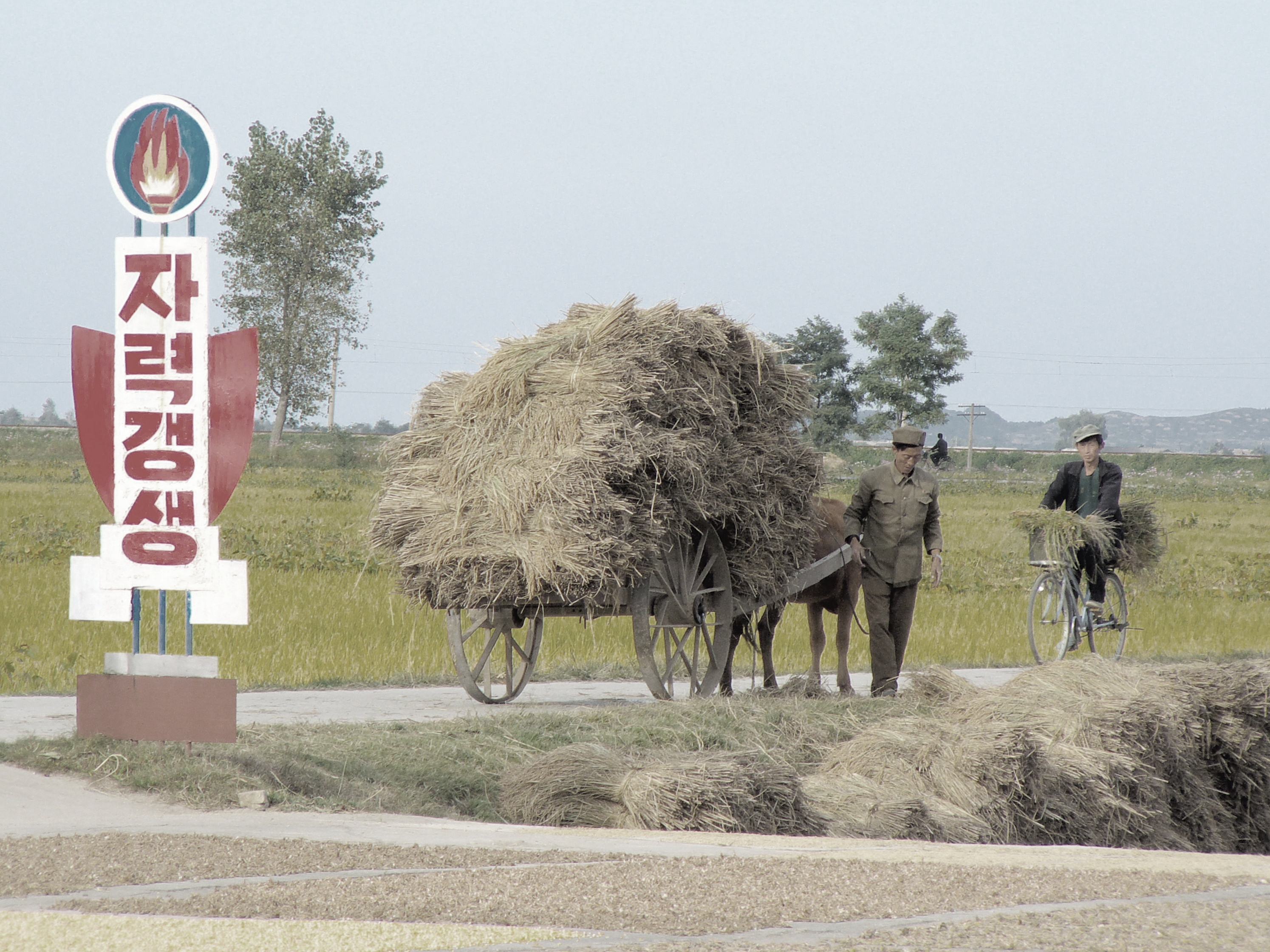
Một binh sĩ CHDCND Triều Tiên tham gia sản xuất nông nghiệp, 1/4 quân số nước này đã được điều đi làm kinh tế

Do thiên tai lũ lụt thường xuyên, đặc biệt là trận lụt năm 2012, khiến sản lượng sản xuất ngũ cốc của CHDCND Triều Tiên gần như không đáng kể, các cánh đồng những năm vừa qua đều bị thiệt hại do thời tiết lạnh giá, nước này còn gặp phải hạn hán nặng nề vào mùa xuân, tiếp đó là những trận bão lũ lớn vào mùa hè. Theo Liên hiệp quốc, cuộc sống của hàng triệu người dân CHDCND Triều Tiên hiện vẫn rất chật vật, cho dù sản lượng lương thực của nước này có tăng. Thời tiết bất lợi cũng ảnh hưởng không nhỏ tới đời sống của người CHDCND Triều Tiên, vào tháng 9 năm 2012, mưa lớn đã khiến hàng chục người dân nước này thiệt mạng, hàng ngàn người mất nhà cửa.
Trước tình hình đó, trên danh nghĩa là đang trong tình trạng chiến tranh nhưng binh sĩ CHDCND Triều Tiên đã được lệnh giảm huấn luyện để đi cấy, dành nhiều thời gian để làm nông nghiệp, nhiều binh sĩ CHDCND Triều Tiên đã được lệnh về nông thôn tham gia cấy lúa, trồng đậu, ngô, khoai, cải bắp và đậu tương, theo một chỉ thị họ được chuyển sang hoạt động canh tác vụ xuân. Cứ thứ Sáu và những ngày cuối tuần, họ phải đi trồng ngô, cải bắp, bón phân cho cây, đánh bắt cá hoặc nhặt củi đun.
Đặc biệt trong năm 2013, CHDCND Triều Tiên đã điều 1/4 quân số đi làm kinh tế với tổng cộng 300.000 người, tương đương 1/4 quân số lên đến 1,19 triệu người của Triều Tiên, được điều sang thực hiện các nhiệm vụ tái thiết kinh tế, tham gia các dự án kinh tế từ cuối tháng 8 năm 2013, số binh lính trên bao gồm khoảng 50.000 sĩ quan và 250.000 binh sĩ. Đây đều là lính chính quy và có thể quay lại chiến trường bất cứ lúc nào Ủy ban Quốc phòng Triều Tiên đã ra chỉ thị cắt giảm 300.000 và điều 300.000 binh sĩ này tham gia xây dựng nền kinh tế đang trên đà suy sụp, thậm chí, các binh sĩ của CHDCND Triều Tiên tại khu vực phi quân sự giáp biên giới với Hàn Quốc cũng tham gia hoạt động nông nghiệp.

### Sản lượng
Những năm 2000-2010, tổng sản lượng ngũ cốc trung bình cao nhất đạt 4,5 triệu tấn hàng năm trong hơn một thập kỷ qua, chỉ bằng một nửa so với mức sản lượng kỷ lục trong đầu thập niên 90 của thế kỷ trước những năm cao nhất cũng chỉ thu hoạch được khoảng 4 đến 4,5 triệu tấn sản lượng lương thực nước này mỗi năm tăng khoảng 3% do sử dụng những thiết bị kỹ thuật nông nghiệp và thuốc trừ sâu cũng như phân bón dù được áp dụng khoa học kỹ thuật và tăng cường phân bón.

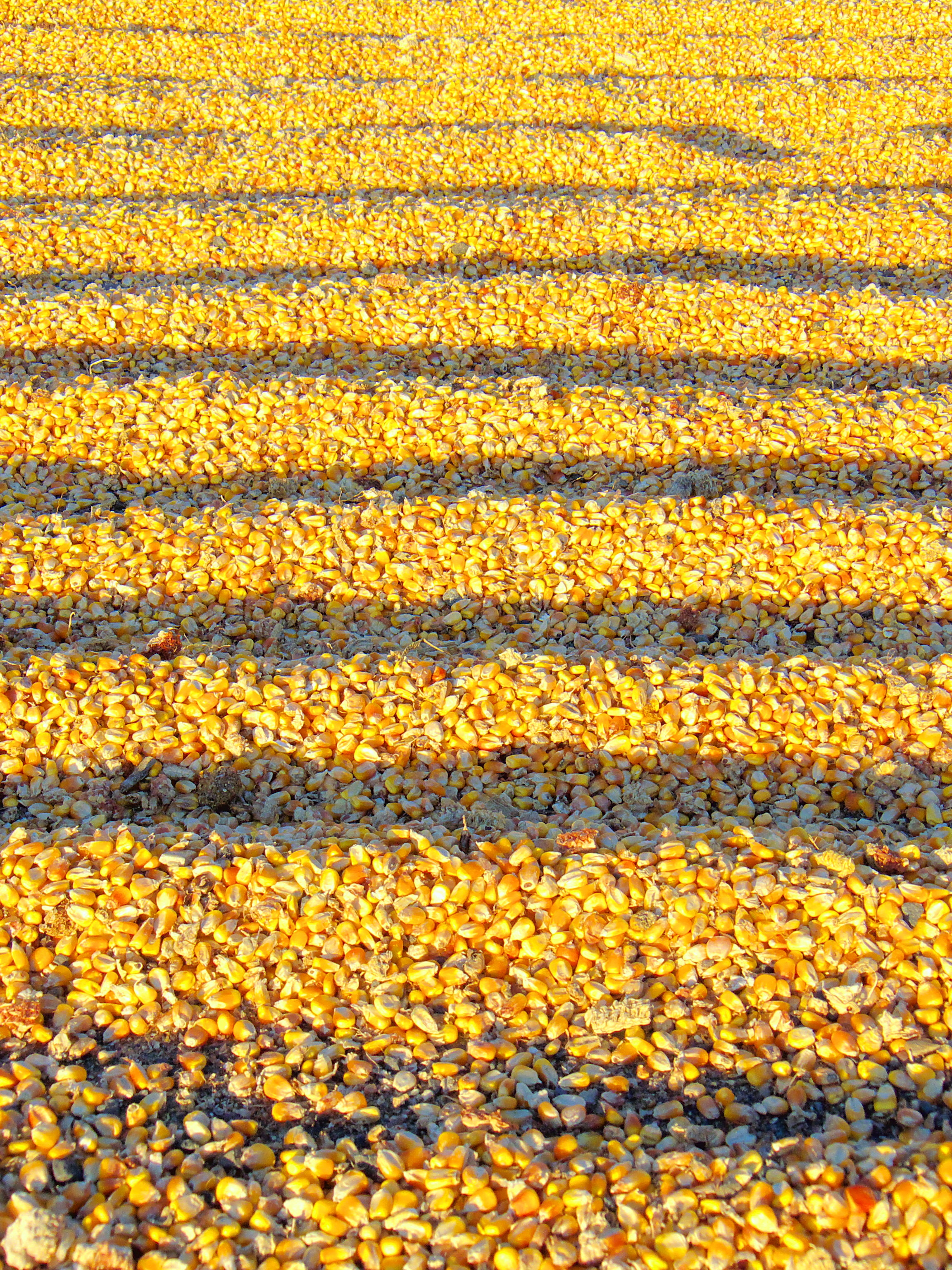
Sản lượng ngô đã được thu hoạch tại CHDCND Triều Tiên (ảnh chụp năm 2008)

- Năm 2004, sản lượng nông nghiệp Triều Tiên tăng 2,5% (đạt khoảng 4,25 tấn lương thực)
- Năm 2005, sản lượng nông nghiệp đạt khoảng 4,8 triệu tấn lương thực, cũng trong năm này, có phỏng đoán cho rằng CHDCND Triều Tiên nhận được một khối lượng gạo khoảng nửa triệu đến 600.000 tấn từ Trung Quốc và Hàn Quốc và có vẻ là phần lớn trong số đều được đưa vào kho dự trữ.[10] Trung Quốc viện trợ cho CHDCND Triều Tiên 531.000 tấn, chiếm 92% tổng lượng lương thực mà thế giới viện trợ.
- Năm 2006, sản lượng nông nghiệp là 4 triệu tấn[55] đây là năm CHDCND Triều Tiên cũng thu được một vụ mùa khá sau hai vụ mùa bội thu liên tiếp[10]
- Năm 2007 sản lượng nông nghiệp giảm 12,1% bởi năm đó CHDCND Triều Tiên phải gánh chịu nhiều trận lụt và hạn hán, cũng trong năm, Hàn Quốc đã viện trợ 500 ngàn tấn gạo và 300 ngàn tấn phân bón hóa học cho CHDCND Triều Tiên, trước đó Bình Nhưỡng đã từ chối 500 ngàn tấn gạo viện trợ của Hoa Kỳ[120]
- Năm 2008 sản lượng nông nghiệp CHDCND Triều Tiên tăng 10,9%[102] thu hoạch đạt 4,3 triệu tấn ngũ cốc[102] tuy vậy, nước này vẫn thiếu hụt 1,5 triệu tấn lương thực.[120]
- Năm 2011 sản lượng nông nghiệp sụt giảm tới 3%[47] các nước phương Tây nhận định CHDCND Triều Tiên thiếu lương thực trầm trọng do mùa đông lạnh giá, thu hoạch ngũ cốc của CHDCND Triều Tiên sẽ ít hơn năm ngoái đến cả 100 ngàn tấn.[106]
- Năm 2012, sản lượng nông nghiệp và ngư nghiệp (sản xuất nông nghiệp, nuôi trồng thủy hải sản) tăng 3,9% so với 2011 nhờ vào việc sử dụng phân bón để mở rộng và nâng cao sản lượng đây là một sự chuyển hướng mạnh về nông nghiệp,[47][64][65] ước tính sản lượng gạo của Triều Tiên đã tăng 11% so với năm 2011, trong khi sản lượng ngô tăng 10%[65]. Tổng sản lượng vụ thu hoạch chính của năm 2012 và vụ thu hoạch sớm của năm 2013 đạt mức khoảng 5,8 triệu tấn, tăng 10% so với niên vụ 2011/2012[110]
- Năm 2015 do hạn hán và nóng bức kéo dài, tổng lượng lương thực Triều Tiên giảm 9%, đạt khoảng 5,4 triệu tấn so với 5,9 triệu tấn của 2014. Đây là lần sụt giảm đầu tiên kể từ năm 2010. Trong đó, lương thực quan trọng nhất là lúa, còn 1,9 triệu tấn, giảm đến 26%. Kế đến là ngô, lương thực quan trọng thứ hai, còn 2,29 triệu tấn, giảm 3%, một số loại cây chịu được hạn và nóng lại tăng sản lượng, trong đó đậu nành đạt 220.000 tấn, tăng 37%; các loại ngũ cốc như lúa miến, kê và kiều mạch đạt 156.000 tấn, tăng gấp ba lần năm trước. Tổ chức Lương thực và Nông nghiệp Liên Hợp Quốc ước tính nhu cầu nhập khẩu ngũ cốc cho mùa vụ 2015-2016 ở Triều Tiên là 694.000 tấn, tuy nhiên chính phủ nước này chỉ nhập khẩu 300.000 tấn và số còn lại là thiếu hụt.[128]

CHDCND Triều Tiên cũng chú trọng vào sản phẩm nấm. Trong năm 2013, Kim Jong-un đến thăm nhà máy trồng nấm của quân đội với hàng loạt cây nấm đẹp mắt và thể hiện mong muốn nhân rộng mô hình này ra cả nước để CHDCND Triều Tiên trở thành một cường quốc về sản xuất nấm. Trở thành cường quốc nấm được cho là một trong những mong muốn của CHDCND Triều Tiên từ thời Kim Nhật Thành. CHDCND Triều Tiên cần thực hiện triệt để chỉ thị của Kim Nhật Thành - người kêu gọi đưa CHDCND Triều Tiên trở thành nước sản xuất nấm nổi tiếng thế giới bằng cách xây nhiều các trang trại trồng nấm trên khắp cả nước Ngoài ra, tại Bình Nhưỡng còn có đặc sản là đất của bia ủ, người địa phương gọi bia là saeng-maekju. Chính phủ CHDCND Triều Tiên rất thích loại đồ uống này, tới mức vào năm 2000, họ đã mua một nhà máy bia 180 năm tuổi của Anh và lắp ráp lại chúng ở Bình Nhưỡng. Tại đây, loại bia ủ ngon mang tên Taedonggang ra đời và được ưa chuộng, coi như đặc sản.

### Nạn đói
Những sai lầm về chính sách cũng như yếu kém trong đánh giá đã khiến CHDCND Triều Tiên lâm vào nạn đói những năm 1990. Theo phương Tây, nạn đói ở CHDCND Triều Tiên đã làm chết 160.000 tới 840.000 người trong thập kỷ 1990. Tới năm 1999, lương thực và cứu trợ nhân đạo đã làm giảm số người chết vì nạn đói, nhưng việc CHDCND Triều Tiên tiếp tục chương trình vũ khí hạt nhân dẫn tới giảm sút viện trợ quốc tế. Bắt đầu từ năm 1990 khi Liên Xô và Trung Quốc đột ngột ngừng viện trợ, việc ngắt nguồn viện trợ nhiên liệu, điện và phụ tùng thay thế, nền kinh tế CHDCND Triều Tiên sụp đổ khi nhiều nhà máy phải dừng hoạt động hoàn toàn. Mùa màng giảm sút kéo theo việc chính phủ không có đủ lương thực để cung cấp cho người dân. Trong nhiều thập kỷ, người dân CHDCND Triều Tiên sống bằng ngũ cốc do nhà nước cung cấp với giá rẻ. Khoảng từ năm 1994, nguồn cung cấp này không còn nữa. Kết quả là nạn đói đã xảy ra, giết chết ít nhất 500.000 người dân CHDCND Triều Tiên trong những năm 1996-1999.

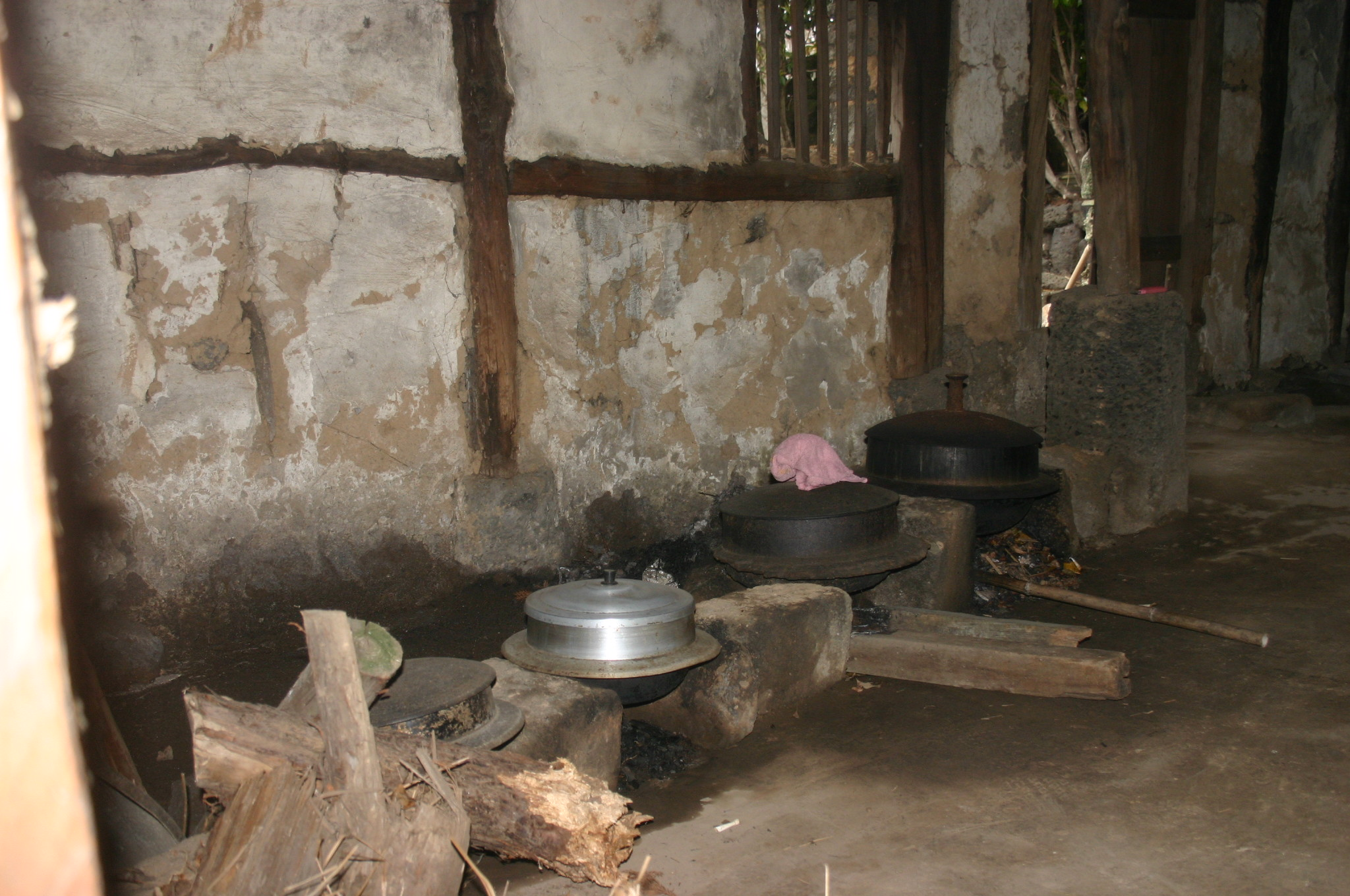
Căn bếp của một gia đình nông thôn ở CHDCND Triều Tiên

Mùa xuân năm 2005, Chương trình lương thực thế giới báo cáo rằng các điều kiện gây ra nạn đói là một mối nguy hiểm và đang quay trở lại Cộng hòa Dân chủ Nhân dân Triều Tiên, và chính phủ đã thông báo tập hợp hàng triệu cư dân thành phố tới giúp đỡ những người nông dân. Năm 2008, khoảng 6,5 triệu người trong tổng số 23 triệu dân CHDCND Triều Tiên không đủ ăn. Khoảng 37% số trẻ em tại CHDCND Triều Tiên bị suy dinh dưỡng và một phần ba các bà mẹ đang nuôi con bị suy dinh dưỡng và thiếu máu. Các chuyên gia nước ngoài phân tích, nguyên nhân làm cho tình trạng lương thực miền Bắc ngày càng trở nên trầm trọng là do hàng loạt các chế định theo sau cuộc cải cách tiền tệ và chủ trương thắt chặt nền kinh tế thị trường của Bình Nhưỡng vào cuối năm 2009.
Trong năm 2007, giá cả các thực phẩm thiết yếu tại CHDCND Triều Tiên đã tăng gần như gấp ba lần, giá lương thực thực phẩm tăng vọt, tiền mua gạo vài ngày chiếm tới một phần ba mức lương trung bình của người dân. Thịt lợn, khoai tây, trứng là những sản phẩm xa xỉ tại CHDCND Triều Tiên có thêm nhiều người chặt cây trên đồi để trồng bắp hoặc khoai tây. Theo phương Tây, có những người đi tìm rễ cây hoặc các loại cỏ để ăn, người ta phát hiện ra nhiều trẻ em đang bị nạn đói tấn công, và lần đầu tiên, quân đội cũng bị đói.
Vào khoảng tháng 9 năm 2005, CHDCND Triều Tiên từ chối nhận những viện trợ lương thực từ bên ngoài vì tuyên bố đã có thể tự lập. Trong mười năm, các cơ quan viện trợ quốc tế đã phải vật lộn để tiếp cận với một trong những xã hội khép kín và mang tính bí mật nhất thế giới. Ngay cả khi nạn đói lên đến đỉnh điểm, họ vẫn bị hạn chế nghiêm ngặt và không được phép vào nhiều khu vực lớn ở nước này. Theo Tổ chức Ân xá quốc tế cáo buộc thì người dân CHDCND Triều Tiên phải ăn cả cỏ dại, vỏ và rễ cây để sống qua ngày. Trong khi chính phủ CHDCND Triều Tiên không còn khả năng cung cấp đủ lương thực cho dân chúng nhưng họ vẫn đang từ chối hợp tác toàn diện với cộng đồng quốc tế để nhận viện trợ lương thực.
Hoa Kỳ từng viện trợ cho Triều Tiên về thực phẩm kể từ khi CHDCND Triều Tiên gặp nạn đói trong thập niên 1990. Chương trình này bị ngưng hẳn vì có nhiều nguồn tin nói hàng viện trợ đã được giao cho bộ đội hoặc thành phần chính trị ưu tú của CHDCND Triều Tiên. Chuyến viện trợ gần nhất vào năm 2009 đã bị hủy sau khi CHDCND Triều Tiên không chịu cho các quan sát viên nói tiếng Triều Tiên theo dõi việc phân phối thực phẩm. Từ năm 2009, Mỹ đã hoãn các chuyến hàng viện trợ lương thực cho CHDCND Triều Tiên sau khi Bình Nhưỡng bắt đầu khước từ nhận hàng viện trợ giữa lúc xảy ra căng thẳng về chương trình hạt nhân và có mối lo ngại rằng nguồn cung cấp này không đến tay những người cần nhất nhưng rồi vào tháng 3 năm 2012, Bình Nhưỡng đã đồng ý cho ngừng một phần chương trình hạt nhân và tên lửa, đồng thời chấp nhận cho các thanh sát viên hạt nhân trở lại nước này để đổi lấy 240.000 tấn hàng viện trợ của Mỹ
Kể từ cuối thập niên 1990, nạn đói được đẩy lùi do sản lượng nông nghiệp tăng trở lại. Chương trình Lương thực Thế giới báo cáo rằng: dù suy dinh dưỡng và thực phẩm thiếu thốn là khá phổ biến tại CHDCND Triều Tiên, nhưng người dân ở đây đã không còn bị nạn đói đe dọa Theo con số của Chương trình Lương thực Thế giới, năm 2013 CHDCND Triều Tiên đã nhập kho khoảng 5,93 triệu tấn lương thực và năm 2014 là 5,94 triệu tấn, đủ để cung ứng nhu cầu cơ bản của người dân. Nguyên nhân vụ thu hoạch kỷ lục xuất phát từ đường lối đúng đắn của ban lãnh đạo mới khi đề ra chủ trương thay đổi trong quản lý nông nghiệp từ năm 2012 Bilai Dersa Gaga, Phó văn phòng đại diện Tổ chức Nông Lương Liên Hợp Quốc (FAO) tại Bình Nhưỡng đã khẳng định CHDCND Triều Tiên không có nạn đói trong bài phỏng vấn với hãng thông tấn Itar-Tass. Ông nhấn mạnh: "Ở Triều Tiên có nơi gặp tình trạng thiếu hụt lương thực nhưng tuyệt đối không có dấu hiệu của nạn đói". Ông Bilai cho biết, truyền thông phương Tây thường sử dụng các "nguồn tin giấu tên" khi đề cập đến nạn đói ở CHDCND Triều Tiên, những dữ liệu vốn không đáng tin cậy đồng thời khẳng định nhân viên FAO khi khảo sát tình trạng nông thôn CHDCND Triều Tiên không phát hiện ra dấu hiệu nạn đói

## Mậu dịch

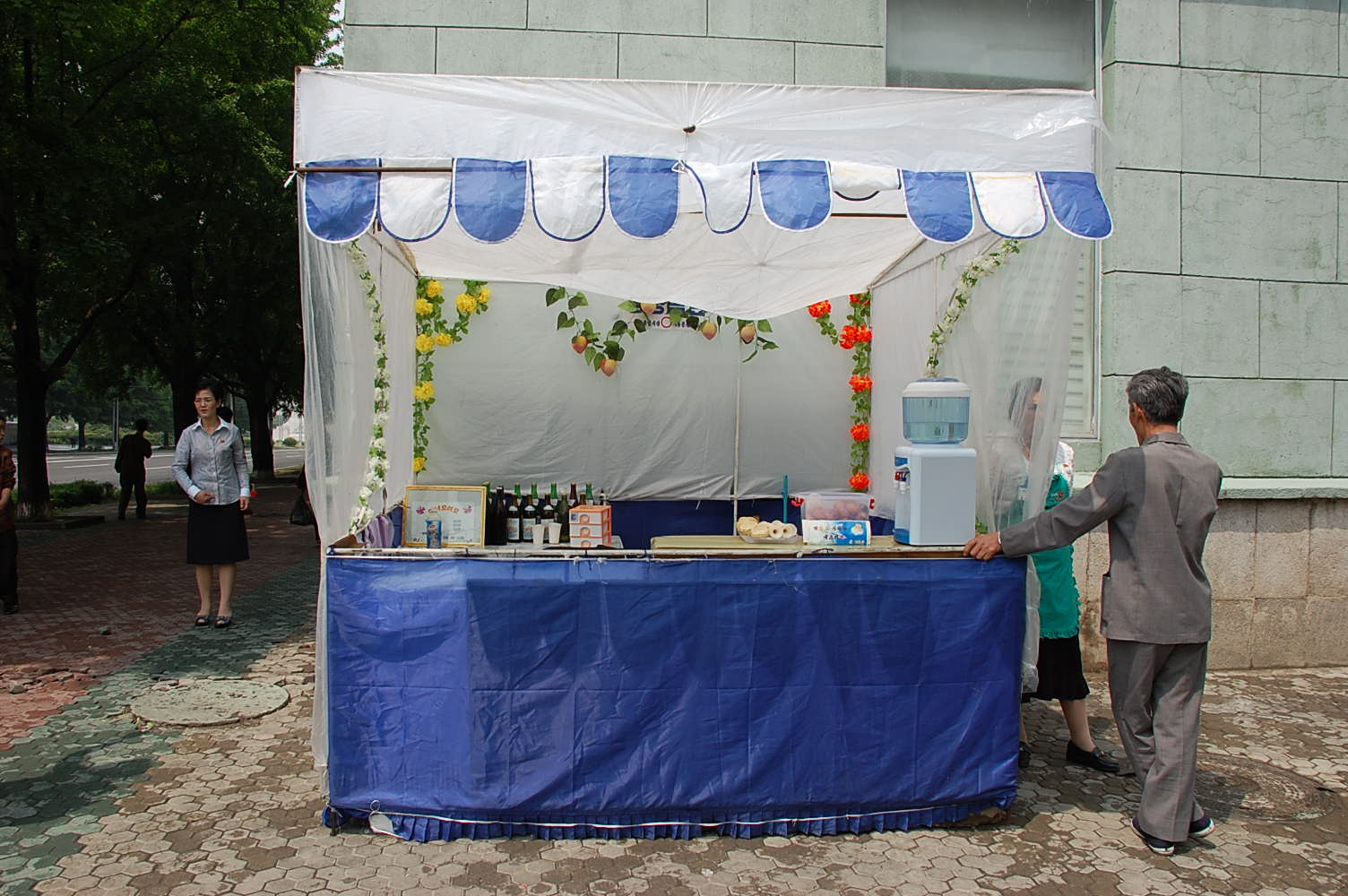
Một gian hàng bán lẻ ở CHDCND Triều Tiên

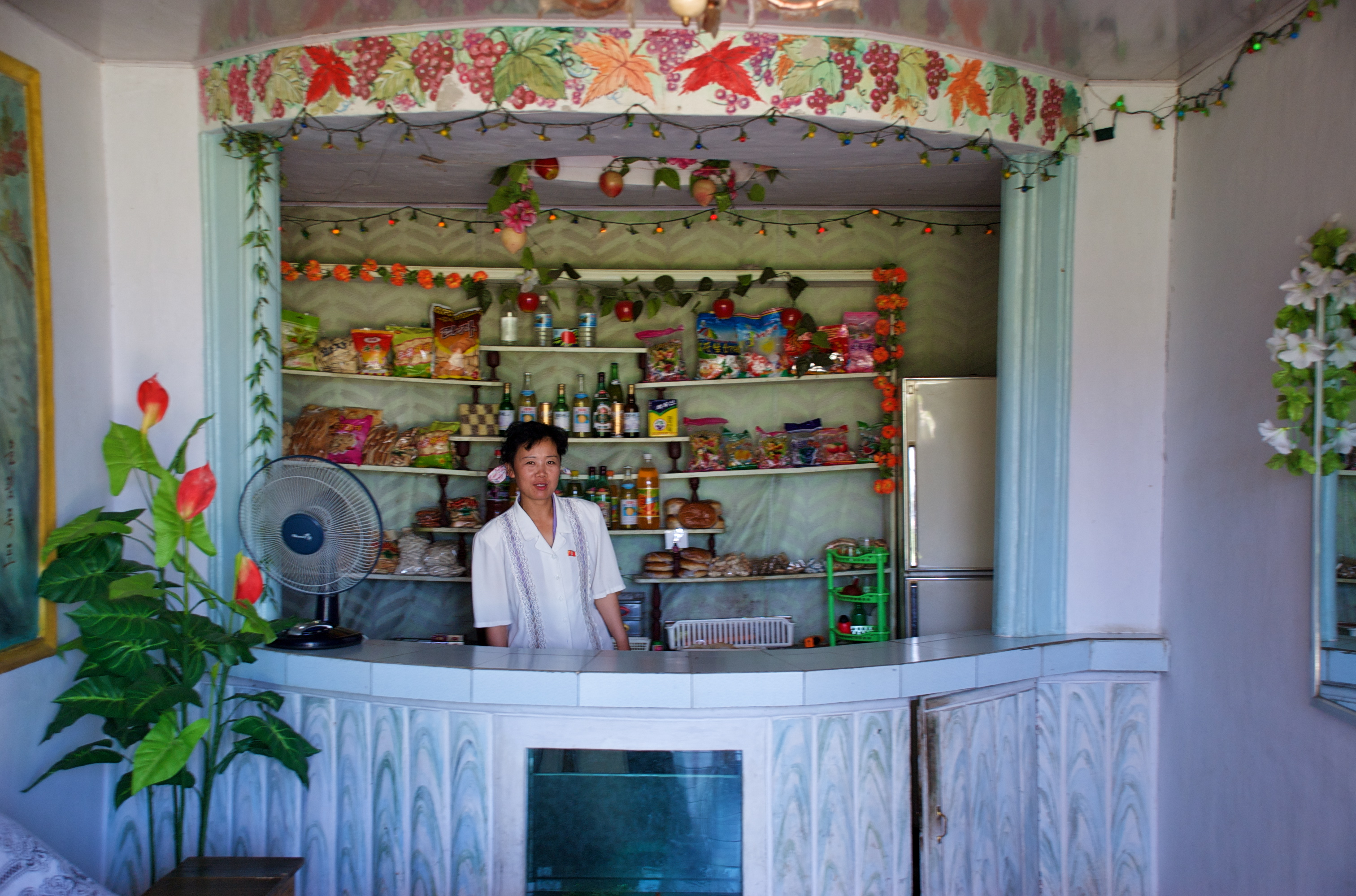
Một điểm mua bán ở CHDCND Triều Tiên

Trước đây, nền kinh tế CHDCND Triều Tiên là kinh tế tập thể, kinh tế chỉ huy và hoạt động mậu dịch và giao thương chủ yếu là mậu dịch quốc doanh. Từ năm 2002, chính phủ CHDCND Triều Tiên đã bắt đầu cho phép một số chợ được hoạt động và cho phép người dân mua và bán hàng tại chợ tự do, phương Tây nhận định rằng việc cho phép thị trường hoạt động tự do hơn có lẽ là cách duy nhất để nhiều người Triều Tiên tự nuôi lấy mình. Một ước tính năm 2013 thì trung bình các hộ gia đình tại Triều Tiên kiếm được 3/4 thu nhập của mình từ hoạt động kinh tế tư nhân. Năm 2003, CHDCND Triều Tiên cũng lần đầu tiên phát hành trái phiếu chính phủ và cả nước đã phấn khởi tham gia mua trái phiếu do nhà cầm quyền Bình Nhưỡng phát hành. Việc phát hành trái phiếu là một trong các biện pháp thị trường hóa nền kinh tế xã hội chủ nghĩa của CHDCND Triều Tiên, vốn suy sụp đến nỗi phải sống nhờ vào viện trợ nhân đạo của quốc tế Những đánh giá mới nhất cho thấy, Triều Tiên đang có nền kinh tế thị trường phát triển mạnh mẽ, bất chấp nỗ lực che đậy và cản trở của chính phủ CHDCND Triều Tiên, thực chất CHDCND Triều Tiên đang trải qua nền kinh tế tư bản chủ nghĩa hay nền kinh tế thị trường.

### Chợ đen
Thị trường tư nhân quy mô nhỏ, được gọi là janmadang hay còn gọi là chợ đen, chợ cóc bắt đầu hình thành trên cả nước để nhập khẩu thực phẩm và các hàng hóa khác nhau, từ mỹ phẩm đến xe máy cung cấp cho người dân với để đổi lấy tiền càng ngày càng có nhiều người dân tại đất nước nghèo khó này lệ thuộc vào các chợ chui hay chợ đen (chợ tư phát không có kiểm soát của nhà nước) để bù đắp tình trạng thiếu lương thực và các nhu yếu phẩm khác. Chợ đen (được gọi là jangmadang ở CHDCND Triều Tiên còn được quen gọi là chợ cóc vì những người buôn bán thoắt ẩn thoắt hiện) mọc lên như nấm trên khắp mọi vùng miền ở CHDCND Triều Tiên, để bổ sung cho hệ thống phân phối yếu kém của nhà nước và là nguồn kiếm sống chính đối với hầu hết người Triều Tiên.
Các loại chợ đơn giản này chỉ có nông dân ngồi bên vệ đường, bán khoai tây luộc thu hoạch trên cánh đồng ở gần đó hoặc các chợ khác hoạt động lén lút trên những con đường nhỏ của thủ đô, bày bán một số hàng do thương buôn Trung Quốc mang đến, các ngôi chợ này thậm chí còn bán một số mặt hàng dễ hư héo, như chuối chẳng hạn. Điều đó chứng tỏ hệ thống cung cấp có khả năng hoạt động nhanh chóng và hữu hiệu. Các chợ này ngày càng trở nên quan trọng đối với dân thường CHDCND Triều Tiên với nhiều loại hàng hóa được bán, chẳng hạn hoa quả, quần áo và đồ điện tử nhập khẩu vốn không có sẵn trong các cửa hàng nhà nước, có chợ gần biên giới với Trung Quốc hoạt động sầm uất với các mặt hàng mĩ phẩm, quần áo, thuốc lá, hải sản và dầu có thông tin cho rằng có nhiều ràng buộc như phụ nữ dưới 49 tuổi không được phép buôn bán và một số hàng hóa cũng được liệt vào quốc cấm (như phim Hàn Quốc).
Nhiều dấu hiệu cho thấy những cư dân CHDCND Triều Tiên đã xoay sang sử dụng các ngôi chợ chui và chính quyền bị kẹt trong một tình thế khó xử, giữa giải pháp để các chợ hoạt động, hoặc kiểm soát chặt chẽ nền kinh tế, mặt khác các giới chức CHDCND Triều Tiên để chợ búa hoạt động, bởi vì các ngôi chợ này cung cấp lương thực và các mặt hàng tiêu thụ cần thiết khác cho công chúng. Theo một thống kê từ Hàn Quốc cho thấy hơn 80% dân số CHDCND Triều Tiên đang phụ thuộc vào nền kinh tế thị trường, trong bối cảnh hệ thống tem phiếu chính thức của quốc gia nghèo khó này bị thu hẹp, khoảng 83% trong tổng số 24 triệu người dân Triều Tiên mua hàng tại các chợ tư nhân, sau khi hệ thống phân phối của nhà nước ngày càng trở nên không đáng tin cậy hoặc hoàn toàn ngừng hoạt động. Chỉ 4 triệu dân, trong đó có những người sống tại thủ đô Bình Nhưỡng, nhận các nguồn lương thực do chính phủ phân phối. Chính phủ CHDCND Triều Tiên, đề phòng khả năng xảy ra các vụ bạo động, không còn lựa chọn nào khác đành làm ngơ cho tư thương.

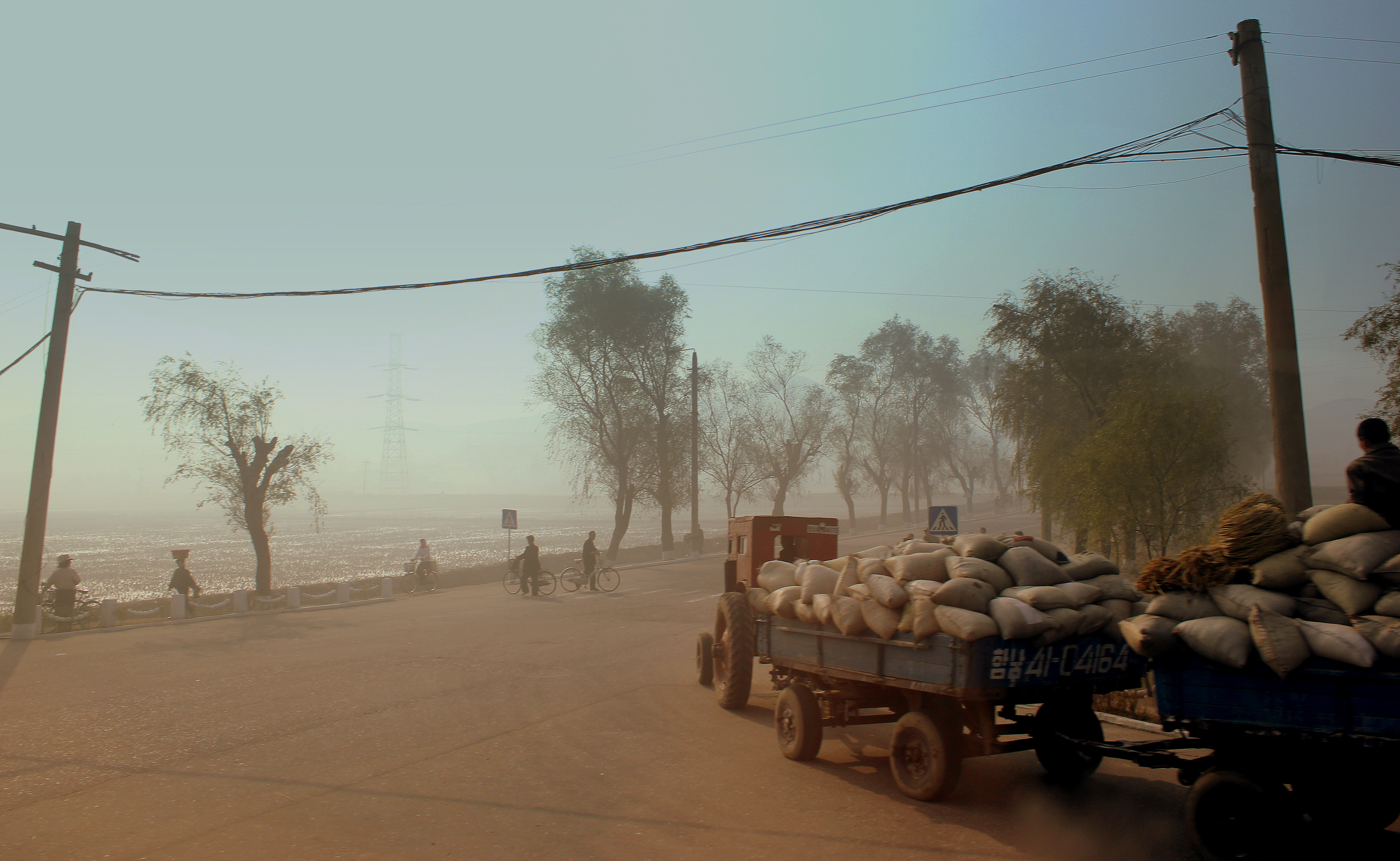
Một chuyến xe chở nông sản thu hoạch được tại Hamhung (ảnh chụp năm 2012), việc cung ứng và phân phối sản phẩm giờ đây đã theo hình thức thị trường ngày càng rõ nét

Và những năm gần đây ở CHDCND Triều Tiên, chợ đen là thị trường chính của người dân, với USD là đồng tiền được sử dụng phổ biến trong giao dịch, người dân chủ yếu giao dịch bằng USD, người Triều Tiên không còn hoàn toàn lệ thuộc vào các cửa hàng mậu dịch quốc doanh. Tại các khu chợ, các doanh nhân thực hiện giao dịch bằng tiền mặt. Một số doanh nghiệp có quy mô lớn và hoạt động trong nhiều lĩnh vực, cung cấp nhiều hàng hóa, đặc sản như đánh bắt cá, vận tải, nhà hàng và thảo dược. Tại các thành phố của CHDCND Triều Tiên, nhiều khu chợ mọc lên và là nơi phụ nữ kiếm thu nhập cho gia đình, trung bình mỗi gia đình CHDCND Triều Tiên đã kiếm được 80% thu nhập từ các hoạt động kinh tế thị trường. Trong khi nam giới thường làm việc tại các doanh nghiệp quốc doanh, khoảng 3/4 những người bán hàng tại các khu chợ tạm hiện nay là phụ nữ. Khoảng từ năm 2000, các khu chợ này dần được thay thế bằng những chợ to hơn và thường được chính quyền ngó lơ cho tồn tại chính quyền cho phép các hoạt động kinh tế thị trường ở một mức độ nhất định trong khi vẫn quản lý chặt chẽ.
Một hệ lụy từ thị trường chợ đen, chợ chui này là trong xã hội CHDCND Triều Tiên phát triển tự phát thành một thế lực tại thị trường chợ đen. Họ trở thành những "kẻ thù không đội trời chung" với các nhà lãnh đạo CHDCND Triều Tiên. "Kẻ thù" mà các nhà lãnh đạo lo lắng nhất chính là những người sống nhờ vào chợ đen để kiếm kế sinh nhai. Những con người buôn bán ở chợ còn đáng sợ hơn của "chủ nghĩa đế quốc Mỹ". Điều này là do, thế lực của thị trường đen đã trở thành mối đe dọa cho quyền hạn và quyền lực của các nhà lãnh đạo CHDCND Triều Tiên.
Chợ đen là nơi mà có thể vô hình trung sẽ thay đổi nhận thức của người dân CHDCND Triều Tiên. Sự hình thành một cách tự phát của chợ đen đã khiến người dân CHDCND Triều Tiên hiểu rằng, cho dù không thể dựa vào số hàng hóa được phân phát, họ cũng có thể tiếp tục sinh tồn theo cách riêng của mình. Ngoài ra, chợ đen cũng là một kênh trao đổi thông tin tự do. Vì vậy nhà nước đã quyết liệt kiểm soát và đưa ra tiến hành cải cách tiền tệ. Chính sách này đã giáng một đòn chí mạng cho không ít người và các doanh nghiệp nhỏ, một số chợ buôn bán đã trở nên bỏ hoang, không hoạt động sau khi có sự thay đổi về chính sách tiền tệ này.

### Giao dịch ngầm
Bên cạnh đó công dân CHDCND Triều Tiên bao gồm cả một số quan chức chính phủ cũng có tham gia vào các hoạt động buôn bán ma túy. Một thông tin cho biết CHDCND Triều Tiên liên tục dính đến những vụ buôn lậu heroin và ma túy đá số lượng lớn, bên cạnh đó, những kẻ buôn lậu ma túy còn tuồn tiền giả vào để tiêu thụ trong thị trường CHDCND Triều Tiên. Các loại ma túy bị cấm trên khắp thế giới thì ở đây được sử dụng như những phương thuốc trị bệnh hiệu quả, bao gồm cả ma túy đá và thuốc phiện. Một số chuyên gia cho rằng nền kinh tế nhân dân ở CHDCND Triều Tiên chủ yếu dựa trên thị trường đen kể từ khi đồng won của nước này bị mất giá trị. Nạn đói vào những năm 1990 chia thị trường làm nhiều phần: nền kinh tế chính thức, kinh tế của người dân, kinh tế của quân đội và một nền kinh tế để giữ cho sự lãnh đạo theo đúng phong cách họ đã lựa chọn, người dân Triều Tiên, bao gồm cả quan chức chính phủ, tham gia buôn bán trái phép ma túy. Khá nhiều người Triều Tiên hiện nay bị nghiện ma túy đá và thuốc phiện Nền kinh tế của Triều Tiên cũng được phân chia thành kinh tế chính thức, kinh tế quân đội và kinh tế của tầng lớp lãnh đạo, bao gồm gia đình nhà ông Kim
Đồng thời với kinh tế ngầm này là tệ nạn mại dâm đang ngày càng phổ biến ở CHDCND Triều Tiên, đặc biệt là ở các khu vực giáp ranh với Trung Quốc, tại đây, bao cao su là mặt hàng bán chạy nhất ở khu chợ Hyesan, tỉnh Ryanggang (giáp ranh với Trung Quốc). Sự bùng nổ về tình dục tại CHDCND Triều Tiên bắt đầu từ những bộ phim heo do Trung Quốc sản xuất và nhập vào CHDCND Triều Tiên một ước tính khoảng gần 10.000 phụ nữ CHDCND Triều Tiên đã sang Trung Quốc, nhiều người trong số họ trở thành nô lệ tình dục. Từ năm 2005, 60-70% những người CHDCND Triều Tiên trốn sang Trung Quốc là phụ nữ, 70-80% trong số đó trở thành nạn nhân của nạn buôn bán người.

### Hàng gia dụng

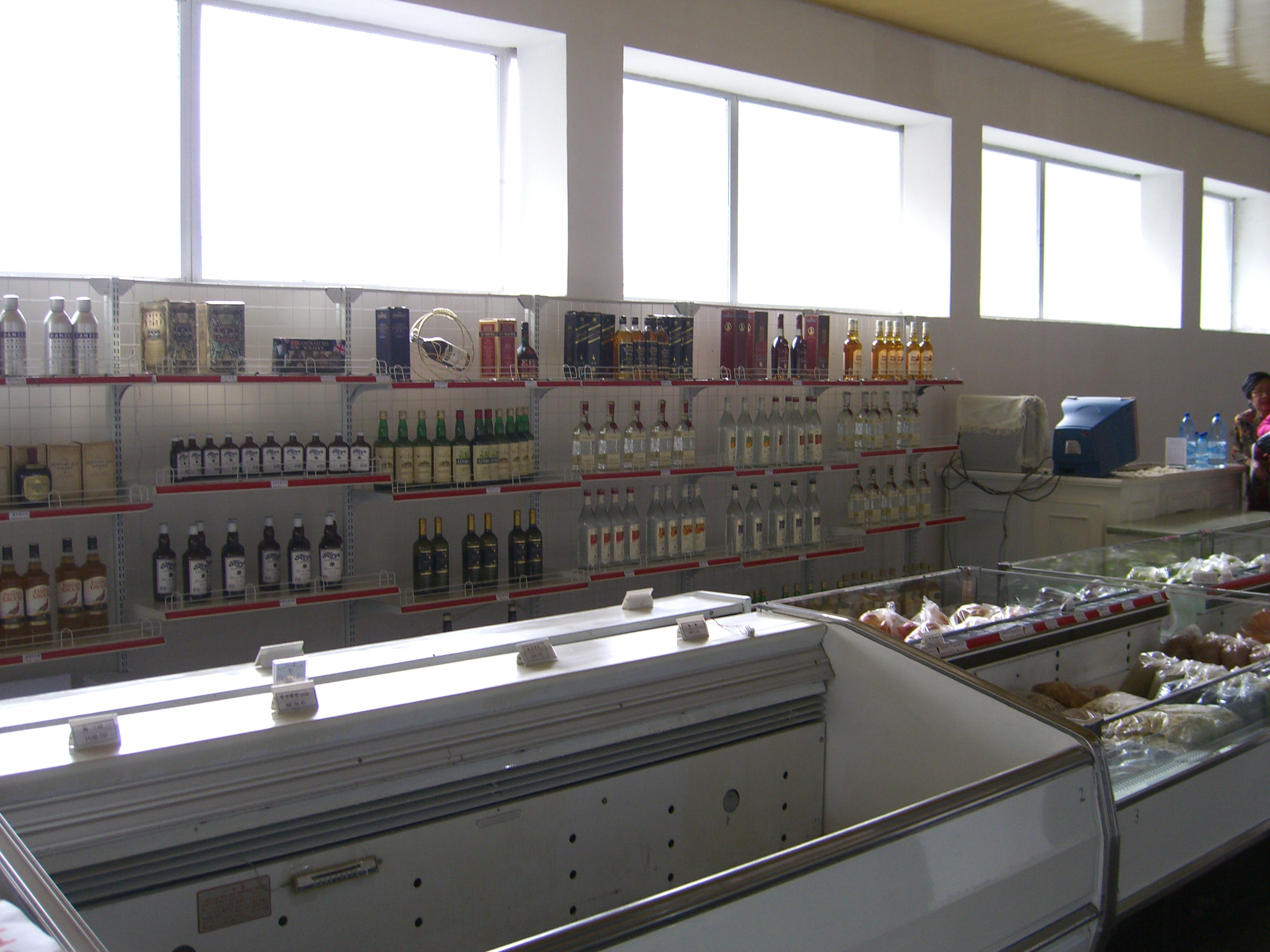
Một cửa hàng bách hóa ở Bình Nhưỡng sẵn sàng cung cấp các mặt hàng cho khách du lịch kể cả pho mat kem từ Mỹ

Thủ đô Bình Nhưỡng cách đây 10 năm là một thành phố ảm đạm với những nhà cao tầng bằng bê-tông xám ngắt và hầu như chẳng có một hoạt động thương mại nào, giờ đây đã rất nhiều cửa hàng và nhiều quầy bán hàng bán kem lạnh, bánh ngọt, hoa và thậm chí cả băng video trên vỉa hè xuất hiện những dấu hiệu của quảng cáo thương mại đầu tiên của đất nước này. Ngoài ra, ngay tại thủ đô Bình Nhưỡng, có nhiều trung tâm thương mại bán đồ xa xỉ, phục vụ cho tầng lớp thượng lưu, chẳng hạn như Pothongang Ryugyong là trung tâm thương mại cao cấp đầu tiên tại CHDCND Triều Tiên và mới được mở cuối năm 2011.
Tại đây, các mặt hàng nhập khẩu từ thức ăn, quần áo đến đồ điện tử và nội thất đều được bày bán, giá một chai champagne được bán với giá 93 USD, gấp đôi so với sản phẩm tương tự ở Pháp. Các loại rượu nổi tiếng cũng đều có mặt đầy đủ. Quầy thực phẩm nơi này thì có bơ Đan Mạch, bơ New Zealand, pho mát Pháp và các loại nước ngọt nổi tiếng thế giới, trừ Coca Cola. Các mặt hàng xa xỉ khác được bày bán là đồng hồ cao cấp, trang sức, nước hoa ngoại, TV màn hình phẳng và loa. Thậm chí người ta còn có thể tìm được tại Pothongang các loại thực phẩm và bát đĩa cao cấp của Nhật Bản. Một địa điểm ưa thích khác của giới săn hàng hiệu là khu chợ Thống Nhất nằm ở phía nam Bình Nhưỡng. Chợ này mở cửa từ năm 2003 trên một khu đất rộng tới 7.000 m2. Ở đây, mọi người chen nhau mua hoa quả và bia của Singapore, rồi đến mỹ phẩm và rượu của phương Tây, đồ điện tử của Hàn Quốc và Nhật Bản. Những du khách tới Bình Nhưỡng gần đây cho thấy không có dấu hiệu nào về thay đổi hay sự suy kiệt kinh tế tại đây, các khu chợ thực phẩm vẫn có nguồn hàng dự trữ dồi dào, trong đó một cửa hàng thậm chí còn nhập khẩu pho mát kem từ Mỹ.
Kinh tế ngầm CHDCND Triều Tiên là thực trạng, việc đồng Đôla Mỹ và đồng Nhân dân tệ ngày càng được sử dụng rộng rãi đã tạo ra một nền kinh tế tư nhân vượt quá tầm kiểm soát của nhà nước CHDCND Triều Tiên. Đồng tiền Trung Quốc và đồng USD đang được sử dụng một cách rộng rãi chưa từng có trong nền kinh tế CHDCND Triều Tiên, thậm chí thay thế cả đồng nội tệ. Đây là một minh chứng về mức độ ban lãnh đạo Triều Tiên đang mất dần quyền kiểm soát đối với nền kinh tế đất nước. 
Việc gia tăng sử dụng ngoại tệ đang làm cho Bình Nhướng gặp rất nhiều khó khăn trong việc thực thi các chính sách kinh tế của mình, với kết quả là hình thành ra một nền kinh tế tư nhân ngoài tầm với của nhà nước mà chỉ còn cách áp dụng những chính sách hà khắc mới có thể kiểm soát được.
Đã từng có một số tiến bộ trong nền kinh tế của CHDCND Triều Tiên có thể thấy rõ trong một bộ phận doanh nhân, đó là những người quản lý các nhà máy quốc doanh mua bán than cốc, than đá và quặng sắt để đổi lấy hàng tiêu dùng và lương thực giá rẻ của Trung Quốc, rồi bán lại cho người dân Triều Tiên Trong năm 2010, CHDCND Triều Tiên đã có những chấn chỉnh trong hoạt động mậu dịch, cụ thể là CHDCND Triều Tiên đã thực hiện các biện pháp quan trọng để tái phân bổ của cải và đánh vào thu nhập của những người tham gia những hoạt động mà CHDCND Triều Tiên coi là buôn bán trái phép, Chính phủ Bình Nhưỡng đã cấm sử dụng ngoại tệ như đô la Mỹ hoặc đồng Nhân dân tệ của Trung Quốc nhưng đều chưa có kết quả rõ nét.

### Cà phê
Kinh doanh cà phê ở CHDCND Triều Tiên cũng là một hoạt động mậu dịch đáng chú ý. Dù lượng tiêu thụ đã tăng đáng kể từ năm 2000, kinh doanh cà phê tại Triều Tiên vẫn còn rất hạn chế do giá thành cao hơn nhiều thu nhập bình quân. Hiệp hội Cà phê thế giới (ICO) và Liên hợp quốc cho thấy từ năm 2000, CHDCND Triều Tiên nhập 3.000-30.000 bao cà phê mỗi năm và lượng nhập khẩu dao động lớn qua các năm, nhưng trung bình vào khoảng 19.000 bao mỗi năm trong 13 năm qua. Ước tính mỗi người dân CHDCND Triều Tiên tiêu thụ 50gr cà phê (khoảng 7 cốc) mỗi năm. Con số này tương đối cao so với thập niên 90, nhưng vẫn còn rất thấp so với các nước khác trên thế giới.
Các quán cà phê kiểu phương Tây đã bắt đầu xuất hiện tại Bình Nhưỡng, nhưng cà phê vẫn được coi là mặt hàng xa xỉ, do giá thành vượt xa thu nhập trung bình của người dân, trung bình mỗi cốc cà phê tại một cửa hàng gần khách sạn Bình Nhưỡng là 3 USD một cốc. Hệ quả là thị trường cho thức uống này rất hạn chế. Ở Bình Nhưỡng có quán Gold Cup Coffeeshop, cửa hàng này được mở ra để thu hút khách du lịch. Giá mỗi cốc espresso ở đây là 3,5 USD, rẻ hơn so với nhiều nơi khác trong thành phố. Nhưng nó cũng không phải là một tiệm cà phê đúng nghĩa, do nhu cầu ở CHDCND Triều Tiên không đủ để duy trì kinh doanh. Gold Cup Coffeeshop thực chất là một phần của một nhà hàng, như phần lớn các quán cà phê khác tại Bình Nhưỡng, bản thân nhà hàng Gold Cup cũng thuộc một công ty lớn hơn.

## Tiền tệ

### Tỷ giá
Đơn vị tiền tệ chính thức của Cộng hòa Dân chủ Nhân dân Triều Tiên là wŏn (hangul: 원, ký hiệu: ₩; mã ISO 4217: KPW; đọc là Uôn) do Ngân hàng Trung ương Cộng hòa Dân chủ Nhân dân Triều Tiên phát hành và in ấn. Trước kia, đơn vị đếm bổ sung cho wŏn là chon (1 won được chia ra thành 100 chŏn), nhưng hiện không còn được lưu thông. Ngày 6 tháng 12 năm 1947, wŏn bắt đầu được phát hành chính thức. Năm 1959, CHDCND Triều Tiên tiến hành đổi tiền theo tỷ lệ 100 wŏn đang lưu thông bằng 1 wŏn mới. Đồng wŏn đã trở thành tiền tệ của CHDCND Triều Tiên vào ngày 6 tháng 12 năm 1947, thay thế Yên Triều Tiên lúc đó đang lưu hành. Đồng won này đã được định lại giá trị theo tỷ lệ 100 thành một năm 1959.
Wŏn gồm cả tiền giấy lẫn tiền kim loại. Tiền giấy đang lưu thông bao gồm các loại có mệnh giá là 1, 5, 10, 50, 100, 200, 500, 1.000 và 5.000 wŏn. Tiền kim loại đang lưu thông bao gồm các loại có mệnh giá là 10, 50, 100 wŏn. Kể từ năm 2001, chính phủ CHDCND Triều Tiên đã bỏ tỷ giá tượng trưng 2,16 wŏn một dollar (được cho là dựa trên ngày sinh của Kim Chính Nhật ngày 16 tháng 2) và các ngân hàng trong quốc gia này ban hành tỷ giá gần hơn với tỷ giá trên thị trường chợ đen. Tuy nhiên, lạm phát phi mã đã làm xói mòn giá trị của wŏn Triều Tiên đến mức hiện nay người ta tin rằng tỷ giá của nó gần bằng wŏn Hàn Quốc. Trong bất cứ trường hợp nào đi nữa, dollar Mỹ và các đồng tiền khác vẫn có giá trị hơn đồng wŏn CHDCND Triều Tiên trên chợ đen hơn là chính thức.
Mọi thứ ở CHDCND Triều Tiên hầu như được giao dịch với USD, kể cả giao dịch ở chợ đen. Đồng won chẳng có tác dụng mấy vì tất cả đều sử dụng USD. Bình Nhưỡng từng muốn định giá lại tiền tệ, nhưng vì đôla Mỹ quá phổ biến, giá trị đồng won lại ngày càng tuột dốc. Tư tưởng Tự cường chỉ còn là danh nghĩa, bất chấp việc tuyên bố tuân theo tư tưởng tự cường, Bình Nhưỡng không ngăn chặn tình trạng lưu thông đồng ngoại tệ mạnh trong nền kinh tế. Người dân thường CHDCND Triều Tiên muốn giữ đồng nhân dân tệ còn giới tinh hoa muốn trữ USD sự thay đổi rõ rệt nhất là sự sử dụng đồng Nhân dân tệ ngày một tăng. Hầu hết các cửa hàng đều đề giá bằng đồng USD, nhân dân tệ hay euro. Ngoại tệ chảy vào CHDCND Triều Tiên thông qua một số con đường như thương mại qua biên giới với Trung Quốc và du lịch, các đại sứ quán nước ngoài ở đây cũng giao dịch bằng tiền USD Đồng tiền chính thức của CHDCND Triều Tiên là won nhưng mọi thứ ở nước này đều được giao dịch bằng USD, kể cả ở chợ đen. Các tầng lớp thấp nhất trong xã hội CHDCND Triều Tiên cũng sử dụng USD trong mọi giao dịch.
Đồng USD từ lâu đã lưu thông ở CHDCND Triều Tiên, đến hàng thập kỷ, một phần bởi vì đồng tiền được rút ra từ thương mại chính thức của nhà nước. Việc gia tăng sử dụng đồng nhân dân tệ là một hiện tượng mới và phản ánh sự gia tăng buôn bán và buôn lậu giữa CHDCND Triều Tiên và Trung Quốc dọc qua đường biên giới giữa hai nước, trong đó một khối lượng lớn tiền đã được trao đi đổi lại. Kim ngạch buôn bán chính ngạch giữa hai nước trị giá 6 tỷ USD một năm. Tại khu vực biên giới khoảng 90% các thương vụ được tiến hành trên cơ sở đồng ngoại tệ mạnh. Các nới khác, số ngoại tệ chỉ chiến từ 50 đến 80% các thương vụ trong thị trường tư nhân. Việc sử dụng đồng won của Hàn Quốc ở Triều Tiên không thông dụng, thậm chí ngay cả ở khu công nghiệp Kaesong, tiền lương của họ được trả bằng đồng USD thông qua một ủy ban quản lý CHDCND Triều Tiên, chứ không phải bằng đồng tiền của Hàn Quốc.
Ngoài ra, đồng euro ngày càng được sử dụng nhiều hơn ở một số khu vực bởi vì người Triều Tiên lo ngại rằng việc sử dụng USD ở nước này sẽ có lúc gặp rủi ro đặc biệt là gần đây người Triều Tiên dùng đồng euro nhiều hơn vì lo ngại Mỹ sẽ bằng cách nào đó sẽ cắt nguồn USD. Bình Nhưỡng đã cố vực dậy giá trị của đồng won nhưng do ai cũng sử dụng USD để giao dịch nên USD thường tăng giá còn đồng won tiếp tục giảm, Bình Nhưỡng đã nỗ lực kéo giá trị đồng nội tệ nhưng vì USD được dùng rộng rãi trong thương mại, giá trị của đồng USD tăng đều trong khi tiền won liên tục giảm giá trị, giá trị đồng won hiện nay có giá trị rất thấp và khi đồng won khi mất giá được đối xử giống như giấy vệ sinh Người nước ngoài tại CHDCND Triều Tiên có thể sử dụng đồng USD, Euro và Nhân dân tệ trong thanh toán mặc dù các mặt hàng đều được niêm yết giá bằng đồng Won.
Tỷ giá hiện tại (2012) là 1 USD bằng 99 Won Tỷ giá chợ đen cho thấy đồng won bị mất giá trị kể từ khi điều chỉnh giá. Đồng won đã giảm từ 30 won ăn một đôla lên 8.500 won/USD. Tỷ giá hối đoái chính thức là 130 won/1 USD. Tại khu kinh tế đặc biệt Rason, Ngân hàng trao đổi Tam giác vàng do chính phủ quản lý đổi đồng nhân dân tệ sang đồng won. Theo những người gần đây đến ngân hàng thì tỷ giá là 1.200 won ăn một nhân dân tệ, hay 7.350 won ăn một USD. Tỷ giá đó khá xa so với tỷ giá chính thức là 130 won/1 USD. Truoc do, tiền tệ được quy đổi theo giá thị trường với tỷ giá một đồng nhân dân tệ đổi được 350 won của CHDCND Triều Tiên. Mức giá này cao hơn so với tỷ giá chính thức là một đồng nhân dân tệ chỉ đổi được 15 won Việc sử dụng đồng USD và đồng nhân dân tệ đã gia tăng kể từ khi chính phủ điều chỉnh giá đồng nội tệ won năm 2009 làm cho số tiền gửi của hàng triệu người dân bị mất trắng, tại thị trường đen, đồng won đã mất giá đến 99% so với đồng USD kể từ khi điều chỉnh tỷ giá, theo tỷ giá hối đoái.
Có 2 tỷ USD trong một nền kinh tế trị giá 21,5 tỷ USD, việc sử dụng đồng USD và đồng nhân dân tệ giờ đây đã đến mức các nhà chức trách Bình Nhưỡng không làm được gì nhiều. Thay vào đó chính phủ sẽ ngày càng gây sức ép buộc dân chúng phải cung cấp hàng hóa và dịch vụ cho nhà nước và nhận lại bằng đồng won. Nhà nước muốn nắm quyền kiểm soát nền kinh tế, thâu tóm thị trường và muốn tất cả mọi người đều sử dụng đồng won của Triều Tiên, nhưng họ lại không có khả năng, tình hình này ngày càng làm cho họ khó quản lý hơn. Số nhân dân tệ họ thu được trong kinh doanh đã nhanh chóng được đưa vào lưu thông, các người bán hàng công khai đưa ra các giá bằng đồng nhân dân tệ đối với các mặt hàng như găng tay và áo jacket và đã nhận thanh toán bằng đồng nhân dân tệ.
Số ngoại tệ lưu thông ở CHDCND Triều Tiên đã lên đến 1 tỷ USD vào năm 2000 và có khoảng 2 tỷ USD tiền mặt ngoại tệ đang chạy vòng trong nền kinh tế CHDCND Triều Tiên. Trong số đó khoảng một nửa là đồng USD, 40% là đồng nhân dân tệ và 10% là đồng euro. Đồng USD len vào thị trường bởi vì các công ty thương mại tận dụng chỉ tiêu xuất nhập khẩu do chính phủ cấp, kiếm lời khi tỷ giá chênh lệch so với giá quy định của chính phủ. Người ta không thể tính được lượng đồng won lưu thông trong nền kinh tế nền kinh tế tư nhân giờ đây đã lớn hơn nền kinh tế chính thức và nêu không có ngoại hối, nền kinh tế có nguy cơ sẽ ngưng hoạt động.

### Cải cách
Trong năm 2009, CHDCND Triều Tiên đã có những nỗ lực cải cách tiền tệ khi chính phủ thực hiện một cuộc đổi tiền lớn để hạn chế hoạt động của chợ đen trên khắp đất nước, Ngày 30 tháng 11 năm 2009, Bình Nhưỡng bất ngờ thực hiện chính sách đổi tiền với tỷ giá 100 won tiền cũ đổi được 01 won tiền mới. Đây là lần đổi tiền thứ 5 ở nước này kể từ khi Chính phủ Cộng hòa Dân chủ Nhân dân Triều Tiên được thành lập vào năm 1947. Chính phủ CHDCND Triều Tiên đã giải thích, đó là phương án thu hồi tiền rải rác trong dân chúng, ngăn chặn lạm phát và nhằm nâng cao giá trị tiền tệ. Đa số các chuyên gia đều phân tích rằng, mục đích cải cách tiền tệ của CHDCND Triều Tiên là thông qua việc giảm thiểu lượng tiền mặt mà người dân đang sở hữu trong tay để ngăn chặn lạm phát. Nhà nước thay đổi tiền mới bằng cách gạch bỏ 2 số "0" ở tờ tiền cũ (1000 won trở thành 10 won). Đối với những người dân Triều Tiên chưa gửi tiền vào trong các ngân hàng quốc doanh, việc này có thể là số tiền tiết kiệm của họ sẽ thu hẹp mất 1/100. Hành động này, lúc đó được coi như là một đòn đánh vào các hoạt động trên thị trường tư nhân.

Đồng 100 won

Nhiều phân tích cho rằng, biện pháp này của Chính phủ CHDCND Triều Tiên chủ yếu nhằm hai mục tiêu đầu tiên là CHDCND Triều Tiên muốn tiêu diệt thị trường chợ đen. Thị trường chợ đen đóng vai trò chính ở CHDCND Triều Tiên hiện nay. Hàng hoá lưu hành trên thị trường này chủ yếu là hàng nhập lậu từ Trung Quốc và Hàn Quốc. Ngay cả nông dân cũng nhờ thị trường chợ đen để tồn tại thay vì nhờ vào hệ thống cung cấp và phân phối của nhà nước. Than đá, dầu, máy móc... là hàng cấm, nhưng có mặt đầy đủ trên thị trường chợ đen.
Tiếp đến là kiểm soát tiền bạc trong nước, điều mà xưa nay nhà nước quản lý không được nhất là những người kinh doanh cất giấu một phần lớn của cải tiền mặt nhờ vào những công việc làm ăn có lợi nhuận khá tốt trên thị trường chợ đen. Số người này hình thành nên tầng lớp trung lưu ở CHDCND Triều Tiên. Tầng lớp này ước tính có khoản tiết kiệm khoảng một triệu won/gia đình, nhiều người có tới hàng chục triệu won. Với cách đổi tiền, chính phủ truy thu lượng tiền của những người này, trừ khi họ kịp chuyển đổi số tiền của họ ra EUR, USD hay Nhân dân tệ và mục đích cuối cùng là kiểm soát lạm phát.
Do khoảng cách kinh tế giữa CHDCND Triều Tiên và Hàn Quốc quá lớn, hơn nữa lại rơi vào tình trạng chia cắt hai miền Liên Triều, nếu áp dụng chính sách cải cách và mở cửa theo kiểu của Trung Quốc rất có thể sẽ có một kết quả giống như Đông Đức và tầng lớp thống trị của CHDCND Triều Tiên sẽ không thể kiểm soát theo ý muốn được nên họ đã tiến hành cải cách tiền tệ. Chính sách này đã giáng một đòn chí mạng cho không ít người và các doanh nghiệp nhỏ. Cũng có thông tin cho rằng việc đổi tiền này nhằm làm lộ ra lượng tài sản mà mỗi công dân có. cụ thể là CHDCND Triều Tiên cũng đang muốn những khối tiền lớn nằm trong nền kinh tế ngầm của nước này, trong đó một phần không nhỏ là tiền của những công dân CHDCND Triều Tiên làm việc ở nước ngoài tích trữ phải "lộ diện".
Hãng thông tấn Reuters đưa tin, việc CHDCND Triều Tiên bất ngờ cải cách tiền tệ có thể thể hiện rằng, quốc gia này đã rơi vào một cuộc suy thoái kinh tế u ám, nhưng lại muốn nhiều tiền mặt hơn rơi vào tay chính phủ CHDCND Triều Tiên. Đó cũng là một nỗ lực của giới lãnh đạo của Triều Tiên nhằm tái khẳng định sự kiểm soát kinh tế mặc tình trạng lạm phát của CHDCND Triều Tiên chưa đến mức nghiêm trọng cần phải thúc đẩy cải cách tiền tệ, tuy nhiên họ vẫn thực hiện để nhắm vào thị trường chợ đen (chợ chui) làm suy yếu đi sức mạnh của thị trường chợ đen mà trong 15 năm qua đã thách thức hệ thống quản lý kinh tế quốc gia, và các mục đích khác.

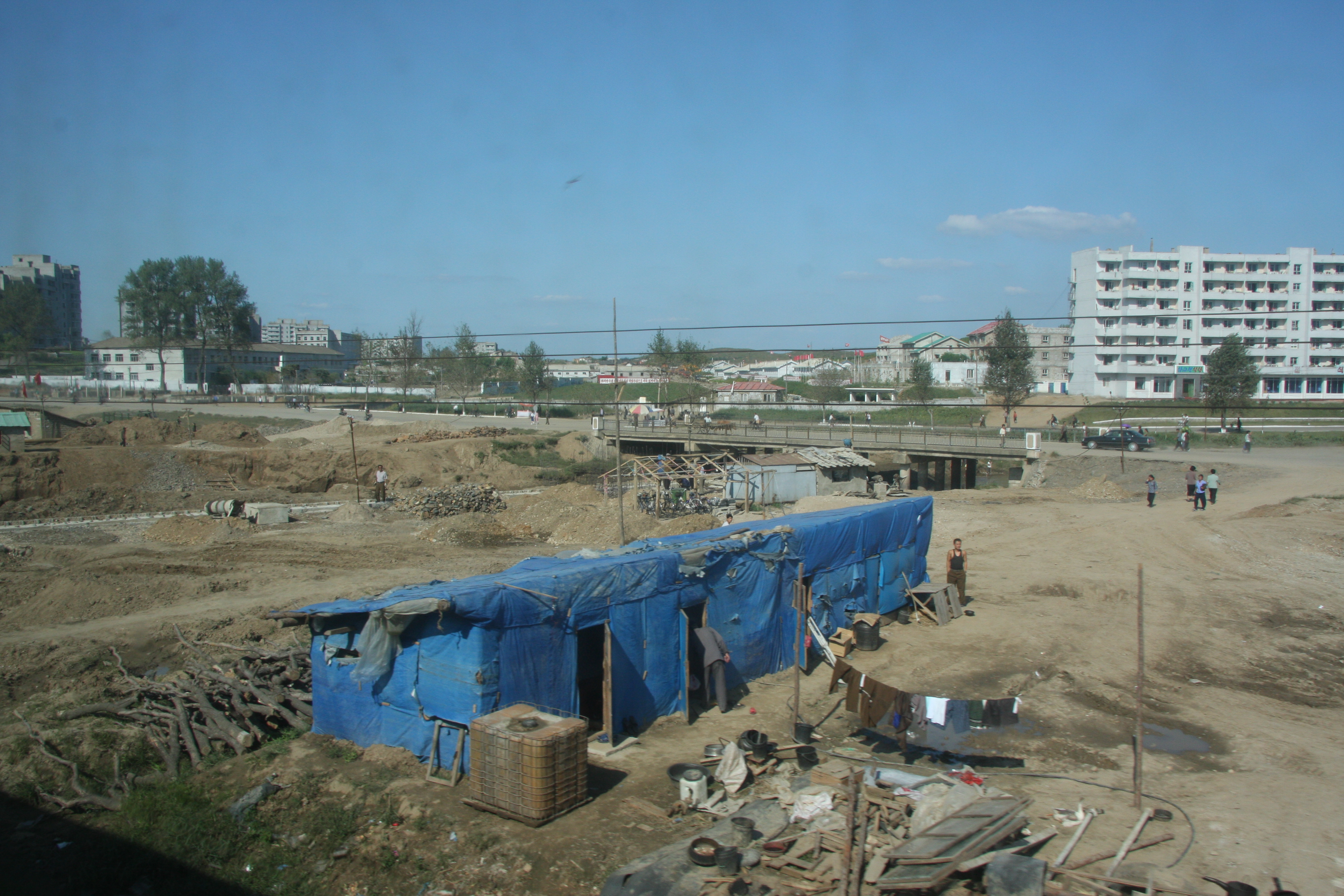
Một công trình xây dựng dang dở tại CHDCND Triều Tiên

Nhiều đánh giá cho rằng, cuộc cải cách này thất bại, gây ra lạm phát tỷ lệ tăng vọt và cuối cùng dẫn đến việc dỡ bỏ lệnh cấm về thương mại trong thị trường tự do. Phía Hàn Quốc đánh giá CHDCND Triều Tiên tiến hành cải cách tiền tệ nhằm kiềm chế giá cả và nâng cao đời sống cho người dân đã diễn ra 2 năm, nhưng kết quả lại không được như mong đợi khi giá gạo tăng mạnh và giá trị đồng tiền thì giảm nhanh chóng. Người dân CHDCND Triều Tiên vẫn không thoát khỏi nạn đói khổ như trước và kết luận rằng cuộc cải cách tiền tệ này của miền Bắc thất bại hoàn toàn sau 2 năm trên mọi lĩnh vực chính trị, kinh tế và xã hội.
Các phân tích cho thấy mục đích của cuộc cải cách tiền tệ là giảm vai trò của thị trường, điều tiết lưu lượng hàng hóa và chuẩn bị tiềm lực xây dựng kinh tế, nhưng lại dẫn đến kết quả ngược lại, quay về với tình trạng trước khi cải cách. Tuy nhiên một số chuyên gia Hàn Quốc cũng nhận định cải cách tiền tệ của CHDCND Triều Tiên không hẳn đã thất bại toàn diện, một số các chuyên gia đánh giá rằng CHDCND Triều Tiên cũng đã gặt hái được hiệu quả nhất định trong việc hạn chế tầng lớp giàu có mới nổi đầu cơ tích trữ thông qua thị trường.
Việc cải cách tiền tệ không giải quyết vấn đề kinh tế cho CHDCND Triều Tiên, về góc độ kinh tế và góc độ xã hội cho thấy, biện pháp này không thu được kết quả tốt, chưa thể trợ giúp để giải quyết vấn đề kinh tế, nó khiến kinh tế CHDCND Triều Tiên thêm kiệt quệ, lạm phát tiếp tục gia tăng, gây thêm khó khăn cho đời sống dân chúng. Thêm vào đó, việc giới hạn khối lượng tiền được phép đổi là 100 ngàn won làm tiêu tan một phần lớn tài sản của các hộ gia đình, khiến dư luận càng thêm công phẫn. Để tạm lắng tình hình, CHDCND Triều Tiên xử tử ông Pak Nam-ki để làm dịu dư luận sau vụ đổi tiền gây thêm khó khăn cho dân chúng để xoa dịu dư luận trước chính sách tái định giá đơn vị tiền tệ đã được áp dụng.
Sau cuộc cải cách, toàn bộ thị trường CHDCND Triều Tiên tê liệt, giá cả nội địa tăng chóng mặt. Nội bộ Triều Tiên đổ trách nhiệm và chỉ trích lẫn nhau kịch liệt. Bộ trưởng Pak Nam-Gi bị cách chức và bị xử tử hình Đồng won mất giá do niềm tin vào đồng won của CHDCND Triều Tiên bị sụp đổ khi chính quyền điều chỉnh lại tỷ giá và đã khuấy động trào lưu tích trữ đồng tiền mạnh, Nó cũng đẩy nhanh lạm phát gây ra một sự bất ổn hiếm hoi của dân chúng khi người Triều Tiên nhận ra rằng đồng won không còn là một nơi để cất giữ giá trị.
Bình Nhưỡng đôi khi cũng tiến hành các chiến dịch để cố ngăn chặn tình trạng sử dụng ngoại tệ nhưng không thành công. CHDCND Triều Tiên quy định lưu trữ ngoại tệ là một tội đáng bị tử hình nhưng nhiều người đem giấu tiền dưới sàn nhà, hoặc mang chôn chúng ở trên đồi trong rừng phía sau nhà, không ai đem chúng gửi ngân hàng vì không ai tin ngân hàng. Kinh tế ngầm vượt kinh tế chính thông qua việc người Triều Tiên ngày càng ít nói đến giá cả bằng đồng won. Giá cả của các mặt hàng như bia, các căn hộ hay học phí cho các cua học dự bị đại học đều được ghi bằng đồng USD.

## Du lịch

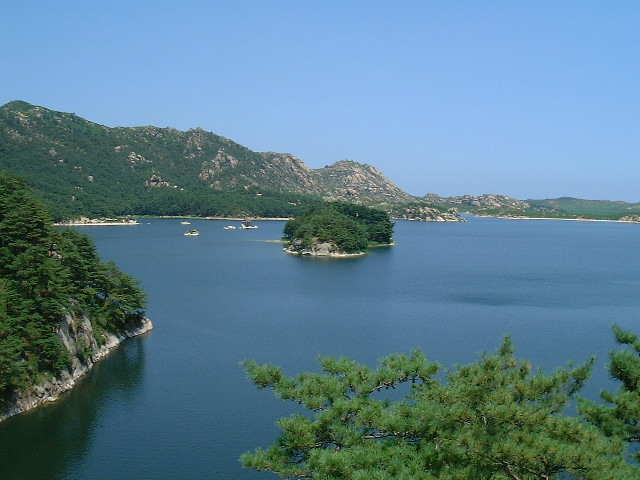
Vùng Kŭmgangsan

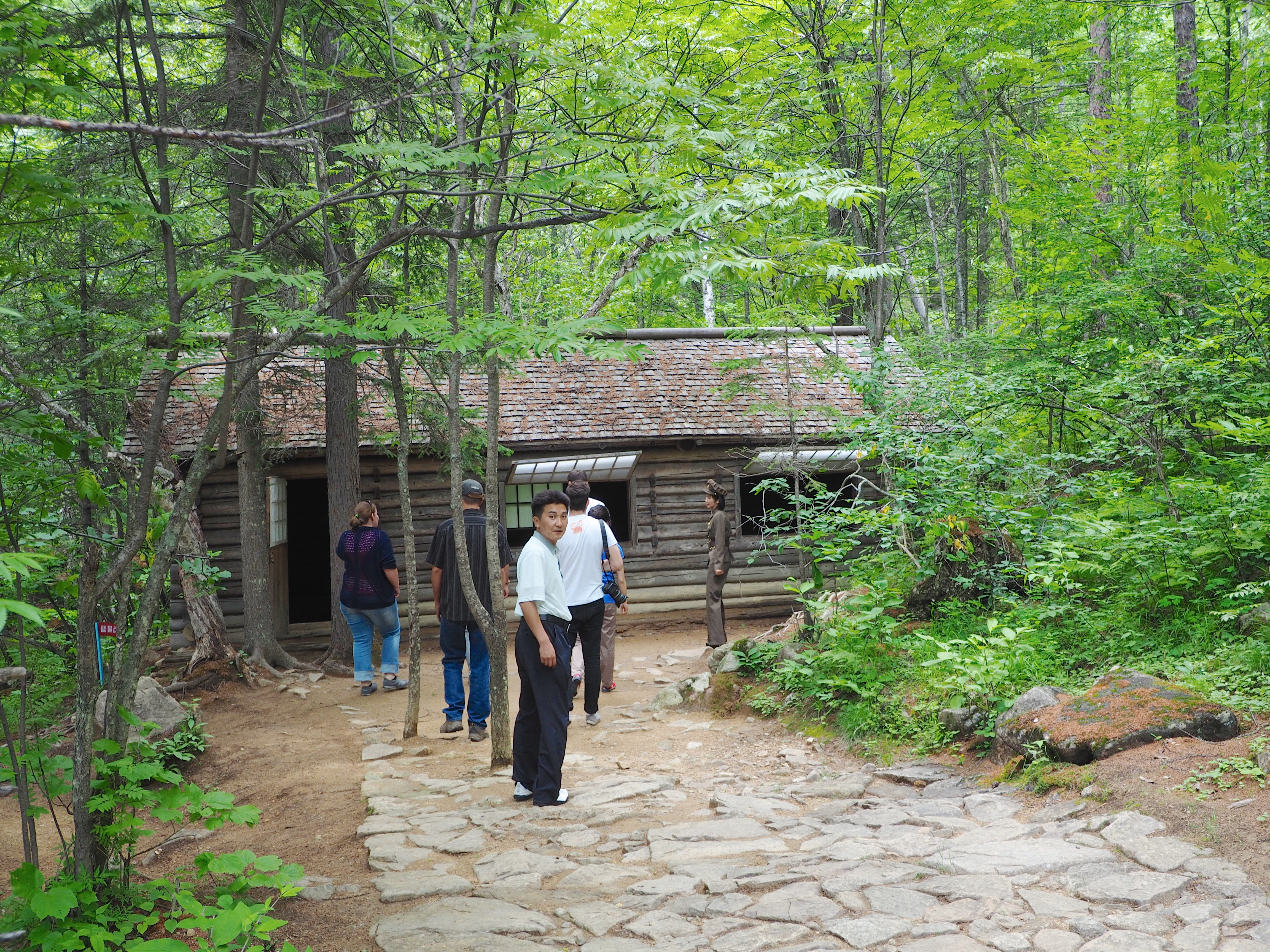
Du lịch dã ngoại ở Triều Tiên

CHDCND Triều Tiên không phải là một quốc gia phổ biến đối với ngành du lịch, tuy nhiên, trong tình hình hiện nay thì lại có chính sách khác. Do mức độ khép kín của đất nước và con người CHDCND Triều Tiên gây ra cho du khách đều tò mò và muốn được tận mắt chứng kiến những gì đang diễn ra tại đất nước này nhiều vị khách đã đặt tour tới CHDCND Triều Tiên và không ai có ý định hủy những chuyến du lịch này. Công ty Regent Holidays bắt đầu thực hiện những tour du lịch tới CHDCND Triều Tiên từ năm 1985, với khoảng 200 du khách mỗi năm. Hầu hết những tour du lịch đến CHDCND Triều Tiên được thực hiện quanh thủ đô Bình Nhưỡng và tại khu phi quân sự (DMZ). Du khách cũng có thể thưởng thức Arirang, màn đồng diễn văn nghệ, múa hát, thể dục tập thể có quy mô lớn nhất thế giới
Theo nguyên tắc, bất kỳ ai cũng được phép du lịch tới CHDCND Triều Tiên, và những ai có thể hoàn thành quá trình làm thủ tục thì đều không bị CHDCND Triều Tiên từ chối cho nhập cảnh. Khách du lịch không được đi thăm thú bên ngoài vùng đã được cho phép trước mà không được hướng dẫn viên người Triều Tiên cho phép nhằm tránh các điệp viên nằm vùng. Những khách du lịch có hộ chiếu Hoa Kỳ nói chung đều không được cấp visa, dù vẫn có một số ngoại lệ từng xảy ra vào năm 1995, 2002, và 2005. CHDCND Triều Tiên đã thông báo cho những nhà tổ chức du lịch rằng họ sẽ cấp visa cho những người mang hộ chiếu Hoa Kỳ vào năm 2006. Hiện các công dân Mỹ chiếm tới 25% tổng số khách phương Tây đến du lịch tại CHDCND Triều Tiên. Các công dân Hàn Quốc cần có giấy phép đặc biệt của cả hai chính phủ mới được vào CHDCND Triều Tiên.
Năm 2002, vùng xung quanh Kŭmgangsan (núi Kim Cương), một ngọn núi đẹp gần biên giới Hàn Quốc, đã được chỉ định làm một địa điểm du lịch đặc biệt Khu du lịch Kŭmgangsan, nơi các công dân Hàn Quốc không cần giấy phép đặc biệt. Các tour du lịch do các công ty tư nhân điều hành đã đưa hàng nghìn người dân ở Hàn Quốc tới núi Kim Cương hàng năm. Tháng 7 năm 2005, công ty Hyundai của Hàn Quốc đã đạt được một thỏa thuận với chính phủ Triều Tiên về việc mở cửa thêm nhiều khu du lịch, gồm cả núi núi Paektu (Bạch Đầu) và Kaesŏng (Khai Thành). Ngày 11 tháng 7 năm 2008, một nữ du khách Hàn Quốc bị 1 lính CHDCND Triều Tiên bắn chết tại khu nghỉ mát núi Kŭmgang của CHDCND Triều Tiên. Chính quyền Seoul đã ngưng lại chương trình du lịch núi Kŭmgang và đưa ra yêu cầu điều tra vụ việc trước khi cho phép dự án được khởi động trở lại, nhưng CHDCND Triều Tiên cho đến nay vẫn từ chối đáp ứng.
Với lợi thế sẵn có, CHDCND Triều Tiên muốn phát triển kinh tế nhờ du lịch và nỗ lực thu hút thêm nhiều khách du lịch để thúc đẩy kinh tế qua việc phát triển sáu khu vực du lịch đặc biệt và chuyển đổi ba sân bay quân sự sang mục đích dân sự. CHDCND Triều Tiên đang thực hiện xây dựng một cơ sở hạ tầng kinh tế qua việc tập trung vào hoạt động bán lẻ, dịch vụ và các ngành công nghiệp khác song song với việc thiết lập ngành du lịch sáu khu vực du lịch đặc biệt của CHDCND Triều Tiên (bao gồm núi Baekdu gần biên giới Trung Quốc, nằm ở phía Đông thành phố Wonsan và núi Chilbo nằm ở khu vực đông bắc CHDCND Triều Tiên). Công tác xây dựng các điểm du lịch tại thành phố Wonsan đang có những bước tiến rất nhanh chóng. Một phần của khu vực này sẽ được xây dựng thành một khu trượt tuyết mới, dự kiến sẽ phải hoàn thành vào cuối năm.

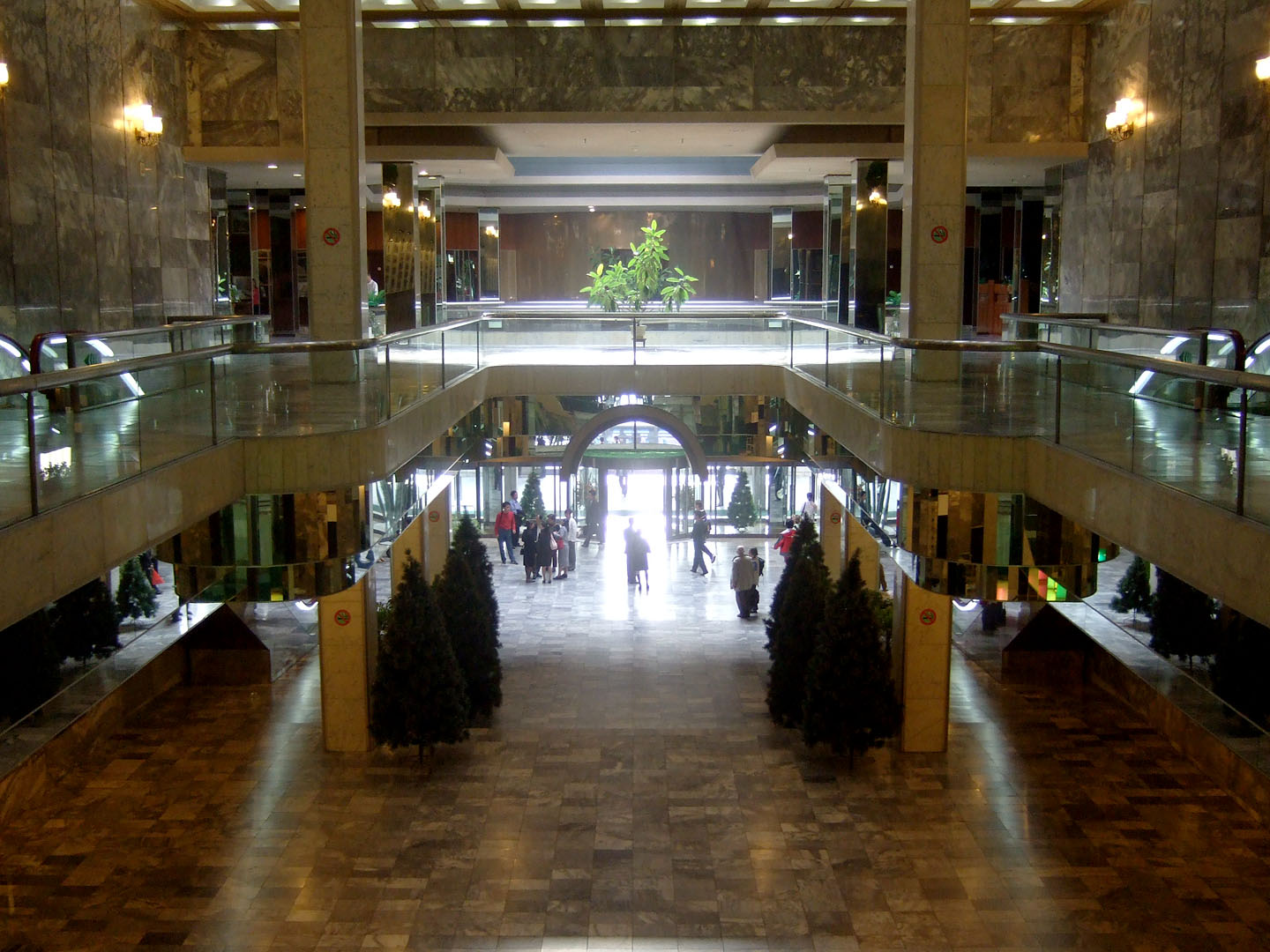
Một khách sạn sang trọng ở CHDCND Triều Tiên

CHDCND Triều Tiên còn mở một trang web bằng tiếng Anh cho Hãng hàng không Air Koryo, tiền thân là hãng hàng không Sokao, được thành lập vào năm 1950 với sự hợp tác với Liên Xô cũ. Sau khi gián đoạn trong cuộc chiến tranh Triều Tiên, hãng tiếp tục bay lại vào năm 1954 với tên mới là Air Koryo. Đại bản doanh của Air Koryo đóng ở sân bay Sunan tại thủ đô CHDCND Triều Tiên. Hiện hãng hàng không này có đường bay từ CHDCND Triều Tiên nối với Trung Quốc, Nga và một số nước châu Âu Hãng này vốn bị coi là hãng hàng không tệ nhất thế giới, đứng chót bảng trong số các hãng hàng không toàn cầu. Đây là hãng duy nhất trên thế giới được tổ chức uy tín chuyên đánh giá các hãng bay SkyTrax cho điểm một sao, trên thang điểm từ một đến năm sao. Các chiêu đãi viên được miêu tả là chân thành nhưng giữ khoảng cách, trên máy bay chỉ có vài loại báo chí, còn thức ăn thì xoàng xĩnh và khó nuốt.
Mặc dù những năm gần đây, tình hình căng thẳng nhưng vẫn bùng nổ tour tới CHDCND Triều Tiên, Với tour 4 ngày giá trên 700 USD, du khách có thể thăm tượng đài lãnh đạo CHDCND Triều Tiên, Bảo tàng Hòa bình, trường đại học hay uống bia trong quán bar với người dân địa phương. Dù chính phủ Mỹ trừng phạt kinh tế nước này, họ lại không cấm người dân du lịch tới đây. Năm 2012, số khách đặt tour tới đây đã tăng gấp đôi lên 600. Trong đó, khoảng một nửa là từ châu Á, còn lại từ Mỹ, châu Âu và Úc. Một tour du lịch 4 ngày có chi phí 780 USD - 1.100 USD, tùy vào thời điểm trong năm. Du khách Mỹ cũng phải trả thêm 430 USD để bay từ Trung Quốc sang do họ bị chặn vào CHDCND Triều Tiên bằng tàu hỏa, khách du lịch đã có thể mang điện thoại và mua SIM để truy cập Internet. Trước đó, họ bị yêu cầu để điện thoại ở sân bay và sẽ được trả khi quay về Chỉ tính trong năm 2012, khách du lịch đổ về CHDCND Triều Tiên, số lượng du khách quan tâm và đặt các tour du lịch đến CHDCND Triều Tiên tăng đột biến, số lượng khách muốn đặt tour du lịch tới CHDCND Triều Tiên đã tăng tới 400%

## Đầu tư - xây dựng

### Đầu tư trong nước
Nhìn chung, CHDCND Triều Tiên là quốc gia quân sự với 1,2 triệu binh sĩ. CHDCND Triều Tiên thường tập trung tất cả các nguồn tài nguyên và tiền bạc để xây dựng lực lượng quân đội. Để tăng cường khả năng quốc phòng, ban lãnh đạo CHDCND Triều Tiên tập trung nguồn lực quan trọng cho các mục đích quân sự. Theo đó, hơn 1/4 ngân sách nhà nước được chi cho quân đội theo chính sách Tiên quân, Ngân sách quốc phòng hàng năm của Triều Tiên là 5,217 tỉ USD (2002), ước tính chiếm khoảng 22,9% GDP (2003). Theo CHDCND Triều Tiên thì chi phí quân sự năm 2010 là 15,8% ngân sách nhà nước. Trước khi CHDCND Triều Tiên tiến hành vụ thử tên lửa, phía Hàn Quốc tính toán rằng, Bình Nhưỡng đã chi khoảng 2,8-3,2 tỷ USD trong thời gian từ năm 1998 vào chương trình tên lửa và hạt nhân. Số tiền này đủ để mua lương thực cho cả nước CHDCND Triều Tiên dùng trong 3 năm Ngân sách quốc gia chi cho quân sự quá nhiều khiến các lĩnh vực dân sự không thể phát triển, CHDCND Triều Tiên được đánh giá là rất giàu tài nguyên thiên nhiên nhưng sự chi tiêu cho quân sự với quy mô lớn đang làm hao mòn nguồn tài nguyên này.

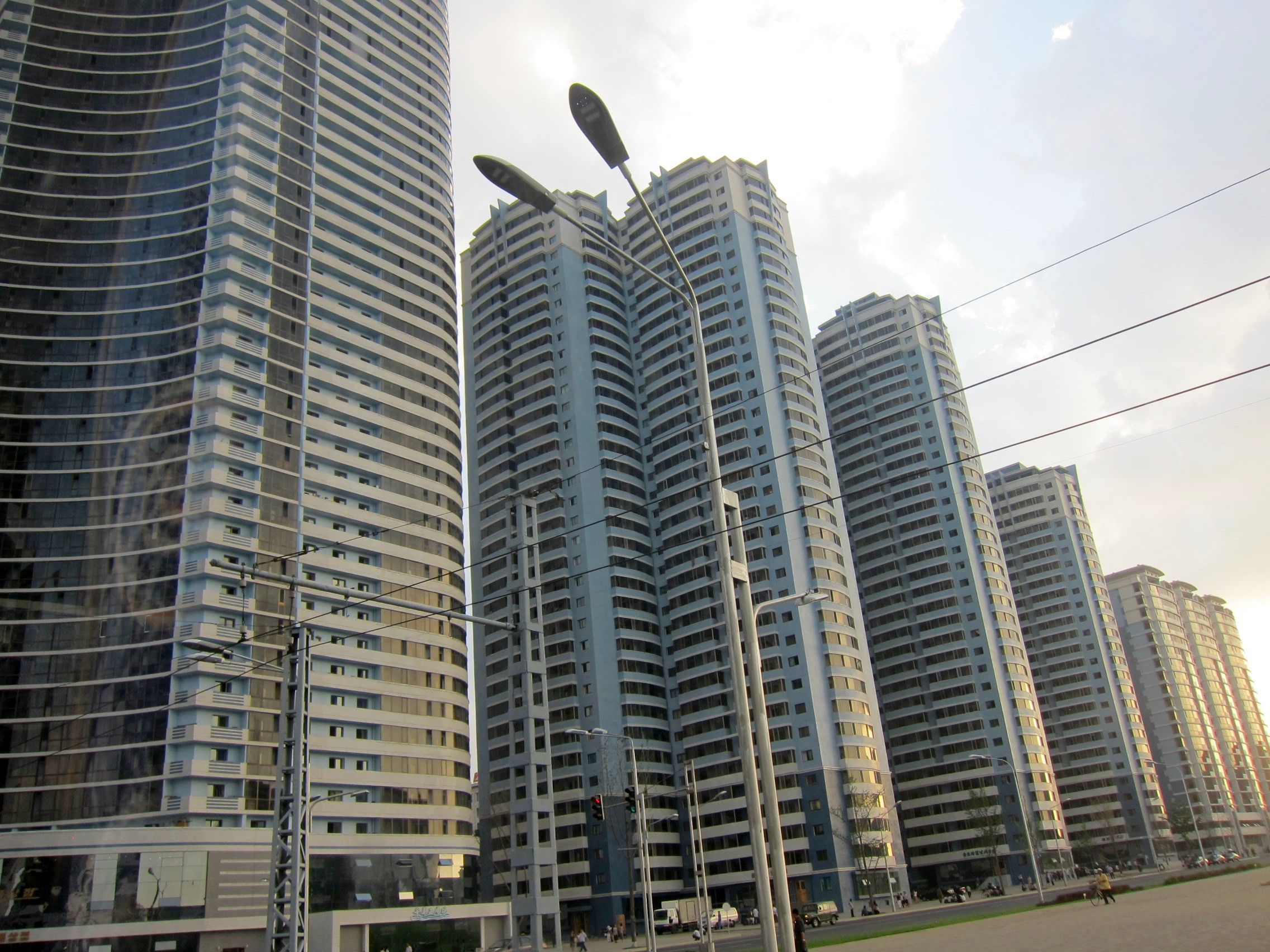
Một công trình cao tầng sang trọng mới được xây dựng năm 2012

Một ghi nhận trong thời gian gần đây dưới thời kỳ lãnh đạo của Kim Chính Ân, CHDCND Triều Tiên cũng nỗ lực vươn cao hơn trong lĩnh vực du lịch biển khi tìm cách biến một chiếc phà cũ kỹ thành một con tàu sang trọng, những thứ tưởng như chỉ có ở nước ngoài như sân golf, công viên chủ đề, xe sang, hàng hiệu... cũng đã xuất hiện. CHDCND Triều Tiên đã chi 10 triệu USD để xây dựng tượng đài các nhà cố lãnh đạo Kim Nhật Thành và Kim Chính Nhật để long trọng kỷ niệm 1 năm ngày mất của cố lãnh đạo Kim Chính Nhật, đồng thời cũng tròn 1 năm ông Kim Jong-Un lên cầm quyền.
Bên cạnh đó là những công trình lớn như nhà hát 8 tầng, dự án nhà ở từ 20-45 tầng, hàng loạt tượng đài trên đường phố chính của thủ đô Bình Nhưỡng, trong đó hai khách sạn lớn cũng đang được xây dựng với tham vọng đón tiếp một lượng khách lớn, cùng với một bể bơi lớn và công viên giải trí khổng lồ, các dự án nói trên được cho là tiêu tốn tổng cộng hơn 01 tỷ USD, tương đương 1/6 ngân sách hàng năm của Triều Tiên. Kim Chính Ân cũng chỉ thị quân đội Triều Tiên phải chuyển đổi ba sân bay do quân đội quản lý sang mục đích dân sự với mục đích đón nhận nhiều hơn khách du lịch nước ngoài. Ba sân bay này nằm gần Wonsan, núi Bakedu và núi Chilbo
CHDCND Triều Tiên đã đầu tư xây dựng một dự án lớn là khu resort nằm trên núi Kumgang của CHDCND Triều Tiên. Đây từng là điểm đến đoàn tụ cho những gia đình bị ly tán ở hai miền Triều Tiên, tuy vậy, thị trấn resort này đã trở thành một thị trấn bỏ hoang kể từ khi dòng du khách đến từ Hàn Quốc tạm thời ngưng lại từ năm 2008, sau đó khu resort Núi Kumgang được kỳ vọng sẽ mở cửa trở lại sau khi CHDCND Triều Tiên tuyên bố sẽ đưa nơi này vào hoạt động nhằm tiếp đón các du khách đến từ Hàn Quốc, giúp các gia đình bị ly tán có cơ hội được đoàn tụ tại khách sạn đẳng cấp nhất nhì CHDCND Triều Tiên này. Từ năm 1998, khách du lịch Hàn Quốc và nước ngoài đã được cho phép tới tham quan và nghỉ lại tại khu resort này và từ năm 1998 đã có hơn một triệu lượt khách người Hàn Quốc đến với khu resort này.

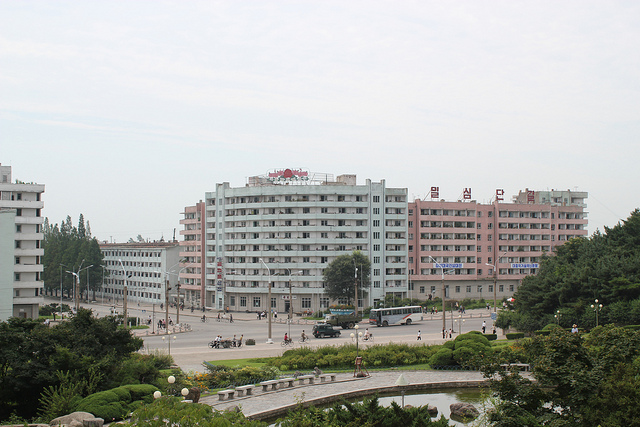
Một đô thị ở CHDCND Triều Tiên

Năm 2002, khu vực xung quanh vùng núi Kumgang đã được quy hoạch để trở thành một khu vực chuyên phát triển du lịch, trải ra trên một diện tích tương đối lớn. Kumgang là một khu resort phức hợp với khách sạn, biệt thự, sân golf, bãi tắm nằm trên một diện tích khổng lồ đến 520 km vuông, giữa vùng núi Kumgang. Khu resort Núi Kumgang còn có những biệt thự trông ra biển. trong khách sạn, những nhân viên khách sạn người Triều Tiên bước đi phía dưới những chùm đèn khổng lồ, khách du lịch có thể đi bộ dọc sân golf của khu resort và có những chai rượu chưng cất theo phương pháp truyền thống của địa phương được bày bán trong một cửa hàng bán đồ lưu niệm nằm trong khu resort. Đây sẽ là hoạt động đầu tiên mở đầu cho hàng loạt chuỗi sự kiện được tổ chức thường xuyên nhằm giúp các gia đình bị ly tán được đoàn tụ. Trong thời gian việc gặp gỡ đoàn tụ các gia đình ở hai miền Triều Tiên còn được tiến hành, lượng du khách Hàn Quốc đến với khu resort Núi Kumgang đã đem về cho Triều Tiên một khoản lợi nhuận vào khoảng 20 triệu USD/năm (tương đương 424 tỉ VND).
Một dự án xây dựng khu trượt tuyết cũng đã được khởi công theo quyết tâm của kế hoạch nhà nước, dự án khu nghỉ dưỡng trượt tuyết Masik, nằm ở tỉnh Kangwon thuộc Đông Nam CHDCND Triều Tiên, gồm một khu trượt tuyết với độ cao hơn 1.360m trên mực nước biển và nhiều đường trượt với tổng chiều dài 110 km, một khách sạn, bãi đỗ trực thăng và hệ thống cáp treo sẽ được hoàn thành vào cuối năm 2013, các đường trượt đã xây xong, khách sạn và một số hạng mục khác cũng gần đến giai đoạn hoàn thiện. Theo kế hoạch thì Đảng Lao động Triều Tiên đầu tư xây dựng để cung cấp cho người dân, thanh thiếu niên và trẻ em với những trang thiết bị hiện đại để người dân được tiếp cận và hưởng cuộc sống văn minh và hạnh phúc. Công ty Bartholet Maschinenbau của Thụy Sĩ đã chấp thuận bán ghế ngồi và cabin cáp treo cho Bình Nhưỡng nhưng Cục Kinh tế Liên bang Thụy Sĩ (SECO) đã ngăn chặn thỏa thuận ước tính trị giá 7,6 triệu USD này sau khi tăng cường các biện pháp trừng phạt CHDCND Triều Tiên

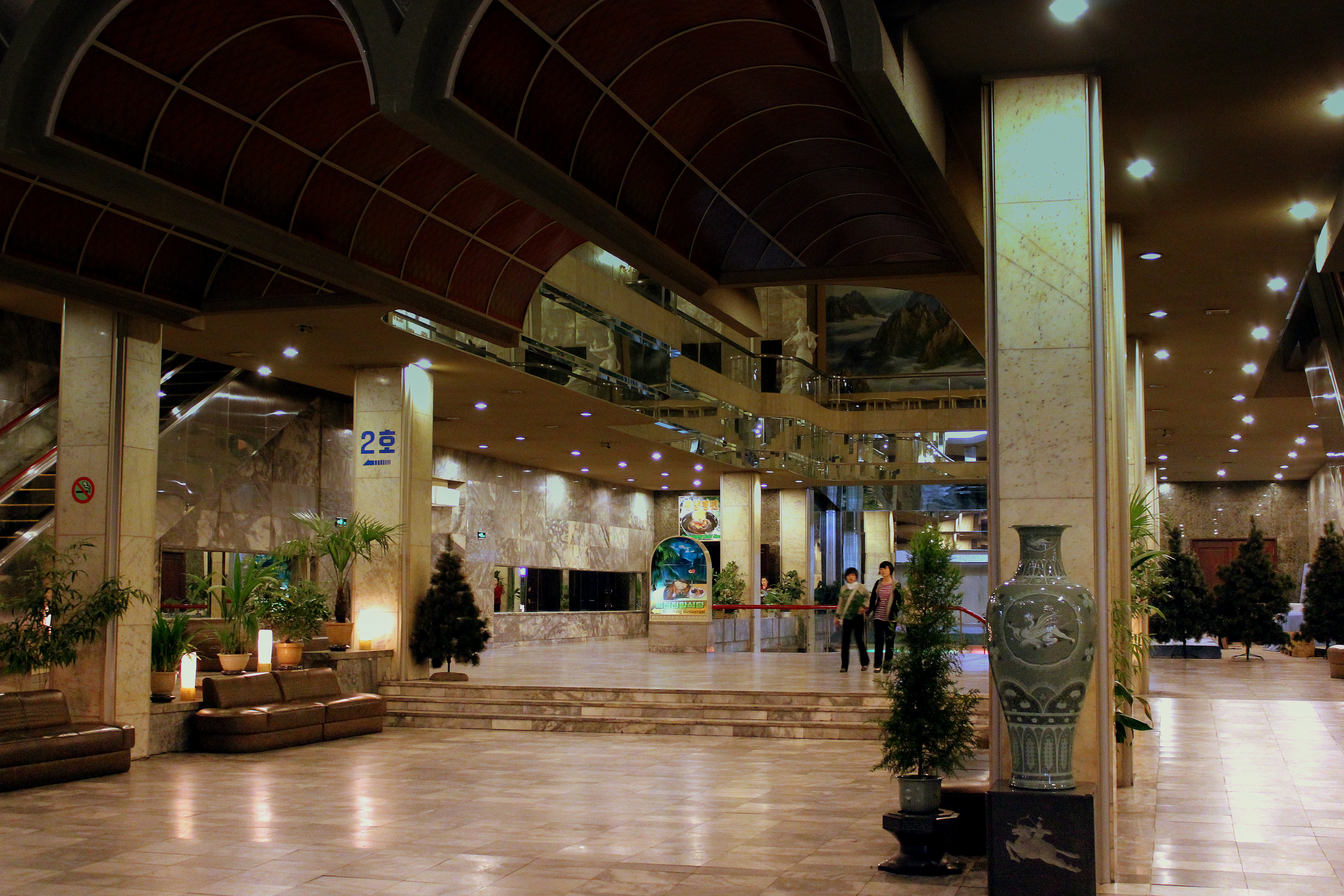
Trung tâm mua sắm ở Bình Nhưỡng

Song song với đó, CHDCND Triều Tiên cũng tiến hành xây trung tâm thương mại tầm cỡ quốc tế. CHDCND Triều Tiên đang thực hiện dự án hợp tác với Trung Quốc xây trung tâm thương mại quốc tế quy mô lớn ở vùng kinh tế phía đông bắc nước này. Dự án xây dựng trung tâm thương mại quốc tế Rason bắt đầu vào tháng 4 ở thành phố Rason, phía đông bắc CHDCND Triều Tiên gần với quận Yanbian ở tỉnh Cát Lâm, Trung Quốc. Dự án do tập đoàn thương mại Rason Paekho của Hàn Quốc và một công ty bất động sản ở Tần Hoàng Đảo của Trung Quốc phối hợp tài trợ. Trong giai đoạn đầu, 7 tòa nhà và một trung tâm mua sắm sẽ được hoàn thành vào tháng 10 năm nay. Giai đoạn thứ 2 sẽ có 9 cửa hàng thời trang, nhà hàng và khách sạn dự kiến hoàn thành vào tháng 10 năm Khu vực này rộng khoảng 40.000 m2. Trung tâm thương mại này là một trong những dự án phát triển lớn nhất ở khu vực Rason. Trước đó, CHDCND Triều Tiên cũng đã tổ chức một hội chợ thương mại quốc tế tại Rason để kêu gọi các nhà đầu tư nước ngoài tiềm năng.
CHDCND Triều Tiên có khá nhiều công ty Nhà nước, hoạt động mạnh nhất vẫn là các đơn vị thuộc quân đội và công an, ngoài ra còn có các đơn vị như Công ty Minye thuộc Bộ Văn hóa là công ty kinh doanh mặt hàng thủ công mỹ nghệ lớn nhất Bình Nhưỡng và có 3 nhà hàng CHDCND Triều Tiên rất đông khách. Ủy ban hợp tác nước ngoài của CHDCND Triều Tiên cũng đã mở 3 nhà hàng tại Trung Quốc, một nhà hàng tại Campuchia Ủy ban Quốc phòng đã lập ra Ngân hàng phát triển nhà nước và Tập đoàn đầu tư quốc tế Taepung. Cả hai tổ chức này có nhiệm vụ hướng đến đầu tư nước ngoài CHDCND Triều Tiên cũng từng dự định đầu tư 1 triệu USD vào ngành nông nghiệp Primorye thuộc nước Nga. Trên hàng đầu nhắm tới thúc đẩy gieo trồng đậu tương và ngô, ngoài ra, phía CHDCND Triều Tiên quan tâm đến những dự án chung về phát triển chăn nuôi gia súc ở địa bàn này của Nga, còn thêm một hướng hợp tác tiềm năng nữa là du lịch đó CHDCND Triều Tiên đang xây dựng khu nghỉ dưỡng trượt tuyết vùng núi
Tuy nhiên, những việc chi tiêu này bị đánh giá là đã vung tay quá trán khi mạnh tay chi tiền cho những dự án lớn không đem lại hiệu quả kinh tế đặc biệt phần lớn là những dự án tập trung cho các hoạt động du lịch, giải trí xây cất nhà cửa, biệt thự sang trọng và hao tài tốn của trong khi ít đầu tư cho những ngành nghề then chốt. Thậm chí cả các quan chức cấp cao của CHDCND Triều Tiên cũng phàn nàn rằng, họ đã hy vọng nhiều ở ông Kim Jong-Un, nhưng cuộc sống đang khó khăn hơn so với dưới thời Kim Jong-Il, bởi nhà lãnh đạo trẻ chú ý nhiều đến những dự án hoành tráng hơn là cải thiện cuộc sống của người dân.

### Đầu tư nước ngoài

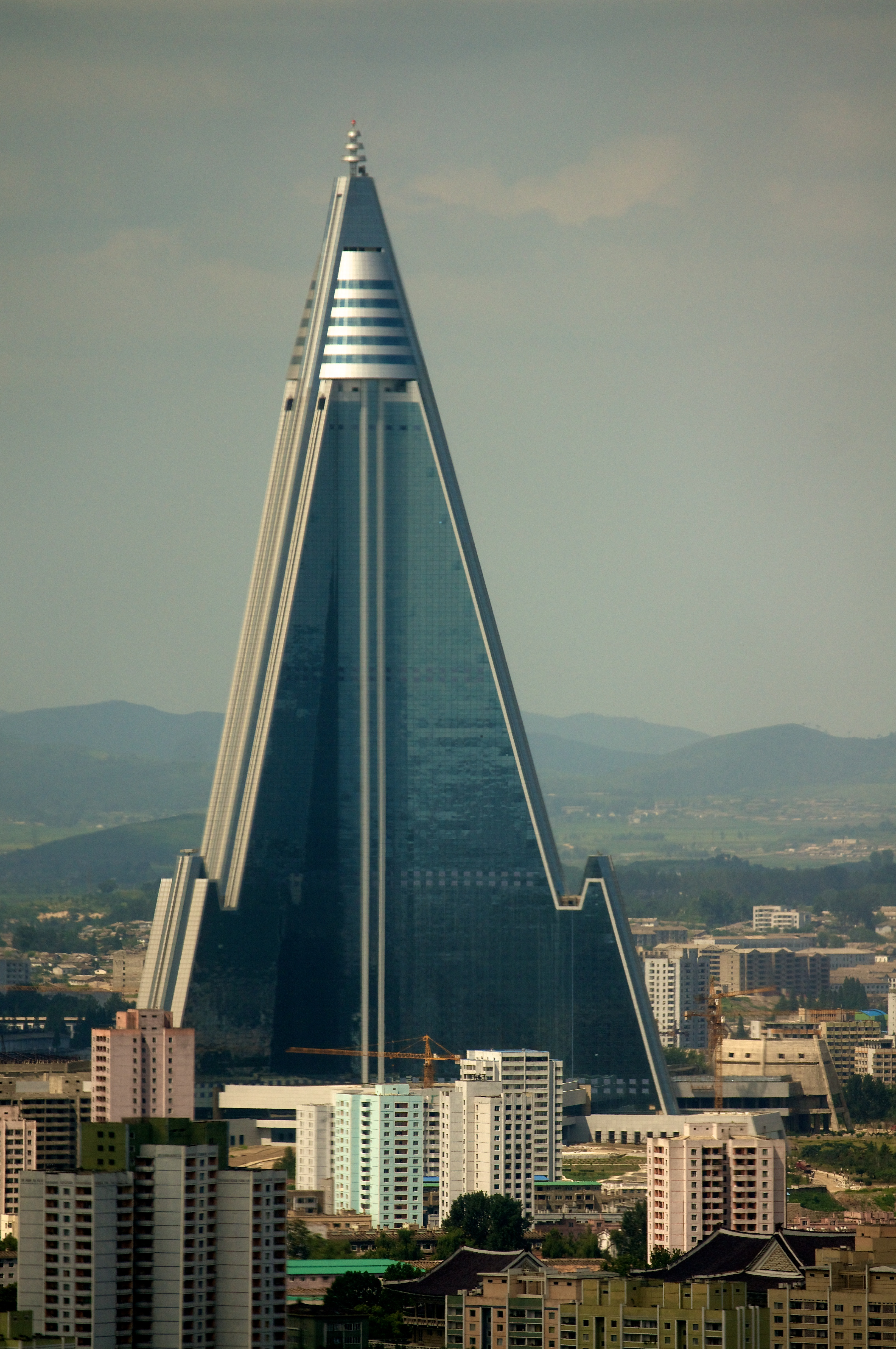
Khách sạn Ryugyong

Về đầu tu xây dưng nước ngoài, cũng có nhiều công ty nước ngoài đầu tư vào CHDCND Triều Tiên trong đó Đại gia khách sạn Kempinski Hotels & Resorts chuỗi khách sạn xa xỉ nổi tiếng Thụy Sĩ đã có kế hoạch đầu tư vào để nhận quyền điều hành Ryugyong là một trong những khách sạn lớn nhất thế giới ở Bình Nhưỡng. Khách sản Ryugyong có 105 tầng, được xây theo hình kim tự tháp. Tổng cộng khách sạn có 1.500 phòng, đủ cho toàn bộ khách du lịch phương Tây cả năm tới CHDCND Triều Tiên ở trong vài ngày. Việc xây dựng khách sạn 330m này đã bắt đầu năm 1987 dưới thời Kim Jong-Il. Tuy nhiên, Ryugyong đã bị đình trệ năm 1992 và bị gán biệt danh là Khách sạn bất hạnh. Năm 2008, công trình mới được hoàn thành Kempinski dự định đưa 150 phòng tại tầng trên cùng của Ryugyong vào hoạt động trong giai đoạn đầu và sẽ mở cửa trong hè, khách sạn sẽ thống trị toàn bộ việc kinh doanh tại thành phố và sẽ là máy in tiền nếu CHDCND Triều Tiên mở cửa tuy nhiên việc đưa vào sử dụng phải hoãn lại do tình hình chính trị. Một công ty điều hành khách sạn cao cấp của Đức tuyên bố sẽ mở cửa khách sạn cao nhất thế giới ở thủ đô Bình Nhưỡng vào năm 2013 sau 2 thập kỷ dự án này bị trì hoãn vì thiếu vốn. Một công ty Ai Cập có tên Orascom Group được cho là đã tài trợ dự án để đổi lấy quyền thành lập mạng di động đầu tiên ở CHDCND Triều Tiên và họ đã phát triển mạng lưới, đạt 2 triệu khách hàng thuê bao điện thoại di động
Hầu hết các dự án đầu tư của Trung Quốc vào CHDCND Triều Tiên trong các lĩnh vực giao thông, phát điện và cơ sở hạ tầng đều tập trung ở đặc khu kinh tế Rason nằm ở phía Đông Bắc của nước này. Khu Rason có quy mô lớn hơn nhiều so với Kaesong và được xem là nền móng cho các hoạt động đầu tư của Trung Quốc ở CHDCND Triều Tiên. Trung Quốc da dau tu xây dựng cơ sở hạ tầng vận tải tại khu vực hợp tác quốc gia Changjitu, nối liền Changchin, Cát Lâm và khu vực sông Tumen với CHDCND Triều Tiên. Xét riêng trên khía cạnh phát triển hệ thống vận tải, Trung Quốc đã xây dựng một cây cầu mới bắc qua sông Yalu, nối liền Đan Đông (Trung Quốc) với tỉnh Hamgyong của CHDCND Triều Tiên. Đây là nơi tiến hành 70% lượng giao dịch thương mại giữa hai nước. CHDCND Triều Tiên cũng đồng ý cho Trung Quốc sử dụng cảng Najin, nằm trong khu hợp tác của tỉnh Hamgyong. Hiện nay, 10% ngân sách của Trung Quốc dành cho khu vực Changjitu được sử dụng cho xây dựng các mạng lưới vận tải và cung ứng hàng hóa chỉ tính riêng 6 tháng đầu năm 2009, trong hàng triệu USD đầu tư của Trung Quốc đổ vào CHDCND Triều Tiên, nhiều hơn cả khả năng mà nước này có thể sử dụng
Trung Quốc đã quyết định đầu tư 3 tỷ USD để phát triển khu kinh tế thương mại ở Đông Bắc CHDCND Triều Tiên. Họ sẽ xây dựng một sân bay, một nhà máy điện và một tuyến đường sắt xuyên biên giới và các cầu cảng ở khu công nghiệp Rason. Đổi lại, Trung Quốc được phép sử dụng cảng Rason trong 50 năm Các nhà đầu tư Trung Quốc đã xây dựng con một con đường từ Rason đến Trung Quốc và Nga đã xây dựng các tuyến đường sắt nối vào tuyến đường sắt xuyên Siberi. Yanbian là một công ty Trung Quốc có đóng góp lớn đối với sự phát triển ở Rason, công ty này đã có mặt ở đây từ cách đây 13 năm, bắt đầu từ việc xây chợ, xây sòng bạc, một bệnh viện, một nhà máy sản xuất bánh mỳ và tòa nhà viễn thông. Hiện tại công ty đang xây một nhà máy xi măng và khai thác hai mỏ sắt Ngoài ra, Triều Tiên cũng đã cam kết cho Trung Quốc thuê đảo Hwanggumphyong trong vòng 50 năm để phát triển các doanh nghiệp liên quan đến công nghệ thông tin, du lịch, công nghiệp nhẹ và nông nghiệp
Tập đoàn Weijin (Hồ Nam, Trung Quốc) cũng đầu tư 20 triệu USD vào một mỏ vàng trữ lượng 50 tấn ở CHDCND Triều Tiên, đồng thời xây dựng khách sạn 5 sao đầu tiên tại nước này. Để thuận tiện cho hoạt động trao đổi hàng hóa hai nước, Trung Quốc còn xây một cây cầu bắc qua sông Giáp lục (tỉnh Đan Đông) trị giá 250 triệu USD để nối với một khu kinh tế đặc biệt ở CHDCND Triều Tiên. Sự gần gũi về địa lý đã biến Đan Đông thành trung tâm thương mại lớn nhất giữa hai nước. Khi CHDCND Triều Tiên chịu cấm vận về ngân hàng và thiếu ngoại tệ, họ đã gửi rất nhiều xe tải qua đây, mang theo khoáng sản để đổi lấy hàng hóa của Trung Quốc do đó cây cầu này luôn rất tấp nập. Trung Quốc còn xuất khẩu mô hình siêu thị đến với nước láng giềng. Điển hình là trung tâm mua sắm Kwangbok - được mệnh danh là Walmart của CHDCND Triều Tiên, mở cửa từ tháng 2 năm 2012. Đây là công trình hợp tác của Công ty thương mại quốc tế Feihaimengxin (Trung Quốc) và Tập đoàn thương mại Taesong (CHDCND Triều Tiên). Trong đây không chỉ có đồ Trung Quốc mà còn có hàng Mỹ, Âu và Nhật Bản được vận chuyển từ Trung Quốc sang

## Mức sống

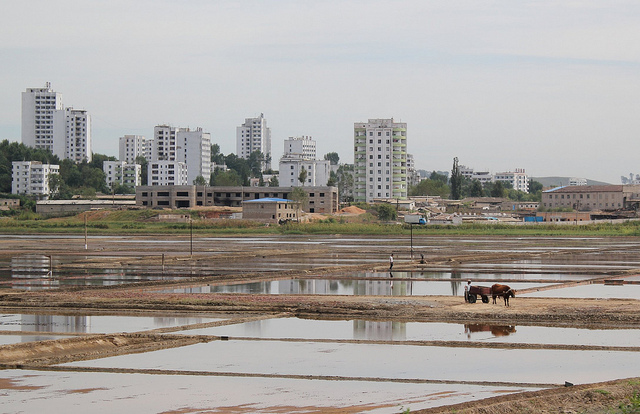
Sự tương phản giữa nông thôn và thành thị ở CHDCND Triều Tiên

Một số nguồn tin cho rằng thu nhập người Triều Tiên chỉ khoảng 1.000 đôla mỗi năm. Lương trung bình cho một người là $47 một tháng. Riêng ở Bình Nhưỡng, tiền lương bình quân của người lao động là 200 USD/tháng và nhà nước cấp nhà, nhu yếu phẩm, quần áo... Học sinh được miễn học phí và người dân được chăm sóc sức khỏe cũng miễn phí. Tại thủ đô Bình Nhưỡng, trước đây, người dân Bình Nhưỡng được Nhà nước cấp nhà ở và bao cấp về nhu yếu phẩm nhưng nhịp sống ở đây khá chậm, tất cả các cửa hàng hay công ty kinh doanh đều của Nhà nước hoặc hợp tác xã, không có nhiều cửa hàng trên mặt tiền phố, các tòa nhà phần lớn là những chung cư, một căn hộ cao tầng có giá khoảng 10.000-25.000 USD tại các thành phố nhỏ và 50.000-80.000 USD tại Bình Nhưỡng. Những khu bất động sản tốt nhất ở thủ đô còn có giá cao hơn, lên đến 150.000 USD.
Hệ thống cửa hàng phân phối hàng hóa tại Bình Nhưỡng đều của Nhà nước và người dân sử dụng tem phiếu để mua hàng, vẫn có những cửa hàng bán hàng hóa cho người dân nhưng không nhiều, giá cả khá đắt đỏ, một nhà hàng CHDCND Triều Tiên có giá của một phần ăn là 25 USD/người, trong khi tiền lương tháng bình quân của công chức chỉ là 20 USD  Tuy vậy, người Triều Tiên yêu thích ẩm thực. Đi ăn ngoài vì thế trở thành phương thức giải trí ưu chuộng đối với người giàu nước này. Một bữa ăn tại nhà hàng cho mỗi người tiêu tốn khoảng 5-15 USD. Đối với người bình thường Triều Tiên thì điều này là rất khó. Tuy vậy, hầu hết các nhà hàng ở Bình Nhưỡng đều rất đông khách.
Một gia đình kiếm được hơn 300-400 USD/tháng đã được coi là khá dư giả. Còn những người thu nhập hàng ngàn USD là giàu có. Có thời gian mặc dù gặp các vấn đề lớn về kinh tế, nhưng chất lượng cuộc sống ở đất nước này đang được cải thiện và mức lương tăng lên đều đặn. 
Khẩu phần thực phẩm, nhà ở, y tế và giáo dục được cung cấp miễn phí từ nhà nước, CHDCND Triều Tiên là một trong những quốc gia có học thức cao nhất trên thế giới, với một tỷ lệ biết chữ trung bình là 99% việc nộp thuế đã bị bãi bỏ từ ngày 01 tháng 4 năm 1974. Thậm chí cho đến ngày nay khi có thời điểm kinh tế CHDCND Triều Tiên cải thiện, công nhân còn nhận được tiền lương từ Hệ thống phân phối quốc gia Mặc dù bị cấm vận, CHDCND Triều Tiên có một dịch vụ y tế quốc gia và hệ thống bảo hiểm y tế khá tốt. CHDCND Triều Tiên dành 3% tổng sản phẩm quốc nội về chăm sóc sức khỏe. Bắt đầu từ những năm 1950, CHDCND Triều Tiên nhấn mạnh về chăm sóc y tế, và giữa năm 1955 và 1986, số lượng bệnh viện đã tăng từ 285 đến 2.401 và số lượng phòng khám từ 1.020 lên 5.644. Có các bệnh viện riêng cho các nhà máy và các mỏ. Kể từ 1979, y học truyền thống được nhấn mạnh nhấn mạnh và đưa vào việc chữa trị nhiều hơn.
CHDCND Triều Tiên từng cung cấp thực phẩm cho người dân và thực phẩm được chia theo khẩu phần. Trong những năm sau này, Hệ thống phân phối lương thực quốc doanh được đưa trở lại hoạt động, hệ thống này phân phối khoảng 0,2 kg gạo, ngô miễn phí mỗi ngày cho cư dân thành phố (dân thành phần chiếm 70% trong tổng số 22 triệu dân của CHDCND Triều Tiên), việc cung cấp khẩu phần lương thực đã bị ngưng hồi nạn đói đầu những năm 1990 đã được đưa trở lại hoạt động. Hệ thống này cung cấp ngô hoặc gạo để người dân nấu cháo, một khẩu phần chính trong bữa ăn hàng ngày của người dân CHDCND Triều Tiên (có giai đoạn khẩu phần của nhà nước cho mỗi đầu người chỉ còn 200g một ngày). Trước tình hình thất bát mùa màng và nạn đói, trong thập niên 1990, nền nông nghiệp CHDCND Triều Tiên phải dựa nhiều vào viện trợ lương thực bên ngoài để đảm bảo nhu cầu lương thực, thực phẩm cho người dân. Cho tới thập niên 2010, CHDCND Triều Tiên ngừng nhận viện trợ lương thực vì họ đã sản xuất đủ nhu cầu cho người dân.

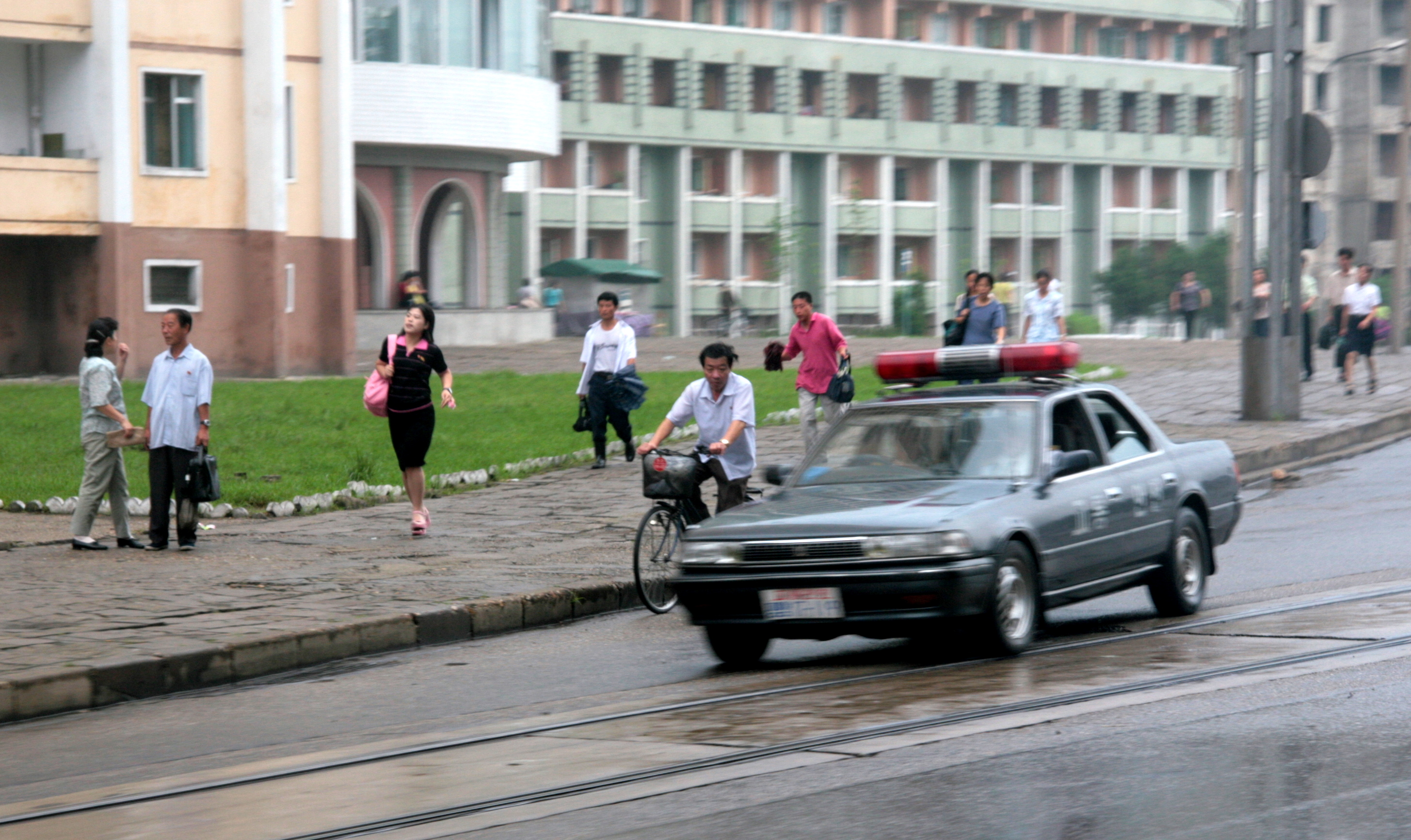
Cuộc sống thường ngày của người dân ở Bình Nhưỡng

Năm 2008, Chính quyền CHDCND Triều Tiên đã công bố tài liệu thống kê dân số, đây là lần thống kê thứ hai từ năm 1945 do Triều Tiên hợp tác với Quỹ Dân số Liên Hợp Quốc tổ chức. Kết quả CHDCND Triều Tiên tự nhận so với 15 năm trước: Dân số tăng từ 21,2 triệu lên 24 triệu (0,86%/năm), vòng đời giảm từ 72,7 còn 69,3 tuổi, gần 85% có nước sạch, 55% có nhà vệ sinh. Về giải quyết chỗ ở, tổng cộng có 5,9 triệu hộ với bình quân mỗi hộ bốn người ở nhà rộng 60 m². 36% hoạt động trong lĩnh vực nông nghiệp, đánh bắt thủy hải sản, 24% hoạt động trong lĩnh vực công nghiệp. Tỉ lệ biết chữ của người trên 10 tuổi gần 100%. Tỉ lệ vào đại học là 1/7 nam và 1/12 nữ và Triều Tiên thực chỉ có 0,7 triệu quân nhân. Trên cơ sở đó, CHDCND Triều Tiên vẫn tự xếp mình đứng thứ 2 (98 điểm) trong danh sách các quốc gia hạnh phúc nhất thế giới, chỉ sau Trung Quốc (100 điểm). Tiếp sau đó là Cuba, Iran, và Venezuela. Theo bảng thống kê của CHDCND Triều Tiên thì con rối Hàn Quốc đứng thứ 152 với 18 điểm, còn Đế quốc Mỹ đứng cuối bảng với chỉ 3 điểm.

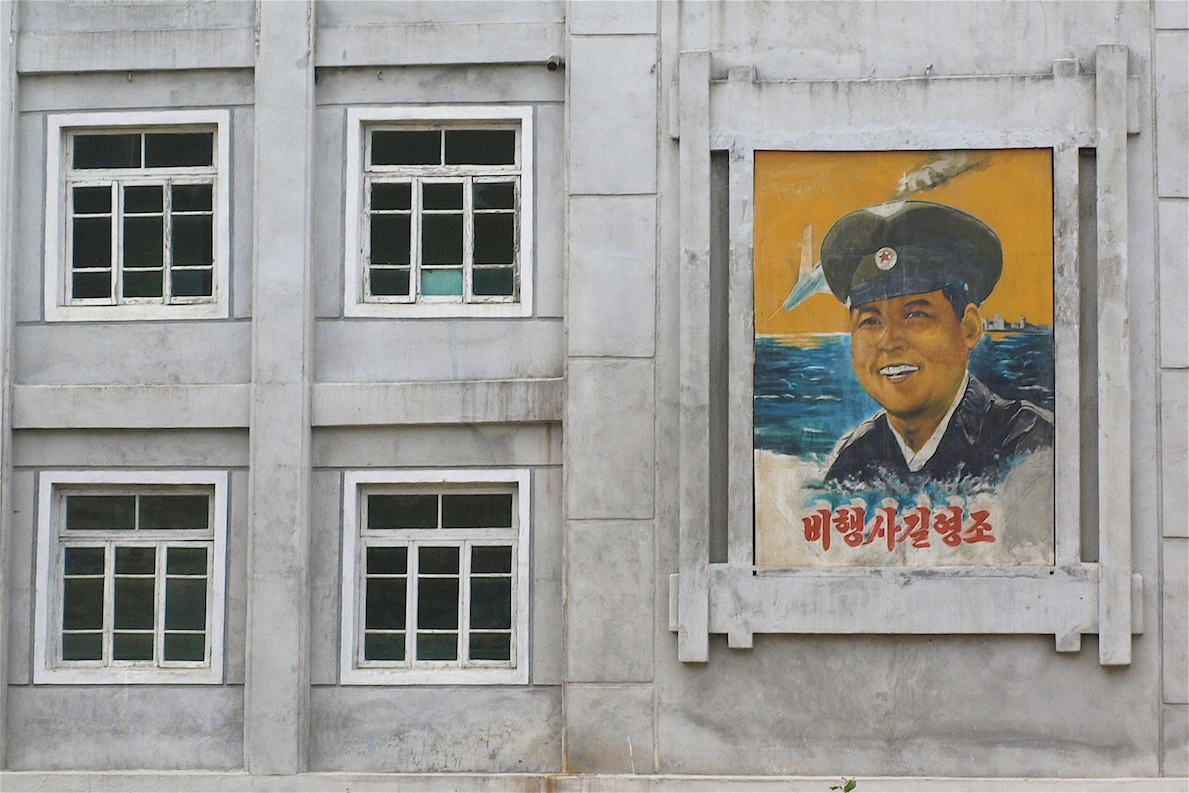
Rạp chiếu phim ở CHDCND Triều Tiên

Theo ghi nhận thì thức ăn ở CHDCND Triều Tiên khá hạn chế, thực đơn hằng ngày của hầu hết người dân Triều Tiên đều chủ yếu là ngũ cốc và rau, hiếm khi có thịt và cá, chế độ ăn uống đơn điệu, nhiều bữa ăn chỉ có cơm, rau luộc và 1 tô kim chi, phần lớn người dân sống nhờ ngũ cốc và rau, thịt cá có ít trong khẩu phần ăn của họ. Về sinh hoạt công cộng, mặc dù mọi người đều có sử dụng vòi tắm gương sen nhưng việc cung cấp nước nóng cho nhà tắm công cộng là rất hiếm, việc tắm nước lạnh vào mùa đông ở Bình Nhưỡng khi nhiệt độ có thể xuống đến -20 độ C không phải là chuyện hiếm.
Cũng ở CHDCND Triều Tiên, có sự chấp nhận một cách miễn cưỡng rằng lực đẩy thị trường có thể đảm bảo cung cho thực phẩm cho mọi người trong khi hệ thống phân phối nhà nước không thể gánh vác được bổn phận này nền kinh tế tự cung tự cấp của CHDCND Triều Tiên không đủ sức đáp ứng các nhu cầu về lương thực và năng lượng cho mọi người dân. Điều này khiến một số người dân phải dựa vào thị trường tư nhân để tìm kiếm nguồn cung các mặt hàng cần thiết cho cuộc sống hàng ngày, kể từ khi Liên Xô sụp đổ, người dân bắt đầu trao đổi hàng hóa ở chợ đen để lấy thức ăn và các vật phẩm cần thiết, hàng hóa chủ yếu được mua từ Trung Quốc giao dịch chợ đen là nguồn thu nhập phụ cho một phần đáng kể người dân Triều Tiên.
Do lệnh trừng phạt của Liên Hiệp quốc, những người làm công ăn lương ở thành phố gặp phải nhiều khó khăn. Trong những năm 2006, lương tháng trung bình của những người này là vào khoảng 33 USD theo tỷ giá hối đoái chính thức, nhưng trên chợ đen thì số tiền này chỉ mua được lượng hàng có giá trị 5 USD. Nhu cầu về cơ sở hạ tầng của CHDCND Triều Tiên cũng rất lớn và hệ thống vệ sinh công cộng tại nước này đang bị xuống cấp.

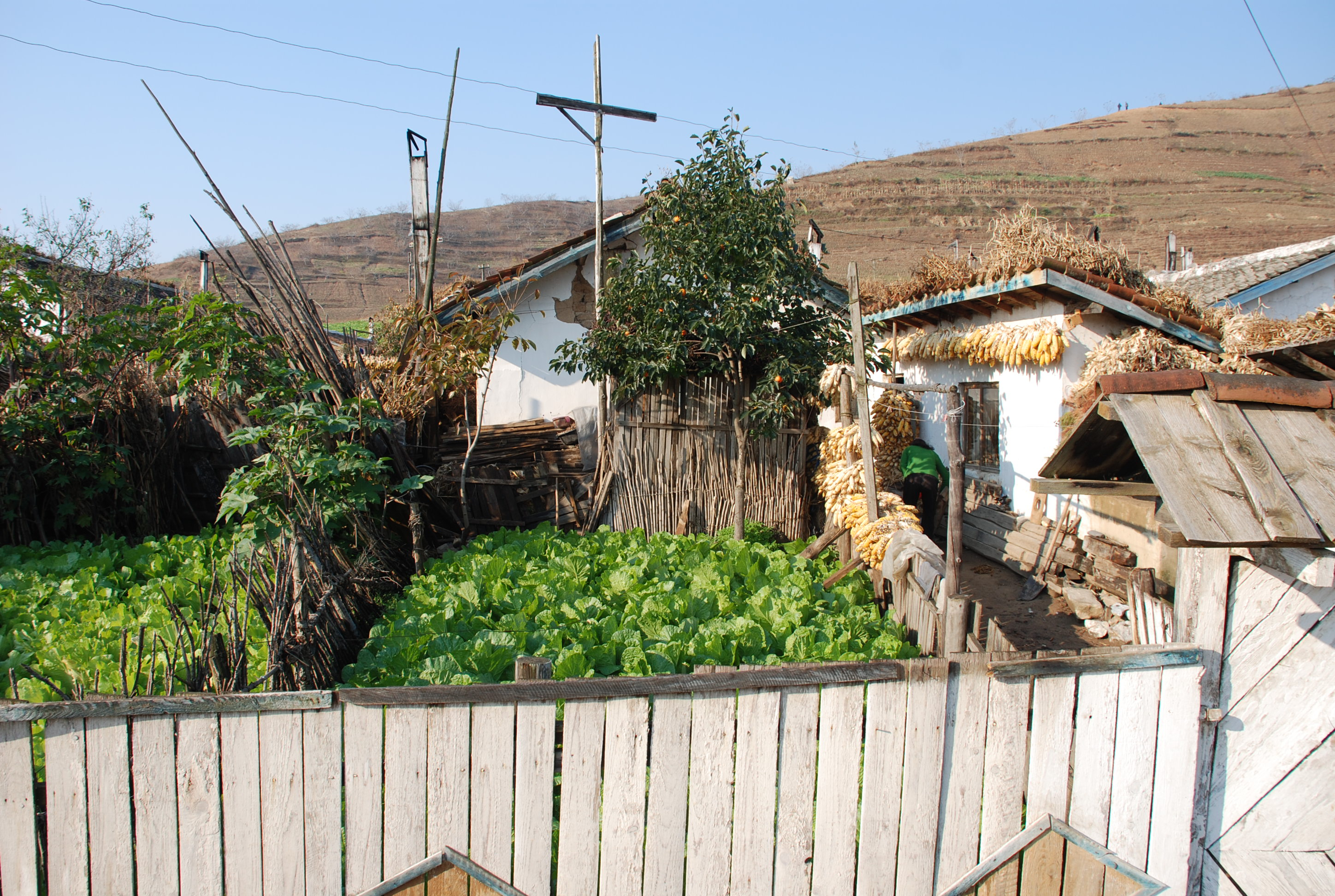
Một khu nhà ở của nông dân

Hệ thống y tế của CHDCND Triều Tiên đã bị giảm mạnh kể từ những năm 1990 do thiên tai, các vấn đề kinh tế, tình trạng thiếu lương thực và năng lượng. Nhiều bệnh viện và phòng khám ở CHDCND Triều Tiên hiện nay không có thuốc thiết yếu và thiết bị chữa bệnh đã trở nên cũ kỹ. Tổ chức Ân xá Quốc tế lại cáo buộc CHDCND Triều Tiên hiện nay đã thất bại trong việc đem đến cho người dân những nhu cầu chăm sóc sức khỏe cơ bản nhất, theo đó mỗi người dân CHDCND Triều Tiên chỉ được chi dưới 1 USD mỗi năm cho việc chăm sóc sức khỏe. Tuy nhiêm theo báo cáo của Tổ chức y tế thế giới, hầu như 100% dân số đã tiếp cận với nước sạch và vệ sinh môi trường. Các bệnh truyền nhiễm như bệnh lao, sốt rét và viêm gan B được coi là bệnh đặc hữu. Tuổi thọ trung bình của người dân là 69,2 tuổi đứng hạng 151/221 trên thế giới năm 2009. Tổ chức Y tế Thế giới mô tả hệ thống y tế CHDCND Triều Tiên có những thành công "đáng ghen tị đối với các nước đang phát triển", dù vẫn còn những thách thức bao gồm cơ sở hạ tầng bị xuống cấp, thiếu trang thiết bị và thiếu thuốc men.

### Tại Bình Nhưỡng

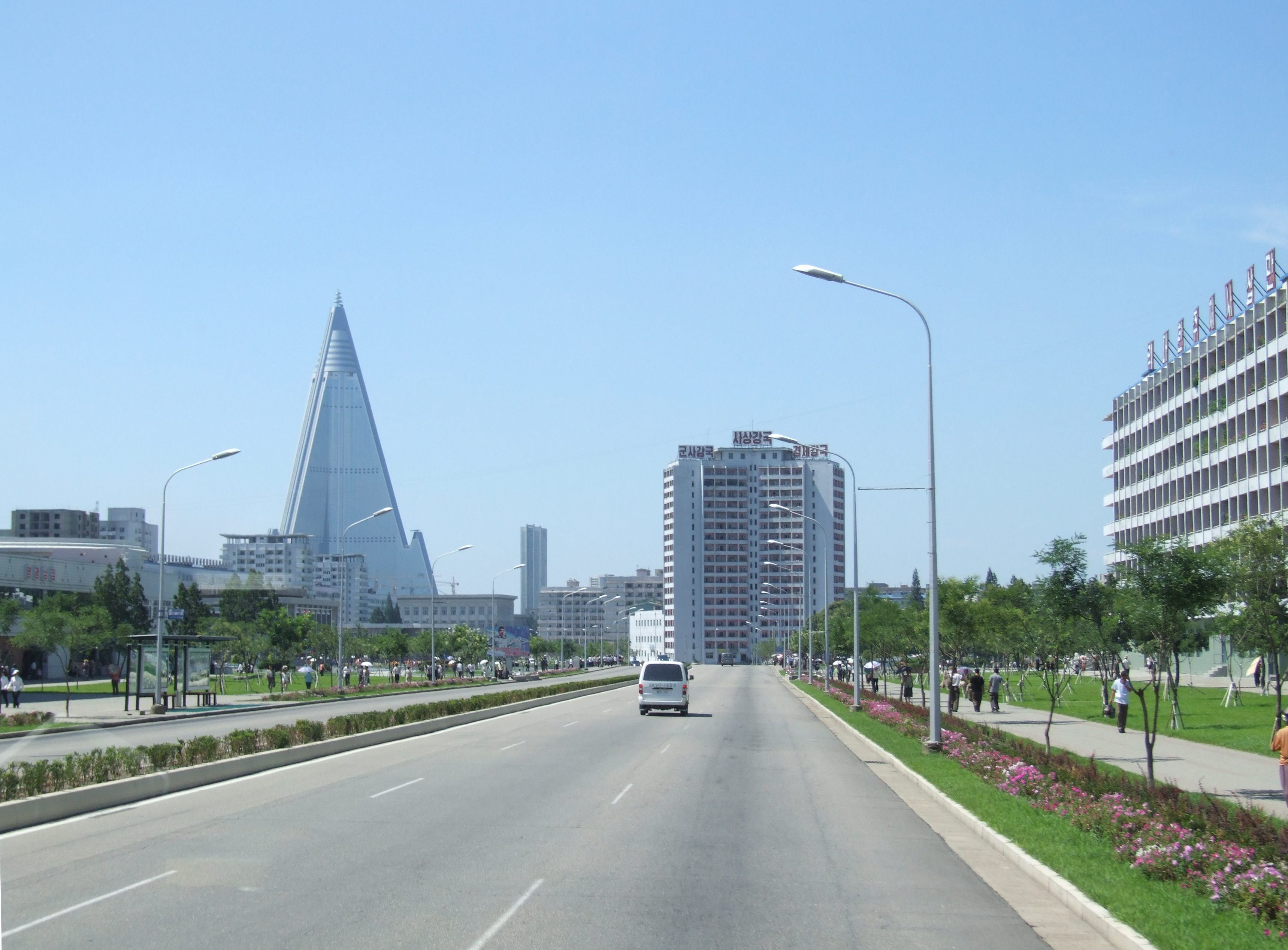
Cuộc sống tại Bình Nhưỡng

Tuy vậy vẫn có sự tương phản trong cuộc sống ở CHDCND Triều Tiên, Những người giàu có ở quốc gia này, đặc biệt là tại thủ đô Bình Nhưỡng có một đời sống khá sung túc, những người nhiều tiền ở CHDCND Triều Tiên sống tương đối tiện nghi, chất lượng sống của người dân Bình Nhưỡng tương đối khác biệt so với các tỉnh trong cả nước. Ngày nay, người dân ở Bình Nhưỡng được coi là quý tộc, trong khi chế độ ăn của đa số người Triều Tiên chỉ có ngũ cốc và gạo, còn thịt và cá kha hiếm thì ở Bình Nhưỡng, nhiều người có tiền thường đến nhà hàng để thưởng thức Tầng lớp người giàu mới nổi ở Bình Nhưỡng (rất nhiều trong số đó là nhà buôn, doanh nhân) hưởng thụ cuộc sống xa hoa với hàng xa xỉ và các ôtô hạng sang, họ vẫn đi Lexus, uống rượu xịn và xem TV màn hình phẳng. Ôtô có mặt ngày càng nhiều trên đường phố thủ đô, dù đa phần người dân nước này vẫn dùng xe cũ và số lượng xe mới của các hãng Mercedes, BMW, Lexus, Toyota và Land Rover tăng lên nhanh chóng. Nếu trước đây, các quan chức có thể được ăn thịt lợn và xem Tivi màu trong căn hộ rộng rãi thì ngày nay, tầng lớp giàu có mới nổi nước này đã biết sắm xe riêng, đi ăn nhà hàng.
Mức sống ở Bình Nhưỡng khác xa các khu vực khác trên đất nước này và cao hơn nhiều so với những khu vực còn lại của đất nước. Bình Nhưỡng là thành phố của dân thượng lưu, các nhà hàng thì đầy người Hàn Quốc và quan chức CHDCND Triều Tiên Ngày nay, Bình Nhưỡng là thành phố có rất ít tội phạm và có nhiều cửa hiệu cà phê, quán bia, trung tâm thể thao và cả rạp chiếu phim và Bia Taedonggang Nhiều cửa hàng có quần áo, đồ điện tử, đồ nội thất, nước hoa, đồng hồ, trang sức cao cấp, rượu, bơ New Zealand, pho mát châu Âu, thịt bò Úc, đồ ăn Nhật, nước giải khát ngoại nhập... và chấp nhận thanh toán bằng ngoại tệ. Khách hàng quen thuộc là các chính trị gia và những triệu phú mới nổi
Người giàu CHDCND Triều Tiên thích thể hiện sự giàu có. Tủ lạnh, máy giặt, điều hòa là mặt hàng đẳng cấp thượng lưu. Người giàu và nổi tiếng nước này đôi khi bỏ tiền ra mua những sản phẩm như vậy không phải để sử dụng (vì tình trạng mất điện thường xuyên) mà là để khoe mẽ. Ở CHDCND Triều Tiên, việc sở hữu các thiết bị điện dân dụng như Tivi LCD, nồi cơm điện, nội thất Tàu hay máy tính cho trẻ con là biểu hiện của một gia đình giàu có, những gia đình tương đối giàu có cũng chỉ sở hữu một chiếc xe đạp hoặc xe máy. Đi du lịch vẫn là một hoạt động xa xỉ ở CHDCND Triều Tiên. Hầu hết những người giàu nước này chỉ rời thành phố của họ khi cần thiết cho hoạt động kinh doanh. Chỉ một bộ phận rất nhỏ người giàu Triều Tiên mới đủ khả năng đi du lịch nước ngoài.
Những ghi nhận những năm gần đây cho thấy, tầng lớp thượng lưu ở Bình Nhưỡng vẫn hưởng thụ cuộc sống xa hoa, họ vẫn đi xe Lexus, uống rượu đắt tiền và xem TV màn hình phẳng, ô tô có mặt ngày càng nhiều trên đường phố thủ đô, số lượng xe mới mang các nhãn hiệu Mercedes, BMW, Lexus, Toyota và Land Rover tăng lên nhanh chóng. Thậm chí dù bị cấm vận nghiêm khắc các mặt hàng xa xỉ, giới thượng lưu ở Bình Nhưỡng vẫn đi Lexus, uống rượu xịn và xem TV màn hình phẳng, số ôtô đi lại trên đường còn đông đúc và náo nhiệt hơn trước nhưng những chiếc Mercedes, BMW, Lexus, Toyota và Land Rover mới cũng xuất hiện ngày càng nhiều Người giàu CHDCND Triều Tiên đang học cách tiêu tiền và nhiều người Triều Tiên đang dần quen với việc chơi golf, đi ăn trên du thuyền hay sử dụng mỹ phẩm hàng hiệu, trong khi các loại hình giải trí như chơi bi-a hay hát karaoke đã không còn xa lạ. Khi một quan chức chính phủ lấy một nữ doanh nhân, họ được gọi là cặp đôi vàng của CHDCND Triều Tiên và để phục vụ cho những đối tượng thượng lưu này, hai nhà hàng Ý do người nước ngoài làm chủ vừa được mở ra tại Bình Nhưỡng, họ bán pizza, mỳ Ý, rượu và cả Coca Cola nhập từ Italy.

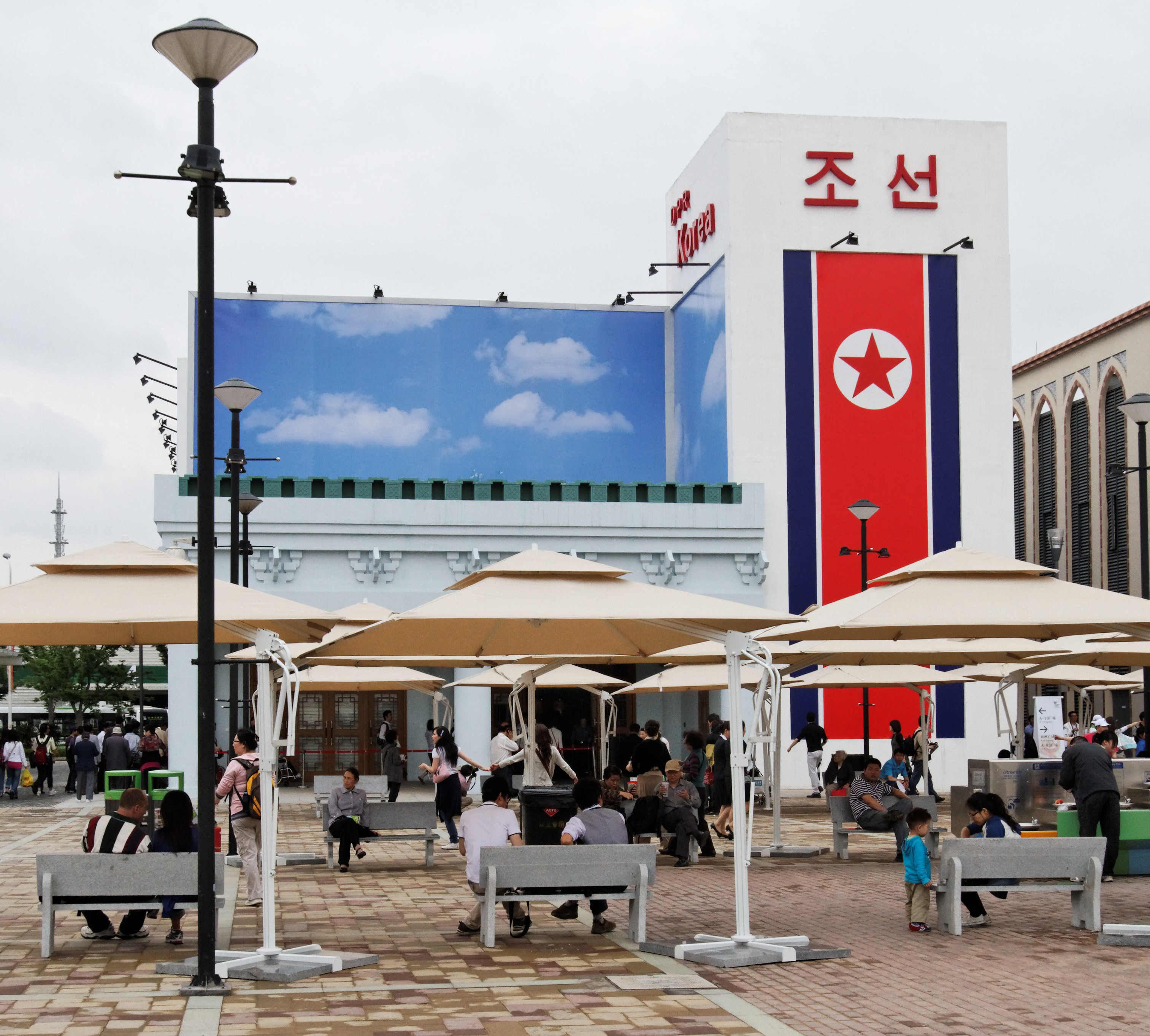
Một khu sang trọng của người có tiền

Tại Bình Nhưỡng có Pothongang Ryugyong là trung tâm thương mại cao cấp đầu tiên tại CHDCND Triều Tiên và mới được mở cuối năm 2011, tại đây, các mặt hàng nhập khẩu từ thức ăn, quần áo đến đồ điện tử và nội thất đều được bày chật kín. Khách hàng đến đây cũng có thể thanh toán bằng ngoại tệ. Một chai champagne ở Pothongang được bán với giá 93 USD, gấp đôi so với sản phẩm tương tự ở Pháp, các loại rượu nổi tiếng cũng đều có mặt đầy đủ, quầy thực phẩm nơi này thì chất đầy bơ Đan Mạch, bơ New Zealand, pho mát Pháp và các loại nước ngọt nổi tiếng thế giới, trừ Coca Cola. Các mặt hàng xa xỉ khác được bày bán là đồng hồ cao cấp, trang sức, nước hoa ngoại, TV màn hình phẳng và loa. Thậm chí người ta còn có thể tìm được tại Pothongang các loại thực phẩm và bát đĩa cao cấp của Nhật Bản, khách hàng thường xuyên của trung tâm thương mại này là tầng lớp thượng lưu và một số ít là doanh nhân. Bình Nhưỡng cũng có nhiều quán Cà phê, burger và pizza ví dụ như Quán cà phê Viennese cạnh Quảng trường Kim Nhật Thành có phục vụ Wiener Melange loại đồ uống đặc trưng của Áo tương tự cappuccino. Khách tới đây có thể tới phố Sungri (Chiến thắng), nơi có nhiều quán cà phê mới. Năm 2010, CHDCND Triều Tiên có cửa hiệu burger đầu tiên, người dân địa phương đặt tên lại cho loại đồ ăn ngoại đó là bánh mì thịt xay, còn cola được gọi là nước đường carbonate.
Một địa điểm ưa thích khác của giới săn hàng hiệu là khu chợ Tongil nằm ở phía nam Bình Nhưỡng. Trung tâm mua sắm đầu tiên mang tên Chợ Tongil mở cửa năm 2003 trên một khu đất rộng tới 7.000 m2, ở đây có bán hoa quả và bia của Singapore, mỹ phẩm và rượu của phương Tây, Đồ điện tử của Hàn Quốc và Nhật Bản. Các cửa hàng và chợ ở đây đều lấy mối từ Trung Quốc ngoài ra còn bán các sản phẩm nông nghiệp, quần áo và các hàng hóa điện tử đơn giản. Đồng thời có các chợ có mái xanh mở rộng tới nhiều địa điểm khác nhau ở Bình Nhưỡng và vượt cả ra ngoài thành phố này. Các chợ này không cho người nước ngoài vào và chỉ thanh toán bằng tiền Triều Tiên. Ở Bình Nhưỡng có khoảng 10 cửa hiệu dành cho người giàu chấp nhận thanh toán bằng đồng USD, Euro hoặc Nhân dân tệ. Hàng hóa ở đó thường là đồ nhập khẩu, chủ yếu từ Trung Quốc. Năm 2012, Liên hoan Phim quốc tế Bình Nhưỡng đã chiếu một sản phẩm chung hiếm hoi của các nhà làm phim CHDCND Triều Tiên và châu Âu. Sự kiện này diễn ra 2 năm một lần. Khán giả có thể xem tất cả các loại phim phi tuyên truyền của châu Á và châu Âu, du khách Mỹ cũng được chào đón, nếu họ có visa du lịch
Một số tờ báo Hàn Quốc loan tin CHDCND Triều Tiên có thể có nhiều hơn 5 tỷ USD cất giấu tại nhiều tài khoản khác nhau ở nước ngoài, số tiền này được cho là để dùng mua các xa xỉ phẩm cho chính ông Kim hoặc những người có chức quyền tại Bình Nhưỡng Ông còn được cho là sở hữu du thuyền siêu sang 7 triệu USD được phát hiện trong một chuyến thăm một trạm đánh cá hồi khi ông thực hiện chuyến thị sát kéo dài 10 ngày tại vùng duyên hải phía đông Triều Tiên. Chiếc du thuyền mẫu Princess 95MY, Phiên bản cải tiến của chiếc siêu du thuyền này là chiếc Princess 98MY hiện có giá hơn 8,75 triệu USD.
Có nguồn tin phương Tây cho rằng chính phủ CHDCND Triều Tiên hiện cất giấu từ 4-5 tỷ USD trong các tài khoản mang tên người khác ở rất nhiều nước khác nhau trong đó có Trung Quốc và Thụy Sĩ, cất giữ hàng tỷ USD trong các tài khoản tại các ngân hàng ở Áo, Trung Quốc, Lichtenstein, Luxembourg, Nga, Singapore và Thụy Sĩ. Năm 2008, Hàn Quốc và Mỹ đã truy tìm khoảng hơn 200 tài khoản của CHDCND Triều Tiên có liên quan tới các chương trình vũ khí hủy diệt hàng loạt, xuất khẩu ma túy, tiền giả và thuốc lá. Tờ Chosun Ilboư của Hàn Quốc cáo buộc ông Kim và gia đình có 1 tỷ USD trong các quỹ bí mật ở Thụy Sĩ, Áo và Luxembourg, Nga, Singapore và Thụy Sĩ, đã có hàng chục tài khoản được cho là thuộc về nhà lãnh đạo CHDCND Triều Tiên Kim Jong-Un tại nhiều ngân hàng nằm ở Thượng Hải cũng như những khu vực khác của Trung Quốc, các tài khoản này có số dư lên tới tới hàng trăm triệu USD

## Ngoại thương

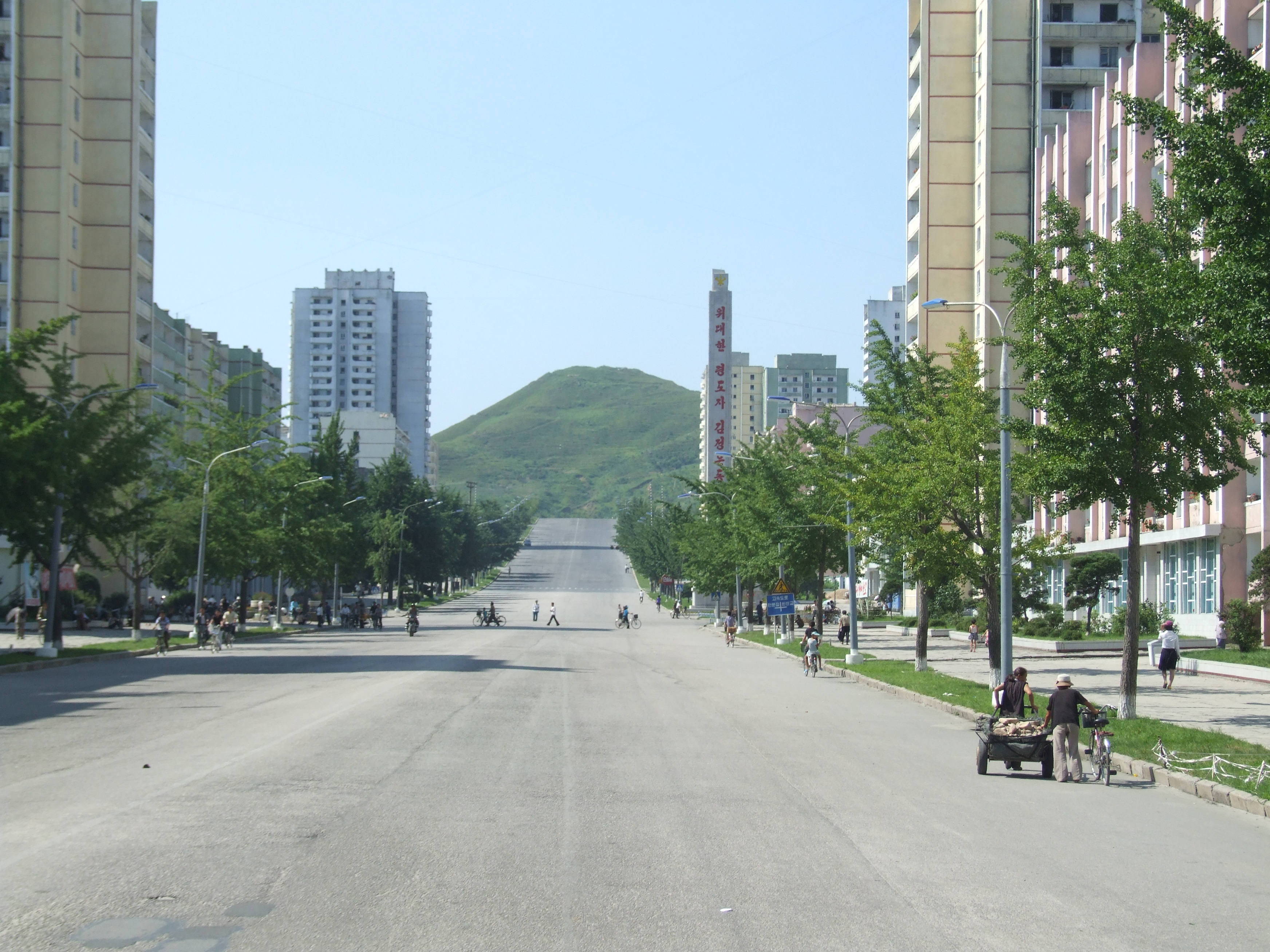
Thành phố Keasong phồn thịnh là kết quả của hợp tác quốc tế

Nhìn chung, điều kiện kinh tế của CHDCND Triều Tiên nói chung là không tốt, kinh tế của CHDCND Triều Tiên là một trong những nền kinh tế tập trung nhất và ít cởi mở nhất thế giới, đồng thời triền miên đối mặt với những vấn đề nan giải về kinh tế. Trong thời gian bị cấm vận kinh tế, tưởng chừng CHDCND Triều Tiên sẽ thâm hụt trầm trọng, song trên thực tế, nước này lại đang xuất khẩu vốn và xuất hiện thặng dư thương mại thông qua hoạt động ngoại thương hợp pháp lẫn bất hợp pháp. Một thực tế là CHDCND Triều Tiên dù thực hiện chính sách bế quan tỏa cảng về kinh tế nhưng vẫn có thể có được thặng dư thương mại. Nếu các nước khác sẵn sàng làm theo chiến lược của Hàn Quốc và Trung Quốc trong sử dụng thương mại làm công cụ can dự nhằm thúc đẩy ổn định và cải cách thì CHDCND Triều Tiên có thể dần thoát khỏi tình trạng cô lập, thậm chí có thể trở thành một bộ phận không thể thiếu trong con đường tơ lụa từ Seul tỏa ra khắp khu vực Á- Âu
Việc CHDCND Triều Tiên bị cấm vận và ra chính sách cô lập có nghĩa là việc giao dịch thương mại quốc tế cực kỳ hạn chế. Để khắc phục tình trạng khó khăn kinh tế, CHDCND Triều Tiên đang tích cực mở rộng quan hệ đối ngoại và thu hút đầu tư nước ngoài. CHDCND Triều Tiên đã đưa ra hàng loạt các biện pháp kinh tế mới gồm nâng cao cơ sở hạ tầng và kiến trúc thượng tầng thông qua một vài doanh nghiệp đầu tư và thiết lập đặc khu kinh tế trên toàn quốc CHDCND Triều Tiên cũng có những nỗ lực, cố gắng thu hút sự quan tâm của các nhà đầu tư đặc biệt là từ Trung Quốc.
CHDCND Triều Tiên sẵn sàng sửa đổi cả các quy định liên quan đến khu công nghiệp Rajin Sonbong, gần biên giới. Bình Nhưỡng đã cho sửa đổi luật về đặc khu kinh tế Nason nhằm hỗ trợ về mặt pháp lý cho việc thu hút nguồn vốn từ bên ngoài. CHDCND Triều Tiên từng thông qua một đạo luật vào năm 1984 cho phép đầu tư nước ngoài thông qua các liên doanh nhưng không thu hút được đầu tư đáng kể. Trung Quốc đã được cấp quyền sử dụng trong vòng 10 năm cảng Rajin của CHDCND Triều Tiên, cửa ngõ mở thẳng ra vùng biển Nhật Bản.
CHDCND Triều Tiên cũng đã áp dụng một số biện pháp mới nhằm cải thiện môi trường đầu tư trong nước để thu hút đầu tư nước ngoài, cử đoàn đi các nước để vận động đầu tư, thương mại, khảo sát học tập kinh nghiệm, tìm biện pháp tăng lượng xuất khẩu, thực hiện xây dựng đặc khu hành chính Tân Nghĩa Châu, khu du lịch Kim Cương, khu công nghiệp Khai Thành (Keasong), khởi công tuyến đường sắt, đường bộ nối hai miền với Trung Quốc, Nga, Châu Âu... CHDCND Triều Tiên đã cho phép đầu tư trực tiếp của nước ngoài (FDI) vào nước này từ năm 80 của thập kỷ trước. Tuy nhiên hoạt động đầu tư của nước ngoài vào CHDCND Triều Tiên vẫn gặp nhiều trở ngại do lệnh trừng phạt của Liên Hợp Quốc. Suốt thời gian qua, vốn FDI vào CHDCND Triều Tiên chủ yếu từ hai kênh là Trung Quốc và Hàn Quốc vì lý do địa chính trị. Hiện nay, Trung Quốc là bạn hàng lớn nhất của CHDCND Triều Tiên và cũng là đối tác thương mại chủ yếu và cũng là nước đầu tư lớn nhất vào CHDCND Triều Tiên, đặc biệt trong lĩnh vực khai khoáng và xây dựng cơ sở hạ tầng. Hàn Quốc là đối tác thương mại lớn thứ hai của CHDCND Triều Tiên và khoảng 20 công ty của nước này đang hoạt động trên lãnh thổ CHDCND Triều Tiên, thu hút và giải quyết việc làm cho 13 nghìn lao động tại chỗ
Ngoại thương có vai trò rất quan trọng đối với Bình Nhưỡng, nếu quan hệ thương mại với các nước bị ngừng trệ, kinh tế CHDCND Triều Tiên sẽ suy thoái mạnh hơn. Kinh tế CHDCND Triều Tiên tăng trưởng 3,5% hàng năm trong giai đoạn từ năm 2000-2004 nhờ hợp tác thương mại với Trung Quốc, nếu Bắc Kinh ngừng giao dịch thương mại, Bình Nhưỡng sẽ gặp khó khăn kinh tế. Ngoài ra, nếu các dự án hợp tác kinh tế liên Triều bị ngừng trệ, nguồn thu ngoại tệ của Bình Nhưỡng giảm mạnh. CHDCND Triều Tiên từng thu 13,5 triệu USD/năm từ dự án hợp tác khai thác khu du lịch vùng núi Kim Cương và đã thu tổng cộng 20 triệu USD từ dự án phát triển khu công nghiệp Kaesong liên doanh với Hàn Quốc. Phương Tây cũng nhìn về thị trường CHDCND Triều Tiên với lực lượng lao động chuyên cần và chi phí trả lương không cao, có các nguồn tài nguyên thiên nhiên phong phú, có tiềm năng để phát triển nếu được phép thâm nhập vào các thị trường trên thế giới và tự do vay vốn. Một số các công ty phương Tây cũng đầu tư vào CHDCND Triều Tiên khi mở các nhà hàng cỡ nhỏ và các doanh nghiệp khác, bao gồm khách sạn, điện thoại di động và các hoạt động tín dụng vi mô. CHDCND Triều Tiên cũng có lịch sử hợp tác lâu dài với các quốc gia nước ngoài về các lĩnh vực làm bia. Nhãn hiệu bia Teadong River lần đầu tiên ra đời sau khi Bình Nhưỡng mua lại nhà máy bia Ushers từ Tây Nam nước Anh từ năm 2000

### Xuất nhập khẩu
Theo cách nhìn từ bên ngoài, trong khi các quốc gia khác tại khu vực Đông Bắc Á đã trở thành nguồn cũng như thị trường cho các mối quan hệ hợp tác hàng đầu thế giới thì CHDCND Triều Tiên tụt lại phía sau. CHDCND Triều Tiên vẫn đang trong tình trạng thâm hụt cán cân vãng lai do tiêu thụ nhiều hơn sản xuất và sử dụng nguồn cứu trợ tài chính bên ngoài để bù đắp những thiếu hụt trong nước. Tuy nhiên, trong những năm gần đây, thực tế dường như đã thay đổi, và đất nước này được cho là đã có trạng thái thặng dư thương mại. Điều đáng chú ý là thương mại nhiều năm qua của CHDCND Triều Tiên dường như đã xuất hiện, cho dù CHDCND Triều Tiên đã được biết đến với những ngành công nghiệp cấm nhập các khoản tiền đen ở nước ngoài, được cho là bao gồm lưu hành tiền giả USD, buôn lậu và vận chuyển ma túy, thương mại bất hợp pháp của CHDCND Triều Tiên đã trở nên ít quan trọng đối với đất nước này những năm gần đây Mỹ từng cáo buộc CHDCND Triều Tiên in lậu các đồng 100 USD giả có chất lượng rất cao, số tiền này được cho là đem ra nước ngoài sử dụng để kiếm thêm tiền thật cho chế độ chứ không đưa vào lưu thông ở trong nước. Triều Tiên có khoảng 200 – 500 công ty có thu nhập ngoại tệ

Máy móc, thiết bị của CHDCND Triều Tiên

Công nghiệp chính là những nguồn đem lại ngoại tệ chính cho CHDCND Triều Tiên, thông qua các hoạt động xuất nhập khẩu với Hàn Quốc và Trung Quốc, nguồn thu ngoại tệ chính của Triều Tiên là qua các hợp đồng với Hàn Quốc và Trung Quốc. Trong đó, với Trung Quốc đa số là các dự án xuất nhập khẩu vũ khí CHDCND Triều Tiên có vai trò to lớn trên thị trường vũ khí thế giới bằng việc Sở hữu các chương trình tên lửa và hạt nhân, nhưng CHDCND Triều Tiên chủ yếu tham gia cung cấp hệ thống vũ khí giá rẻ, hầu hết là bản sao các thiết kế cũ của Liên Xô và Trung Quốc, ngành công nghiệp CHDCND Triều Tiên triển khai đầy đủ việc sản xuất các bản sao và đôi khi họ tìm thấy cả khách hàng nước ngoài. Trung Quốc đã trở thành đối tác thương mại chính của Bình Nhưỡng và là bạn hàng lớn nhất của CHDCND Triều Tiên, tiêu thụ khoảng 67,2% hàng xuất khẩu của nước này trong năm 2012. Một vài vụ CHDCND Triều Tiên bị bắt giữ vũ khí và thiết bị vũ trang tại cảng nước ngoài như là:
- Tháng 2 năm 2010, Ukraina đã để khám xét và thu được lượng lớn thuốc phiện và súng đạn trên con tàu Chong Chon Gang tại cảng Oktyasbrk. Vào tháng 8 năm 2009, Các tiểu vương quốc Ả Rập thống nhất (UAE) đã bắt giữ một tàu chở hàng tại cảng Dubai mang theo vũ khí CHDCND Triều Tiên tới Iran. Vào tháng 11 năm 2009, Nam Phi đã chặn tàu chở súng, đạn dược và các bộ phận xe tăng tại cảng Durban, con tàu này xuất phát từ CHDCND Triều Tiên tới Congo, súng đạn được cất giấu trong các công-ten-nơ chở gạo. Cũng trong tháng, Hy Lạp bắt một tàu chở 14,000 bộ quần áo bảo vệ chống vũ khí hóa học từ CHDCND Triều Tiên tới Syria. Tháng 12, Thái Lan đã bắt giữ một máy bay chở vũ khí CHDCND Triều Tiên trong đó có súng phóng lựu đạn tới Iran. Vào tháng 12 năm 2002, Tây Ban Nha bắt một tàu chở hàng của CHDCND Triều Tiên tới Yemen trên Vịnh Aden thu giữ nhiều tên lửa Scud được giấu bên dưới các bao xi-măng.[222]
- Năm 2012, một con tàu mang cờ Trung Quốc chở vũ khí của CHDCND Triều Tiên, chủ yếu là các bộ phận tên lửa bị nghi ngờ chở tới Syria đã bị chặn lại và tịch thu vũ khí tại Cảng Puán, Hàn Quốc, trên các bộ phận tên lửa, có đánh dấu DPRK (Cộng hòa dân chủ nhân dân Triều Tiên). Vào tháng 8, một con tàu của CHDCND Triều Tiên chở vật liệu hỗ trợ thiết bị làm giàu uranium tới Myanmar đã bị chính quyền Nhật bắt giữ tại cảng Tokyo, lô hàng này bao gồm nhiều loại ống kim loại và các thanh hợp kim nhôm cần dùng cho máy ly tâm.[222]
- Năm 2013, Panama đã chặn bắt một con tàu của CHDCND Triều Tiên Chong Chon Gang và lục soát tàu phát hiện thấy một lô hàng trong một lô đường lớn (phát hiện 25 container chứa các trang thiết bị quân sự không khai báo được bao phủ bởi lớp bao tải đường nâu từ Cuba) trong đó chứa các thiết bị quân sự gồm các thiết bị tên lửa tinh vi[223] ngoài ra gồm hai chiến đấu cơ thời Xô Viết, các máy bay phản lực siêu thanh MiG-21 được tìm thấy cùng các bộ phận tên lửa phòng không và những vũ khí khác, được giấu trong một container đường của tàu, một lô chất nổ dành cho súng phóng lựu chống tăng một lô đạn dược dành cho súng phóng lựu và các loại đạn dược chưa xác định[224] kết quả khám xét sau đó cho thấy tổng cộng trên tàu chở 240 tấn vũ khí cất giấu dưới các bao tải đường. Ngoài ra còn tìm thấy phát hiện 25 container chở vũ khí và 6 xe quân sự. Số vũ khí này bao gồm hệ thống rađa điều khiển tên lửa đất đối không, hai máy bay Mig-21, 12 động cơ của máy bay Mig-21 cùng với một lô đạn súng phóng lựu và thuốc nổ. Chính phủ Cuba xác nhận số vũ khí trên thuộc sở hữu của nước này và đã lỗi thời nên được gửi tới CHDCND Triều Tiên để bảo dưỡng, nâng cấp[224][225][226][227][228]. Những thiết bị này được sản xuất vào giữa thế kỷ 20 và bao gồm hai phức hợp tên lửa chống máy bay, bộ phận và phụ tùng của 9 tên lửa, hai chiến đấu cơ Mig-21 Bis và 15 động cơ cho loại máy bay này.[229][230] Bộ Ngoại giao Cuba cho rằng chiếc tàu này chở theo 2 tổ hợp tên lửa phòng không, 9 bộ và phụ tùng tên lửa, 2 chiếc máy bay chiến đấu Mig-21 Bis và 15 động cơ cho những máy bay này, tất cả đều được sản xuất từ giữa thế kỷ 20.[231] CHDCND Triều Tiên khẳng định số vũ khí bị tịch thu từ một con tàu cắm cờ Bình Nhưỡng ở Panama thuộc một thỏa thuận hợp pháp và yêu cầu ngay lập tức phóng thích con tàu.[229] Sau đó, cơ quan quản lý kênh đào Panama, đã quyết định phạt 01 triệu USD, đối với một chiếc tàu chở hàng của CHDCND Triều Tiên bị bắt giữ vì không khai báo về các mặt hàng chứa trong tàu.[232][233][234][235]

Các mặt hàng xuất khẩu chính của CHDCND Triều Tiên là khoáng chất, sản phẩm luyện kim, dệt may, nông - thủy - hải sản. CHDCND Triều Tiên kiếm được phần lớn doanh thu nước ngoài từ việc bán nguyên vật liệu thô cho Trung Quốc, bao gồm cả than. Trữ lượng tại nhiều mỏ than vẫn đang được khai thác tại CHDCND Triều Tiên được cho là gần cạn kiệt và giá cả đã tăng đáng kể tại thị trường trong nước, tuy nhiên Chính phủ vẫn xuất khẩu một lượng lớn tổng sản lượng để có tiền theo đuổi các chương trình tên lửa và vũ khí hạt nhân Năm 2010, CHDCND Triều Tiên xuất khẩu sang Trung Quốc chủ yếu là quặng khoáng sản, than đá, vải dệt, ca, hải sản, sắt, thép và gỗ. Đầu tư của Hàn Quốc mang lại nguồn ngoại tệ lớn cho CHDCND Triều Tiên, bên cạnh nguồn thu nhập từ thương mại với Trung Quốc. Khu công nghiệp chung Kaesong là nguồn thu ngoại tệ quan trọng với CHDCND Triều Tiên. Hơn 50.000 công nhân nước này tại đây tạo ra hàng trăm triệu USD hàng hóa mỗi năm. Họ được trả lương 134 USD mỗi tháng, trong đó, 45% dùng để nộp các loại thuế, từ năm 2004, mỗi năm Kaesong đem về cho CHDCND Triều Tiên khoản thu nhập khoảng 90 triệu USD là tiền lương nhân công.

Những công nhân lao động CHDCND Triều Tiên

Ngoài ra, những công nhân CHDCND Triều Tiên đã làm việc tại Trung Quốc với giá rẻ và từ tháng 10 năm 2009, một thỏa thuận giữa hai nước đã mở cửa biên giới hơn nữa cho lao động CHDCND Triều Tiên, ước tính có tới hàng chục nghìn người CHDCND Triều Tiên đang làm việc tại Trung Quốc, đem về nguồn ngoại tệ quý giá cho CHDCND Triều Tiên. Cũng có khoảng 70% những người CHDCND Triều Tiên đào ngũ ở Hàn Quốc gửi tiền về nước cho người thân ở CHDCND Triều Tiên số tiền này chuyển vào được CHDCND Triều Tiên qua các đại lý ngầm ở Trung Quốc, chủ yếu là những người Trung Quốc gốc Triều, họ sử dụng các mối quan hệ ở cả hai bên biên giới để tuồn khoảng 10 triệu USD mỗi năm, thường thì bằng đồng nhân dân tệ khi những người đào ngũ chuyển tiền vào các ngân hàng ở Trung Quốc sau đó được các đại lý đó đến rút.
Đồng thời CHDCND Triều Tiên cũng có những nguồn thu khác, mỗi năm CHDCND Triều Tiên từng thu về 200 – 300 triệu USD từ các hoạt động mờ ám, trong đó hầu hết các khoản tiền là các khoản thu bằng ngoại tệ của các doanh nghiệp CHDCND Triều Tiên có liên hệ với quân đội hoặc các cơ quan chính phủ khác. Một số đến từ các hoạt động công khai như bán các sản phẩm nông nghiệp, thủy sản hoặc khoáng sản cũng như từ người lao động CHDCND Triều Tiên ở nước ngoài gửi về, phần lớn đến từ các hoạt động mờ ám như mua bán bằng tiền giả, buôn bán thuốc lá, rượu, xuất khẩu vũ khí. CHDCND Triều Tiên còn có khoảng hơn 200 tài khoản của CHDCND Triều Tiên có liên quan tới các chương trình vũ khí hủy diệt hàng loạt, xuất khẩu ma túy, tiền giả và thuốc lá.
Sau khi chính phủ Mỹ phong tỏa các tài khoản của cố lãnh đạo CHDCND Triều Tiên Kim Jong-il tại ngân hàng Banco Delta Asia ở Ma Cao năm 2005, CHDCND Triều Tiên đã chia nhỏ các khoản tiền của mình vào nhiều tài khoản ở nước ngoài tại nhiều ngân hàng khác nhau. Nước này mở tài khoản thông qua các bí danh tại châu Á, châu Âu và Trung Mỹ. Chính quyền CHDCND Triều Tiên sử dụng các ngân hàng nhỏ, vốn thường không mấy chặt chẽ trong việc giám sát các chủ tài khoản hoặc mở tài khoản dưới tên của những cá nhân hoặc công ty nước ngoài, Các tài khoản này có số dư tới hàng trăm triệu USD. Trước đây Bình Nhưỡng thường sử dụng các ngân hàng châu Âu nhưng gần đây họ lại chuyển hướng sang các ngân hàng Trung Quốc. Những khoản ngân sách đó đồng thời cũng là tiền mặt dự trữ trong tình huống khẩn cấp, ví dụ như chính quyền sụp đổ hoặc có các khủng hoảng khác
Về nhập khẩu, CHDCND Triều Tiên nhập các mặt hàng xăng dầu, dầu mỏ, than cốc, máy móc - trang thiết bị, dệt may và ngũ cốc, các mặt hàng mà CHDCND Triều Tiên nhập khẩu chủ yếu từ Trung Quốc bao gồm 3,8 triệu thùng dầu thô, các sản phẩm naphtha, xe vận chuyển hàng hóa với tổng giá trị lên tới 92,2 triệu USD và 58 triệu USD tiền bột mì. Năm 2010, trong số 64 triệu USD ngũ cốc nhập khẩu của nước láng giềng, Trung Quốc chiếm tới 94%. Còn lại là lương thực viện trợ của Mỹ, Canada cùng một số mua lại từ Ukraina và Thái Lan. CHDCND Triều Tiên còn nhập khẩu dầu mỏ, thịt, máy móc, đồ nhựa, tơ và phương tiện Vào năm 2011, CHDCND Triều Tiên phải nhập khẩu khoảng 867.000 tấn ngũ cốc vào năm 2011 để có đủ lương thực nuôi sống người dân, nhưng nước này chỉ có ý định nhập khẩu khoảng 325.000 tấn, cộng đồng quốc tế viện trợ cho Bình Nhưỡng khoảng 305.000 tấn lương thực để bù đắp cho lượng thiếu hụt này, hiện tất cả các kho chứa lương thực dự định dùng để phân phối cho người dân nước này đã bị nấm mốc và nhiễm độc nghiêm trọng. Chương trình lương thực thế giới đã kêu gọi cộng đồng quốc tế tăng cường viện trợ nhân đạo cho CHDCND Triều Tiên, đồng thời cho biết hiện nay Chương trình này mới chỉ đáp ứng được một nửa nhu cầu theo mục tiêu viện trợ của mình Năm 2012, Trung Quốc đóng góp 61,6% kim ngạch nhập khẩu của Triều Tiên
Trong 4 năm qua, CHDCND Triều Tiên đã gia tăng mạnh nhập khẩu nhiều sản phẩm đắt tiền, bao gồm ôtô, thuốc lá, máy tính xách tay, điện thoại di động và các thiết bị điện tử khác... Hầu hết hàng hóa đều chuyển qua biên giới Trung Quốc, trong khoảng thời gian 2008 - 2010, CHDCND Triều Tiên nhập rất nhiều hàng cao cấp như ôtô, thuốc lá, TV màn hình phẳng, camera kỹ thuật số hay các thiết bị điện tử. Kim ngạch nhập khẩu cũng tăng gần gấp đôi từ 272 triệu USD lên 446 triệu USD trong giai đoạn trên Các con số trên được cho là tăng trong năm 2011. Hầu hết các mặt hàng nêu trên đều được vận chuyển qua ngõ Trung Quốc – thị trường xuất khẩu chính yếu của Triều Tiên
Một dữ liệu thống kê thương mại của Liên hiệp quốc cho thấy, lượng xe hơi, thuốc lá, máy tính xách tay, điện thoại di động và các thiết bị điện tử khác nhập khẩu vào CHDCND Triều Tiên tăng đáng kể. Từ năm 2007, lượng nhập khẩu xe hơi, máy tính xách tay và máy điều hòa không khí vào CHDCND Triều Tiên tăng gấp bốn lần, nhập khẩu điện thoại di động tăng hơn 4.200%, trong năm 2010, CHDCND Triều Tiên nhập khẩu 3.191 ôtô, 433.183 điện thoại di động, công ty viễn thông duy nhất hiện nay ở CHDCND Triều Tiên là Orascom (Ai Cập) công bố rằng có khoảng 809.000 thuê bao tính cho đến cuối quý III năm 2011 Bất chấp lệnh cấm vận xuất khẩu hàng xa xỉ đến CHDCND Triều Tiên năm 2009, hàng hiệu vẫn được tuồn đến Bình Nhưỡng thông qua Trung Quốc, việc nhập khẩu tivi màn hình phẳng, máy ảnh kỹ thuật số, thiết bị điện tử tại Bình Nhưỡng trong năm 2010 đã tăng lên đến 446 triệu USD, gấp đôi so với mức 272 triệu USD năm 2008 Chỉ tính trong năm 2010, CHDCND Triều Tiên đã nhập khẩu 3.191 xe hơi, phần lớn từ Trung Quốc, ngoài ra, một số chiếc trị giá 59.976 USD nhập từ Đức
Về nợ nước ngoài, một thống kê cho thấy, CHDCND Triều Tiên hiện nợ khoảng 30 quốc gia với tổng số tiền vào khoảng 14 tỷ USD. Trong đó, CHDCND Triều Tiên nợ Nhật Bản 400 triệu USD, Thụy Điển 330 triệu USD, Iran 300 triệu USD, Đức 300 triệu USD, Thái Lan 260 triệu USD, Thụy Sĩ khoảng 100 triệu USD và Iraq khoảng 50 triệu USD. Riêng Trung Quốc đã cho Bình Nhưỡng vay nợ 6,98 tỷ USD, còn số tiền Nga cho CHDCND Triều Tiên vay là 1,1 tỷ USD, chủ yếu từ chuyển nhượng vũ khí và các hỗ trợ khác

Hàng hóa đóng gói tại CHDCND Triều Tiên

Đối tác lớn nhất trong cả xuất và nhập khẩu của CHDCND Triều Tiên là Trung Quốc, tiếp sau đó là Hàn Quốc, Ấn Độ và một phần nhỏ của liên minh châu Âu. Trong các đối tác chính, Trung Quốc và Hàn Quốc duy trì quan hệ thương mại với CHDCND Triều Tiên là nhằm hai mục đích thúc đẩy sự thịnh vượng và an ninh của chính nước mình đồng thời dẫn tới cải cách chính trị, kinh tế cũng như hội nhập của CHDCND Triều Tiên và thậm chí dẫn tới sự thống nhất bán đảo Triều Tiên. Đầu những năm 2000, Hàn Quốc mới là đối tác kinh tế chính của CHDCND Triều Tiên cho đến khi cựu Tổng thống Lee Myung-bak chấm dứt các chính sách của Seoul. Trước đó, vào những năm 1970, CHDCND Triều Tiên nhận được sự hỗ trợ rất lớn từ phía Liên Xô, sau đó, sự sụp đổ của Liên Xô khiến kinh tế CHDCND Triều Tiên rơi vào tình trạng trì trệ, nền công nghiệp bị ảnh hưởng nặng nề do nguồn dầu từ Liên Xô đã không còn, điện năng thiếu hụt trầm trọng
Ngày nay, Trung Quốc chiếm tới 67,2% sản lượng xuất khẩu và 61,6% nhập khẩu của CHDCND Triều Tiên trong năm 2011. Hàn Quốc chiếm 19,4% xuất khẩu và 20% nhập khẩu của nước này. Trung Quốc tiêu thụ 67,2% hàng xuất khẩu của CHDCND Triều Tiên và hàng hóa Trung Quốc chiếm tỉ lệ 61,6% trong tổng lượng hàng nhập khẩu của CHDCND Triều Tiên, Xu hướng tăng trưởng thương mại mạnh trong những năm gần đây, khi Trung Quốc liên tục tăng lượng nhiên liệu, máy móc, xe tải và lương thực cấp cho CHDCND Triều Tiên và đẩy mạnh mua than, quặng sắt và các kim loại khác. Hàn Quốc chiếm tỉ lệ lần lượt là 19,4% và 20%. Ấn Độ mua 3,6% hàng xuất khẩu của Triều Tiên trong khi hàng hóa của EU chiếm khoảng 4% tổng số lượng nhập khẩu của CHDCND Triều Tiên. Khoảng 2/3 trong số 351 liên doanh của CHDCND Triều Tiên với nước ngoài là liên doanh với Trung Quốc, còn lại là các liên doanh với Hàn Quốc, Nhật Bản và châu Âu.

### Hàn Quốc
Đối với Hàn Quốc, CHDCND Triều Tiên đóng vai trò là cánh cổng kinh tế khu vực Á-Âu bởi nước này có đường biên giới giáp Hàn Quốc, Trung Quốc và Nga. Hàn Quốc sẽ nhận được lợi ích to lớn từ sự phát triển trên do có lãnh thổ nhỏ hẹp và tài nguyên thiên nhiên hạn chế. Các đời tổng thống cũng như các chính trị gia Hàn Quốc từ lâu đã dự định xây dựng mô hình con đường tơ lụa hiện đại xuyên qua Triều Tiên. Cựu Tổng thống Kim Dae-jung là lãnh đạo chính trị đầu tiên vạch ra kế hoạch chi tiết nhằm phát triển Hàn Quốc trở thành một trung tâm cung ứng hàng hóa cho cả khu vực Đông Bắc Á, cựu Tổng thống Roh Moo-huyn đã coi Hàn Quốc là một cổng hòa bình kết nối khu vực Á- Âu rộng lớn với khu vực Thái Bình Dương, cựu Tổng thống Lee Myung-bak cũng đề ra mục tiêu nối hai miền Triều Tiên thông qua một hệ thống đường thủy nhằm mục đích cung ứng hàng hóa. Đầu thập kỷ trước, Hàn Quốc là bạn hàng chính của CHDCND Triều Tiên, Bộ Thống nhất Hàn Quốc cho biết thương mại liên Triều năm 2011 đạt 1,7 tỷ USD. Viện trợ nhân đạo của họ cho CHDCND Triều Tiên là khoảng 17,4 triệu USD Quan hệ hai nước ngày càng giảm sút khi cựu Tổng thống Hàn Quốc Lee Myung-bak lên nắm quyền, các nhà tài trợ đã trở nên khó khăn và Hàn Quốc đã không cung cấp lương thực hoặc phân bón. Trung Quốc dần trở thành đối tác thương mại lớn nhất tại đây
Về quan hệ quốc tế, CHDCND Triều Tiên nhiều lần gọi chính phủ Hàn Quốc là "bù nhìn", "con rối" của "Đế quốc Mỹ", và đe dọa rằng sẽ biến Seoul "thành tro bụi", nhưng mặt khác họ vẫn nhận viện trợ của nước này, bao gồm thuốc men, chăn mền, mì gói, quần áo. CHDCND Triều Tiên cũng yêu cầu miền Nam gửi bột mì, gạo và xi măng, nhưng kể từ sau vụ pháo kích ở Yeonpyeong. Khi Hàn Quốc thực hiện chính sách ánh dương sau đó, quan hệ đã có chút nồng ấm, và đặc biệt là khu công nghiệp chung Kaesong được thành lập năm 2003 là thành quả của chính sách ánh dương đem lại. Kể từ khi cựu Tổng thống Hàn Quốc Kim Dae-jung đưa ra Chính sách Ánh Dương, Seoul hướng tới mục tiêu dần thay đổi chế độ CHDCND Triều Tiên bằng cách sử dụng các dự án kinh tế nhằm đưa nước này ra với thế giới bên ngoài. Theo lý thuyết, quá trình này sẽ dẫn tới cải cách trong hệ thống chính trị nội bộ, CHDCND Triều Tiên có thể sẽ bắt đầu tuân thủ các thể chế và quy tắc quốc tế thay vì phản đối và người dân Triều Tiên chắc chắn sẽ được hưởng lợi từ thay đổi kinh tế xã hội. 

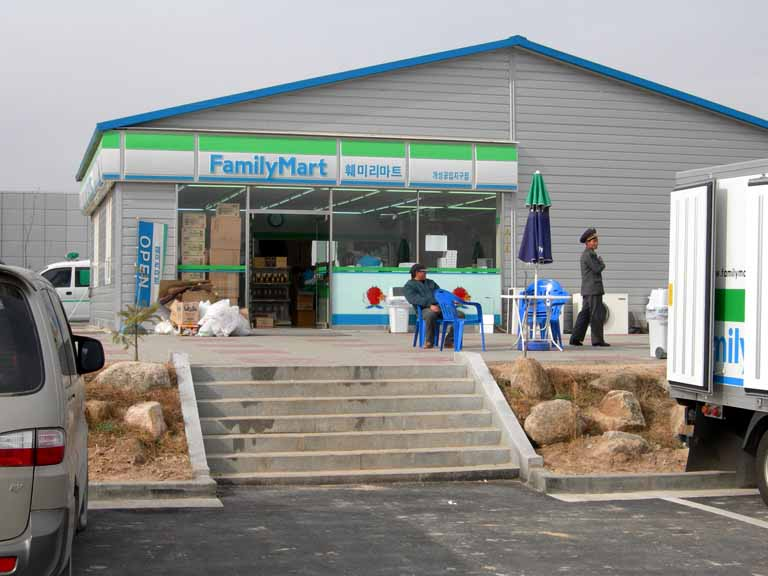
Một siêu thị tại Keasong

Với quy mô nền kinh tế lớn gấp 40 lần CHDCND Triều Tiên, Hàn Quốc đã có kế hoạch xây dựng một quỹ để huy động số tiền lên tới 55 nghìn tỷ Won, phục vụ cho công tác thống nhất hai miền. Dù quan hệ giữa Seoul và Bình Nhưỡng đang xấu đi, các nhà máy ở khu công nghiệp chung Kaesong vẫn hoạt động bình thường, đem lại cho CHDCND Triều Tiên khoảng 35 triệu USD/năm, đủ để sản xuất 8-9 tên lửa tầm xa. Con số này có thể tăng tới 100 triệu USD nếu không có khủng hoảng. Tại Khu công nghiệp Kaesong, khoảng 123 công ty Hàn Quốc sử dụng lao động lương thấp và có kỹ năng của hơn 48.000 người Triều Tiên để sản xuất sản phẩm cho thị trường Nam Hàn và cho các thị trường khác. Kim ngạch thương mại liên Triều tăng 13,9% lên mức 1,9 tỷ USD trong năm 2010. Cũng trong năm 2010, xuất khẩu của CHDCND Triều Tiên không tính xuất khẩu sang Hàn Quốc đã tăng 42,5%, lên 1,5 tỷ USD, chủ yếu là các mặt hàng khoáng sản, kim loại cơ bản và hàng dệt may. Trong khi đó, nhập khẩu vào nước này tăng 13,2%, đạt mức 2,7 tỷ USD, CHDCND Triều Tiên vẫn có mối liên hệ với Hàn Quốc ngay trong bối cảnh hiện nay.
Tuy nhiên, quá trình mở rộng hoạt động thương mại liên Triều gặp trở ngại bởi việc mất lòng tin chính trị, thiếu thông tin liên lạc, thiếu hiểu biết lẫn nhau và thực trạng kém phát triển của hệ thống vận tải hàng hóa giữa hai miền. Có tới 95% lượng hàng hóa được vận chuyển bằng đường biển do các tuyến đường bộ qua khu công nghiệp Kaesong vẫn chưa được hoàn thiện. Các tuyến đường biển cũng có những khó khăn nhất định do một công ty nắm độc quyền. Các công ty phụ thuộc vào hệ thống này phàn nàn về sự bất tiện trong sắp xếp lịch trình, làm ăn chậm trễ cũng như chi phí cao và cơ sở hạ tầng xuống cấp, có phản ảnh cho rằng các nhà đầu tư Hàn Quốc, ở CHDCND Triều Tiên, họ bị đối xử không giống một công ty nước ngoài song cũng chẳng phải là một công ty trong nước. Ngoài ra, pháp luật CHDCND Triều Tiên thường không cho phép các công ty Hàn Quốc tham gia các dự án khai khoáng. Do vậy, các công ty này thường khó tìm được chỗ đứng và đặc biệt, rất khó thâm nhập vào các hoạt động khai thác, kinh doanh tại đất nước này
Quan hệ liên Triều xấu đi nghiêm trọng đã luôn khiến kim ngạch thương mại của nước này với Hàn Quốc giảm mạnh, trong khi nguồn viện trợ từ miền nam cũng giảm đáng kể. Bộ Thống nhất Hàn Quốc cho biết, tháng 6 năm 2009, kim ngạch thương mại liên Triều giảm 20% so với cùng kỳ năm 2008, từ mức 147 triệu USD vào tháng 6 năm 2008 xuống còn 118 triệu USD trong năm 2009. Kim ngạch thương mại của các dự án kinh tế liên Triều, trong đó có khu công nghiệp Kaesung đã giảm gần 12%. Đặc biệt, mức hỗ trợ đối với miền Bắc đã giảm 83% từ gần 5,7 triệu USD xuống còn 1 triệu USD trong cùng kỳ. Việc quan hệ liên Triều căng thẳng còn đe dọa công ăn việc làm của hàng chục nghìn người lao động CHDCND Triều Tiên tại Khu công nghiệp Kaesong vốn là biểu tượng hợp tác kinh tế giữa hai miền, nhiều doanh nghiệp Hàn Quốc đã lên phương án rút khỏi Khu công nghiệp Kaesong, Việc CHDCND Triều Tiên rút toàn bộ 53.000 lao động ở Khu công nghiệp Kaesong từ tháng 4 năm 2013 còn khiến các công ty Hàn Quốc làm ăn ở đây thiệt hại tới 935 triệu USD, về lâu dài, thiệt hại sẽ lớn hơn, có thể lên đến 5,5 tỷ USD vì các công ty Hàn Quốc đầu tư vào khu công nghiệp này có thể bị phá sản.

### Trung Quốc

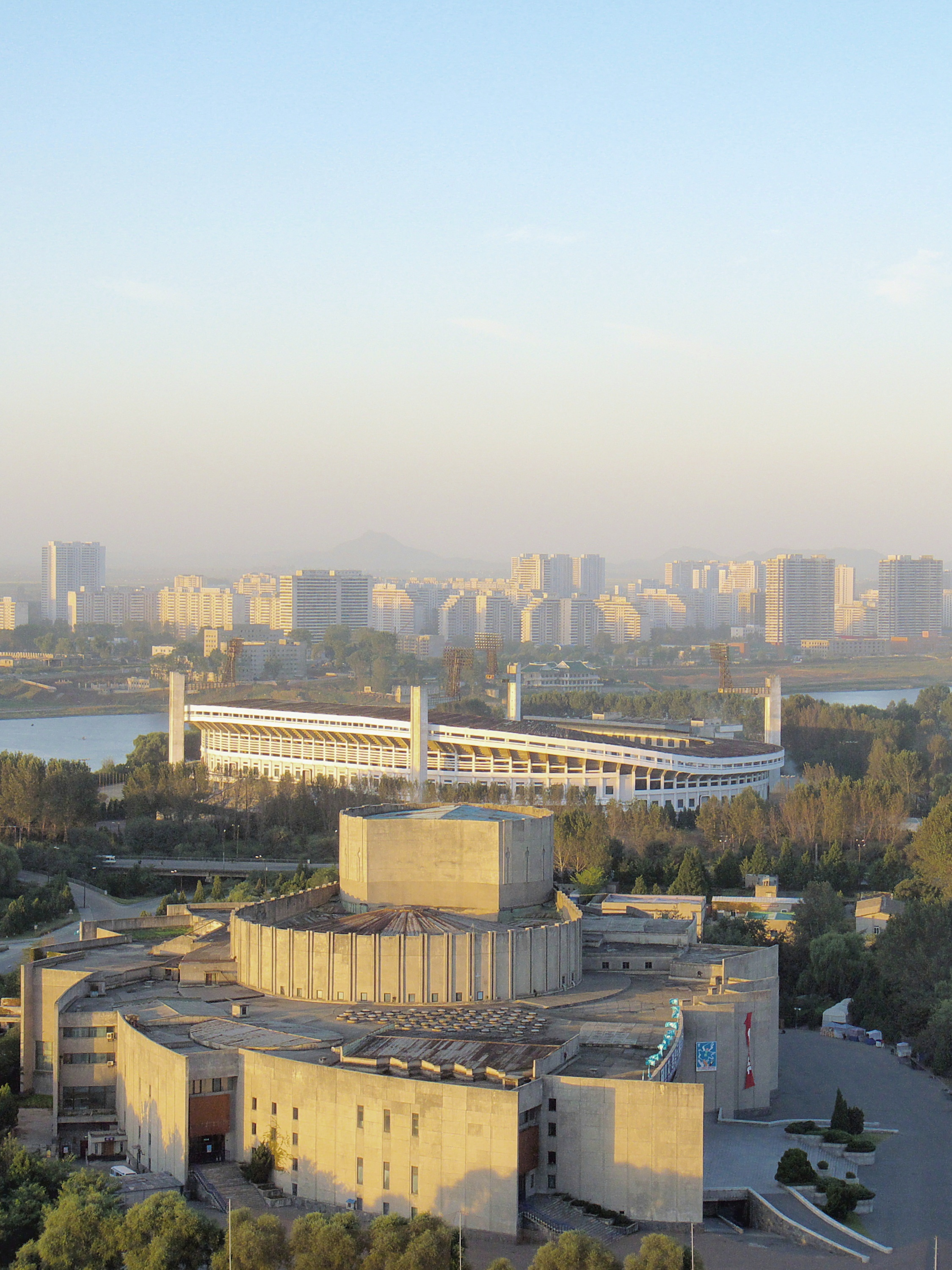
Quan hệ giao thương của CHDCND Triều Tiên

Trung Quốc là nước có mối quan hệ giao thương chặt chẽ với CHDCND Triều Tiên. Là nền kinh tế bị cô lập nhưng hoạt động giao thương của CHDCND Triều Tiên vẫn sôi động thông qua các công ty trung gian tại Trung Quốc, dù không được thừa nhận nhưng kinh tế tư nhân tại đây vẫn âm thầm phát triển, kinh tế quốc gia này ngày càng gắn chặt với đồng minh Trung Quốc. Trong quan hệ kinh tế, Trung Quốc là đồng minh quan trọng nhất và nhà tài trợ chính cho nền kinh tế CHDCND Triều Tiên. Triều Tiên vẫn là lợi ích cốt lõi hàng đầu của Trung Quốc. Khi CHDCND Triều Tiên ngày càng bị cô lập thì CHDCND Triều Tiên lại càng phụ thuộc vào Trung Quốc dẫn đến Trung Quốc vừa là nguồn chi viện lớn nhất cho CHDCND Triều Tiên, vừa là đối tác thương mại lớn nhất của nước này, mỗi khi nền kinh tế CHDCND Triều Tiên gặp khó khăn, lãnh đạo của CHDCND Triều Tiên lại phải cần sự hỗ trợ lương thực và dầu mỏ từ phía Trung Quốc trong việc giảm nhẹ các khó khăn kinh tế cũng như sự thiếu hụt lương thực, một hệ quả của những lệnh cấm vận quốc tế nhằm vào các chương trình hạt nhân của nước này.
Trung Quốc đã xây một tuyến đường cao tốc qua tỉnh Cát Lâm ở Đông Bắc, giáp với biên giới CHDCND Triều Tiên nhằm thúc đẩy quan hệ kinh tế giữa hai vùng, những khoản đầu tư đó là một phần chiến lược bình ổn biên giới với CHDCND Triều Tiên, tránh việc người dân nước này tràn sang Trung Quốc và nâng cao mức sống của họ, việc này còn giúp Trung Quốc phát triển các tỉnh nghèo phía Đông Bắc bằng cách đảm bảo tài nguyên năng lượng và khoáng sản xuyên biên giới. Trung Quốc khuyến khích các doanh nghiệp của mình sang CHDCND Triều Tiên, năm 2009, Hàng ngàn doanh nghiệp Trung Quốc đã thăm dò CHDCND Triều Tiên và có những khả quan trong kinh doanh. Hiện có khoảng 250 công ty Trung Quốc đang đầu tư tại CHDCND Triều Tiên, 70% số đó thuộc lĩnh vực khai khoáng và khoảng 90% các công ty thu được lợi nhuận từ việc kinh doanh ở CHDCND Triều Tiên. Các công ty Trung Quốc cũng hưởng đặc quyền rất lớn tại CHDCND Triều Tiên, đặc biệt là những điều khoản thương mại và vận hành cảng biển.
| Năm  | Tổng kim ngạch | Ghi chú |
| ---- | -------------- | --- |
| 1990 | Chưa thống kê  | Trung Quốc cung cấp khoảng 90% nhiên liệu, 80% hàng tiêu dùng và 45% thực phẩm. chiếm gần một nửa viện trợ ra quốc tế |
| 2008 | 2,7 tỷ USD     | Đạt mức kỷ lục của toàn năm |
| 2009 |                | ¾ tổng kim ngạch thương mại của Triều Tiên đến từ Trung Quốc |
| 2010 | 3,4 tỷ USD     | Đạt mức 3 tỷ đô la trong 11 tháng đầu năm và 3,4 tỷ toàn năm |
| 2011 | 3,1 tỉ USD     | Tăng 86%, chỉ tính đến nửa đầu năm. Tuy nhiên, giá trị thực còn cao hơn nhiều nếu tính cả việc hai quốc gia trên đổi hàng lấy hàng trong đó, Triều Tiên đã lấy quặng than và sắt để đổi lấy hàng tiêu dùng của Trung Quốc |
| 2012 | 5,9 tỷ USD     | Trung Quốc chiếm tới 84% trong số 7 tỷ USD kim ngạch thương mại toàn cầu của Triều Tiên đóng góp tới 67,2% kim ngạch sản phẩm dịch vụ xuất khẩu và đóng góp 61,6% nhập khẩu của Triều Tiên                                |
| 2013 | Chưa thống kê  | Trong 4 tháng đầu năm 2013, kim ngạch thương mại song phương đã giảm 2,5% so với cùng kỳ 2012, trong đó 3 tháng đầu năm 2013, xuất khẩu của Trung Quốc sang Triều Tiên giảm 13,8% còn 720 triệu USD                       |

Trung Quốc tiến hành nhiều dự án khai thác mỏ và tài nguyên tại CHDCND Triều Tiên, phần lớn nhà đầu tư là những doanh nghiệp nhỏ và vừa ở vùng Đông Bắc Trung Quốc thông qua việc cung cấp cho CHDCND Triều Tiên dầu thô, xăng và các hàng hóa công nghiệp khác để đổi lại nguồn khoáng sản dồi dào tại nước này Trung Quốc là đối tác lớn nhất trên thị trường khoáng sản CHDCND Triều Tiên và mức giá mà Trung Quốc trả cho khoáng sản của CHDCND Triều Tiên phản ánh sự thiếu cạnh tranh. Các doanh nhân Trung Quốc trả mức giá cho khoáng sản nhập khẩu từ CHDCND Triều Tiên thấp hơn nhiều so với giá mà họ trả cho các nước khác, ngược lại các sản phẩm xuất khẩu từ Trung Quốc sang CHDCND Triều Tiên được đẩy giá lên cao hơn rất nhiều so với xuất sang các nước khác Kim Jong-Un từng phàn nàn rằng tài nguyên của họ, một trong những nguồn thu ngoại tệ lớn nhất, đang bị bán với giá quá rẻ mạt và đòi giá bán cao hơn với quặng sắt, việc này không hề làm các nhà khai thác Trung Quốc hài lòng do bột sắt sản xuất ở Trung Quốc có giá 60 USD một tấn trong khi đó, giá ở CHDCND Triều Tiên chỉ là 30 USD.
Hoạt động giao thương CHDCND Triều Tiên - Trung Quốc ngày càng nhộn nhịp một điểm đặc biệt của kinh tế CHDCND Triều Tiên hiện nay. Ranh giới ngày càng mờ nhạt giữa hoạt động tạo thu nhập của nhà nước và tư nhân, vùng xám này trở nên lợi thế các công ty có thu nhập ngoại tệ ở CHDCND Triều Tiên bằng việc bán tài nguyên cho Trung Quốc và sau đó nhập khẩu hàng tiêu dùng về CHDCND Triều Tiên, kể cả rượu cognac hay xe Mercedes Yếu tố Trung Quốc ngày càng đậm nét trong quá trình thị trường hóa nền kinh tế, CHDCND Triều Tiên ngày càng có nhiều hoạt động thương mại với Trung Quốc, hoạt động ngoại thương của CHDCND Triều Tiên hầu như hoàn toàn gắn với Trung Quốc và nhờ mạng lưới các thương nhân trung gian Trung Quốc, những người giữ vai trò như môi giới giữa các công ty thương mại quốc doanh CHDCND Triều Tiên với các công ty tại Trung Quốc, CHDCND Triều Tiên không còn cần phải tìm kiếm hàng hóa trên thị trường thế giới. Tất cả những gì họ cần, từ rượu tới thiết bị nông nghiệp, chỉ cần gọi điện cho công ty phía Trung Quốc là có.

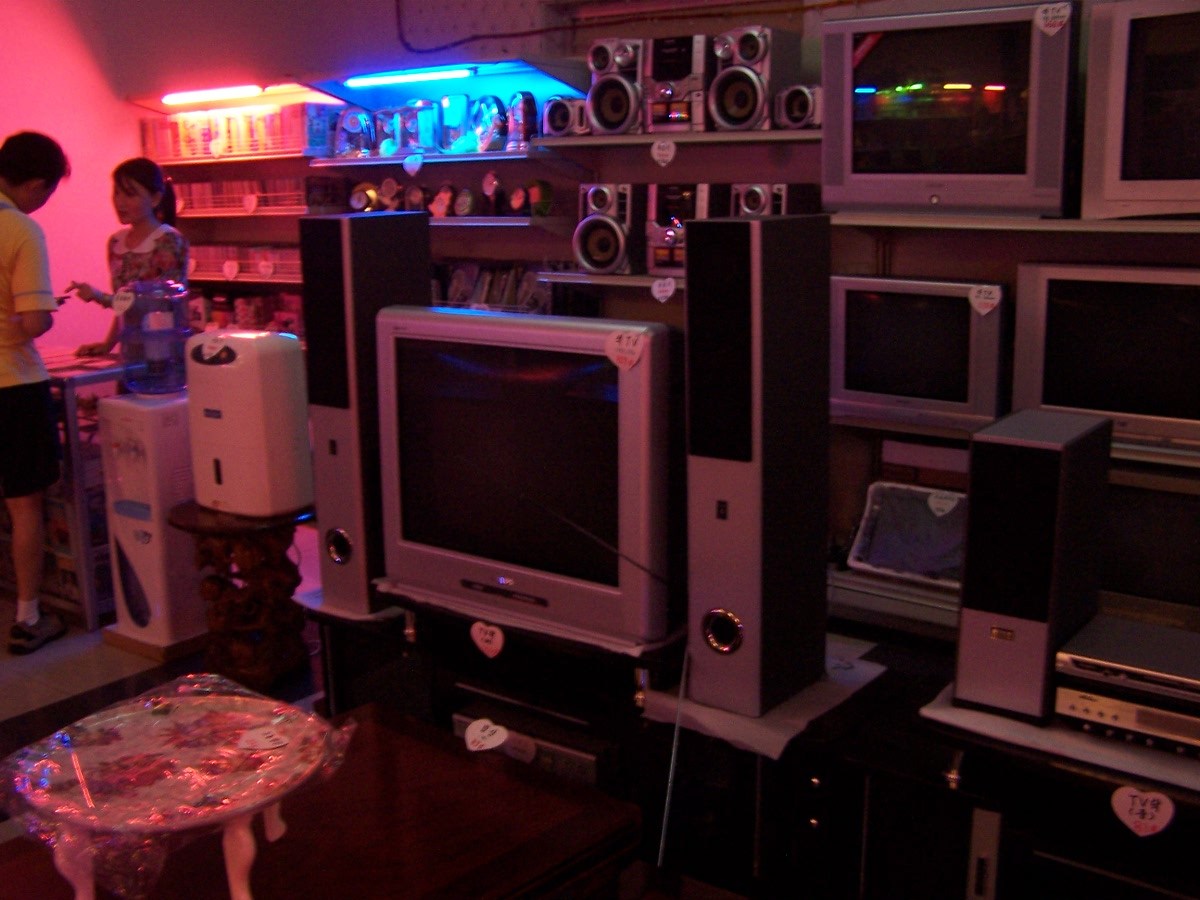
Một cửa hàng bán đồ điện tử ở Bình Nhưỡng, hầu hết các đồ điện tử nhập khẩu đều có nguồn gốc từ Trung Quốc

Hàng hóa Trung Quốc tràn ngập khắp CHDCND Triều Tiên, không chỉ nhiên liệu, thực phẩm mà còn đến các sản phẩm dân sinh khác như xe bus hay bồn cầu trong nhà vệ sinh, Hàng Trung Quốc được bày bán khắp nơi, Trung Quốc cung cấp dầu mỏ, lương thực và mọi thứ từ xe bus đến bồn vệ sinh. Người dân CHDCND Triều Tiên lựa chọn hoa quả nhập khẩu từ Trung Quốc, chưa kể đến hầu hết các cửa hàng và chợ bán xa xỉ phẩm tại Bình Nhưỡng đều lấy mối từ Trung Quốc. Trung Quốc liên tục xuất khẩu nhiều sản phẩm xa xỉ mà Mỹ, Liên minh châu Âu, Nhật và những nước khác hạn chế với thị trường Triều Tiên. Mặt khác, các sản phẩm hàng hiệu còn được tuồn đến Bình Nhưỡng qua đường buôn lậu từ Trung Quốc. Trung Quốc hiện đã thay Nhật trở thành nhà xuất khẩu xe hơi lớn nhất vào CHDCND Triều Tiên, từ khi Tokyo hạn chế xuất xe sang nước láng giềng vào năm 2006. và năm 2010, Trung Quốc cũng đã vượt qua Singapore, trở thành nhà xuất khẩu thuốc lá lớn nhất vào Triều Tiên
Sự phụ thuộc vào kinh tế với Trung Quốc khiến cho các nhà lãnh đạo CHDCND Triều Tiên thêm tự tin và dám đóng cửa khu công nghiệp Kaesong mỗi khi bất đồng với Hàn Quốc dù đây là nơi giải quyết việc làm cho 53.000 công nhân viên CHDCND Triều Tiên đồng thời từ năm 2004, mỗi năm Kaesong đem về cho Triều Tiên khoản thu nhập khoảng 90 triệu USD là tiền lương nhân công và từ chối những lời đề nghị đối thoại sau đó từ Hàn Quốc. Bình Nhưỡng dám đóng cửa Kaesong là vì mức độ phụ thuộc về kinh tế vào Trung Quốc ngày càng lớn. Tuy vây có quan ngại cho rằng Sự phụ thuộc gần như hoàn toàn vào Trung Quốc chỉ mang đến tình trạng bất lợi về kinh tế cho CHDCND Triều Tiên, trong đó Trung Quốc đã mua gần hết một nửa trong số những nguồn khoáng sản trị giá 6 nghìn tỷ USD của Bình Nhưỡng Trung Quốc đang mua hết một nguồn tài nguyên thuộc về người trên bán đảo Triều Tiên với giá thấp hơn nhiều so với giá trị thực của nó, các mỏ khoáng sản của Hàn Quốc gần như bị khai thác hết và Hàn Quốc có thể hưởng lợi từ việc tiếp cận lĩnh vực khai khoáng của CHDCND Triều Tiên, đặc biệt là những kim loại đất hiếm Lĩnh vực khoáng sản của CHDCND Triều Tiên đều là để phục vụ nhu cầu của Trung Quốc, trong đó có nguồn khoáng sản và nhân công giá rẻ nhưng tay nghề khá cao, so với tại Trung Quốc
Cũng có những dấu hiệu cho thấy căng thẳng gần đây đang làm phương hại tới quan hệ kinh tế Trung-Triều do mối quan hệ với Hàn Quốc. Nhiều doanh nghiệp Trung Quốc tại khu vực biên giới với CHDCND Triều Tiên đang ngày càng lo lắng khi việc tuyển dụng nhân lực giá rẻ từ quốc gia láng giềng gặp khó do chính quyền ngày càng siết chặt việc cấp visa. Thương nhân Trung Quốc thấy rõ sự siết chặt của chính quyền khi làm ăn với CHDCND Triều Tiên. Khoảng 300 phụ nữ nêu trên nằm trong số những lao động CHDCND Triều Tiên đang có mặt tại Trung Quốc để kiếm tiền về cho nền kinh tế bị cô lập của CHDCND Triều Tiên, trong khi đem đến cho các doanh nghiệp Trung Quốc nguồn nhân công giá rẻ, một trong bốn ngân hàng quốc doanh lớn nhất Trung Quốc đã tuyên bố chấm dứt mọi giao dịch với ngân hàng ngoại thương CHDCND Triều Tiên, cắt đứt "một đầu mối tài chính then chốt" trong việc hỗ trợ các hoạt động hạt nhân của CHDCND Triều Tiên. Phía Trung Quốc cũng từng thúc giục CHDCND Triều Tiên đổi mới.
Một nghiên cứu tiến hành từ năm 2007 khảo sát 250 công ty của Trung Quốc đang làm ăn kinh doanh ở CHDCND Triều Tiên đều có đánh giá tiêu cực về môi trường kinh doanh như vấn đề cơ sở hạ tầng quá nghèo nàn hay các quy định về pháp luật ở CHDCND Triều Tiên vẫn còn nhiều hạn chế. Hai trở ngại lớn nhất là vấn đề cơ sở hạ tầng ở địa phương quá yếu kém và các quy định về pháp luật ở CHDCND Triều Tiên vẫn còn mù mờ, không rõ ràng và nhiều hạn chế CHDCND Triều Tiên vẫn thiếu một khung pháp lý rõ ràng cho các nhà đầu tư. Chính sách đầu tư kém thân thiện của nước này đã khiến không ít nhà đầu tư Trung Quốc gặp rắc rối. Ví dụ như hãng khai mỏ Xiyang của Trung Quốc tố cáo phía Triều Tiên đánh cắp bí quyết, chiếm đoạt một liên doanh khai quặng với hãng này, rồi trục xuất công nhân Trung Quốc khiến họ thiệt hại nhiều triệu USD.

### Việt Nam
CHDCND Triều Tiên cũng cố gắng có mối quan hệ kinh tế với Việt Nam, là một quốc gia cũng theo chính thể xã hội chủ nghĩa, tuy nhiên, quan hệ thương mại giữa CHDCND Triều Tiên và Việt Nam cũng thăng trầm giống như quan hệ ngoại giao dù hai bên đều thuộc hệ thống Xã hội chủ nghĩa, Việt Nam không mấy mặn mà với chủ nghĩa tôn sùng lãnh tụ của CHDCND Triều Tiên, cũng như mô hình kinh tế của nước này, thay vào đó dành mối quan hệ hợp tác chặt chẽ với Hàn Quốc (kẻ thù không đội trời chung của CHDCND Triều Tiên) về kinh tế cũng như văn hóa, giáo dục, thể thao, điều này làm CHDCND Triều Tiên nhiều lần giận dữ. Ngày 9 tháng 7 năm 1957, Chủ tịch Hồ Chí Minh đã sang CHDCND Triều Tiên, thăm Kim Nhật Thành và thăm phòng triển lãm công nghiệp, nông nghiệp nước này. CHDCND Triều Tiên cũng cung cấp nhiều trợ giúp cho Việt Nam Dân chủ Cộng hòa trong cuộc kháng chiến chống Mỹ (1965‐73). Năm 1989, hai nước mới thành lập Ủy ban liên chính phủ về Hợp tác Kinh tế, Khoa học và Kỹ thuật, tuy vậy Ủy ban này cũng chỉ họp thường niên được ba năm đầu, sau đó ngừng gần chục năm do Bình Nhưỡng không đồng tình với việc Việt Nam quan hệ với Hàn Quốc.
Thương mại giữa hai bên cũng chưa bao giờ vượt quá ngưỡng 30 triệu đôla/năm. Trong những năm 1990, tình hình thiếu đói ở CHDCND Triều Tiên đã cho Việt Nam cơ hội trao đổi hàng hóa với CHDCND Triều Tiên. Năm 1996, CHDCND Triều Tiên mua 2 vạn tấn gạo của Việt Nam nhưng đến nay vẫn chưa thanh toán, cả gốc và lãi tính đến năm 2007 là 18,046 triệu USD., hai nước đổi gạo lấy vũ khí và Việt Nam có trong tay các hỏa tiễn phòng không lưu động Igla (SA‐16 Gimlet), hai tàu ngầm mini Yugoclass và một số ít hỏa tiễn đạn đạo Scud C  Tuy nhiên về kinh tế, từ năm 1996 Việt Nam và CHDCND Triều Tiên hầu như không có giao dịch thương mại do Việt Nam từng bán gạo cho CHDCND Triều Tiên nhưng năm 1997 hai bên đã có bất đồng về giá cả. Quan hệ từng có lúc xấu tới nỗi CHDCND Triều Tiên không thèm mua gạo của Việt Nam. Tuy nhiên, theo một số đánh giá, có thể các thỏa thuận trao đổi hàng sẽ được thực hiện. Trong những năm tiếp theo, nền kinh tế yếu kém cũng như vị thế bị hắt hủi của CHDCND Triều Tiên trong cộng đồng quốc tế đã mang cơ hội lại cho Việt Nam. Trong những năm gần đây, Việt Nam đã nhiều lần hỗ trợ CHDCND Triều Tiên hàng ngàn tấn gạo. Hà Nội ủng hộ việc CHDCND Triều Tiên trở thành thành viên của Diễn đàn khu vực ASEAN (ARF) và cũng từng chủ trì đàm phán hòa giải giữa Nhật Bản và CHDCND Triều Tiên, ông Kim Jong-Il từng được trông đợi sẽ thăm Việt Nam. Khi có cơ hội, Việt Nam đóng vai trò xây dựng trong nỗ lực khuyến khích CHDCND Triều Tiên thoát ra khỏi tình trạng tự cô lập và Việt Nam còn có thể chia sẻ kinh nghiệm cho CHDCND Triều Tiên khá thành công trong phát triển kinh tế. Đã có một số phái đoàn từ CHDCND Triều Tiên tới Việt Nam tham quan và học tập.
Năm 2010, CHDCND Triều Tiên đã cử Đoàn cán bộ do Thứ trưởng Bộ Thương mại làm trưởng đoàn đang ở thăm và làm việc tại Việt Nam với mong muốn hợp tác với Việt Nam trong các lĩnh vực nông nghiệp, nuôi trồng thủy sản, nghiên cứu gen, tế bào gốc, nuôi cấy mô, năng lượng, xây dựng nhà máy thủy điện và đường dây tải điện, sản xuất vật liệu cách điện, xi măng, khai khoáng, tuyển quặng vàng, công nghệ sản xuất dây lưỡng kim, sợi tơ tằm, phim hoạt hình 3D. Năm 2012, Đoàn đại biểu CHDCND Triều Tiên do Kim Yong-il có chuyến thăm Hà Nội để phía CHDCND Triều Tiên học hỏi kinh nghiệm xây dựng Chủ nghĩa xã hội của Việt Nam. Trong đó mối quan tâm hàng đầu của CHDCND Triều Tiên là sản xuất nông nghiệp và các mô hình nông thôn mới của Việt Nam. CHDCND Triều Tiên thừa nhận Việt Nam đã đạt được những thành tựu to lớn về sản xuất lương thực và nông nghiệp nói chung nên muốn học hỏi kinh nghiệm và đã có những cuộc trao đổi về chính sách quản lý nông nghiệp cũng như các vấn đề kỹ thuật trong sản xuất. Đoàn CHDCND Triều Tiên cũng đã đến thăm tỉnh Thái Bình để tìm hiểu về chương trình Nông thôn mới

### Các nước ởTây Nam Á
Để giải quyết nhu cầu dầu mỏ, CHDCND Triều Tiên cũng từng đàm phán với Iran về khả năng nhập khẩu dầu từ nước Cộng hòa Hồi giáo Iran và CHDCND Triều Tiên hợp tác với Iran về dầu mỏ. Tháng 9 năm 2012, Iran và CHDCND Triều Tiên cũng đã ký kết một thỏa thuận hợp tác trong lĩnh vực khoa học và công nghệ. CHDCND Triều Tiên cũng đề nghị Mông Cổ viện trợ lương thực, trong bối cảnh CHDCND Triều Tiên đang thiếu hụt lương thực trầm trọng. Hỗ trợ lương thực và các viện trợ khác cho CHDCND Triều Tiên đang bị ngừng trệ sau khi nước này tiến hành vụ thử hạt nhân lần ba. Tổng thống Mông Cổ cũng bày tỏ mối quan tâm tới việc chia sẻ kinh nghiệm cải cách kinh tế của nước này.
CHDCND Triều Tiên được cho là có bán vũ khí cho Iran, Syria và Pakistan, doanh thu từ hoạt động này theo một nguồn tin chỉ mang lại mỗi năm khoảng 100 triệu USD và một số hoạt động ngầm khác cũng lại một số ít nguồn thu. Một số giới quan sát cho rằng ngành xuất khẩu vũ khí là một nguồn thu ngoại tệ quan trọng cho CHDCND Triều Tiên trong bối cảnh nước này càng lúc càng bị cô lập do chính sách hạt nhân của mình. Vũ khí bán ra mang lại cho chế độ mỗi năm khoảng 01 tỷ đô la. Pháo "chủ thể" đã được xuất sang Iran hồi những năm 1980 và tham chiến trong cuộc chiến tranh Iran – Iraq. Ngoài ra loại pháo M-1989 cỡ nòng 170mm đã được xuất sang Libya và Syria. Trên thị trường quốc tế, các loại tên lửa của Triều Tiên cũng được nhiều nước quan tâm bởi hàng đẹp, giá rẻ.

### Các nước ởchâu Phi
CHDCND Triều Tiên và nhiều quốc gia châu Phi đã và đang trở thành những đối tác thương mại ngày càng gắn kết, nhất là trong các thương vụ mua bán vũ khí. 
Báo cáo mới nhất của Liên Hợp Quốc cho biết tính tới thời điểm tháng 9 năm 2017, CHDCND Triều Tiên đã xuất khẩu lượng hàng hóa trị giá 270 triệu USD. Liên Hợp Quốc điều tra những cáo buộc liên quan tới CHDCND Triều Tiên trong các việc: huấn luyện lực lượng bảo vệ tổng thống cho Cộng hòa Dân chủ Congo và Angola; bán vũ khí và radio quân sự cho Eritrea; bán hệ thống tên lửa chống máy bay cho Mozambique; sửa chữa và nâng cấp hệ thống tên lửa đất đối không và hệ thống rađa phòng không của Uganda; bán cho Tanzania các hợp đồng trị giá 12,5 triệu USD liên quan tới vũ khí, khí tài quân sự. Liên Hợp Quốc và Hoa Kỳ đặc biệt quan ngại về mối quan hệ giữa Namibia và CHDCND Triều Tiên, trong năm qua cũng đã gây áp lực để các nhà lãnh đạo Namibia cắt đứt quan hệ với CHDCND Triều Tiên.

### Các nước khác
Mỹ cũng từng là đối tác kinh tế của CHDCND Triều Tiên. Hàng xuất khẩu của Mỹ sang CHDCND Triều Tiên ước tính đạt khoảng 5,8 triệu USD vào năm 2008, trong đó chủ yếu là các loại hàng xa xỉ phẩm, sau đó việc buôn bán đã bị đình chỉ. Một hiệp định được phê chuẩn vào năm 2007 đã cho giúp CHDCND Triều Tiên thu được 1 triệu tấn dầu nhiên liệu cùng các lợi nhuận khác từ Mỹ và các quốc gia khác (đổi lại là sự vô hiệu hóa các cơ sở vật chất hạt nhân). Ngoài ra, còn một số đối tác khác như Ai Cập, tập đoàn Orascom Construction Industries (OCI) của Ai Cập đã ký hợp đồng trị giá 115 triệu USD, liên doanh với Tập đoàn Pyongyang Myongdang Trading Corporation, nhằm nâng cấp và vận hành nhà máy sản xuất xi măng Sangwon tại CHDCND Triều Tiên, khoản tiền này được dành cho hoạt động khai mỏ liên quan tới việc sản xuất xi măng và một trạm thủy điện chuyên dụng đặt gần nhà máy.
Trong thời gian gần đây, CHDCND Triều Tiên cũng có tham gia, tổ chức một số hội chợ, triển lãm hàng hóa. Năm 2010, lần đầu tiên CHDCND Triều Tiên tham gia Hội chợ Thế giới Thượng Hải, nhiều biểu tượng của thành phố Bình Nhưỡng được minh họa lại ở gian hàng tại phòng trưng bày. Trong gian hàng, họ có quay một số video chiếu cảnh người dân CHDCND Triều Tiên thoải mái chơi bowling, đánh golf, và trượt băng. Trước đó Triều Tiên cũng là khách mời danh dự Hội chợ sách quốc tế Frankfurt năm 2005. CHDCND Triều Tiên cũng tuyên bố sẽ tổ chức một hội chợ thương mại quốc tế tại thủ đô Bình Nhưỡng. Theo tuyên bố thì Hội chợ thương mại này sẽ thu hút sự tham gia của các công ty đến từ CHDCND Triều Tiên, Việt Nam, Trung Quốc, Hà Lan, Đức, Thụy Điển, Anh, Úc, Áo, Ý, Indonesia, Pháp và Phần Lan và những mặt hàng được trưng bày tại hội chợ gồm máy móc, thiết bị điện và điện tử, các loại xe, các sản phẩm hoá dầu, dược phẩm, đồ gia dụng và thực phẩm. Một thông tin thú vị cho rằng, CHDCND Triều Tiên ngoài ra còn kinh doanh vàng và cổ phiếu trên sàn chứng khoán New York thông qua một công ty môi giới tại London. Cho đến nay, dù chưa có số liệu nào được công bố về nguồn thu từ những hoạt động này, hoạt động trên mang lại nguồn thu đáng kể.

## Đặc khu kinh tế
CHDCND Triều Tiên có 4 đặc khu kinh tế gồm các đảo Hwanggumpyong và Wihwa, khu công nghiệp Kaesong, vùng núi Kumgang và Rason. Tháng 10 năm 2013, CHDCND Triều Tiên vừa lên kế hoạch lập thêm 14 đặc khu kinh tế, tăng hơn 3 lần số vùng kinh tế tương tự hiện nay ở nước này, việc xúc tiến việc thành lập khu phát triển kinh tế kể từ khi Kim Jong-un ra lệnh chính quyền địa phương phát triển đặc khu kinh tế ở mỗi tỉnh, thành phố, ngoài ra, CHDCND Triều Tiên còn được cho là đã thành lập khu phát triển công nghệ kỹ thuật cao ở thành phố biên giới Kaesong, tách biệt với khu công nghiệp chung liên Triều Kaesong.

### Rason

Cảng Rason là cảng duy nhất trong khu vực Đông Bắc Á không bị đóng băng vào mùa đông

Năm 1991, Khu kinh tế đặc biệt Rajin-Sonbong được thành lập để thu hút đầu tư nước ngoài từ Nga và Trung Quốc. Từ tháng 12 năm 1991, Bình Nhưỡng đã chỉ định Rason là đặc khu kinh tế tự do và kỳ vọng sẽ là một cú hích mới trong chiến lược phát triển kinh tế nơi đây và trong tương lai khu vực này được quy hoạch sẽ trở thành trung tâm du lịch, thương mại và vận tải quốc tế tiềm năng của Triều Tiên, xa hơn nữa Bình Nhưỡng mong muốn đặc khu kinh tế Nason trở thành trung tâm vận chuyển hàng hóa, cơ sở xuất khẩu, chế biến, du lịch, tài chính của Đông Bắc Á, nhằm thu hút ngoại tệ. CHDCND Triều Tiên hy vọng có các nhà máy do nước ngoài đầu tư và vận hành trong lĩnh vực lắp ráp và công nghệ cao và đang cho xây dựng Rason thành một khu thử nghiệm tương tự như cách mà Trung Quốc đã từng tiến hành ở Thâm Quyến là biến một làng chài thành một đặc khu kinh tế vào năm 1980 để giúp Trung Quốc đi lên.
Rason là một cái tên bắt nguồn từ sự kết hợp tên của hai thị trấn Rajin và Sonbong nằm ở biên giới cách Trung Quốc khoảng 50 km, ở đây có cảng Rason là cảng nước sâu duy nhất trong khu vực không bị đóng băng trong mùa đông và đó là điều hiếm có ở khu vực Đông Bắc Á. Theo một ghi nhận, dân số ở Rason vào khoảng 200.000 người, Rason vẫn chưa có điện ở trung tâm thị trấn, phương tiện đi lại chủ yếu là xe đạp trên những con đường bụi bẩn, rất ít thấy ô tô ở thị trấn này. Cửa hàng và nhà hàng cũng khá thưa thớt, chợ chỉ mở cửa vài tiếng mỗi ngày nhưng khá nhộn nhịp. Các mặt hàng được bán chủ yếu như thỏ đã xén lông, ghế sô fa, tai nghe Sony hay chuột máy tính Dell. Các phóng viên nước ngoài được phép thăm chợ Rason nhưng với điều kiện họ không được chụp ảnh hay ghi chép.
CHDCND Triều Tiên đã đưa ra hàng loạt các biện pháp kinh tế mới gồm nâng cao cơ sở hạ tầng và kiến trúc thượng tầng thông qua một vài doanh nghiệp đầu tư và thiết lập đặc khu kinh tế trên toàn quốc, giới chức CHDCND Triều Tiên cũng nỗ lực thu hút đầu tư vào vùng này, CHDCND Triều Tiên hoan nghênh sự đầu tư từ tất cả các nước, trong đó có cả Mỹ, tuy nhiên nhấn mạnh đặc biệt coi trọng sự có mặt của các doanh nghiệp Trung Quốc CHDCND Triều Tiên sẵn sàng sửa đổi cả các quy định liên quan đến khu công nghiệp Rajin Sonbong, gần biên giới. Bình Nhưỡng đã cho sửa đổi luật về đặc khu kinh tế Nason nhằm hỗ trợ về mặt pháp lý cho việc thu hút nguồn vốn từ bên ngoài. Chính quyền đã thực hiện việc giảm thuế, các nhà đầu tư nước ngoài được toàn quyền quản lý doanh nghiệp mà không lo về sự can thiệp của chính quyền, mức lương tối thiểu chỉ 80 USD một tháng, thấp hơn so với mức lương ở Trung Quốc Nhưng kết quả thu về chưa được như ý. Các nhà phân tích và thương nhân nước ngoài vẫn còn hoài nghi về CHDCND Triều Tiên. Họ cho rằng môi trường đầu tư ở quốc gia này không ổn định.
Hầu hết các dự án đầu tư của Trung Quốc vào CHDCND Triều Tiên trong các lĩnh vực giao thông, phát điện và cơ sở hạ tầng đều tập trung ở đặc khu kinh tế Rason nằm ở phía Đông Bắc. Khu Rason có quy mô lớn hơn nhiều so với Kaesong và được xem là nền móng cho các hoạt động đầu tư của Trung Quốc ở Triều Tiên. Trung Quốc đã quyết định đầu tư 3 tỷ USD để phát triển khu kinh tế thương mại ở Đông Bắc CHDCND Triều Tiên Họ sẽ xây dựng một sân bay, một nhà máy điện và một tuyến đường sắt xuyên biên giới và các cầu cảng ở khu công nghiệp Rason. Đổi lại, Trung Quốc được phép sử dụng cảng Rason trong 50 năm Các nhà đầu tư Trung Quốc đã xây dựng con một con đường từ Rason đến Trung Quốc và Nga đã xây dựng các tuyến đường sắt nối vào tuyến đường sắt xuyên Siberi. Yanbian là một công ty Trung Quốc có đóng góp lớn đối với sự phát triển ở Rason, công ty này đã có mặt ở đây từ cách đây 13 năm, bắt đầu từ việc xây chợ, xây sòng bạc, một bệnh viện, một nhà máy sản xuất bánh mỳ và tòa nhà viễn thông. Hiện tại công ty đang xây một nhà máy xi măng và khai thác hai mỏ sắt

### Keasong

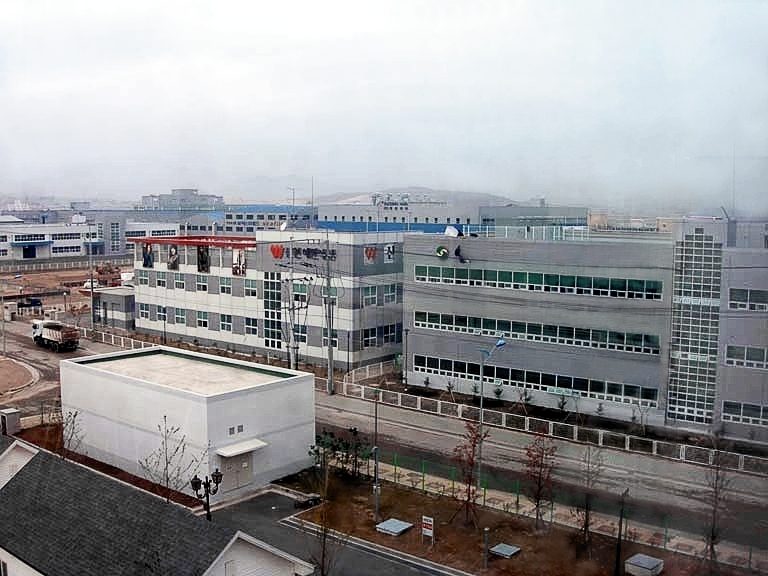
Khu công nghiệp chung Kaesong, được xem là biểu tượng duy nhất của hợp tác giữa hai miền Triều Tiên

Khu công nghiệp chung Kaesong được xem là biểu tượng duy nhất của sự hợp tác giữa hai miền Triều Tiên. Khu kinh tế thương mại này giáp với Hàn Quốc và nằm sâu 10 km bên trong biên giới CHDCND Triều Tiên về phía bắc tại thành phố Kaesong, nó được canh gác cẩn mật giữa 2 quốc gia. Thành lập và mở cửa từ năm 2004 nhưng Khu công nghiệp lại hoạt động vào năm 2002. Đây là kết quả của hội nghị thượng đỉnh năm 2000 giữa Tổng thống Hàn Quốc Kim Dae-jung và cố lãnh đạo CHDCND Triều Tiên Kim Jong-il nhằm góp phần thúc đẩy quan hệ kinh tế liên Triều. Kaesong là khu thương mại hợp tác kinh tế giữa 2 miền mang lại lợi ích kinh tế cho cả hai. Phía Hàn Quốc có thể thuê lao động rẻ từ phía CHDCND Triều Tiên, còn CHDCND Triều Tiên có thể giải quyết công ăn việc làm cho người lao động, là một nguồn tiền mặt cấp thiết cho quốc gia nghèo khó và cô lập như Triều Tiên.
Tại Kaesong, hiện có 123 công ty Hàn Quốc đang hoạt động và sử dụng hơn 53.000 lao động CHDCND Triều Tiên, chủ yếu các doanh nghiệp đầu tư chủ yếu đến từ Hàn Quốc và chủ yếu là các nhà sản xuất cỡ nhỏ và cỡ trung bình. Các công ty hoạt động ở khu công nghiệp này đã đầu tư khoảng 500 triệu USD kể từ khi nó khánh thành vào năm 2000, sau này có cả những tập đoàn hàng đầu Hàn Quốc như Samsung, Huyndai Motor và một loạt công ty khác. Ban đầu họ đã thuê 44.000 công nhân CHDCND Triều Tiên làm việc cộng với vài trăm chuyên viên, quản lý của Hàn Quốc. Các công nhân này làm việc tại hơn 100 nhà máy thuộc quyền sở hữu của Hàn Quốc, kỹ năng làm việc của công nhân ở khu này tốt hơn nhiều so với công nhân ở Trung Quốc và nhiều nước khác. Sau này quy mô tăng lên là lượng công nhân tăng lên 50.000 rồi đến 53.000 công nhân (tính tới thời điểm đóng cửa vào tháng 4 năm 2013).
Các công ty tại đây sản xuất nhiều mặt hàng từ may mặc đến đồ dùng nhà bếp, các sản phẩm sản xuất tại đây chủ yếu là các mặt hàng may mặc, quần áo, đồ gia dụng, đồng hồ linh kiện xe hơi, chất bán dẫn, các thiết bị khác và một số vật dụng khác cho các công ty đến từ Hàn Quốc. Nguồn nguyên liệu, điện, thức ăn đều mang từ phía Hàn Quốc sang. Sản phẩm sẽ chuyển về Hàn Quốc và xuất khẩu đi các nước khác như Australia, Trung Quốc và nhiều nước khác. Trung bình mỗi năm, tiền lương mà công nhân CHDCND Triều Tiên nhận được khi làm việc tại Kaesong là 92 triệu USD tức mức lương trung bình của công nhân ở đây khoảng 130 USD mỗi tháng và tiền lương của họ được trả bằng đồng USD thông qua một ủy ban quản lý CHDCND Triều Tiên, chứ không phải bằng đồng tiền của Hàn Quốc. Khu công nghiệp Kaesong làm ra sản phẩm giá trị 2 tỷ USD và tạo ra 2 tỷ USD trong giao dịch mua bán mỗi năm đồng thời mang về cho chính phủ CHDCND Triều Tiên lượng ngoại tệ 80 triệu USD tiền mặt và tạo khoảng hơn 53.000 việc làm cho nước này Riêng năm 2012, CHDCND Triều Tiên đã thu được khoản lợi nhuận 80 triệu USD trong khoản doanh thu trị giá 470 triệu USD từ những hàng hóa sản xuất tại khu công nghiệp này
Vào tháng 4 năm 2013, do căng thẳng quân sự leo thang sau khi Hàn Quốc tập trận chung với Mỹ, CHDCND Triều Tiên tuyên bố rút toàn bộ công nhân nước này về nước và đóng cửa khu công nghiệp Keasong, Bình Nhưỡng vô cùng giận dữ trước cuộc tập trận chung của Hàn Quốc và Mỹ, trước đó, năm 2009, CHDCND Triều Tiên từng cho đóng cửa khu công nghiệp vì Mỹ - Hàn tập trận chung, khiến hàng trăm người Hàn Quốc bị mắc kẹt trong Kaesong trong vài ngày. Ngay tại lúc đó, báo chí Hàn Quốc cho rằng CHDCND Triều Tiên không dám đóng cửa khu Kaesong vì nguồn thu chính và quan trọng đối với nước này cùng 53.000 công nhân CHDCND Triều Tiên nguy cơ thất nghiệp như thường lệ, CHDCND Triều Tiên thường đưa ra tất cả các kiểu đe dọa quyết liệt để làm gia tăng căng thẳng nhưng cuối cùng cũng dịu giọng sau khi đạt được những thỏa thuận về kinh tế, ngoại giao với Hàn Quốc cũng như các bên liên quan, mục đích là gây sức ép để dễ dàng đạt được một thỏa thuận nào đó. Tuy nhiên, lãnh đạo CHDCND Triều Tiên quyết tâm và đóng cửa khu công nghiệp khiến nhiều nhà quan sát phải bất ngờ.

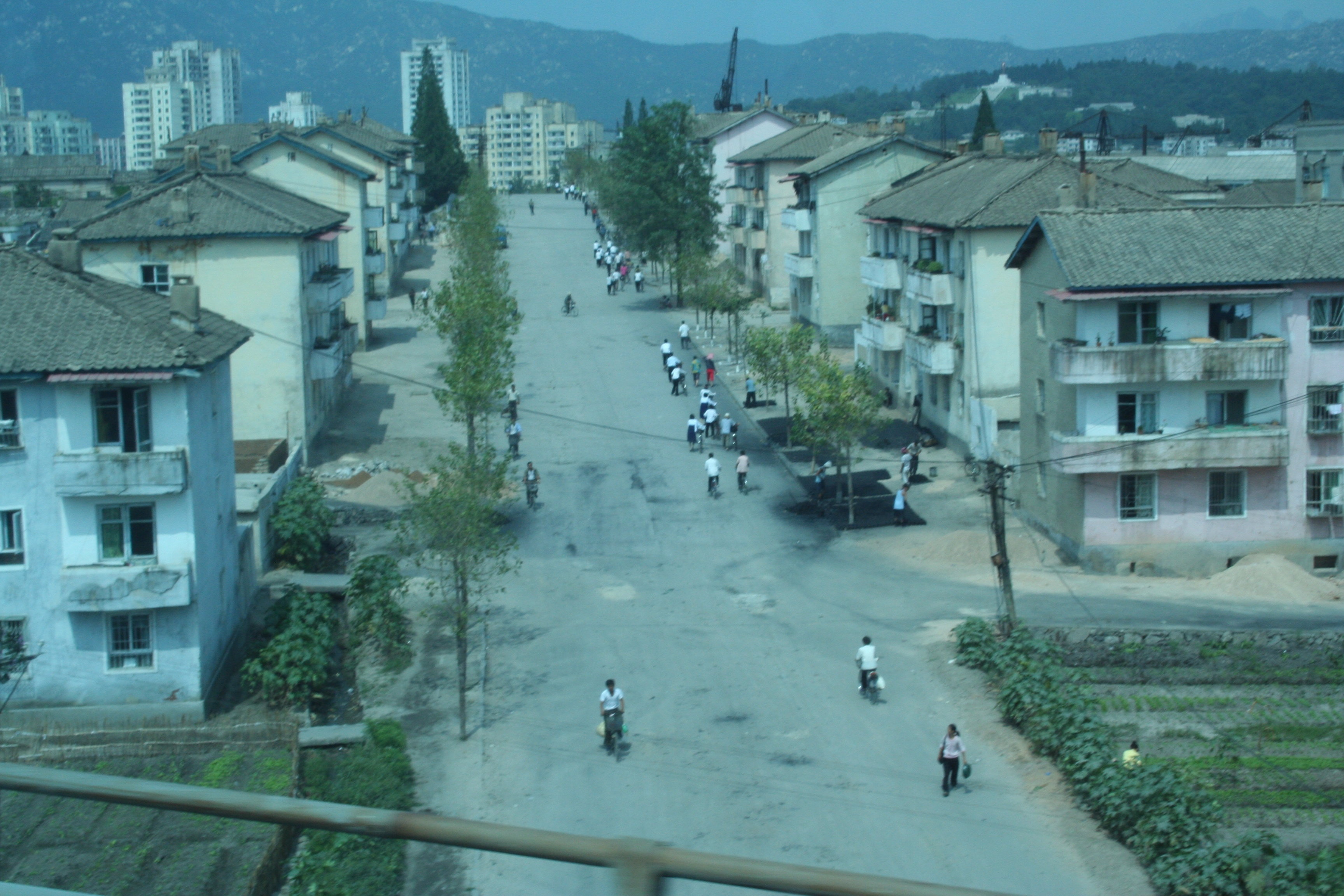
Khu công nghiệp Keasong

Việc đóng cửa khu công nghiệp Kaesong được cho là một cái giá đắt đối với CHDCND Triều Tiên trong nỗ lực xóa đói giảm nghèo. Việc CHDCND Triều Tiên rút toàn bộ 53.000 lao động ở khu công nghiệp Kaesong từ tháng 4 năm 2013 còn khiến các công ty Hàn Quốc làm ăn ở đây thiệt hại tới 935 triệu USD, về lâu dài, thiệt hại sẽ lớn hơn, có thể lên đến 5,5 tỷ USD vì các công ty Hàn Quốc đầu tư vào khu công nghiệp này có thể bị phá sản.
Việc CHDCND Triều Tiên đóng cửa khu công nghiệp Kaesong chung với Hàn Quốc cho thấy Bình Nhưỡng sẵn sàng đặt các vấn đề chính trị lên trên những cải cách kinh tế cần thiết đồng thời là sự lệ thuộc vào Trung Quốc mà Bình Nhưỡng không cần tiền lương từ khu công nghiệp vẫn có thể tồn tại được do đó CHDCND Triều Tiên vẫn tỏ ra không khoan nhượng khi đánh mất con bò sữa Kaesong. Từng không ít lần CHDCND Triều Tiên đem Kaesong ra làm lá bài mặc cả với Hàn Quốc, nhưng việc đóng cửa kéo dài từ đầu tháng 4 năm 2013 là lần Bình Nhưỡng có hành động mạnh tay nhất.
Việc đóng cửa các nhà máy trong khu công nghiệp cũng là một thông điệp mạnh mẽ mà CHDCND Triều Tiên muốn gửi tới Hàn Quốc, ngụ ý tiền chẳng có nghĩa lý gì đối với thể chế của họ và chương trình tên lửa hạt nhân cũng không phải dùng để mua bán và cũng không thể đánh đổi bằng tiền. Ngoài ra, Bình Nhưỡng dám đóng cửa Kaesong là do quan hệ thương mại với Trung Quốc ngày càng lớn, thương mại Trung - Triều đã tăng lên mức 5,9 tỷ USD vào năm 2012, từ mức 3,4 tỷ USD vào năm 2010, khoảng 2/3 trong số 351 liên doanh của CHDCND Triều Tiên với nước ngoài là liên doanh với Trung Quốc, còn lại là các liên doanh với Hàn Quốc, Nhật Bản và một số quốc gia châu Âu. Đối với hơn 50.000 công nhân mất việc, Bình Nhưỡng có thể đưa họ quay lại những đơn vị lao động quốc doanh mà họ đã làm việc trước kia.
Sau đó, Hàn Quốc và CHDCND Triều Tiên đồng ý mở lại khu công nghiệp Kaesong, một thỏa thuận về việc khởi động lại hoạt động tại khu công nghiệp Kaesong đã đạt được sau vòng đàm phán lần thứ 7 sau 133 ngày đóng cửa. Một điểm quan trọng là bảo đảm khu công nghiệp Kaesong không bị đóng cửa lần nữa và tiến tới việc mở lại công cuộc khôi phục liên doanh này vì việc khu công nghiệp này tạm đóng cửa cũng gây ra thiệt hại không ít cho cả hai quốc gia. Thỏa thuận mới cũng khẳng định rằng một ủy ban hỗn hợp sẽ được thành lập có liên quan đến việc bồi thường các tổn thất về kinh tế do hậu quả vụ đóng cửa khu công nghiệp Kaesong

## Cấm vận và trừng phạt
Liên Hợp Quốc áp đặt lệnh trừng phạt CHDCND Triều Tiên bắt đầu từ sau vụ thử hạt nhân năm 2006, lệnh cấm này nhằm ngăn chặn Bình Nhưỡng phát triển vũ khí hạt nhân Liên Hợp Quốc cấm CHDCND Triều Tiên mua bán tên lửa và các vũ khí hạng nặng khác, để trừng phạt chương trình hạt nhân gây tranh cãi của nước này đặc biệt cấm Triều Tiên nhập và xuất khẩu hầu hết các loại vũ khí, do Bình Nhưỡng phát triển vũ khí hạt nhân dẫn đến nhiều tài sản của các tổ chức làm ăn hoặc ủng hộ CHDCND Triều Tiên đã bị đóng băng. Hội đồng Bảo an Liên Hợp Quốc thông qua biện pháp cấm cung cấp vũ khí và thiết bị quân sự cho nước này. Hầu hết các sản phẩm có tiềm năng sử dụng kép – tức là có thể được quân đội sử dụng - bao gồm máy vi tính, có thể thuộc hạng mục cấm được xuất khẩu từ hầu hết các quốc gia vào CHDCND Triều Tiên. Ngoài ra, họ cũng cấm xuất khẩu các xa xỉ phẩm, nhưng cho phép mỗi quốc gia tự đưa ra định nghĩa riêng đó gồm những đồ gì. Nhật Bản đưa vào danh sách cấm xuất khẩu sang Bình Nhưỡng gồm thịt bò, trứng cá muối, cá ngừ, xe hơi loại sang, xe máy, camera.
Sau đó Nghị quyết trừng phạt gần đây nhất cấm việc vận chuyển hàng hóa xa xỉ, như thuyền buồm và đồ trang sức cao cấp trang Triều Tiên để nhằm vào tầng lớp quý tộc Bình Nhưỡng Từ năm 2009, cộng đồng quốc tế đã áp đặt lệnh cấm vận nghiêm khắc lên tất cả các mặt hàng xa xỉ được nhập vào CHDCND Triều Tiên, tuy nhiên, điều đó cũng không ngăn cấm được hàng hóa chảy vào từ Trung Quốc và CHDCND Triều Tiên thường vi phạm lệnh cấm vận của Liên Hợp Quốc, cấm mua hàng xa xỉ phẩm dành cho chính phủ CHDCND Triều Tiên. Chính phủ Mỹ cũng trừng phạt kinh tế CHDCND Triều Tiên bằng cách cấm xuất khẩu những vật dụng như máy nghe nhạc iPod, tivi plasma và xe chạy điện Segway sang nước này, đó là nỗ lực hướng đòn trừng phạt thương mại vào những vật dụng mà họ cho rằng Chủ tịch Kim Chính Nhật và những người giàu có ở CHDCND Triều Tiên có thể ưa thích. Danh sách dự kiến còn bao gồm cả rượu cognac, đồng hồ Rolex, thuốc lá, xe hơi, xe máy Harley Davidson, thậm chí cả cả motor lướt sóng Jet Ski. Lệnh cấm bao gồm cả các thiết bị thể thao và âm nhạc.

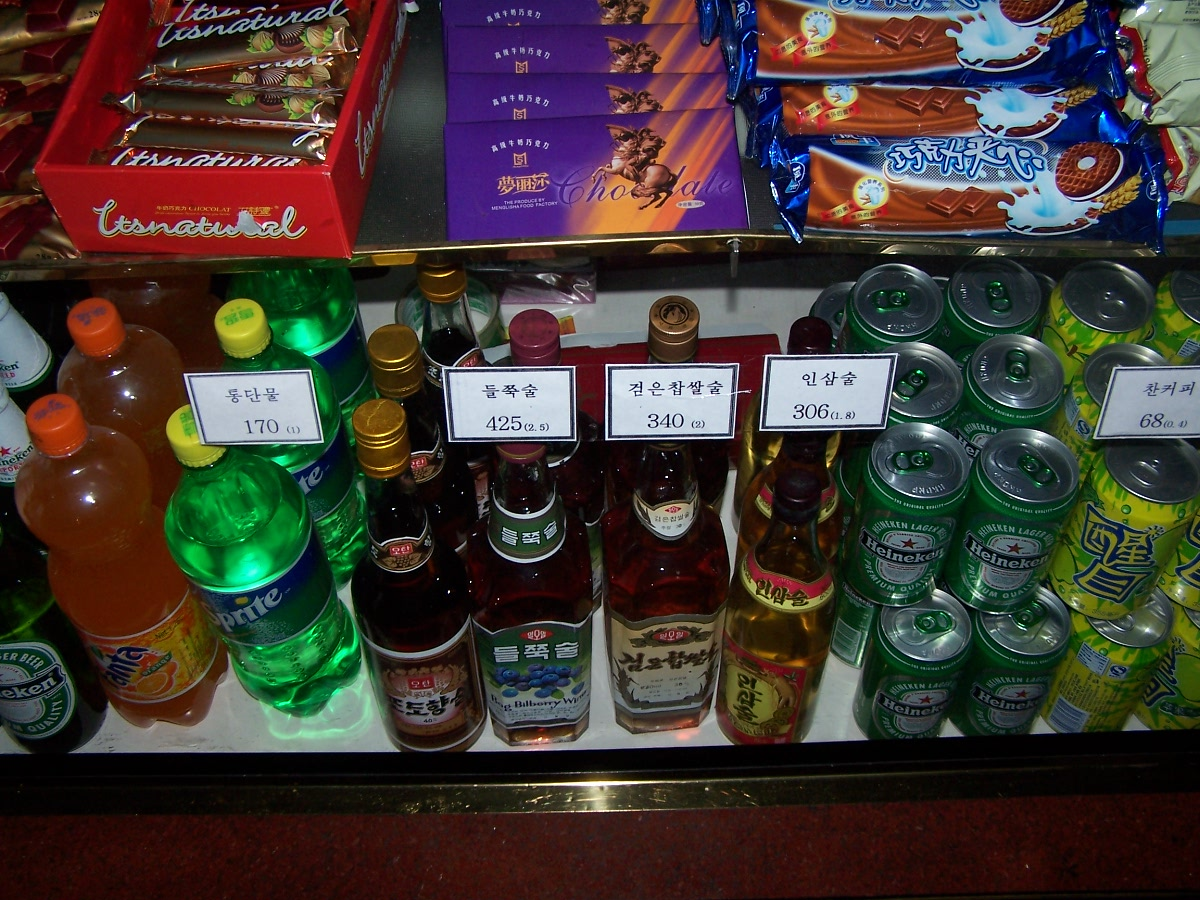
Bất chấp lệnh trừng phạt, các hàng hóa nhập ngoại vẫn được bày bán ở Bình Nhưỡng

Tiếp đến, Mỹ siết chặt các biện pháp trừng phạt kinh tế đối với CHDCND Triều Tiên bằng cách thêm tên 4 cá nhân và 8 tổ chức vào danh sách "những cá nhân đặc biệt" bị cấm giao thương với Mỹ và những công dân Mỹ. Chính phủ Mỹ đang xem xét 24 tổ chức và 4 cá nhân CHDCND Triều Tiên sẽ chịu cấm vận tài chính trong bối cảnh Washington sẽ thực hiện cấm vận đối với Bình Nhưỡng. 24 tổ chức liên quan đến CHDCND Triều Tiên dự kiến sẽ bị trừng phạt tài chính theo nghị quyết của Hội đồng bảo an Liên hợp quốc và mệnh lệnh hành chính của Mỹ, trong đó có các doanh nghiệp CHDCND Triều Tiên và công ty Kohas AG của Thụy Sĩ, 4 cá nhân sẽ chịu cấm vận trong đó có Thống đốc Ngân hàng thương mại Tanchon Kim Tong-myong (người đang bị nghi ngờ quản lý quỹ của Nhà lãnh đạo Triều Tiên Kim Jong-il) và Giám đốc Kohas AG Jakob Steiger. Chính quyền của Mỹ luôn hy vọng các lệnh trừng phạt của cộng đồng quốc tế, đặc biệt là từ Trung Quốc nước có quan hệ thương mại và đầu tư chủ yếu của CHDCND Triều Tiên, sẽ khiến ông Kim phải ngừng chương trình hạt nhân của mình và ngồi lại bàn đàm phán tìm kiếm một giải pháp mang tính ngoại giao. Về phía các công ty đa quốc gia phương Tây thì tránh kinh doanh trực tiếp với CHDCND Triều Tiên vì họ sợ bị Bộ Tài chính Hoa Kỳ phạt, tuy nhiên, đối với doanh nghiệp nhỏ hơn, cho dù từ phương Tây hay Trung Quốc, mọi chuyện không quá khó khăn để kinh doanh ở đất này.
Một báo cáo của Hàn Quốc cho biết nền kinh tế của Bình Nhưỡng sẽ gặp khó khăn hơn vào cuối năm 2009 trong bối cảnh cộng đồng quốc tế tiến hành biện pháp cấm vận, quan hệ liên Triều bế tắc và chuyển giao quyền lực ở miền Bắc. Đối với các lệnh cấm vận, phía Trung Quốc vẫn giữ lập trường phản đối cấm vận kinh tế Triều Tiên, lo ngại rằng cấm vận có thể mở đường cho hành động quân sự. Nhiều nước tẩy chay hoạt động thương mại và phong tỏa tài khoản của CHDCND Triều Tiên, do lệnh trừng phạt của Liên hợp quốc liên quan các vụ thử tên lửa của nước này, đã đẩy nền kinh tế của CHDCND Triều Tiên thêm khó khăn.
CHDCND Triều Tiên cũng phản đối bị cấm vận thiết bị trượt tuyết, CHDCND Triều Tiên đã chỉ trích một quyết định cấm bán thiết bị lắp đặt cho khu nghỉ dưỡng trượt tuyết Masik ở nước này, cho rằng các lệnh cấm vận của Liên hợp quốc đang cản trở sự phát triển kinh tế của CHDCND Triều Tiên. Hành động ngăn cản này là vi phạm bừa bãi Hiến chương Liên hợp quốc, trong đó quy định các biện pháp trừng phạt không được phép áp đặt đối với những thực thể và hoạt động hòa bình của nhân loại, cũng như người dân tại các nước liên quan. Việc bán các thiết bị cho dự án khu trượt tuyết của CHDCND Triều Tiên là vi phạm lệnh cấm xuất khẩu hàng xa xỉ cho quốc gia bị cáo buộc là phát triển vũ khí hạt nhân này